# Rochefort (Charente-Maritime)
Pour les articles homonymes, voir Rochefort.
Rochefort-sur-Mer redirige ici.

Position de Rochefort en Charente-Maritime.

Rochefort, appelée aussi Rochefort-sur-Mer, est une commune du sud-ouest de la France située dans le département de la Charente-Maritime (région Nouvelle-Aquitaine). Ses habitants sont appelés les Rochefortais et les Rochefortaises.
Rochefort est établie dans un méandre de la Charente, entièrement sur la rive droite du fleuve, ce qui la place dans l'ancienne province de l'Aunis. C'est une « ville nouvelle » créée en 1666 pour y établir un chantier de construction pour la marine de guerre avec un arsenal maritime et militaire qui deviendra le principal du royaume. De ce passé prestigieux, Rochefort hérite d'un patrimoine urbain qui lui vaut d'être classée ville d'art et d'histoire.
Depuis la fermeture de son arsenal militaire en 1926 et le départ en 1927 de la Marine nationale, notamment de la Préfecture maritime, Rochefort a dû reconvertir son économie urbaine. Malgré cette infortune de son histoire urbaine, la cité est devenue le deuxième pôle industriel de la Charente-Maritime dont les activités sont principalement spécialisées dans la construction aéronautique, les chantiers nautiques de plaisance et la plasturgie. Son port de commerce, encore actif sur la Charente, participe à la diversification de ses fonctions urbaines. Rochefort a également conservé un rôle de commandement local (sous-préfecture, siège de la Communauté d'agglomération Rochefort Océan, services judiciaires, chambre de commerce et d'industrie, enseignement et formation professionnelle). De plus, la ville est devenue une cité thermale et touristique de plus en plus fréquentée (7e ville thermale de France avec 15 000 curistes par an).
Par sa population, elle est la quatrième aire d'attraction des villes de la Charente-Maritime avec 66 193 habitants en 2021 et, pendant un temps, a participé à un rapprochement interurbain avec La Rochelle dans le cadre du bipôle La Rochelle-Rochefort

## Géographie

### Situation géographique
La ville de Rochefort est située dans le Sud-Ouest de la France, au centre de la côte atlantique dont elle est distante d'une dizaine de kilomètres à vol d'oiseau ; elle appartient ainsi au « Midi atlantique ».
Ville fluviale et d'estuaire, Rochefort dispose du pont le plus aval sur la Charente, avant l'embouchure.

#### Un passage entre l'Aunis et la Saintonge
Située sur la route reliant les deux principales villes du département : La Rochelle au Nord et Saintes au Sud-Est, la ville est desservie par l'autoroute Saintes-Rochefort qui se prolonge au Nord de l'agglomération par la D 137 à 2 × 2 voies en direction de La Rochelle, et au Sud en direction de Bordeaux. Elle est également reliée par une 2 × 2 voies à Saint-Agnant via le pont-viaduc sur la Charente. Une rocade urbaine contourne la ville par l'Ouest pour assurer la continuité du réseau routier entre La Rochelle et Saint-Agnant, et au-delà, vers Marennes, l'île d'Oléron et Royan.
Rochefort possède une gare ferroviaire au trafic voyageurs important qui la relie aux grandes métropoles régionales de Nantes, au Nord, et de Bordeaux, au Sud, ainsi qu'avec les villes régionales de La Rochelle, Saintes et Angoulême.
Enfin, Rochefort est à proximité de l'aéroport de Rochefort - Charente-Maritime – civil et militaire – situé au Sud du fleuve, dans la commune de Saint-Agnant.

#### Communes limitrophes
| Vergeroux                  | Breuil-Magné | Loire-les-Marais |
| Saint-Nazaire-sur-Charente | Rochefort    | Tonnay-Charente  |
| Soubise                    | Échillais    | Saint-Hippolyte  |

### Axes de communication

#### Liaisons routières et autoroutières
(distance de centre-ville à centre-ville)
- Accès au Nord-Ouest de la ville :
  - à 13 km de Fouras (D 137 à 2 × 2 voies)
  - à 34 km de La Rochelle (D 137 à 2 × 2 voies) en 25 min, c'est l'axe routier le plus fréquenté de la Charente-Maritime.
  - à 171 km de Nantes (D 137 à2 × 2 voies) (partiellement), puis A83  7)
- Accès au Nord-Est de la ville :
  - à 30 km de Surgères (D 911)
  - à 65 km de Niort (D 911, puis N 11 à 2 × 2 voies)
  - à 150 km de Poitiers (D 911, N 11 à 2 × 2 voies puis A10)
  - à 480 km de Paris (A10  33) en 4 h 30 min.
- Accès au Sud de la ville :
  - à 24 km de Marennes (D 733 en 2 × 2 voies, puis D 123)
  - à 28 km de l'île d'Oléron (D 733 à 2 × 2 voies, puis D 123 par le pont-viaduc d'Oléron)
  - à 41 km de Royan (D 733) en 35 min.
  - à 162 km de Bordeaux (D 137 ou A837  31 et  32 puis A 10  35) en 1 h 56 min
- Accès à l'Est de la ville :
  - à 46 km de Saintes (D 137 ou A837 en 45 min. 31 et  32)
  - à 41 km de Saint-Jean-d'Angély (D 739) en 31 min

Le projet de l'autoroute A831 devant relier Rochefort à Fontenay-le-Comte (lien entre l'A 83 et l'A837), déclaré d’utilité publique en 2005, a été abandonné en 2015. Cependant, des études ont été lancées pour son remplacement par un aménagement routier entre Fontenay-le-Comte et Rochefort via Marans.

#### Liaisons ferroviaires
La ligne n'étant pas électrifiée, la circulation des trains est assurée par des rames Bi-modes en traction diesel de La Roche-sur-Yon à Bordeaux:
- trois ou quatre liaisons aller/retour quotidiennes par train Intercités : Nantes ⇔ La Rochelle ⇔ Bordeaux ;
- cinq liaisons quotidiennes par TER Nouvelle-Aquitaine La Rochelle ⇔ Rochefort ⇔ Saintes/Angoulême/Limoges/Bordeaux
- neuf liaisons quotidiennes cadencées par TER Nouvelle-Aquitaine La Rochelle ⇔ Rochefort
- deux liaisons quotidiennes par autocar pour la gare TGV de Surgères à destination de Poitiers/Tours/Paris-Montparnasse.

| Ligne | Caractéristiques                       | Caractéristiques                       | Caractéristiques                       | Caractéristiques                       | Caractéristiques                       | Caractéristiques                       | Caractéristiques                       | Caractéristiques                       | Caractéristiques                       |
| ----- | -------------------------------------- | -------------------------------------- | -------------------------------------- | -------------------------------------- | -------------------------------------- | -------------------------------------- | -------------------------------------- | -------------------------------------- | -------------------------------------- |
| F15U  | ROCHEFORT ↔ LA ROCHELLE PORTE DAUPHINE | ROCHEFORT ↔ LA ROCHELLE PORTE DAUPHINE | ROCHEFORT ↔ LA ROCHELLE PORTE DAUPHINE | ROCHEFORT ↔ LA ROCHELLE PORTE DAUPHINE | ROCHEFORT ↔ LA ROCHELLE PORTE DAUPHINE | ROCHEFORT ↔ LA ROCHELLE PORTE DAUPHINE | ROCHEFORT ↔ LA ROCHELLE PORTE DAUPHINE | ROCHEFORT ↔ LA ROCHELLE PORTE DAUPHINE | ROCHEFORT ↔ LA ROCHELLE PORTE DAUPHINE |
|       | Longueur 31,65 km                      | Durée 0 h 36                           | Nb. arrêts 7                           | Soirée / Dimanche - Férié · /          | Horaires 5 h 44 - 20 h 43              | Réseau TER Nouvelle-Aquitaine          |                                        |                                        |                                        |

#### Liaisons aériennes
L'aéroport Rochefort-Saint-Agnant est situé à 9 km au Sud de Rochefort (par la D 733 à 2 × 2 voies). Géré directement par le conseil départemental de la Charente-Maritime, il accueille des appareils militaires, de tourisme et d'affaires.

### Le cadre géographique

#### Une ville fluviale

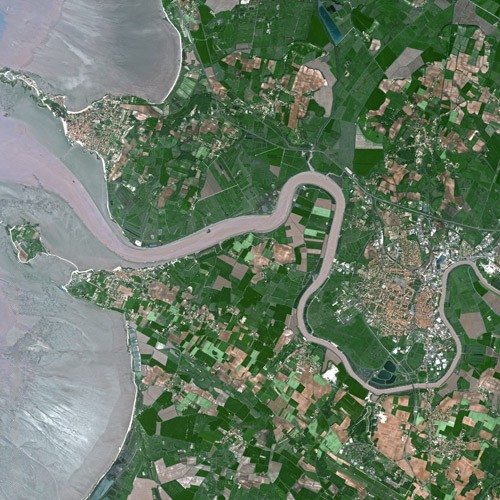
Photo satellite de Rochefort.

Rochefort est bâtie sur le bord de la Charente, à 14 Km de son estuaire, dans son avant-dernier méandre avant la mer. La ville a été créée en 1666 à l'initiative du ministre Colbert, pour les besoins de la Marine de guerre afin d'y créer un nouvel arsenal militaire. Le site offrait, en plus du fait d'être un domaine royal engagé qui pouvait être repris, de l'avantage d'être en retrait de la côte et des attaques anglaises, facilement approvisionné en denrées et en matériaux par la navigation sur la Charente avec le port fluvial de Tonnay.

#### Un site peu favorable à l'urbanisation
Rochefort est située entre deux grands espaces de marais qui ont constitué pendant longtemps des obstacles à son développement avant qu'ils ne soient asséchés à partir du XVIIe siècle pour lutter contre l'insalubrité. Au Nord de la ville s'étend le marais de Rochefort - qui englobe également le marais de la Petite Flandre, nommé ainsi en raison de la venue d'ingénieurs hollandais -  et au Sud, au-delà de la rive gauche du fleuve, se situe le vaste marais de Brouage, dont les travaux d'assèchement ont été entrepris dès le XVIe siècle.
La vieille ville de Rochefort et son faubourg ont été édifiés sur une table calcaire du jurassique qui correspond à une ancienne île avant le retrait de la mer à l'époque celtique dont l'altitude ne dépasse pas 20 mètres; le développement urbain contemporain s'est étendu sur les parties asséchées des marais et sur des zones inondables en bordure du fleuve, notamment le quartier portuaire et industriel.

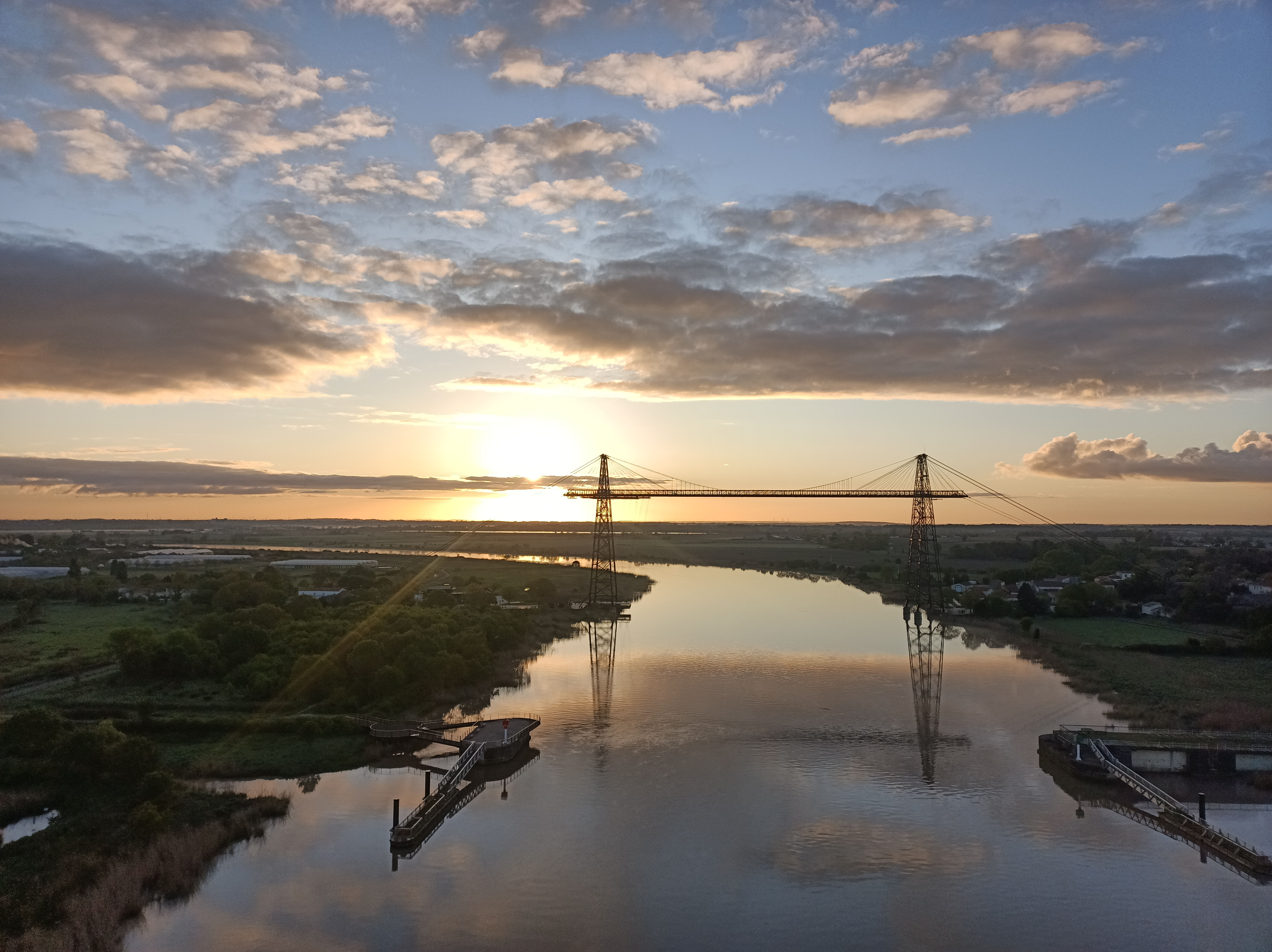
Le pont de Rochefort un beau matin.

L'impossibilité de construire sur la Charente un pont qui entravait le passage des voiliers mâtés de haute-mer sur la Charente, a limité l'accès de Rochefort à une seule route au Nord en direction de La Rochelle et de Surgères. L'accès à la rive gauche de la Charente se faisait exclusivement par le bac de Soubise jusqu'à l'édification en 1900 du pont transbordeur permettant une seconde route vers Marennes et Royan.
La construction de la voie ferrée en 1857, réalisée au Nord de la ville à travers le marais de Rochefort, a donnée une relation directe avec Paris. La voie ferrée qui relie Rochefort à Saintes le long de la vallée de la Charente a été construite 1867, et une liaison ferroviaire doublant la route de La Rochelle a été établie en 1873.

#### Géologie
Le site urbain de Rochefort obéit à des conditions naturelles assez contraignantes dues, d'une part, à sa position dans un large méandre de la Charente et, d'autre part, à sa situation de contact avec des marais desséchés au Nord de la ville. Cette situation particulière de la ville découle d'une géologie dont les assises sont relativement simples mais en réalité peu favorables à une urbanisation du site.
Au Nord-Ouest, se trouvent les plus hautes altitudes de la ville qui s'élèvent à 18 mètres dans la partie Nord de la vieille ville, allant jusqu'à 30 mètres dans la zone commerciale des Quatre-Ânes, en bordure de la route, en direction de La Rochelle. Cette partie de la ville est en effet établie sur une assise du Crétacé inférieur dont l'étage correspond à celui du Cénomanien inférieur. Le substratum calcaire correspond à une ancienne île qui fait partie des nombreuses autres îles qui émergeaient dans l'ancien golfe santonique, aujourd'hui entièrement colmaté et occupé par le Marais de Rochefort, au Nord de la vallée de la Charente. Cette île du Crétacé, qui est de même nature géologique que celle de la Pointe de la Fumée dans la Presqu'île de Fouras et de l'île d'Aix, à l'Ouest, est un substrat du Cénomanien inférieur qui s'étire sur toute la rive droite de la Charente et s'étend jusqu'à Burie, en limite du département de la Charente. Dans la commune voisine de Breuil-Magné, cet étage géologique est en contact avec l'effleurement du Jurassique supérieur, représenté ici par le Kimméridgien.
Tout le reste du soubassement géologique de Rochefort repose sur des terrains du Quaternaire, constitués essentiellement par des alluvions anciennes et modernes. Ces dernières ont envahies progressivement la vallée de la Charente où le fleuve a creusé de larges méandres en rencontrant des terrains tendres et meubles.
Ces formations du Quaternaire, constituées d'argiles fines, dénommées localement bri, sont de faible élévation, généralement inférieures à 3 mètres en bordure du fleuve, et sont occupées aujourd'hui par des marais d'origine fluviatile. Au nord-est de la ville, en limite des communes de Loire-les-Marais et de Tonnay-Charente, le marais de la Petite Flandre, portion du marais de Rochefort, a été desséché vers la fin du XVIIIe siècle, au temps de l'intendant Guéau de Reversaux. Au sud-ouest de la ville, dans la boucle que forme le fleuve, le marais de Martrou et la prée de Soubise, qui correspondent à de grandes étendues du marais fluviatile, sont aujourd'hui le domaine de la station de lagunage et de prées horticoles, prairies naturelles longeant la Charente converties en vastes serres horticoles.
La ville fondée par Colbert en 1666 est établie sur l'ancienne île calcaire de Rochefort, un peu en retrait du fleuve. Le site en bordure de la Charente et en contrebas de la ville où est construite la Corderie royale est un ancien marais asséché qui a nécessité pour sa fondation de créer un radier de madriers en chêne. Au Nord-Est, du côté de Tonnay-Charente, les industries, les entrepôts et des grandes surfaces commerciales se sont développées le long de la Charente, desservis par des ports, la grande route entre Saintes et La Rochelle, puis par des lignes de chemins de fer militaires, commerciales et voyageurs.

#### Topographie urbaine

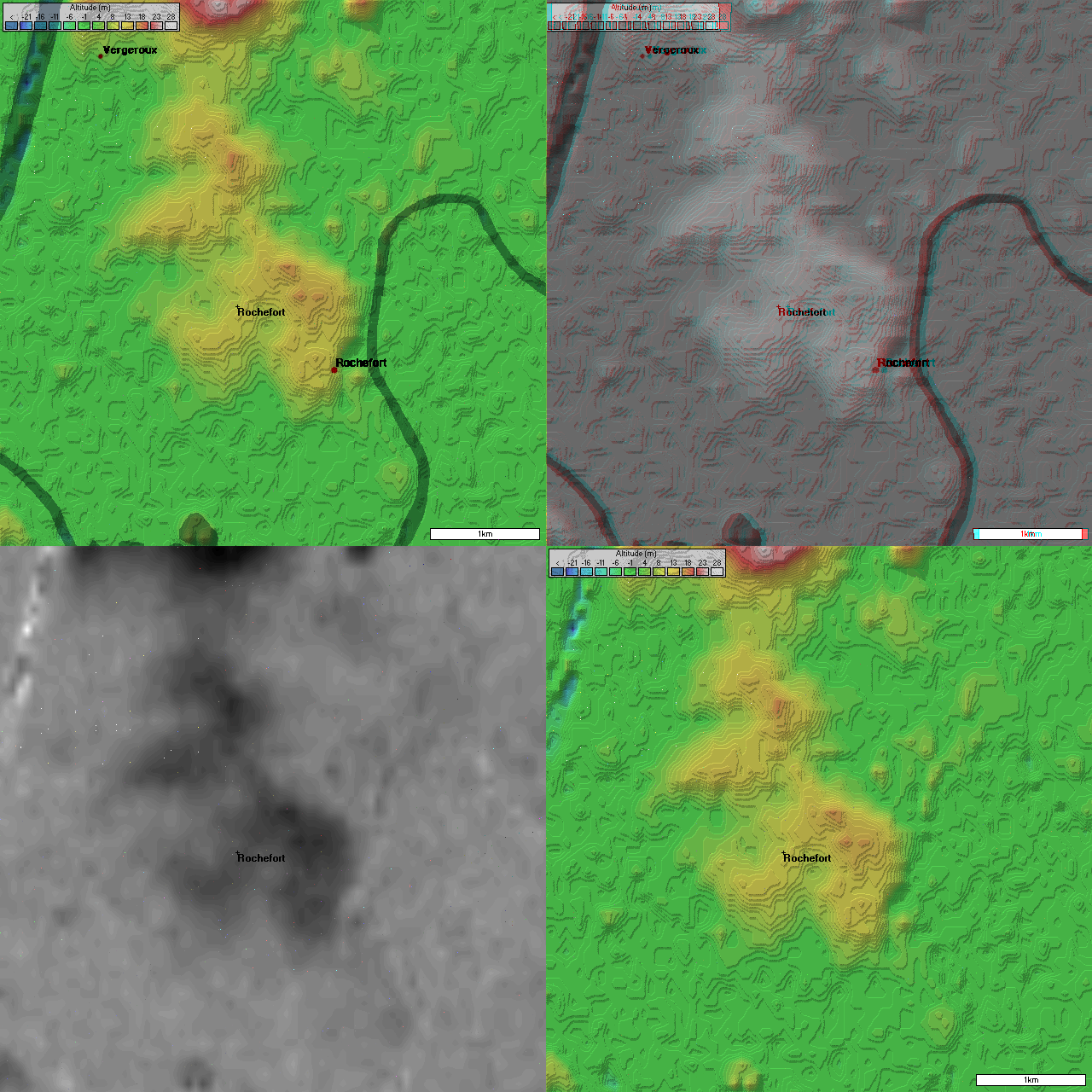
Topographie de Rochefort.

La cité historique a été originellement édifiée dans la boucle d'un méandre de la Charente qui contourne un relief du Crétacé inférieur. La ville est bâtie en retrait par rapport au fleuve qui s'écoule dans une vallée inondable et submersible vers l'Est. Le fleuve se trouve invisible depuis la ville, seule la haute silhouette métallique du pont transbordeur rappelle le caractère fluvial de cette ville née avec et pour le fleuve. Ces terrains calcaires de faible élévation surplombent d'une dizaine de mètres en moyenne la basse vallée fluviale à l'Est, au Sud et à l'Ouest, et s'abaissent lentement vers le Nord en direction du Marais de Rochefort.
Au Nord-Ouest, la plate-forme de l'ancienne île de Rochefort s'élève doucement pour atteindre son point culminant à 30 mètres d'altitude, dans le secteur de la zone commerciale des Quatre-Ânes, non loin de la commune de Vergeroux.
Dans son ensemble, la topographie de la ville est assez uniforme ; les ondulations de terrain sont plus marquées à l' Ouest et au Nord-Ouest, et la ville offre un paysage de terrain plat sans accident de relief notable.
Dans la vallée du fleuve à l'Est, au Sud et à l'Ouest de la ville, les altitudes varient entre le niveau marin et les 3 mètres de hauteur en général. Ces terrains sont peu urbanisés et laissés le plus souvent à l'état de marais, car ils sont sujets à des inondations lors des crues hivernales.

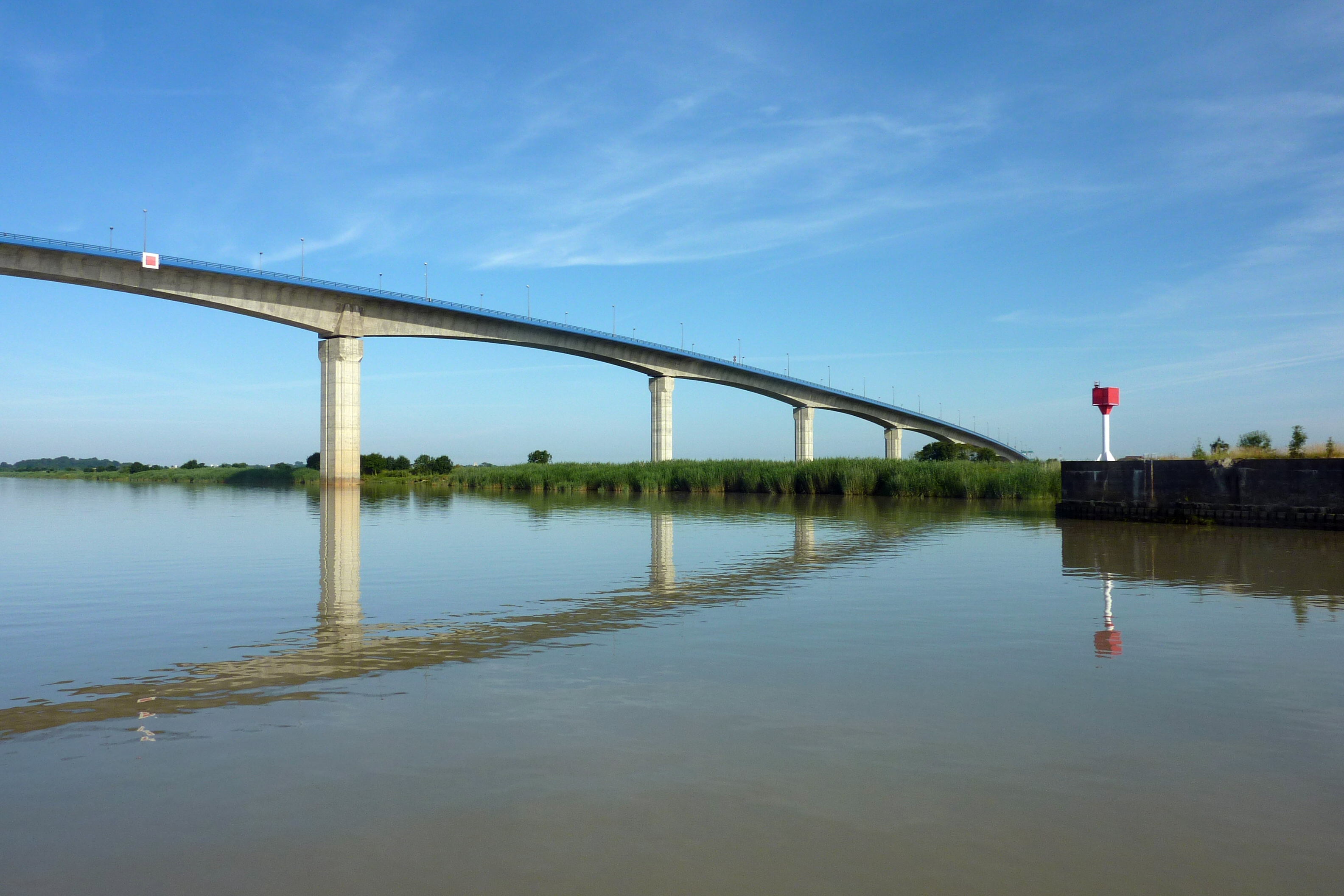
Le viaduc de Martrou, pont à et haut de 41 mètres, franchit la Charente au sud de Rochefort.

Dans la partie Sud du méandre, se situent les ponts sur la Charente dont le plus ancien, aujourd'hui classé monument historique, a été inauguré en juillet 1900, et le plus moderne a été mis en service en 1991. Ce dernier constitue le dernier viaduc routier d'importance à avoir été édifié en Charente-Maritime. Ces différents ponts sont construits dans des zones inondables de la vallée mais au point de l'estuaire où le fleuve offre les meilleures conditions techniques de son franchissement.
Enfin, le marais de Rochefort, qui s'étend au Nord et au Nord-Est de la ville, est ceinturé de canaux de drainage dont le canal de Genouillé qui fait limite avec la ville voisine de Tonnay-Charente et se jette dans la Charente au site du Pont Rouge. Cet important collecteur reçoit sur sa rive droite les eaux du canal de Saint-Louis qui draine le marais de la Petite Flandre, puis celles du canal des Longées et du canal de Loire qui drainent la partie orientale du marais de Rochefort. Cette confluence des canaux est située dans le quartier urbain et industriel de Pont-Neuf, au Nord-Est de Rochefort, qui est contigu au quartier urbain de La Fraternité à Tonnay-Charente. Une partie de ces zones résidentielles est riveraine du fleuve et occupée par des usines, des entrepôts, des voies de communications routières et ferroviaire et enfin le bassin du port de commerce.

#### Climat
Le climat de la Charente-Maritime est essentiellement de type tempéré, mais en raison l’effet modérateur de la mer, le département bénéficie d’un climat océanique, plus doux et plus chaud, appelé climat tempéré océanique aquitain. L’ensoleillement de la Charente-Maritime est de 2250 heures de soleil par an. Les hivers y sont doux (quatre jours de neige par an), et la pluviométrie, modérée (755 mm de pluie par an), est surtout concentrée sur les mois d’automne et d’hiver. À la belle saison, les températures sont adoucies par la brise de mer, due à l’inertie thermique de l’océan, et qui se traduit par un vent parfois soutenu qui souffle en provenance de la mer l’après-midi.
| Mois                                             | jan.         | fév.         | mars         | avril        | mai          | juin         | jui.         | août         | sep.         | oct.         | nov.         | déc.         | année     |
| ------------------------------------------------ | ------------ | ------------ | ------------ | ------------ | ------------ | ------------ | ------------ | ------------ | ------------ | ------------ | ------------ | ------------ | --------- |
| Température minimale moyenne (°C)                | 3,8          | 3,6          | 5,4          | 7,3          | 11           | 14           | 15,5         | 15,5         | 12,5         | 10,4         | 6,4          | 3,9          | 9,1       |
| Température moyenne (°C)                         | 6,8          | 7,3          | 9,6          | 11,8         | 15,6         | 18,8         | 20,4         | 20,5         | 17,6         | 14,5         | 9,7          | 6,8          | 13,3      |
| Température maximale moyenne (°C)                | 9,8          | 11           | 13,9         | 16,2         | 20,3         | 23,6         | 25,2         | 25,5         | 22,7         | 18,5         | 13           | 9,8          | 17,5      |
| Record de froid (°C) date du record              | −8,8 02.1997 | −8,4 09.2012 | −8,7 01.2005 | −2,5 04.2022 | 2 14.2010    | 6 01.2006    | 9,3 13.1993  | 8,6 29.1993  | 4,7 25.2002  | −1,9 30.1997 | −5,8 23.1993 | −9,2 29.1996 | −9,2 1996 |
| Record de chaleur (°C) date du record            | 17 13.1993   | 23 27.2019   | 26,2 31.2021 | 30,3 30.2005 | 33,2 16.1992 | 40,6 18.2022 | 41,4 18.2022 | 40,1 04.2003 | 35,5 03.2005 | 30,2 02.2011 | 23 08.2015   | 19,7 31.2021 | 41,4 2022 |
| Précipitations (mm)                              | 69,8         | 54,4         | 55,6         | 68,3         | 56,8         | 42,3         | 39,4         | 43,6         | 66           | 89,7         | 99           | 91,1         | 776       |
| dont nombre de jours avec précipitations ≥ 1 mm  | 10,7         | 9,4          | 9,9          | 11,1         | 9,8          | 6,5          | 7            | 6,8          | 8,5          | 12,2         | 13,3         | 13,3         | 118,6     |
| dont nombre de jours avec précipitations ≥ 5 mm  | 5            | 3,8          | 4            | 5            | 4            | 3,1          | 2,6          | 2,7          | 4,1          | 6,1          | 7            | 6,4          | 53,8      |
| dont nombre de jours avec précipitations ≥ 10 mm | 1,6          | 1,6          | 1,6          | 2,3          | 1,4          | 1,4          | 0,7          | 1,1          | 2            | 3            | 3,4          | 3,3          | 23,2      |

| Ville             | Ensoleillement · (h/an) | Pluie · (mm/an) | Neige · (j/an) | Orage · (j/an) | Brouillard · (j/an) |
| ----------------- | ----------------------- | --------------- | -------------- | -------------- | ------------------- |
| Médiane nationale | 1 852                   | 835             | 16             | 25             | 50                  |
| Rochefort         | 2 250                   | 755             | 4              | 13             | 26                  |
| Paris             | 1 717                   | 634             | 13             | 20             | 26                  |
| Nice              | 2 760                   | 791             | 1              | 28             | 2                   |
| Strasbourg        | 1 747                   | 636             | 26             | 28             | 69                  |
| Brest             | 1 555                   | 1 230           | 6              | 12             | 78                  |
| Bordeaux          | 2 070                   | 987             | 3              | 32             | 78                  |

Ces spécificités climatiques — été sec et ensoleillé, hiver doux et humide — ont conduit à l’implantation d’une végétation de type méditerranéenne cohabitant avec une végétation plus continentale ou océanique.
Les risques liés à ce type de climat sont relativement faibles, le plus important étant les tempêtes océaniques. Ainsi, le département de la Charente-Maritime est celui qui a été le plus durement touché par les tempêtes Martin (décembre 1999) ou Xynthia (février 2010), dans les deux cas la conjugaison des rafales de vent et de la mer ayant provoqué des dégâts considérables sur le littoral charentais, mais pas à Rochefort.

## Urbanisme

### Typologie
Au 1er janvier 2024, Rochefort est catégorisée centre urbain intermédiaire, selon la nouvelle grille communale de densité à 7 niveaux définie par l'Insee en 2022.
Elle appartient à l'unité urbaine de Rochefort, une agglomération intra-départementale dont elle est ville-centre,. Par ailleurs la commune fait partie de l'aire d'attraction de Rochefort, dont elle est la commune-centre,. Cette aire, qui regroupe 33 communes, est catégorisée dans les aires de 50 000 à moins de 200 000 habitants,.
La commune, bordée par l'estuaire de la Charente, est également une commune littorale au sens de la loi du 3 janvier 1986, dite loi littoral. Des dispositions spécifiques d’urbanisme s’y appliquent dès lors afin de préserver les espaces naturels, les sites, les paysages et l’équilibre écologique du littoral, tel le principe d'inconstructibilité, en dehors des espaces urbanisés, sur la bande littorale des 100 mètres, ou plus si le plan local d’urbanisme le prévoit.

### Occupation des sols
Selon la base de données européenne d’occupation des sols Corine Land Cover (CLC), la proportion des territoires artificialisés est de 55,3 %, en augmentation par rapport à 1990 (43,2 %), avec la répartition suivante :
- zones urbanisées (27,7 %),
- zones industrielles ou commerciales et réseaux de communication (27,6 %),
- prairies (27,4 %),
- zones agricoles hétérogènes (8,8 %),
- terres arables (0,4 %)[15],
- étendues d'eau douce (8 %)[Note 7]. L'évolution de l’occupation des sols de la commune et de ses infrastructures peut être observée sur les différentes représentations cartographiques du territoire : la carte de Cassini (XVIIIe siècle), la carte d'état-major (1820-1866) et les cartes ou photos aériennes de l'IGN pour la période actuelle (1950 à aujourd'hui)[Carte 1].

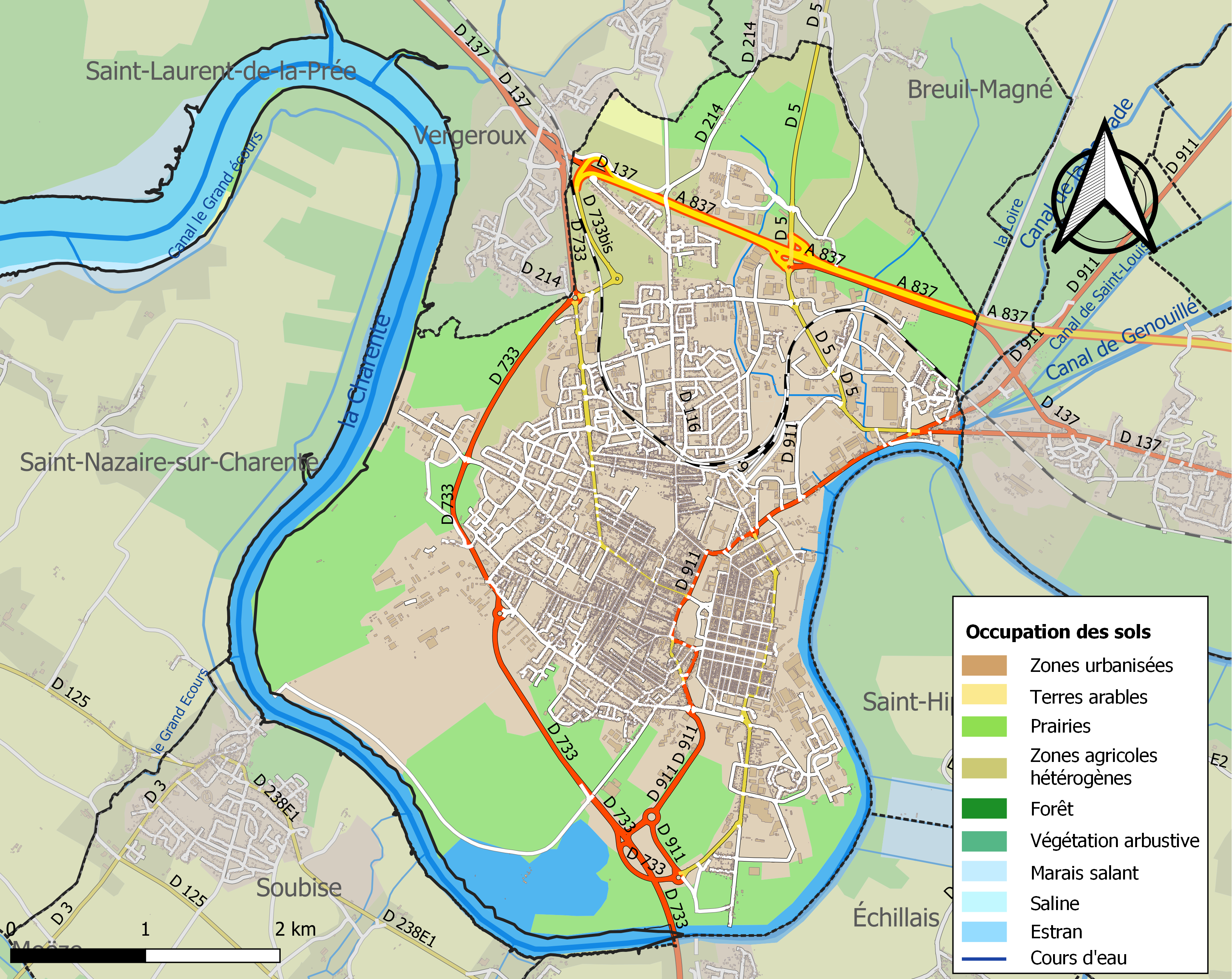
Carte des infrastructures et de l'occupation des sols de la commune en 2018 (CLC).

### Risques majeurs
Le territoire de la commune de Rochefort est vulnérable à différents aléas naturels : météorologiques, inondations, mouvements de terrains et séisme (sismicité modérée). Il est également exposé à un risque technologique, le transport de matières dangereuses, et à un risque particulier : le risque de radon. Un site publié par le BRGM permet d'évaluer simplement et rapidement les risques d'un bien localisé soit par son adresse soit par le numéro de sa parcelle.

#### Risques naturels
La commune fait partie du territoire à risques importants d'inondation (TRI) du littoral charentais-maritime, regroupant 40 communes concernées par un risque de submersion marine de la zone côtière, un des 21 TRI qui ont été arrêtés fin 2012 sur le bassin Adour-Garonne et confirmé en 2018 lors du second cycle de la Directive inondation, mais annulé en 2020. Les submersions marines les plus marquantes des XXe et XXIe siècles antérieures à 2019 sont celles liées à la tempête du 9 février 1924, à la tempête du 15 février 1957, aux tempêtes Lothar et Martin des 26 et 27 décembre 1999 et à la tempête Xynthia des 27 et 28 février 2010. La commune a été reconnue en état de catastrophe naturelle au titre des dommages causés par les inondations et coulées de boue survenues en 1982, 1999, 2010, 2013 et 2016,.

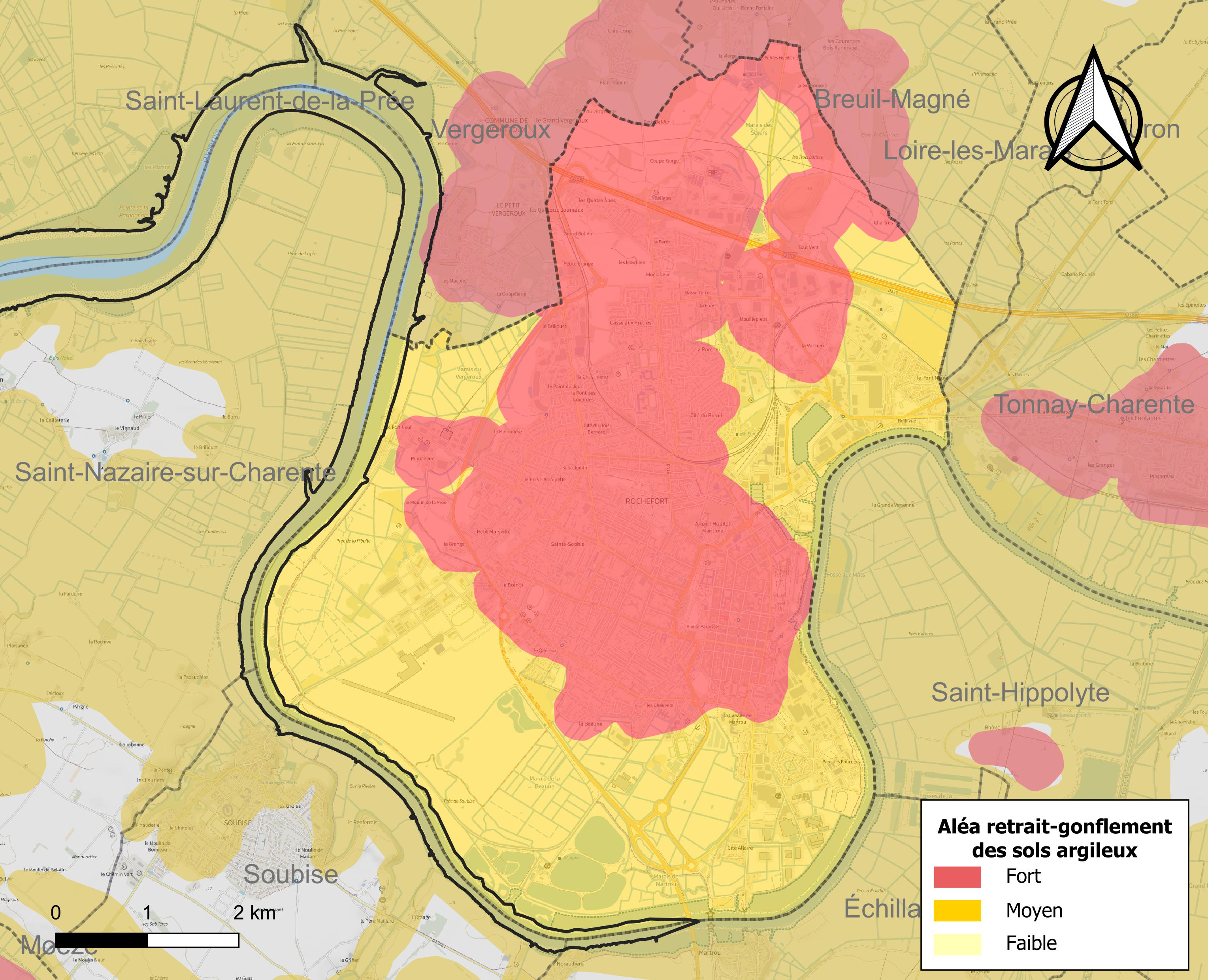
Carte des zones d'aléa retrait-gonflement des sols argileux de Rochefort.

Les mouvements de terrains susceptibles de se produire sur la commune sont des tassements différentiels.
Le retrait-gonflement des sols argileux, qui est susceptible d'engendrer des dommages importants aux bâtiments en cas d’alternance de périodes de sécheresse et de pluie, est à Rochefort un aléa moyen ou fort (54,2 % au niveau départemental et 48,5 % au niveau national). Sur les 7 353 bâtiments dénombrés sur la commune en 2019, 7 353 sont en aléa moyen ou fort, soit 100 %, à comparer aux 57 % au niveau départemental et 54 % au niveau national. Une cartographie de l'exposition du territoire national au retrait gonflement des sols argileux est disponible sur le site du BRGM,.
Par ailleurs, afin de mieux appréhender le risque d’affaissement de terrain, l'inventaire national des cavités souterraines permet de localiser celles situées sur la commune.
Concernant les mouvements de terrains, la commune a été reconnue en état de catastrophe naturelle au titre des dommages causés par la sécheresse en 1989, 1991, 1996, 1997, 2002, 2003, 2005 et 2017 et par des mouvements de terrain en 1999 et 2010.

#### Risques technologiques
Le risque de transport de matières dangereuses sur la commune est lié à sa traversée par une ou des infrastructures routières ou ferroviaires importantes ou la présence d'une canalisation de transport d'hydrocarbures.

#### Risque particulier
Dans plusieurs parties du territoire national, le radon, accumulé dans certains logements ou autres locaux, peut constituer une source significative d’exposition de la population aux rayonnements ionisants. Selon la classification de 2018, la commune de Rochefort est classée en zone 2, à savoir zone à potentiel radon faible mais sur lesquelles des facteurs géologiques particuliers peuvent faciliter le transfert du radon vers les bâtiments.

## Histoire

### Toponymie
Le nom de Rochefort est d'abord mentionné avec celui de ses seigneurs comme Hugo dominus Rocafortis (ou aussi S. Hugonis de Rocaforte) qui figure bien après sa mort sur une notice de 1096 accompagnant une charte de donation faite par Guillaume le Troubadour, duc d'Aquitaine, à l'abbaye de  Saint-Jean-d'Angély. À partir du milieu du XIIIe siècle, les textes plus nombreux et écrits en français mentionnent simplement le nom de Rochefort, attesté en 1250.
Dès cette époque, ce nom étant courant, il fut décidé de préciser la position géographique du château placé sur un rocher fortifié au bord de la Charente dont il surveillait le trafic, et le nom du site s'écrivit alors Rochefort-sur-Charente.
Par la suite, la « ville nouvelle » du  XVIIe siècle fut transcrite plus simplement sous le nom de Rochefort, la création de l'Arsenal donnant une notoriété suffisante pour rendre désormais inutile la précision « sur Charente ».
Cependant, l'appellation de Rochefort-sur-Mer apparaît à la fin du XVIIIe siècle. L'origine de cette dénomination n’est pas connue, son utilisation s'amplifie au cours des deux siècles suivants. La Poste notamment finit par l'adopter en 1845. Peu à peu, il sera employé par l'État et par la mairie dans leurs documents officiels. Par contre, les panneaux d'entrée de la ville et les services de l'INSEE continuent à utiliser le nom originel.

### Histoire de la seigneurie et du château
Rochefort était situé en Aunis. Le château de Rochefort, isolé dans la boucle de la Charente, n'a apparemment pas joué d'autre rôle que de surveiller le fleuve et de percevoir des droits sur le trafic fluvial. Il a cependant été attaqué et repris ou racheté plusieurs fois au cours des siècles.
Pendant les Guerres de religion des XVIe-début XVIIe siècles, Rochefort est alternativement aux mains des Catholiques ou des Protestants. En novembre 1594, le roi Henri IV accorde à Rochefort un marché hebdomadaire et trois foires annuelles : les 4 mars, 11 juillet et 11 novembre, et le 11 septembre 1599 il vend la terre de Rochefort comme domaine engagé à un petit seigneur, Adrien de Lauzeré, son 1er valet de chambre, qui en offre 35 568 écus. Ses héritiers la conservent jusqu'au 5 mai 1666, date où la Couronne leur rachète la seigneurie pour y créer un port et un arsenal de guerre à la place de celui de Brouage qui s'est ensablé.

### Histoire de l'arsenal et de la ville

#### AuxXVIIeetXVIIIesiècles
Aux alentours de 1660, la marine française, créée par Richelieu est en mauvais état, elle ne compte plus que quelques navires capables de prendre la mer. Louis XIV charge alors Colbert de Terron de trouver un lieu sur la côte Atlantique capable d'accueillir un arsenal qui devienne un lieu de « refuge, de défense et d'approvisionnement ». Après la tenue à Brouage d'une commission, Rochefort est choisie en décembre 1665. Plusieurs raisons ont conduit au choix de ce site :
- il faut remplacer, en retrait de La Rochelle, le port de guerre de Brouage, fortifié par Richelieu, qui s'est ensablé ;
- la situation, à la fois au milieu de la façade Atlantique et au fond d'une grande rade protégée par plusieurs îles, doit offrir une protection contre un bombardement des bateaux en construction par les flottes ennemies, hollandaise et anglaise ;
- la présence de la Charente et des canaux doit permettre d'acheminer des bois, des vivres, des métaux, des toiles et des denrées depuis le Saintonge, le Périgord, le Limousin qui sont des pays riches ;
- la présence de vasières en eau douce est propice à l’échouage des navires ;
- les propriétaires des deux sites sur la Charente qui sont d'abord préférés parce qu'ils sont plus proches de l'embouchure, Saint-Nazaire-sur-Charente et Soubise, refusent de se défaire de leur seigneurie en faveur du roi. Or il se trouve que Jacques Henry, seigneur de Cheusses, seigneur de Rochefort-sur-Charente par sa femme, ne peut pas refuser car il n'a que le statut de seigneur engagiste du roi ce qui permet à ce dernier d'exiger son rachat à un prix qui est alors fixé à 120 000 livres.

Colbert de Terron sut convaincre le conseil du roi de s'intéresser à Rochefort qui est à mi-chemin entre les deux villes de Fouras et de Tonnay-Charente. L'Arsenal est donc construit, accueillant ateliers et magasins. En 1666, sur ordre de Louis XIV, les restes de fortifications de Rochefort furent rasés, tout en conservant l'Hôtel de Cheusses qui restera le siège de la seigneurie, dans le but de créer un arsenal militaire pour abriter la flotte du Ponant. Le bâtiment de la corderie royale est construit.

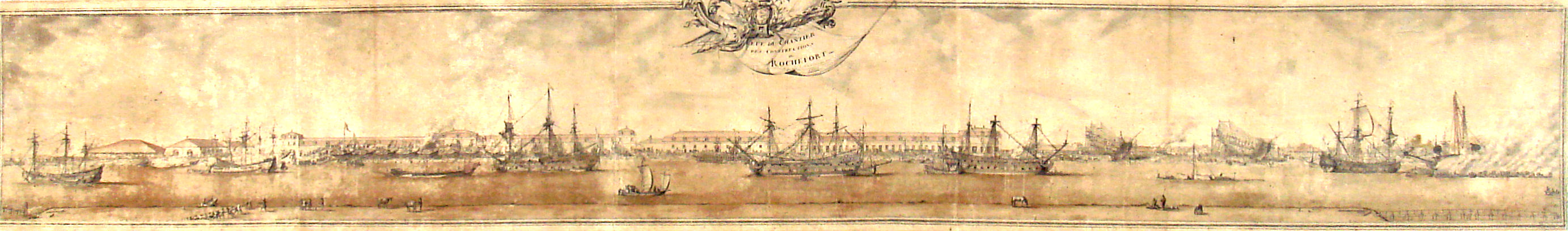
L'arsenal de Rochefort en 1690.

Des plans sont tracés, des voies et des fortifications sont construites, la ville se développe alors rapidement sous l'impulsion des intendants de marine Colbert de Terron, Pierre Arnoul de 1683 à 1686, puis Michel Bégon de 1688 à 1710. En 1683, Pierre Arnoul installe à Rochefort l'hôpital qui était jusque-là à Tonnay-Charente et le confie aux lazaristes, tout en prenant d'autres mesures de réorganisation de la vie religieuse à Rochefort. Bégon embellit la ville. La construction navale se fait à un rythme très soutenu (près de 49 navires jusqu’en 1692 et environ 350 bateaux au total).

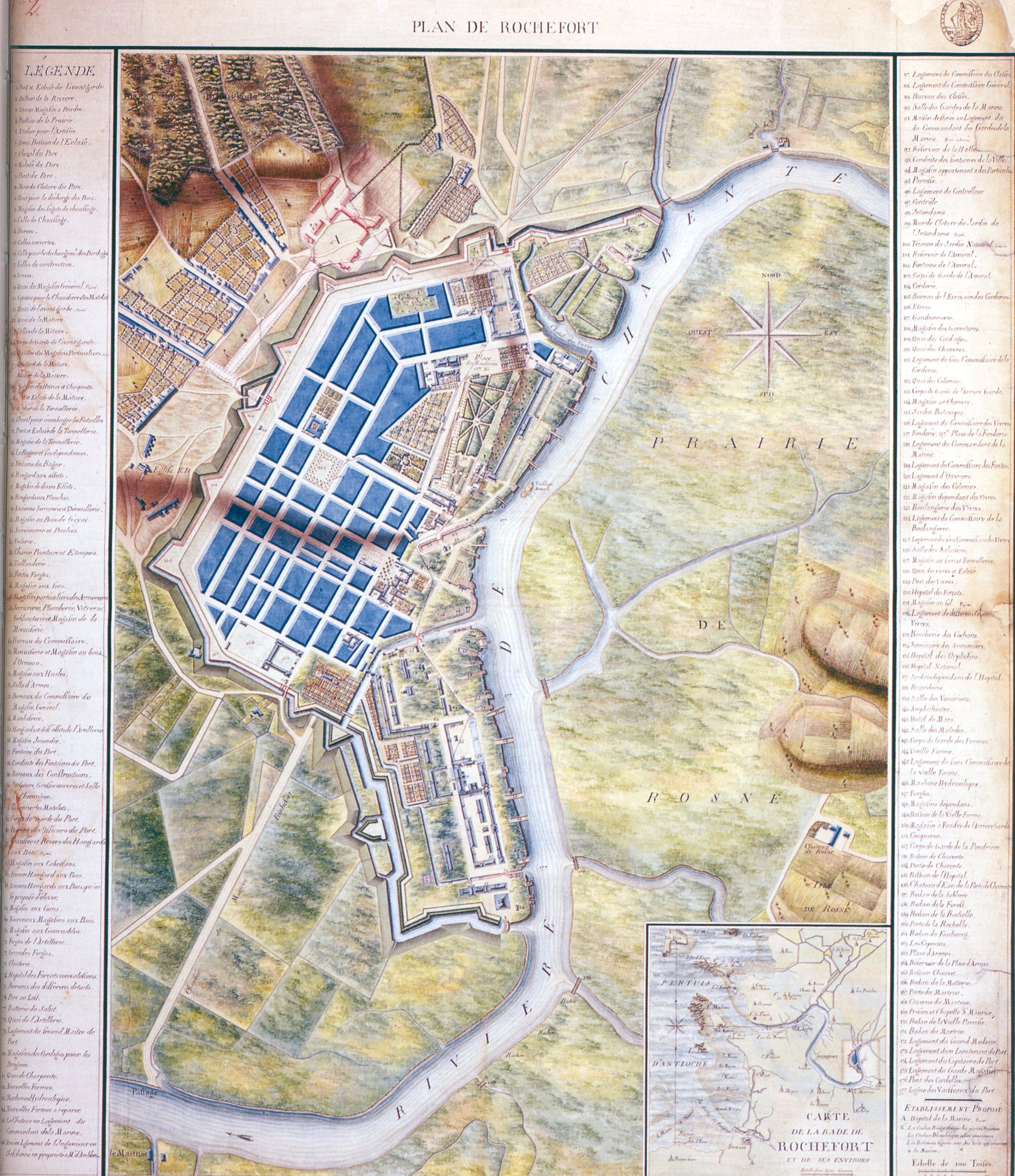
Plan de Rochefort vers 1770.

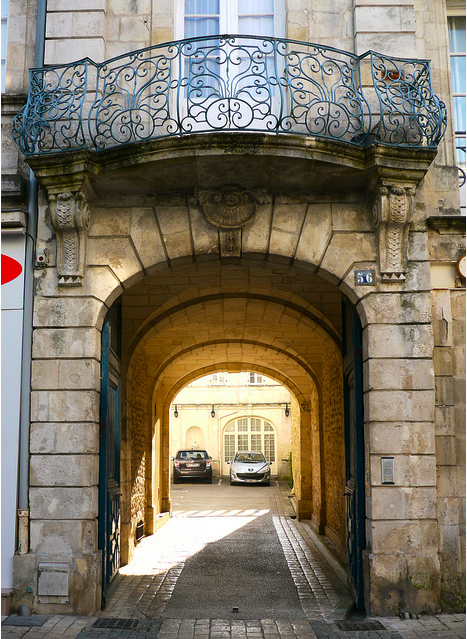
Hôtel Mac Nemara, porche.

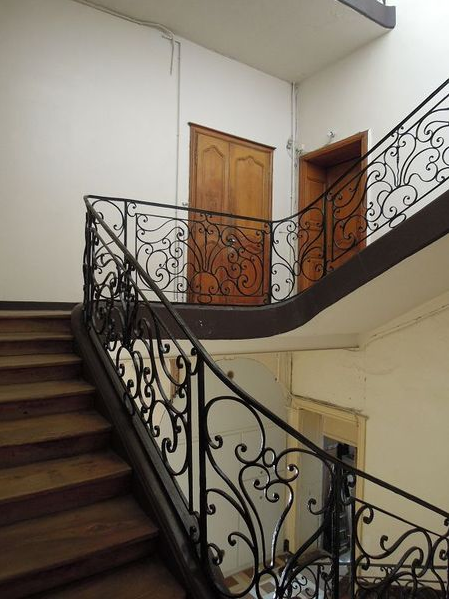
Hôtel Mac Nemara, escalier.

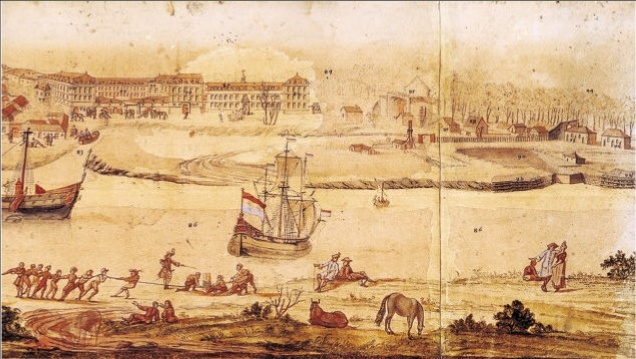
Vue de l'Arsenal de Rochefort par Gerard Edelinck, 1724 (Musée municipal)

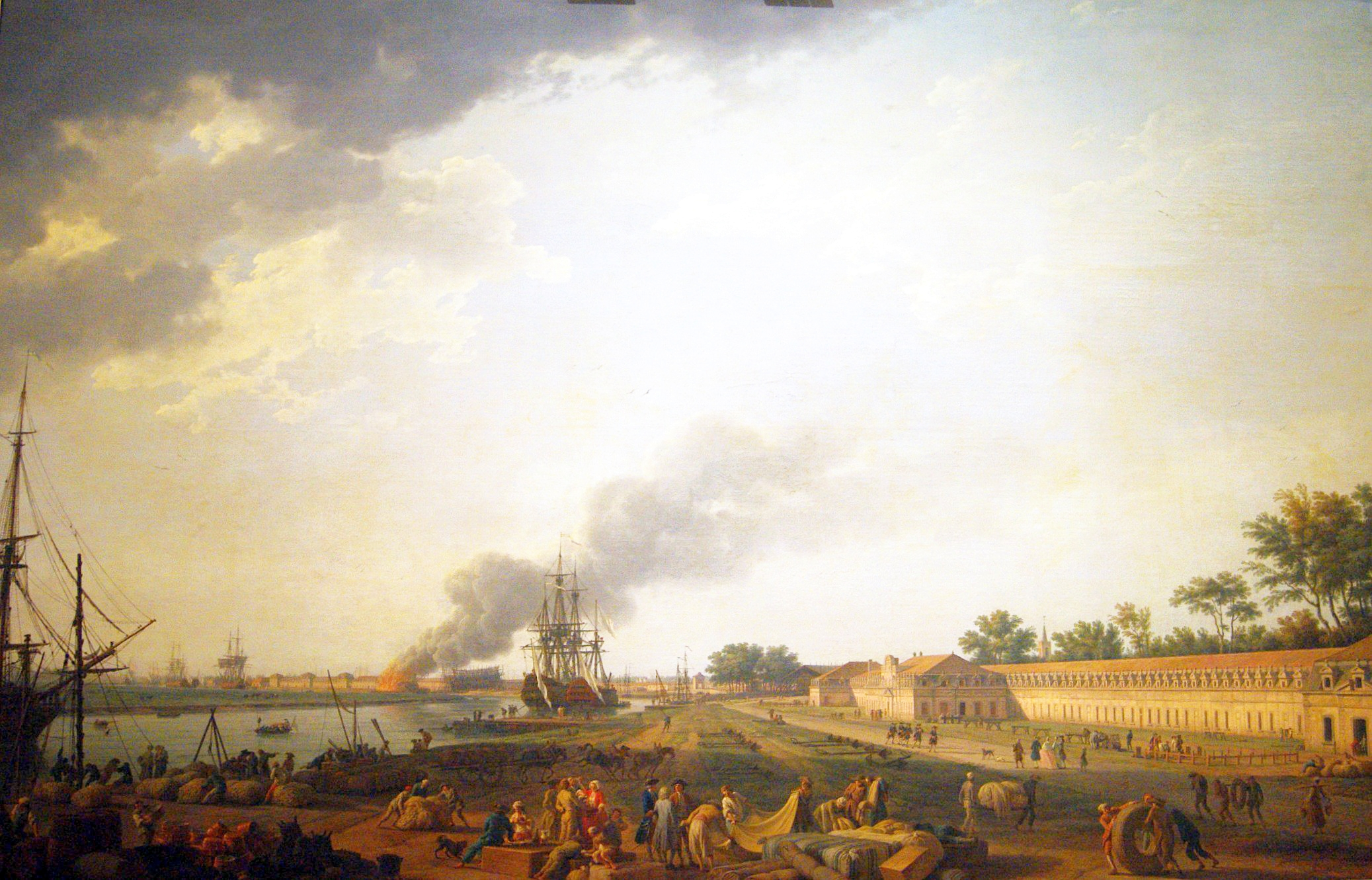
Vue du port de Rochefort par Joseph Vernet, 1762

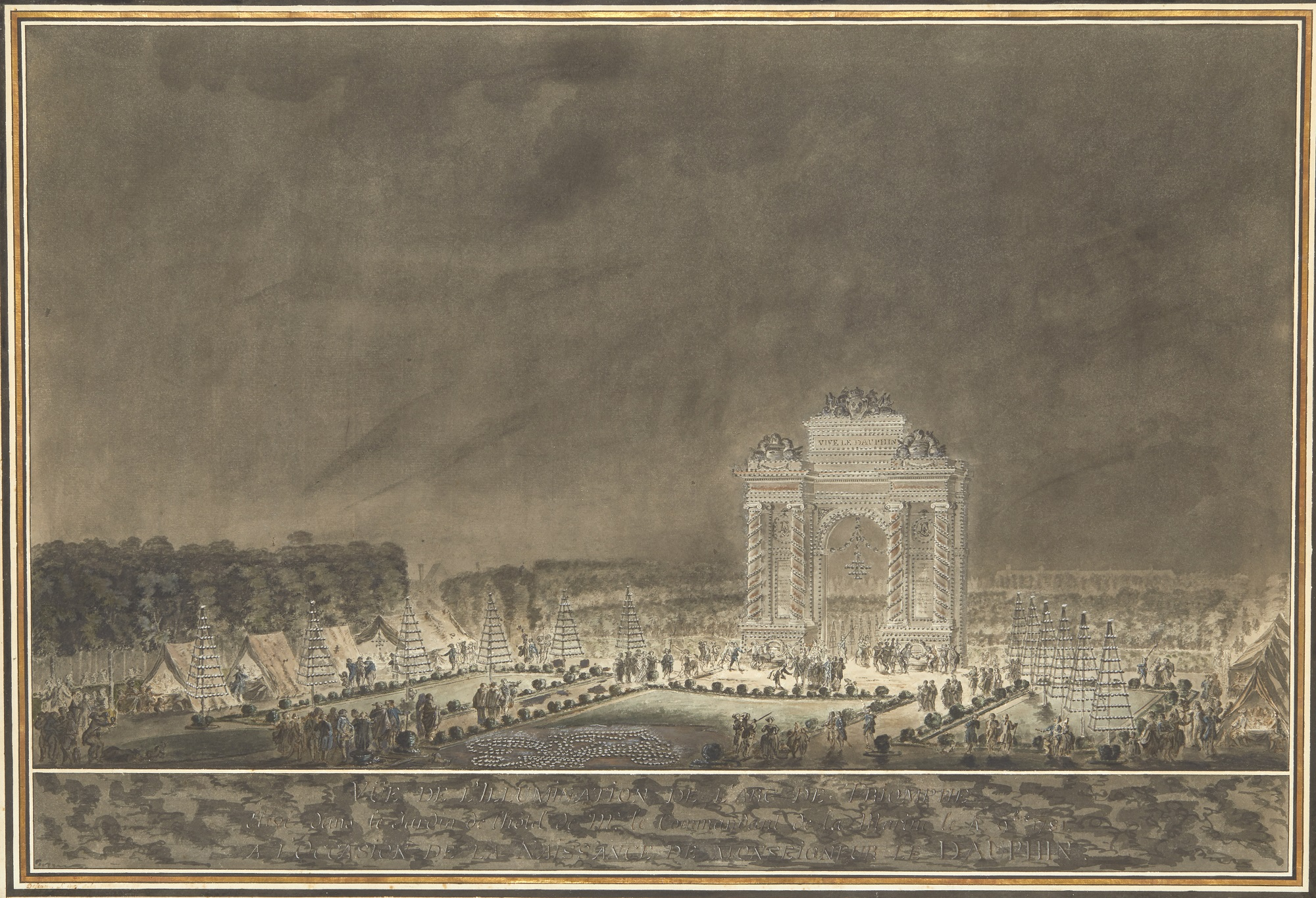
Dejean, Illumination de l’Arc de Triomphe élevé dans le jardin de M. le Commandant de la Marine le 4 novembre 1781 à l’occasion de la naissance du Dauphin

En 1677, l'eau est amenée par canalisation en bois depuis Tonnay-Charente pour les besoins de la population grandissante.
Cependant, l'arsenal est difficile à exploiter. Les 12 milles nautiques le séparant de la rade sont une très bonne protection, mais les méandres du fleuve et sa faible profondeur posent de gros problèmes aux plus gros navires. Il est nécessaire de décharger les vaisseaux de leur artillerie, de l'eau potable et des munitions jusqu'à la rade. Le halage se faisant à la force des bras, il faut 3 marées hautes dans le meilleur des cas, pour sortir le bateau du fleuve et l'amener jusqu'à la rade de l'île d'Aix. À partir de 1766, on utilise des forçats pour ce travail.
Les canons sont ensuite chargés aux abords de l'île d'Aix, l'eau douce à Saint-Nazaire-sur-Charente grâce à une fontaine d'eau potable créée en 1676), l'embarquement de l'équipage se faisant à Port-des-Barques. L'étalement des infrastructures est générateur de retard, de surcoûts et de complications.
L’État royal manque cruellement de finances et tarde de plus en plus à honorer ses fournisseurs, jusqu’à la banqueroute de 1720 : après avoir attendu leur salaire pendant plusieurs mois, les ouvriers s’insurgent, arrêtent le travail, et mettent le siège devant l’intendance. La situation se répète avec les calfats et les charpentiers en 1717 et 1719.
Au XVIIIe siècle, la ville se dote d'immeubles cossus, comme l’hôtel Mac Nemara, aménagé pour Jean-Baptiste Mac Nemara, qui commence par acheter en 1719 à Rochefort un immeuble urbain, et qui fut lieutenant de frégate et enseigne d'une compagnie de marine, puis chef de division d'escadre et vice-amiral, puis lieutenant général des armées navale.

#### Rochefort, arsenal des colonies
Au XVIIIe siècle, la monarchie française organise le ravitaillement des colonies de l'Atlantique (Antilles, Guyane, Canada, comptoirs d'Afrique) et de l'océan Indien (Maurice et la Réunion) à partir de Rochefort, qui est donc une plaque tournante, centre des réseaux d'approvisionnement qui mobilisent le port et ses navires. Au-delà des retombées économiques, importantes pour la ville, ce rôle d'« arsenal des colonies » crée des liens culturels entre Rochefort et les colonies françaises.

#### Les écoles militaires
Rochefort a été la terre de création de nombreuses écoles de la Marine et des Armées, à commencer par ce qui va devenir l'École navale. La première compagnie de garde-marines est créée par Mazarin en 1655, réformées par Colbert en 1670, dissoute en 1671, reconstituée en 1672, en partie à Rochefort. Avec l'École spéciale d'hydrographie fondée dans les principaux ports à l'initiative de Richelieu, la compagnie des garde-marines assure la formation et l'apprentissage des futurs officiers de marine, dont beaucoup vécurent à Rochefort. En 1683, trois compagnies de cadets-gentilshommes sont créées à Brest, Rochefort et Toulon. Les deux premières prendront le nom définitif d'école navale lorsqu'elles seront rétablies en 1810 à Brest, et en 1816 à Angoulême, puis réunies définitivement à Brest en 1830. De nombreuses autres écoles furent implantées à Rochefort par la suite comme les écoles de santé navale (médecine et pharmacie), la Grande école de navigation, l'École d'hydrographie, l'École d'artillerie de la marine, l'École de salubrité navale, l'École de construction navale, l'École de pilotage d'hélicoptères de la NAVFCO, le Centre École de l'Aéronautique Navale (CEAN), l'École des fourriers de la Marine, l'École des infirmières, l'école de formation des sous-officiers de l'armée de l'air (à la base aérienne 721), etc. jusqu'à l'implantation de l'école de gendarmerie.

#### Le Bagne
Un bagne est ouvert à Rochefort en 1767 par Ruis-Embito, il fera partie des trois grands bagnes du royaume avec Toulon et Brest. On y employait les prisonniers condamnés aux travaux forcés à temps ou à vie. À l'origine, les détenus venaient en grande partie du bagne de Brest. C'est le hangar aux futailles qui sera affecté au logement de 528 forçats, après des travaux assez considérables. Les galères ne sont plus retenues pour les interner. Il fut fermé en 1854.

#### La Révolution
La mesures ministérielles de dérèglementaion du commerce du grain et une récolte plus faible 1788 conduisent à des spéculations, à des pénuries et à des émeutes au moment de la soudure : les boulangeries sont pillées à Rochefort le 28 avril 1789. Les officiers de la Marine nationale étant restés majoritairement royalistes, la Terreur est particulièrement sévère : les représentants en mission Lequinio et Laignelot font guillotiner 52 prévenus (dont 19 officiers de la marine).
La constitution de 1791 prévoit que les députés et les conseillers municipaux seront élu par les citoyens actifs, ce qui nécessite d'être un homme de 25 ans, domicilié depuis plus d'un an, de payer un impôt au moins équivalent à trois journées de travail et d'obtenir un certificat de citoyenneté de la Section des piques de son domicile. Sur les 16 590 habitants de la ville de Rochefort, il n'y a eu que 728 citoyens actifs susceptibles de voter.
Rochefort devient le point de départ d'une déportation de prêtres réfractaires qui a eu lieu en 1794 et 1795. Isolés sur des coques de navires mises à l'ancre appelés pontons de Rochefort, 829 prêtres ont été abandonnés plusieurs semaines sans soins et sans nourritures, seuls 274 ont survécu. Après le 9 Thermidor, la Convention envoie Chauvin-Hersant qui épure le tribunal révolutionnaire.
Témoin des changements radicaux de l’époque : on compte 63 divorces sur la période.
Le 6 août 1798, une petite escadre formée des frégates Franchise, Médée et Concorde réussit à quitter Rochefort et à déjouer la surveillance britannique pour arriver le 22 août 1798, avec environ 1 000 soldats français commandés par le général Humbert, dans le nord-ouest de l'Irlande, à Kilcummin dans le comté de Mayo où débuta l'Expédition d'Irlande (1798).

#### La traite négrière auXVIIIesiècle
Au XVIIIe siècle, Rochefort a été le lieu de départ de 27 expéditions de traite négrière, ce qui représenterait 0,8 % du nombre total d'expéditions de la traite française (Nantes 42,4% ; La Rochelle 12,7% ; Bordeaux 12,2% ; Le Havre 11,9%). La Cabane Carrée est le lieu d’armement des navires de La Rochelle et de Nantes qui pratiquent la traite. Très peu de négociants rochefortais peuvent armer des navires pour leur propre compte et disposent d’une capacité moyenne toujours inférieure de 400 captifs. Ceux qui peuvent armer leur navire sont Jean Guérin (le plus important négrier rochefortais du XVIIIe siècle), de La Pouge associé à Dame Faures (veuve Gaschinard), et Chevalié.

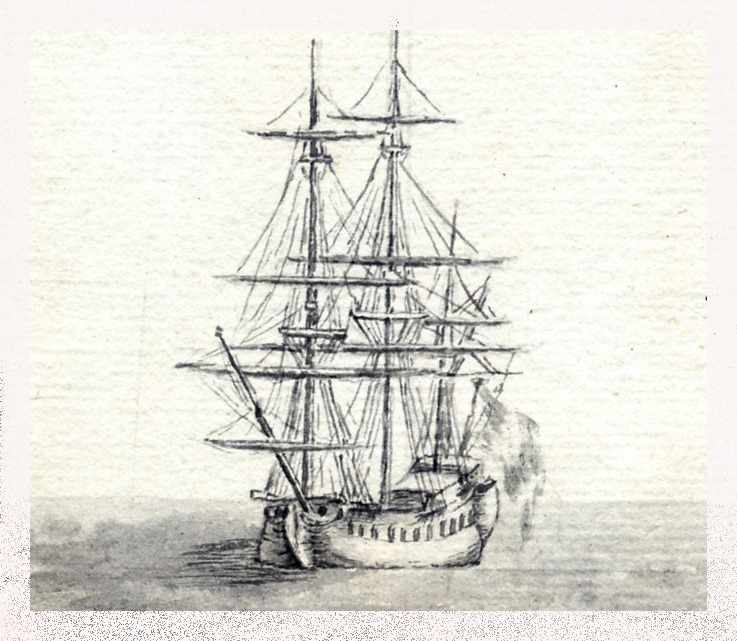
La Reine de Podor, navire négrier appartenant à Jean Guérin l'Aîné, armateur de Rochefort.

Parmi les expéditions, Hèbre de Saint Clément assure en 1784 l’armement de deux navires pour le compte d’armateurs nantais (Canel, Meslé, Bernard). Son cousin, François Hèbre assure l'armement de L’Afrique et Le Pérou en 1786. Chevallié arme L’Expérience en 1771. Jean Guérin arme Le Mars (1791), sur lequel 159 esclaves meurent et 24 survivent, soit un taux de mortalité de 86,9 %. C'est un chiffre exceptionnel puisqu'il sort de la moyenne de 9 % de décès sur les navires français au XVIIIe siècle. À titre d'exemple, La Reine de Podore est armée en août 1786 à Rochefort, puis quitte La Rochelle en septembre pour accoster au Sierra Leone en novembre. Le navire L’Espérance est armé à Rochefort en 1789 et part pour Malimbe (Angola). L’Aimable Victoire est armé en 1789 par Jean Guérin qui part en novembre atteint Gorée. Les Deux Amis quitte Rochefort en 1790 pour Bany (Bonny, Nigéria) et revient à Nantes (1792). L’Adèle, dernier navire de Guérin, quitte Rochefort en 1791 et atteint Galbar, puis La Havane et termine à Nantes en 1792. Jean Guérin a acheté au total 717 ou 749 esclaves, et en a vendu entre 693 et 725 à Saint-Domingue, soit un taux de perte de 3,2 ou 3,3%. La durée moyenne de ses voyages était de 15 à 18 mois, l'Adèle étant le plus rapide de ses navires en 9 mois.

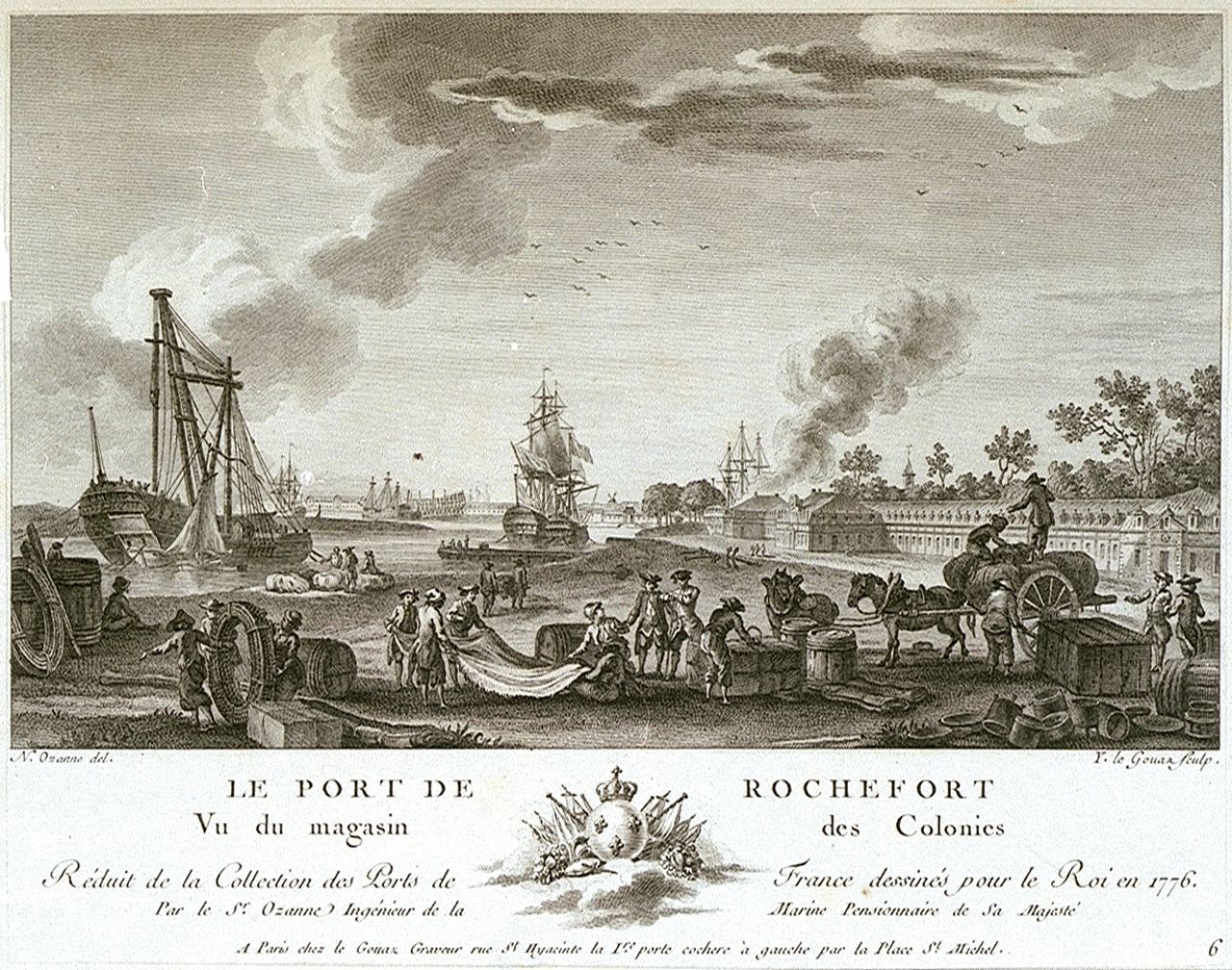
Le port de Rochefort vu du magasin des colonies.

De La Pougne et Dame Faures (veuve Gaschinard) mènent quatre expéditions entre 1785 et 1787. Le Roy d’Amel, armé à La Rochelle, quitte Rochefort en 1785 en partance du Sénégal, et revient à La Rochelle en 1786. La Cénis est armé en 1786, part au Sénégal, et fait naufrage en Gambie : les esclaves sont rassemblés à Goré et récupéré par l’Amitié, arrivant à Port au Prince en 1787. Dame Faures arme La Marianne en 1786 qui quitte l’île d’Aix pour le Sénégal. Ces deux négociants arment aussi Le Naïf à La Rochelle (1787), connaissant un naufrage près de Dakar dont la cargaison est récupérée par l’Aimable Cécile venant de Bordeaux. Au total, De La Pougne et Dame Faures (veuve Gaschinard) ont acheté 289 à 303 esclaves et ont vendu entre 244 et 250, soit un taux de perte de 15,6 ou 17,5 %.
Chevallié est le dernier armateur rochefortais impliqué dans la traite. Il arme l’Aimable Esther (1788), qui fait escale au Bénin et arrive à Port au Prince (1789).
Sur l'ensemble des expéditions de traite rochefortais, 17 des 23 expéditions sont réalisées à la fin du siècle entre 1784 et 1792. Le contexte international est plus profitable à la France dans le trafic du « bois d’ébène » : elle est victorieuse en Amérique du Nord et étend son influence en Afrique et récupère son quartier général au Sénégal (1783), point névralgique qui profite aux négociants rochefortais et dont la destination principale est Port-au-Prince.
À la fin du XVIIIe et au début du XIXe siècle, il existe une petite communauté noire à Rochefort (serait d’environ 150 selon un rapport adressé du capitaine de frégate Cornette de Vénancourt au Ministre de la Marine), pour laquelle on dénombre en 1800 quelques mariages.

#### AuXIXesiècle
Au XIXe siècle, la ville importe du granite rose de l'Aber-Ildut pour construire la cale de radoub et la tablette du quai dans le Vieux Port, du porphyre de l’Île Longue pour les pavés.

#### AuxXXeetXXIesiècles

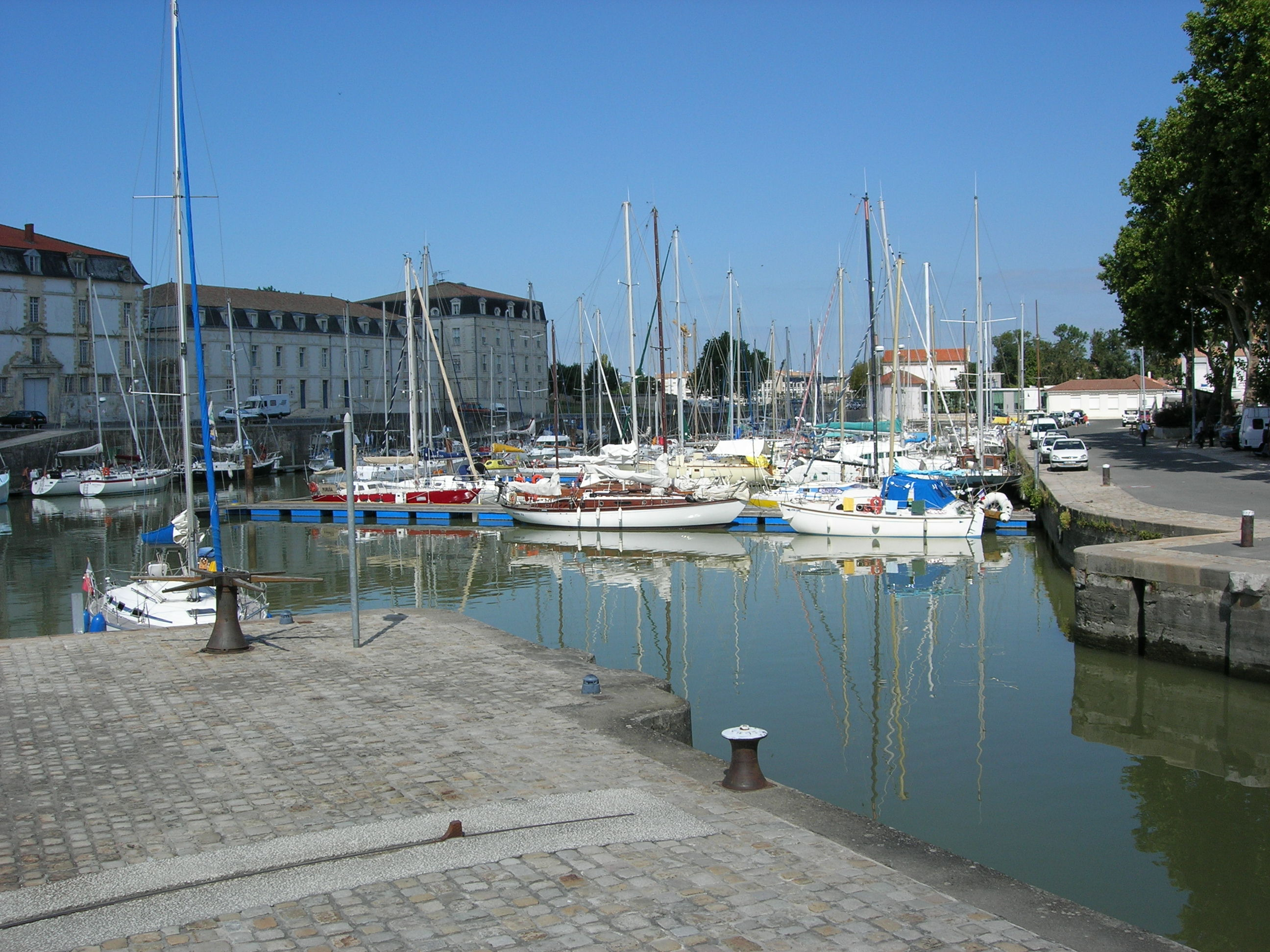
Le port de plaisance.

En 1926, la fermeture de l'arsenal, en 1927 de la préfecture maritime de l'Atlantique entraînent un déclin rapide de la ville. La direction des constructions navales, l'artillerie, la justice militaire, les cartes et plans déménagent. Les bateaux qui assurent le désenvasement de la Charente partent également. Le cinéma L'Apollo est reconstruit en 1937 par André Guillon.
En 1982, le viaduc de la Charente n'existe pas et le bassin no 2 n'est pas dévasé. La rocade Nord vient d'être mise en service mais la rocade Ouest et la pénétrante Sud ne sont pas encore en chantier, la zone industrielle des Sœurs Ouest est occupée à 60 %, la partie Est ne comprend qu'un bâtiment. La Prée horticole n'existe pas.
Depuis la fin du XXe siècle : en 2000, le viaduc de la Charente est construit, le bassin no 2 est devenu port de plaisance, l'autoroute A 837, la rocade Ouest et la pénétrante Sud sont en service, la zone industrielle des Sœurs Ouest est saturée, la partie Est occupée à 80 %, le quartier de l'avant-garde est achevé. La Prée horticole est occupée à 90 %.

## Politique et administration

### Tendances politiques et résultats

#### Récapitulatif de résultats électoraux récents
| Scrutin             | 1er tour | 1er tour | 1er tour | 1er tour | 1er tour | 1er tour | 1er tour | 1er tour  | 1er tour | 1er tour | 1er tour | 1er tour | 2d tour     | 2d tour     | 2d tour     | 2d tour     | 2d tour     | 2d tour     | 2d tour     | 2d tour     | 2d tour     |
| Scrutin             | 1er      | 1er      | %        | 2e       | 2e       | %        | 3e       | 3e        | %        | 4e       | 4e       | %        | 1er         | 1er         | %           | 2e          | 2e          | %           | 3e          | 3e          | %           |
| ------------------- | -------- | -------- | -------- | -------- | -------- | -------- | -------- | --------- | -------- | -------- | -------- | -------- | ----------- | ----------- | ----------- | ----------- | ----------- | ----------- | ----------- | ----------- | ----------- |
| Municipales 2014    |          | PS       | 32,24    |          | UMP      | 31,95    |          | UDI diss. | 20,84    |          | DVD      | 10,25    |             | DVD         | 43,07       |             | PS          | 37,67       |             | UDI diss.   | 19,25       |
| Européennes 2014    |          | FN       | 21,82    |          | UMP      | 20,94    |          | PS        | 16,20    |          | EELV     | 11,31    | Tour unique | Tour unique | Tour unique | Tour unique | Tour unique | Tour unique | Tour unique | Tour unique | Tour unique |
| Régionales 2015     |          | LR       | 31,41    |          | PS       | 25,11    |          | FN        | 23,04    |          | EELV     | 6,90     |             | PS          | 41,55       |             | LR          | 36,58       |             | FN          | 21,88       |
| Présidentielle 2017 |          | EM       | 24,84    |          | LFI      | 21,67    |          | FN        | 19,31    |          | LR       | 17,57    |             | EM          | 67,25       |             | FN          | 32,75       | Pas de 3e   | Pas de 3e   | Pas de 3e   |
| Législatives 2017   |          | LREM     | 36,29    |          | LR       | 18,94    |          | LFI       | 15,38    |          | FN       | 12,13    |             | LREM        | 57,38       |             | LR          | 42,62       | Pas de 3e   | Pas de 3e   | Pas de 3e   |
| Européennes 2019    |          | RN       | 23,83    |          | LREM     | 20,64    |          | EELV      | 15,10    |          | PP-PS    | 7,21     | Tour unique | Tour unique | Tour unique | Tour unique | Tour unique | Tour unique | Tour unique | Tour unique | Tour unique |
| Municipales 2020    |          | DVD      | 44,52    |          | DVG      | 21,57    |          | DVC       | 13,93    |          | DVD      | 9,24     |             | DVD         | 58,86       |             | DVG         | 41,13       | Pas de 3e   | Pas de 3e   | Pas de 3e   |
| Régionales 2021     |          | PS       | 21,38    |          | RN       | 19,74    |          | EELV      | 18,86    |          | LR       | 14,74    |             | PS          | 32,92       |             | EELV        | 21,67       |             | RN          | 19,49       |

### Hôtel de ville

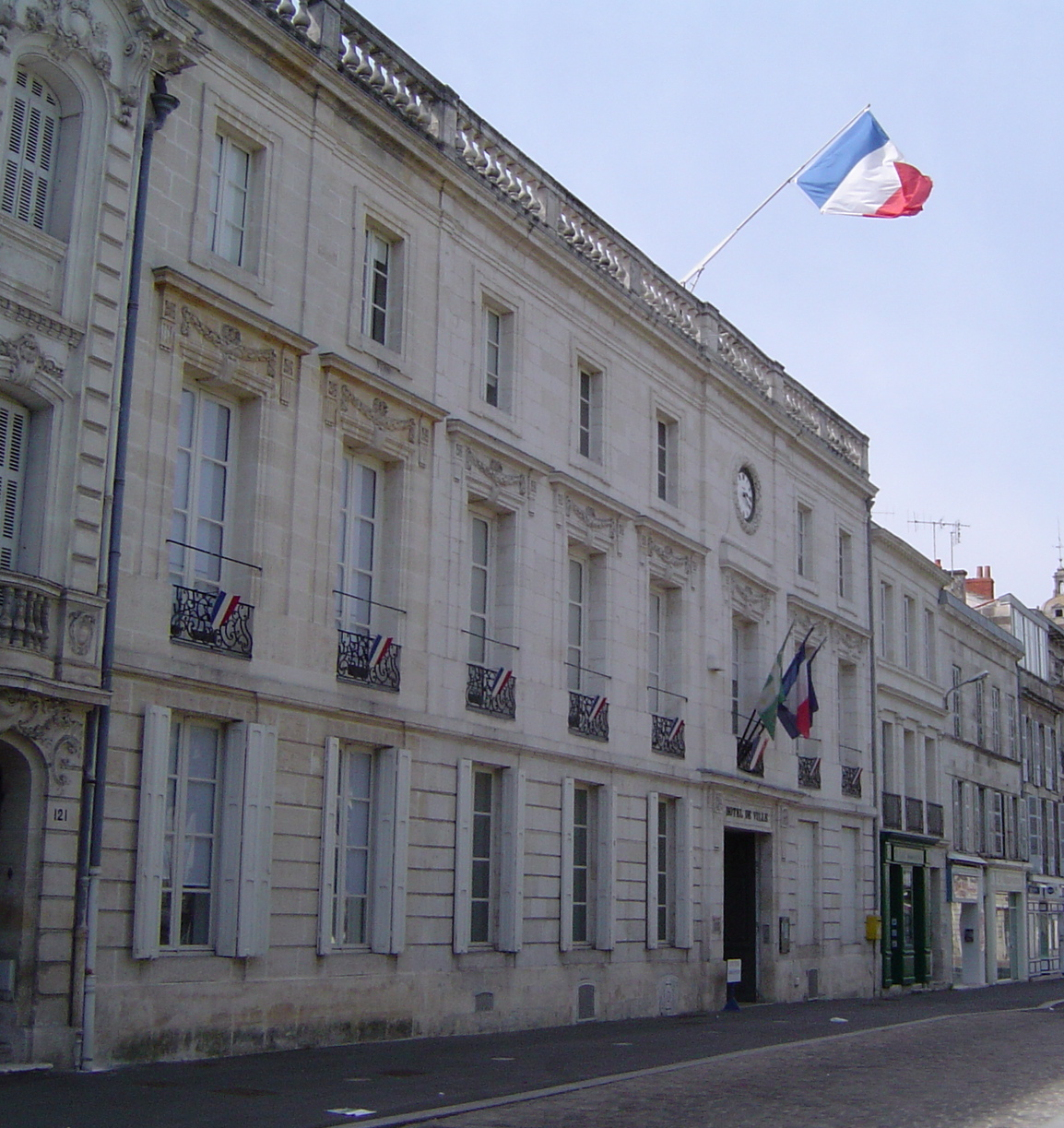
Hôtel de ville de Rochefort, façade rue Pierre Loti.

Situé rue Pierre Loti, l'Hôtel de ville a été construit vers 1770 pour l'officier de marine Claude-Marguerite Renart de Fuchsamberg, comte d'Amblimont (1736-1797). L'édifice est acquis en 1804 afin d'y abriter la mairie.
Vers 1880, une horloge est placée dans un oculus ceint de feuilles de chêne. L’hôtel de ville est agrandi dans la seconde moitié du XIXe siècle grâce à l'achat de trois maisons mitoyennes. En 1965, la façade située devant la place Colbert est prolongée de deux travées identiques.
Il est composé de trois niveaux :
- rez-de-chaussée : l'accueil pour le public et les différents services municipaux, une petite cour avec une petite salle de réunion/de mariage, une arrière-cour pour le stationnement d'une dizaine de véhicules,
- 1er étage : bureaux du maire et de ses adjoints, salle du conseil municipal et des mariages, bureaux administratifs,
- 2e étage : bureaux administratifs.

### Budget et fiscalité
La situation financière de la commune de Rochefort a connu une période difficile au début des années 2000 pour deux principales raisons :
- mise en place, en 2000, de la taxe professionnelle unique au sein de la Communauté d'agglomération du Pays Rochefortais,
- dépenses pour les travaux à la suite de la tempête de décembre 1999.

|                            | 1998 | 1999 | 2000 | 2001 | 2002 |
| Dépenses globales          | 26   | 27,4 | 27,2 | 27,2 | 27,4 |
| Recettes globales          | 29   | 30,2 | 28,5 | 29,1 | 29   |
| Dépenses d'investissement  | 7,8  | 5,6  | 10,2 | 12,1 | 5,1  |
| Capacité d'autofinancement | 3,6  | 3,6  | 1,7  | 2,6  | 2,4  |

### Région
À la suite de la réforme administrative de 2014 ramenant le nombre de régions de France métropolitaine de 22 à 13, la commune appartient depuis le 1er janvier 2016 à la région Nouvelle-Aquitaine, dont la capitale est Bordeaux. De 1972 au 31 décembre 2015, elle a appartenu à la région Poitou-Charentes, dont le chef-lieu était Poitiers.

### Cantons
Jusqu'en 2015, Rochefort est le chef-lieu de trois cantons (Rochefort-Nord, Rochefort-Centre et Rochefort-Sud) regroupant au total huit communes.
Pour les élections départementales de mars 2015, le nombre de cantons du département diminue, passant de 51 à 27. Les trois cantons de Rochefort disparaissent et la commune fait alors partie du canton de Rochefort dont elle est le bureau centralisateur.

### La communauté d'agglomération Rochefort Océan
La communauté d'agglomération Rochefort Océan est une communauté d'agglomération française, située dans le département de la Charente-Maritime, région Poitou-Charentes, qui a été créée le 1er janvier 2014. Elle est issue de la fusion entre la communauté d'agglomération du pays rochefortais et la communauté de communes du Sud Charente. Son siège se trouve à Rochefort ; la communauté est composée de vingt-cinq communes.

### Le centre historique et les quartiers
En dehors du quartier historique que forme le centre-ville, organisé selon un plan en damier autour de la place Colbert et s'étirant le long de la Charente avec l'ancien arsenal maritime, la ville dispose de trois quartiers, Nord, Sud et Ouest, qui se sont développés en dehors des anciens remparts édifiés au XVIIIe siècle et démolis dans le premier tiers du XXe siècle.
Ces trois grands quartiers se sont tous développés pendant l'époque contemporaine témoignant de l'étalement urbain inhérent de la fin du dernier quart du XXe siècle, seuls leurs toponymes prédatent cette période.

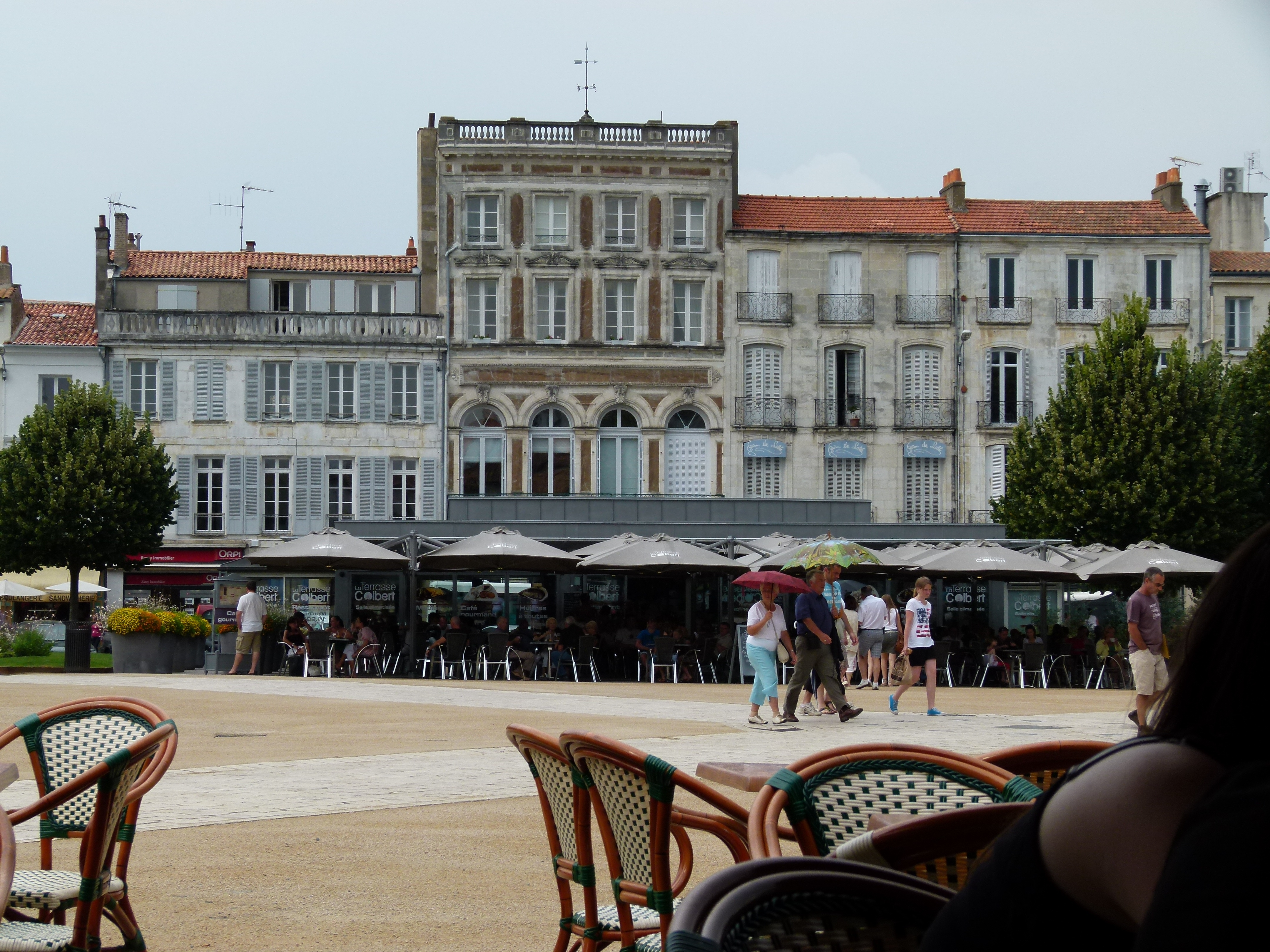
La place Colbert, cœur de la ville, ancienne place d'armes.
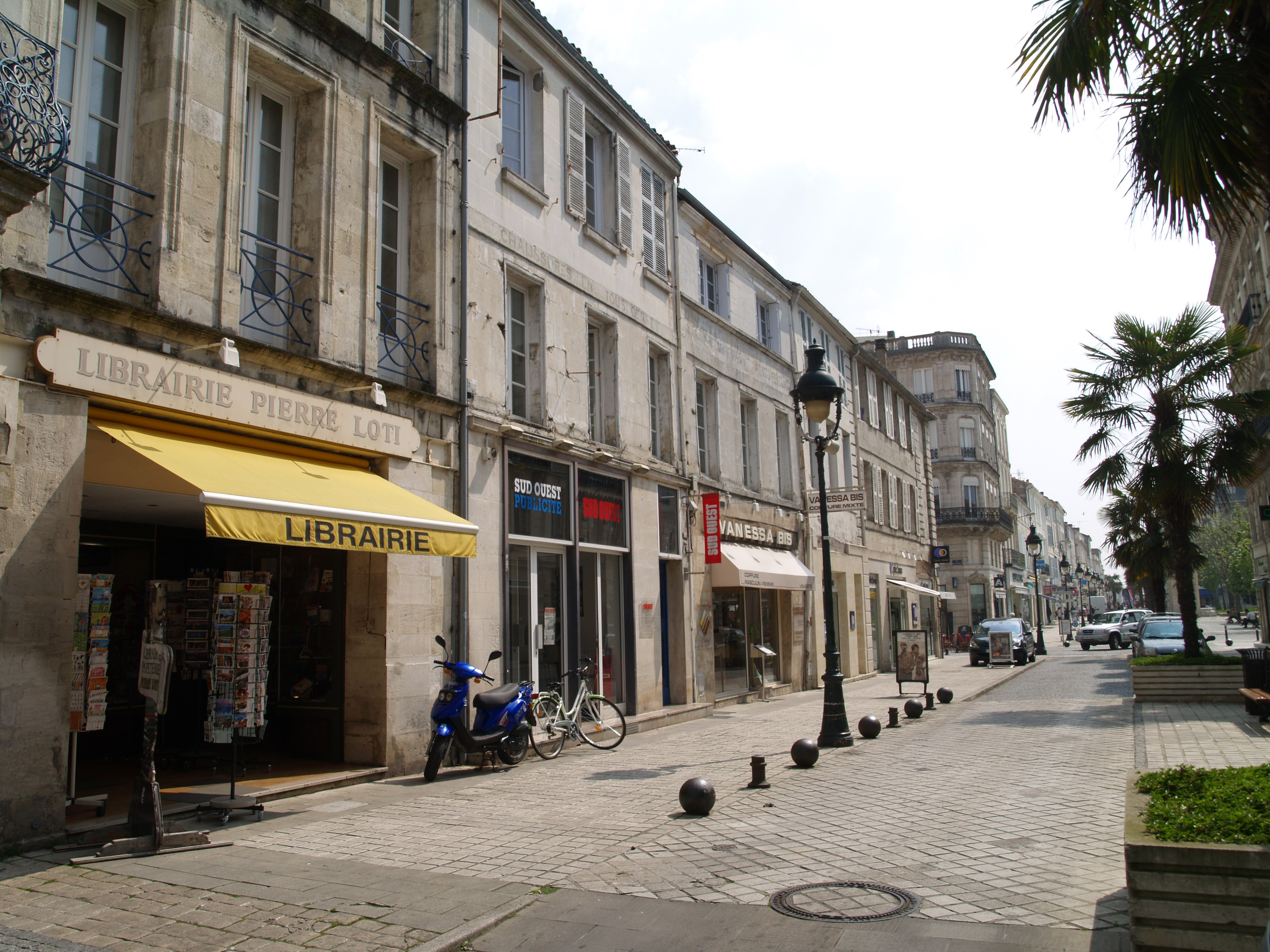
La rue de la République, une des artères principales de la « ville nouvelle » du XVIIe siècle.
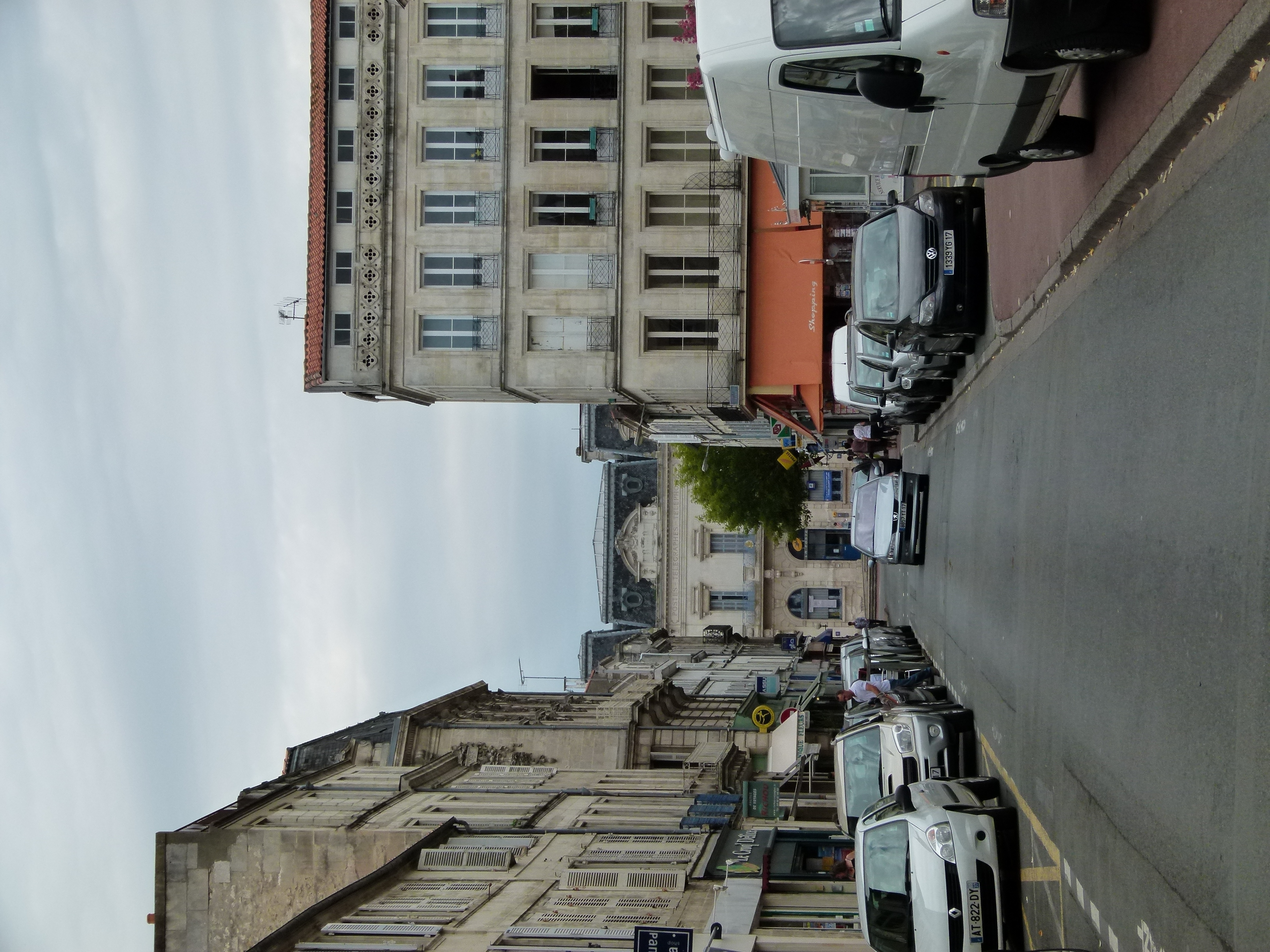
Rue Audry-de-Puyravault, au fond la poste.

### Intercommunalité
À partir du 1er janvier 2000, la Communauté d'agglomération du Pays Rochefortais, également appelée CAPR, a remplacé la Communauté de communes de Rochefort. Elle compte 18 communes membres.
La CAPR fait partie des deux composantes du « Pays Rochefortais » avec la Communauté de communes du Sud Charente (8 communes).
La Communauté d'agglomération du Pays Rochefortais et la Communauté d'agglomération de La Rochelle forment le Bipôle La Rochelle-Rochefort (36 communes).

#### Sous-préfecture
Située rue Jean Jaurès, Rochefort abrite l'une des 4 sous-préfectures de la Charente-Maritime avec Saintes, Saint-Jean-d'Angély et Jonzac. Le sous-préfet de Rochefort est "Henri Duhaldeborde" et son secrétaire général est "Gérard Sotter".
La préfecture de la Charente-Maritime est située à La Rochelle. Le préfet est Béatrice Abollivier depuis le 15 juin 2011.

### Forces de l'ordre et secours

#### Sapeurs-pompiers

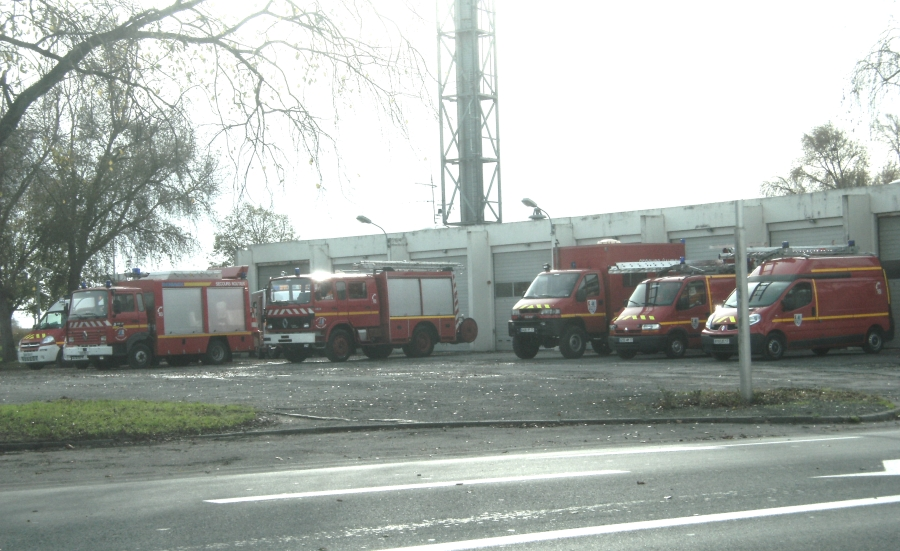
Centre de secours principal de Rochefort.

Le Centre de secours des sapeurs-pompiers de Rochefort est situé à l'entrée Est de la ville, dans le quartier Libération.
Il fait partie des quatre centres de secours principaux (CSP) du département.
Il est équipé d'une vingtaine de véhicules de secours : fourgons-pompe-tonne, ambulances, camions citernes pour les feux de forêt, deux grandes échelles (EPA), cellule de dépollution, etc.
D'ici 3 à 5 ans, la caserne sera déplacée sur un autre site dans la zone artisanale des Pêcheurs d'Islande à l'ouest de la ville. Celle-ci sera installée sur un terrain d'une superficie assez importante pour accueillir les exercices des sapeurs-pompiers. Les interventions vers le Nord, La Rochelle et le Sud vers Royan, de Rochefort seront plus rapides puisque le centre de secours sera situé juste à côté de la rocade Ouest de Rochefort (D733). Toutefois, il sera situé beaucoup plus loin qu'auparavant pour aller vers l'Est de Rochefort (Tonnay-Charente).

#### Police nationale

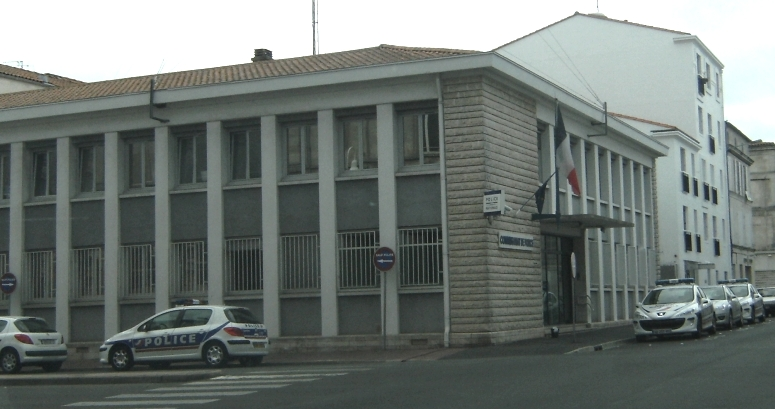
Commissariat de police.

La police nationale compétente sur les zones urbaines où les problématiques de sécurité sont particulièrement prégnantes, dispose d'une implantation sur la commune de Rochefort.
Le commissariat de police est situé dans le centre-ville. Il est placé sous l'autorité du commissaire de police Xavier Lhermitte depuis le mois de juin 2013.
Il assure la sûreté publique sur les communes de Rochefort et de Tonnay-Charente 24 heures sur 24. Les autres communes rurales dans les environs de Rochefort sont sous la responsabilité de la compagnie de la gendarmerie nationale.

#### Gendarmerie nationale
La gendarmerie nationale de Rochefort est située à 50 mètres de la Corderie Royale et est juxtaposée au Jardin de la Marine. Elle accueille la Compagnie de gendarmerie nationale de Rochefort.
Son secteur de compétence est composé des communes rurales situées autour de Rochefort, sur le territoire de laquelle seule la police nationale est compétente : Breuil-Magné, Cabariot, Fouras, Genouillé, Loire-les-Marais, Lussant, Muron, Moragne, Saint-Coutant-le-Grand, Saint-Hippolyte
Cette compagnie compte 152 militaires.

### Justice

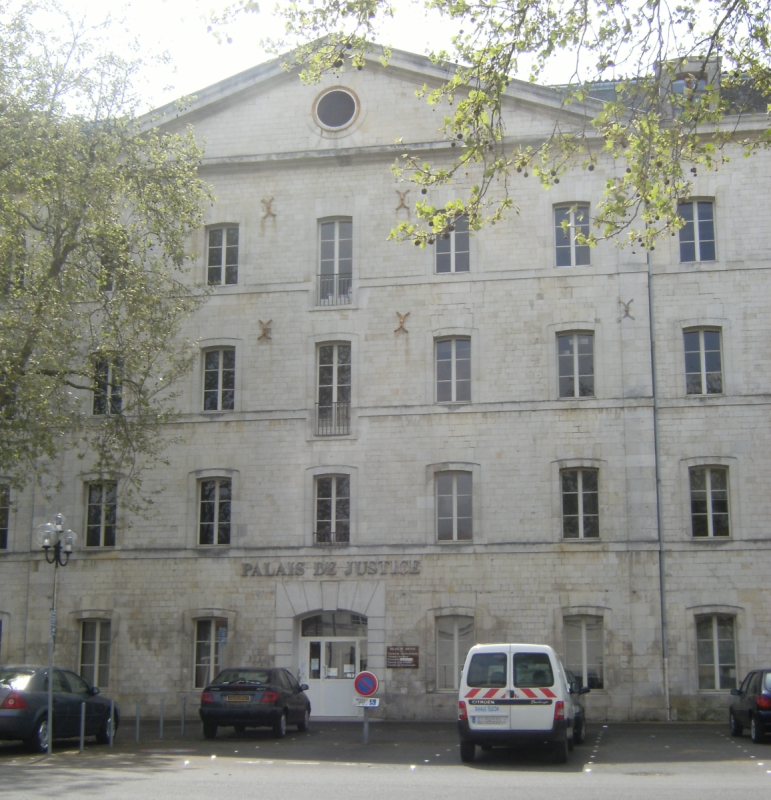
Palais de justice.

Le Palais de Justice de Rochefort est situé rue Antoine Chanzy. Cité judiciaire, il abrite plusieurs juridictions :
un Tribunal d'Instance, un Conseil de prud'hommes et une antenne du Service pénitentiaire d'insertion et de probation (SPIP) ainsi que diverses associations de médiation et d'aide aux victimes.
Le Tribunal d'Instance de Rochefort comprend deux magistrats et un greffe composé de dix agents.
Le Conseil de prud'hommes de Rochefort compte 40 conseillers prud'hommes et son greffe composé de 3 personnes est dirigé par un greffier, "Serge Barneyrat".
Depuis le 1er janvier 2009, la cité judiciaire n'abrite plus de Tribunal de Commerce puisqu'il a été absorbé par celui de La Rochelle à la suite d'une réforme de la carte judiciaire, ni de Tribunal de Grande Instance qui a été absorbé à son tour par celui de La Rochelle le 1er janvier 2011.
Le dernier procureur de la République de Rochefort a été "Pierre Arnaudin". Rochefort dépend désormais de l'arrondissement judiciaire de la Rochelle et donc de son parquet. "Bruno Karl" fut quant à lui, le dernier président du Tribunal de Grande Instance de Rochefort et il a été appelé, tout comme le procureur, à exercer d'autres fonctions.

### La Poste

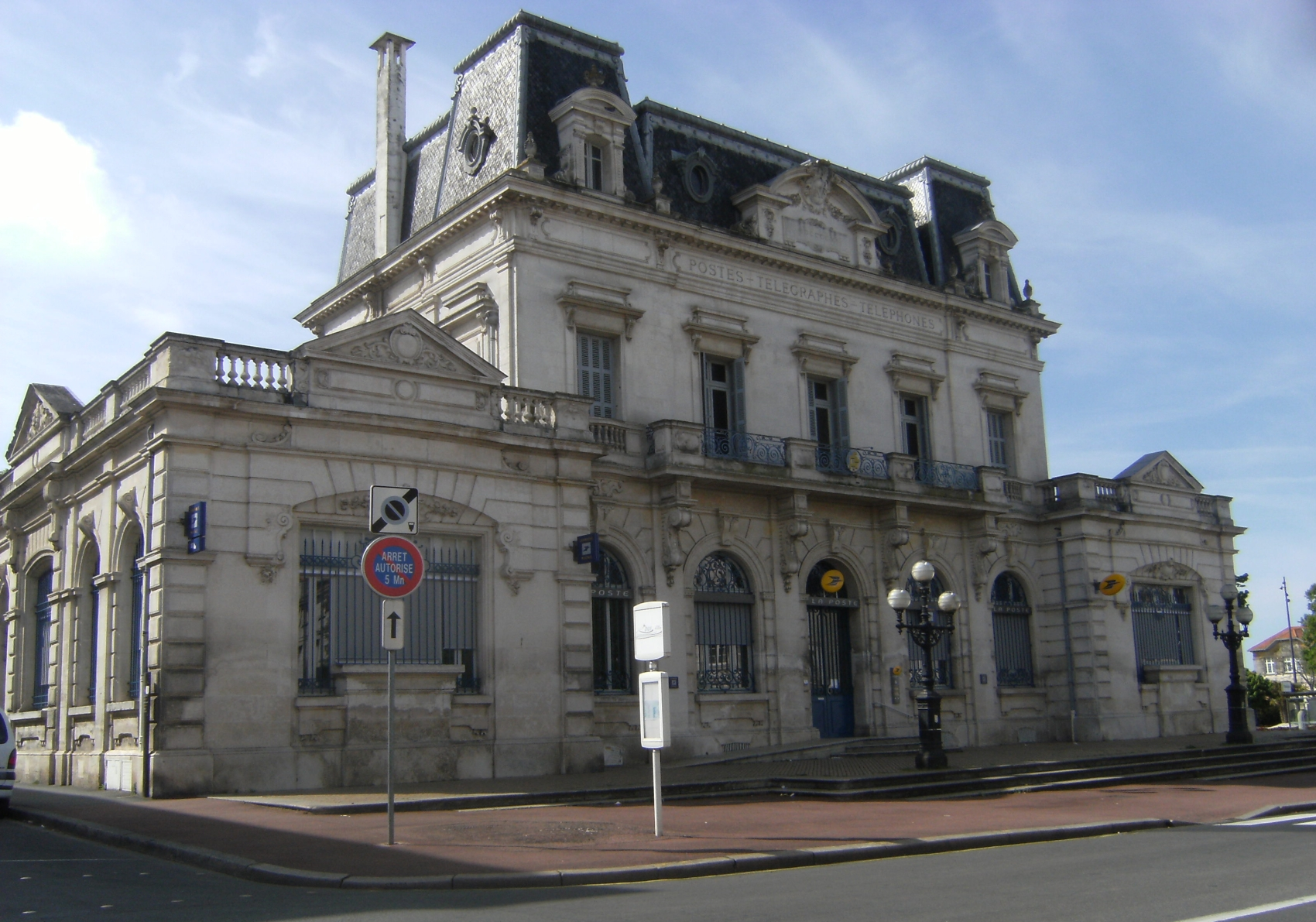
Hôtel des Postes de Rochefort.

#### Hôtel des Postes
L'hôtel des Postes de Rochefort a été conçu en 1911 par l'architecte Léon Lavoine. D'une allure imposante et de style académique, ce monument se compose d'un grand corps central à deux étages flanqué de deux pavillons à un seul niveau.
Il accueille toujours le public pour les services de La Poste.

#### Centre du tri postal
Le centre du tri postal de Rochefort était juxtaposé à l'hôtel des Postes jusqu'au début des années 2000. Il a été déplacé dans de nouveaux locaux, boulevard du Vercors au nord du centre-ville.

### Ville Internet
En 2004, la commune a reçu le label « Ville Internet M »

### Distinctions de la ville
- 9e station thermale de France en fréquentation ;
- ville fleurie (labellisée trois fleurs)[59] ;
- 1999 prix Cervia Ambianté (Italie) ;
- 1995 prix Neptuna ;
- 1993 grand prix national du patrimoine ;
- 1990 Oscar de l'environnement ;
- 1990 Oscar préservation et mise en valeur de l'espace urbain ;
- 1987 grand prix Europa Nostra ;
- 1987 label ville d'Art et d'Histoire ;
- 1986 prix du palmarès national de l'habitat (opération Avant-Garde) ;
- 1986 grand projet culturel en France : Corderie royale et jardin des Retours ;
- 1985 grand prix Europa Nostra.

### Jumelages
| La ville de Rochefort est jumelée avec : - Torrelavega (Espagne) depuis 1982 ; - Papenbourg (Allemagne) depuis 1988 ; - Burton upon Trent (Angleterre)[réf. souhaitée]. | \| Torrelavega Papenburg Burton upon Trent Rochefort (Charente-Maritime) \| |  |
| Torrelavega Papenburg Burton upon Trent Rochefort (Charente-Maritime)                                                                                                   |                                                                             |  |

### Aménagements et projets

#### Nouvel hôpital
Depuis le 27 mars 2011, le nouveau centre hospitalier de Rochefort, situé près de la zone artisanale Béligon au nord de Rochefort, a succédé à l'hôpital Saint-Charles situé en centre-ville devenu trop vétuste et obsolète.
Ce nouveau centre de soins est moderne et d'un accès routier aisé (à 1 minute de l'autoroute A837). Sa capacité d'accueil est de 279 lits avec une majorité de chambres individuelles et salle de bains privatives. Il est équipé, contrairement à l'hôpital Saint-Charles, d'un service d'IRM.
Parmi ses points forts, il est modulable et peut s'adapter aux évolutions médicales et chirurgicales de demain. Il a été élaboré avec le souci de consulter le personnel de l'hôpital, de façon à privilégier tous les aspects fonctionnels.
Son architecture est compacte mais non uniforme, ses façades sont sombres et soulignées de blancs, ses parvis permettent d'avoir différentes entrées, ses aires sont paysagées et favorisent ainsi son intégration harmonieuse dans l'environnement.
Le site hospitalier accueille également une crèche pour 45 enfants, un bâtiment de santé publique, un immeuble de bureaux et de commerces à 100 mètres et deux parcs de stationnement, le premier pour le public (200 places) et le second réservé au personnel hospitalier (400 places). Une hélisurface a été construite 20 mètres au Nord de l'hôpital.
De plus, d'autres chantiers complémentaires se sont ouverts autour du centre hospitalier :
- aménagements des abords et des voiries d’accès, avec notamment la création d'un rond-point sur la D 5, financé par le Conseil cénéral.
- fermeture de l'hôpital Saint-Charles et de l'école d'infirmières qui permettra de soulager le stationnement en centre-ville de 400 voitures. L'avenir du site n'est pour l'instant pas connu. Le bâtiment administratif, côté rue Thiers, sera conservé pour recentrer plusieurs services municipaux sur un seul site.
- construction du futur centre d'Hébergement et de Soins Gériatriques pour remplacer le Centre de gérontologie situé dans les faubourgs du centre-ville. Sa construction a été lancée en septembre 2010 et son inauguration est prévue fin 2012.

D'autres projets pourraient s'ouvrir sur le même site :
- construction de l'école d'infirmières (projet refusé pour l'instant par la région Poitou-Charentes selon les mots de sa présidente, Ségolène Royal, qui rappelle que désormais les universités sont chargées de la gestion de ces écoles) ;
- construction d'une clinique privée pour remplacer celle appelée Pujos qui est maintenant fermée.

#### Projets en cours
- Poursuite du développement du quartier de l'ancienne école des Fourriers ;
- Réaménagement du Commissariat aux Vivres avec la création de 238 logements d'habitation et d'un restaurant panoramique (en cours jusqu'en 2017)[61] ;
- Construction d'un terrain multisports juxtaposé au nouveau cinéma (prévu fin 2015) ;
- Rénovation du boulevard Pouzet, avenue Rhin et Danube (en cours) ;
- Renforcement des berges du chemin de la Charente (en cours de septembre à décembre 2015) ;
- Réalisation d'une voie de circulation entre le rond-point Bignon et le Musée de l'aéronautique navale (réalisée par le conseil général fin 2015) ;
- Construction d'une nouvelle caserne des sapeurs-pompiers, zone artisanale des Pêcheurs d'Islande (réalisée par le conseil général en 2016-2017).

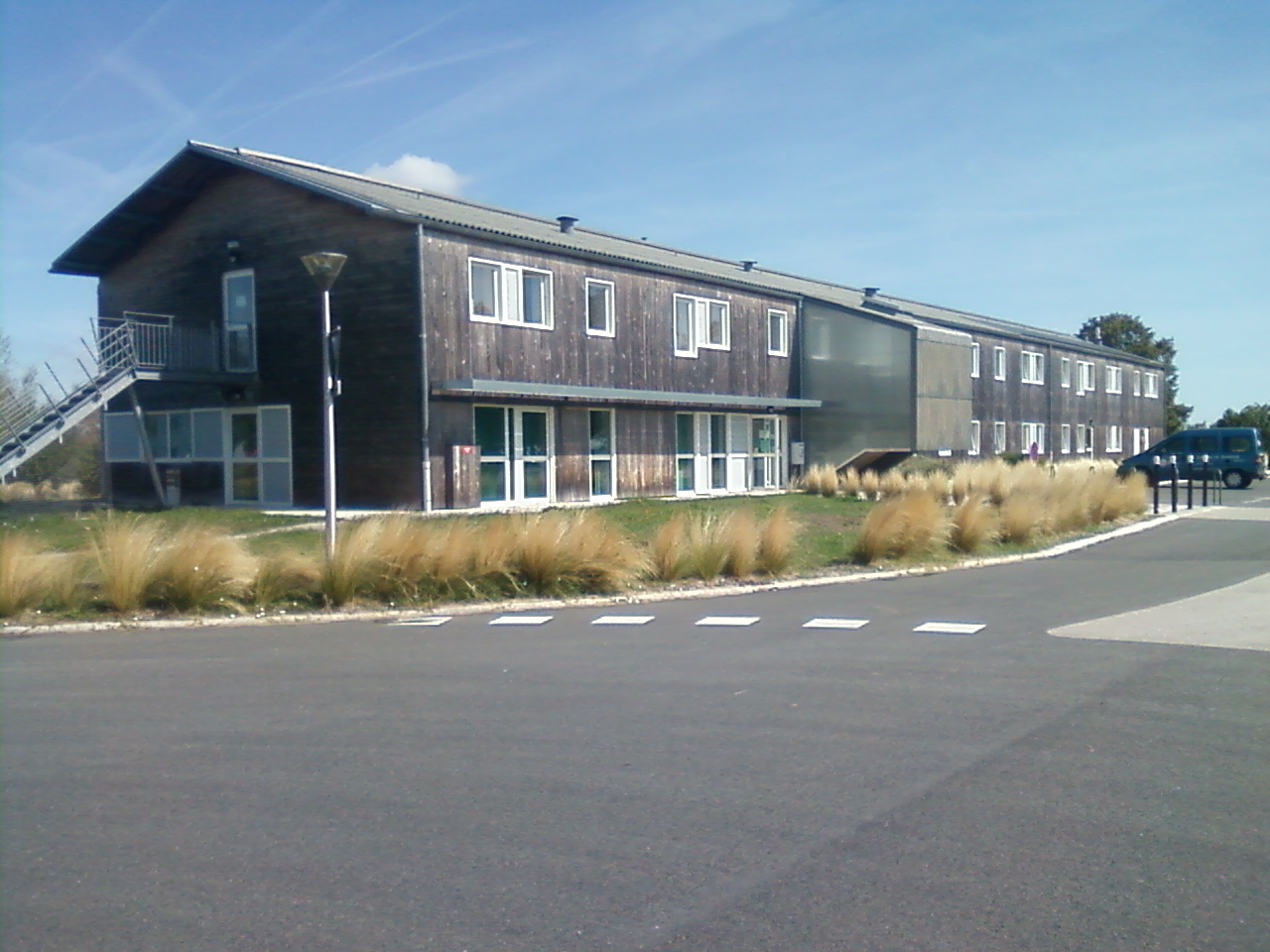
L'Auberge de jeunesse et le foyer de jeunes travailleurs.
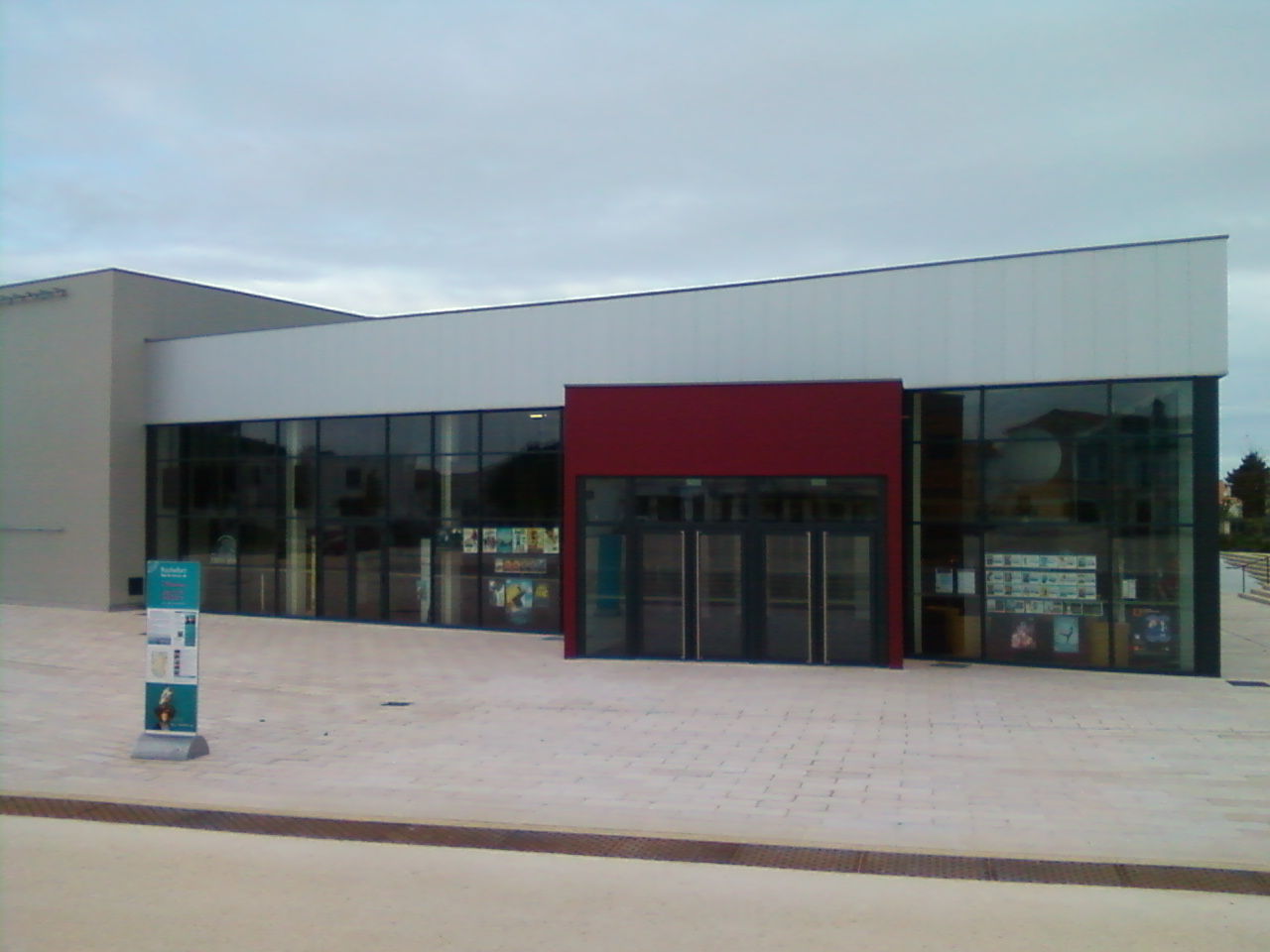
Le nouveau cinéma l'Apollo ciné 8.
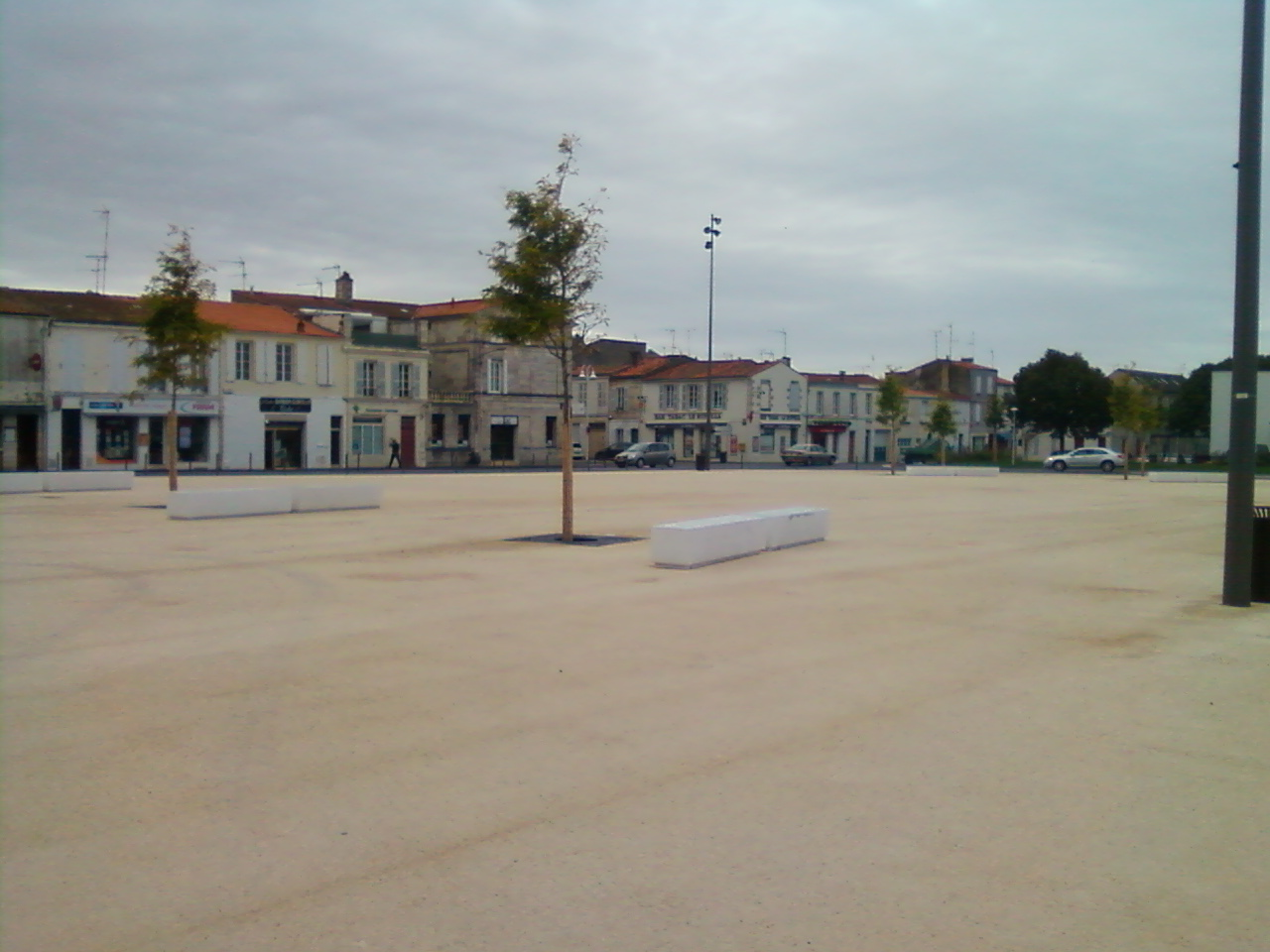
Esplanade Jean-Louis Frot après la suppression de la gare routière.
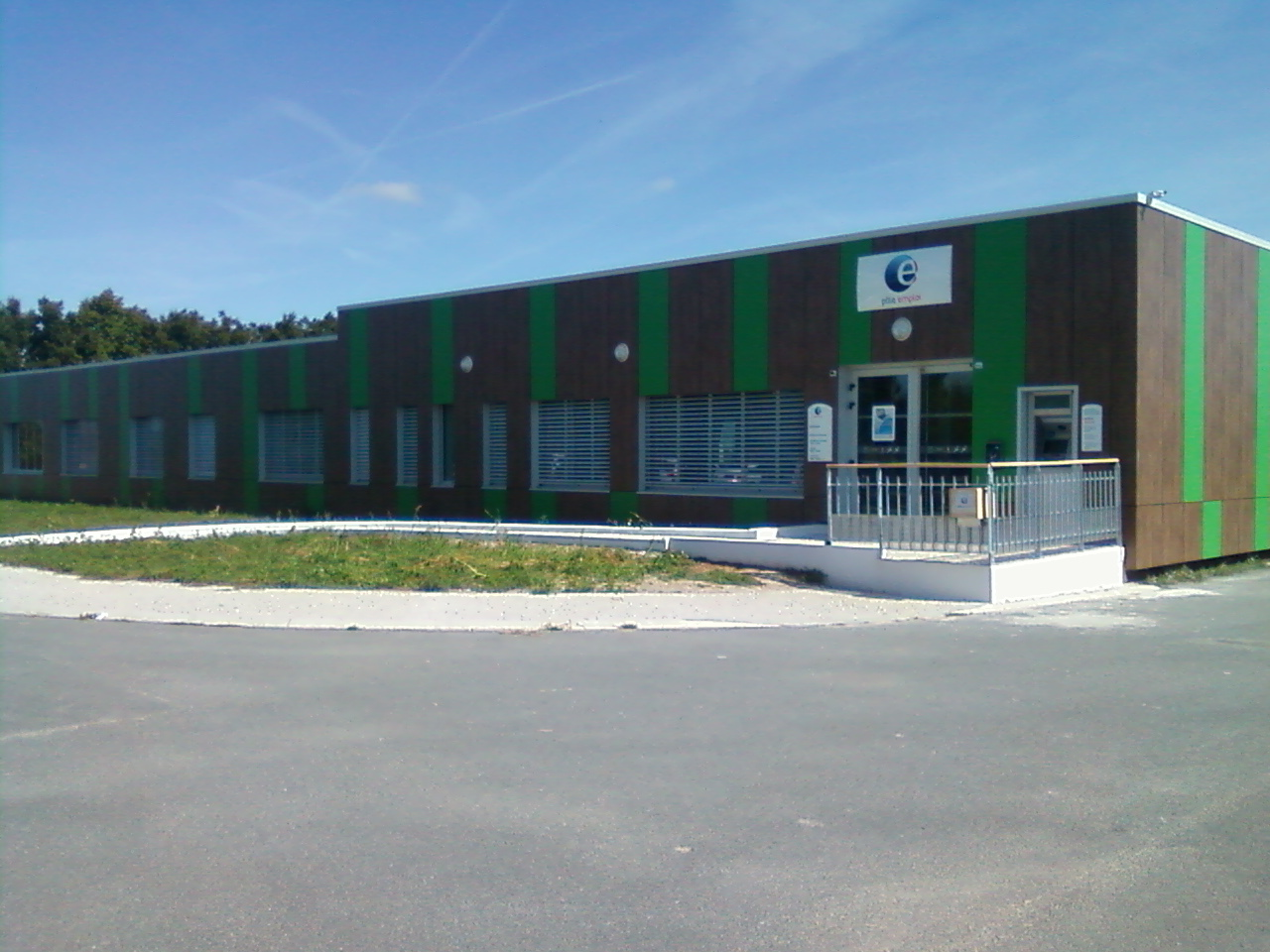
Le nouveau bâtiment de Pôle Emploi.

#### Projets à l'étude
- Généralisation d'une vitesse limitée à 30 km/h dans l'ensemble de l'agglomération (hormis avenues et boulevards limités à 50 km/h) ;
- Développement d'une cité du numérique et des nouvelles technologies pour les start-up du même secteur, à l'école Zola ;
- Démolition d'une partie de l'ancien hôpital Saint-Charles, création d'une salle de spectacles sur le site (en discussion), rénovation des bâtiments bas pour accueillir des services de la ville et de la communauté d'agglomération Rochefort-Océan ;
- Création d'un nouveau cimetière municipal ;
- Remise en état de la rue Toufaire de la gendarmerie à l'ancienne préfecture maritime.

## Population et société

### Démographie

#### Classement démographique
En 2008, Rochefort compte 25 676 habitants, ce qui la classe au 3e rang en Charente-Maritime après La Rochelle et Saintes.
Avec une superficie communale de 2 195 hectares, la densité de population s'élève à 1 170 habitants par km², ce qui en fait la deuxième ville la plus densément peuplée de la Charente-Maritime après La Rochelle.
En 2008, l’unité urbaine qui comprend depuis la nouvelle délimitation de 2010 établie par l'Insee 5 communes regroupe 39 287 habitants, et son aire urbaine, qui inclut 20 communes périurbaines situées dans la zone d’influence forte de la ville, rassemble 55 588 habitants.
Ces différentes données font de Rochefort la troisième ville la plus peuplée de la Charente-Maritime et la deuxième agglomération urbaine du département. En ce qui concerne son classement au niveau de l'aire urbaine, elle occupe le troisième rang se situant après les aires urbaines de La Rochelle et de Saintes.
Au niveau régional, avant son intégration à la région Nouvelle-Aquitaine en 2016, elle occupait la septième place en Poitou-Charentes au niveau de la ville intra-muros, la sixième au plan de son unité urbaine et le septième rang au niveau des aires urbaines picto-charentaises.

#### Évolution démographique
L'évolution du nombre d'habitants est connue à travers les recensements de la population effectués dans la commune depuis 1793. Pour les communes de plus de 10 000 habitants les recensements ont lieu chaque année à la suite d'une enquête par sondage auprès d'un échantillon d'adresses représentant 8 % de leurs logements, contrairement aux autres communes qui ont un recensement réel tous les cinq ans,.
En 2022, la commune comptait 23 188 habitants, en évolution de −3,57 % par rapport à 2016 (Charente-Maritime : +4,04 %, France hors Mayotte : +2,11 %).
Durant la période comprise entre les recensements de 1999 et 2008, la population a diminué de 121 habitants, ce qui représente une très légère baisse de 0,5 %. La principale raison de cette tendance est que le territoire de la commune de Rochefort ne peut plus développer de nouveaux quartiers résidentiels ou agrandir ceux existants en raison du manque de terrains non inondables. En conséquence et sur la même période, les communes de l'aire urbaine, principalement Soubise (+ 125 %), Tonnay-Charente (+ 15 %) et Saint-Agnant (+ 12,23 %) ont connu une très forte augmentation de leur population.
| 1793   | 1800   | 1806   | 1821   | 1831   | 1836   | 1841   | 1846   | 1851   |
| ------ | ------ | ------ | ------ | ------ | ------ | ------ | ------ | ------ |
| 20 874 | 15 000 | 14 615 | 12 389 | 14 040 | 15 441 | 20 077 | 21 738 | 24 330 |

| 1856   | 1861   | 1866   | 1872   | 1876   | 1881   | 1886   | 1891   | 1896   |
| ------ | ------ | ------ | ------ | ------ | ------ | ------ | ------ | ------ |
| 28 998 | 30 212 | 30 151 | 28 299 | 27 012 | 27 854 | 31 256 | 33 334 | 34 392 |

| 1901   | 1906   | 1911   | 1921   | 1926   | 1931   | 1936   | 1946   | 1954   |
| ------ | ------ | ------ | ------ | ------ | ------ | ------ | ------ | ------ |
| 36 458 | 36 694 | 35 019 | 29 473 | 28 275 | 26 452 | 29 482 | 29 472 | 30 858 |

| 1962   | 1968   | 1975   | 1982   | 1990   | 1999   | 2006   | 2011   | 2016   |
| ------ | ------ | ------ | ------ | ------ | ------ | ------ | ------ | ------ |
| 28 648 | 29 226 | 28 155 | 26 167 | 25 561 | 25 797 | 26 299 | 25 183 | 24 047 |

| 2021   | 2022   | - | - | - | - | - | - | - |
| ------ | ------ | - | - | - | - | - | - | - |
| 23 092 | 23 188 | - | - | - | - | - | - | - |

#### Pyramide des âges
La population de la commune est relativement âgée.
En 2018, le taux de personnes d'un âge inférieur à 30 ans s'élève à 29,9 %, soit au-dessus de la moyenne départementale (29 %). À l'inverse, le taux de personnes d'âge supérieur à 60 ans est de 32,7 % la même année, alors qu'il est de 34,9 % au niveau départemental.
En 2018, la commune comptait 10 864 hommes pour 12 719 femmes, soit un taux de 53,93 % de femmes, légèrement supérieur au taux départemental (52,15 %).
Les pyramides des âges de la commune et du département s'établissent comme suit.
| Hommes | Classe d’âge | Femmes |
| ------ | ------------ | ------ |
| 1,0    | 90 ou +      | 3,1    |
| 8,4    | 75-89 ans    | 12,7   |
| 19,5   | 60-74 ans    | 20,2   |
| 21,4   | 45-59 ans    | 22,2   |
| 16,3   | 30-44 ans    | 14,9   |
| 18,1   | 15-29 ans    | 13,8   |
| 15,4   | 0-14 ans     | 13,0   |

| Hommes | Classe d’âge | Femmes |
| ------ | ------------ | ------ |
| 1,1    | 90 ou +      | 2,6    |
| 10,1   | 75-89 ans    | 12,6   |
| 22     | 60-74 ans    | 23,2   |
| 20,1   | 45-59 ans    | 19,7   |
| 16,1   | 30-44 ans    | 15,6   |
| 15,2   | 15-29 ans    | 12,7   |
| 15,4   | 0-14 ans     | 13,6   |

#### Immigration
D’après le recensement de 2006, la population immigrée représentait 737 personnes (soit 2,8 % de la population totale). La répartition de cette population sur la commune est très variée et est plus particulièrement présente en centre-ville et dans les quartiers populaires (Petit Marseille, Chagrinerie), dont une partie est classée quartier prioritaire.

### Patrimoine religieux

#### Église Saint-Louis
Ancienne chapelle des Capucins, l'église Saint-Louis abrite la tombe de l'intendant Bégon, ainsi qu'un orgue romantique Merklin (cet instrument nécessite actuellement une restauration complète).

#### Vieille Paroisse
Au XIIe siècle, la seigneurie de Rochefort ne comporte qu’un fort surveillant la Charente et quelques hameaux dispersés de pêcheurs, cultivateurs et bûcherons. Le prieuré augustinien Saint-Vivien de Saintes y établit une église paroissiale sous le vocable de la Vierge. Dévastée au XVIe siècle, l’église est reconstruite au XVIIe siècle.
Désaffectée lors de la Révolution française et saccagée en 1793, elle sert de grange de foin. En 1797, grâce à une pétition des habitants, elle redevient lieu de culte. Mal entretenue au XIXe siècle, elle est fermée pour vétusté en 1886.
En 1900, le bâtiment devient la Bourse du travail.
En 1977, dans son plan de rénovation de la ville, la municipalité restaure « Notre-Dame de la Vieille Paroisse ». L’édifice abrite désormais le siège de la Société de géographie qui y a installé un musée archéologique.
À l’intérieur de cet ancien édifice religieux est nettement dessinée une forme de croix latine, avec une nef à trois travées précédant un transept saillant et un chœur à deux travées droites et chevet plat. Le chœur de l’église est l’une des parties les mieux conservées de l’édifice primitif du XIIe siècle. Le style roman se retrouve dans l’appareil des murs latéraux, dans les baies encadrées de colonnettes et dans un tronçon de voûte en berceau. Le chevet plat et le voûtement en ogive sont la marque d’un remaniement ultérieur.

#### Église Notre-Dame
Pour remplacer l'église Notre-Dame dite « la Vieille Paroisse », l'actuelle église Notre-Dame a été érigée au XIXe siècle de 1858 à 1860 sur un terrain du faubourg situé entre la Grande Rue (rue Gambetta) et la rue de la Barrière (rue du 4-Septembre). Elle a été consacrée le 1er juillet 1861. Durant ce même mois de juillet 1861, les cloches de la « Vieille Paroisse » y ont été transportées.

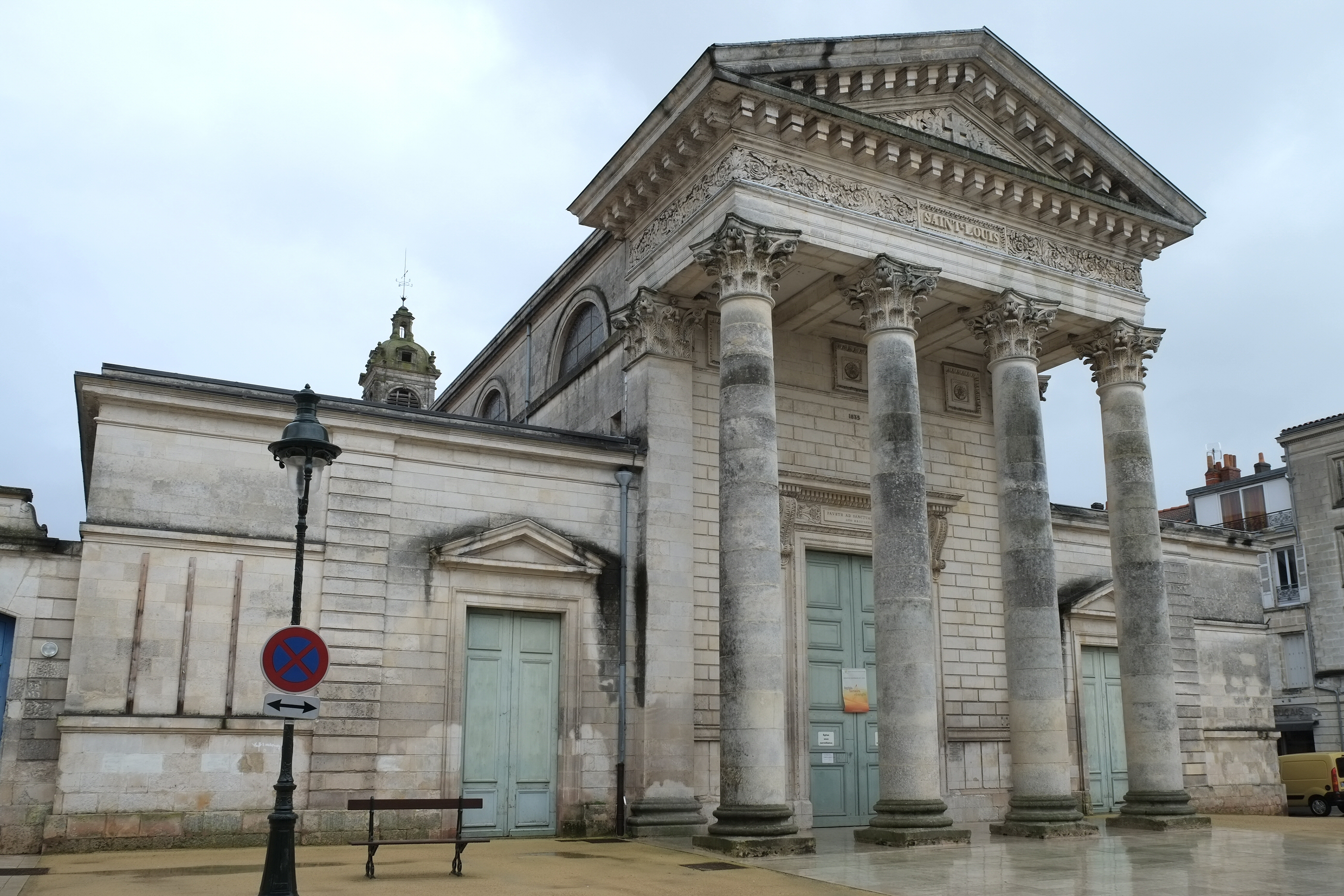
Église Saint-Louis.
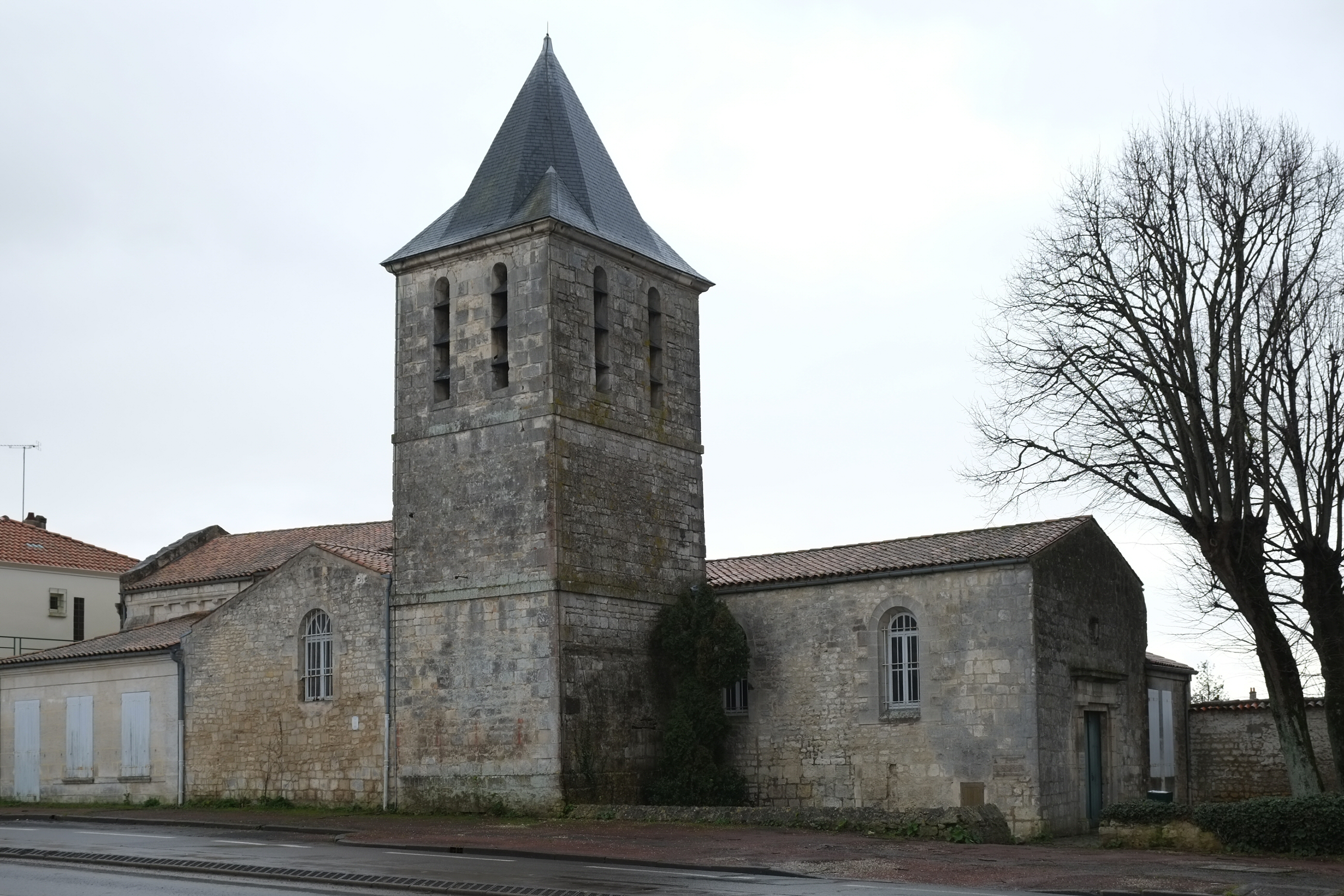
Église Notre-Dame dite la Vieille Paroisse.
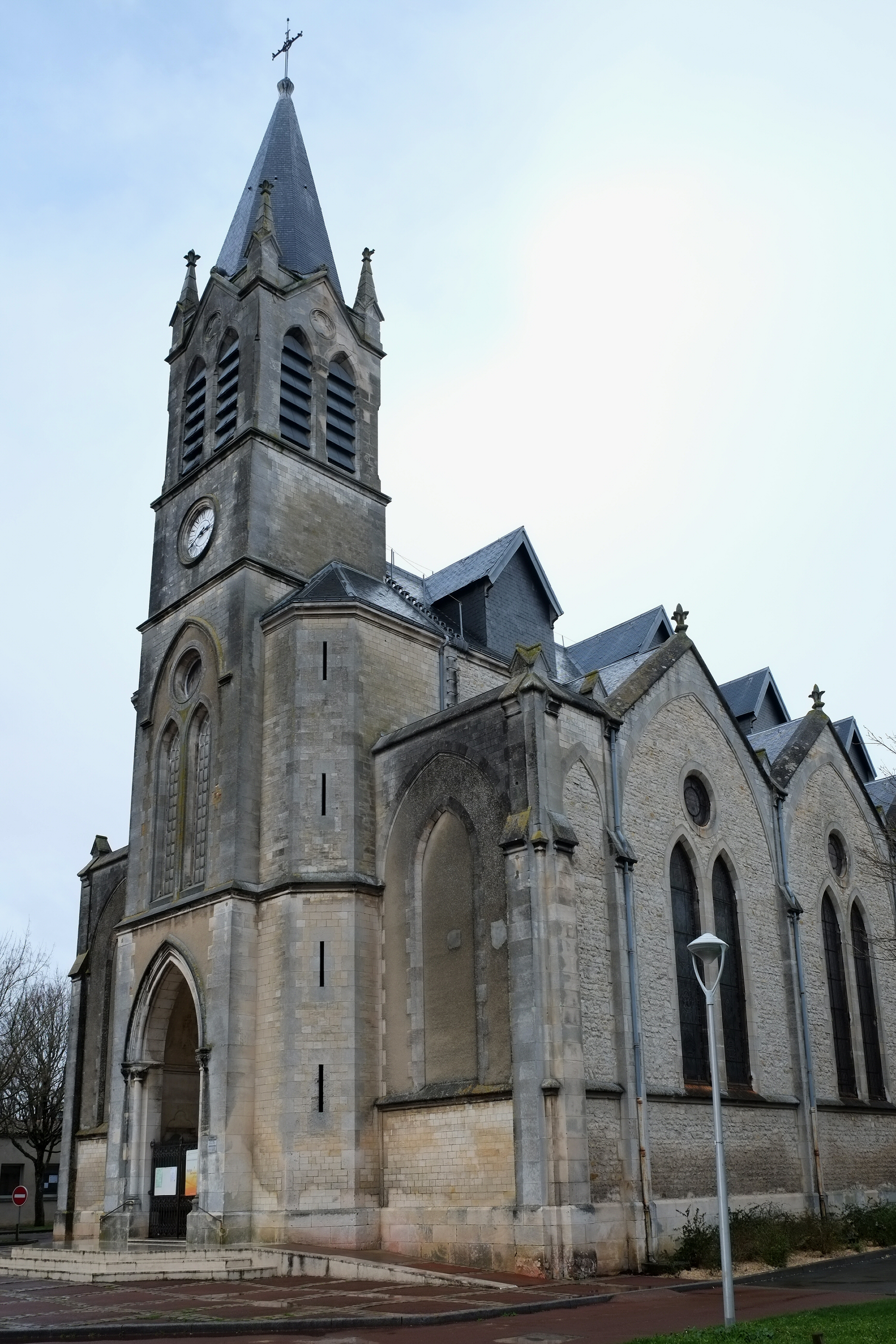
Église Notre-Dame.
Église Saint-Paul. (© Marc Quentin)
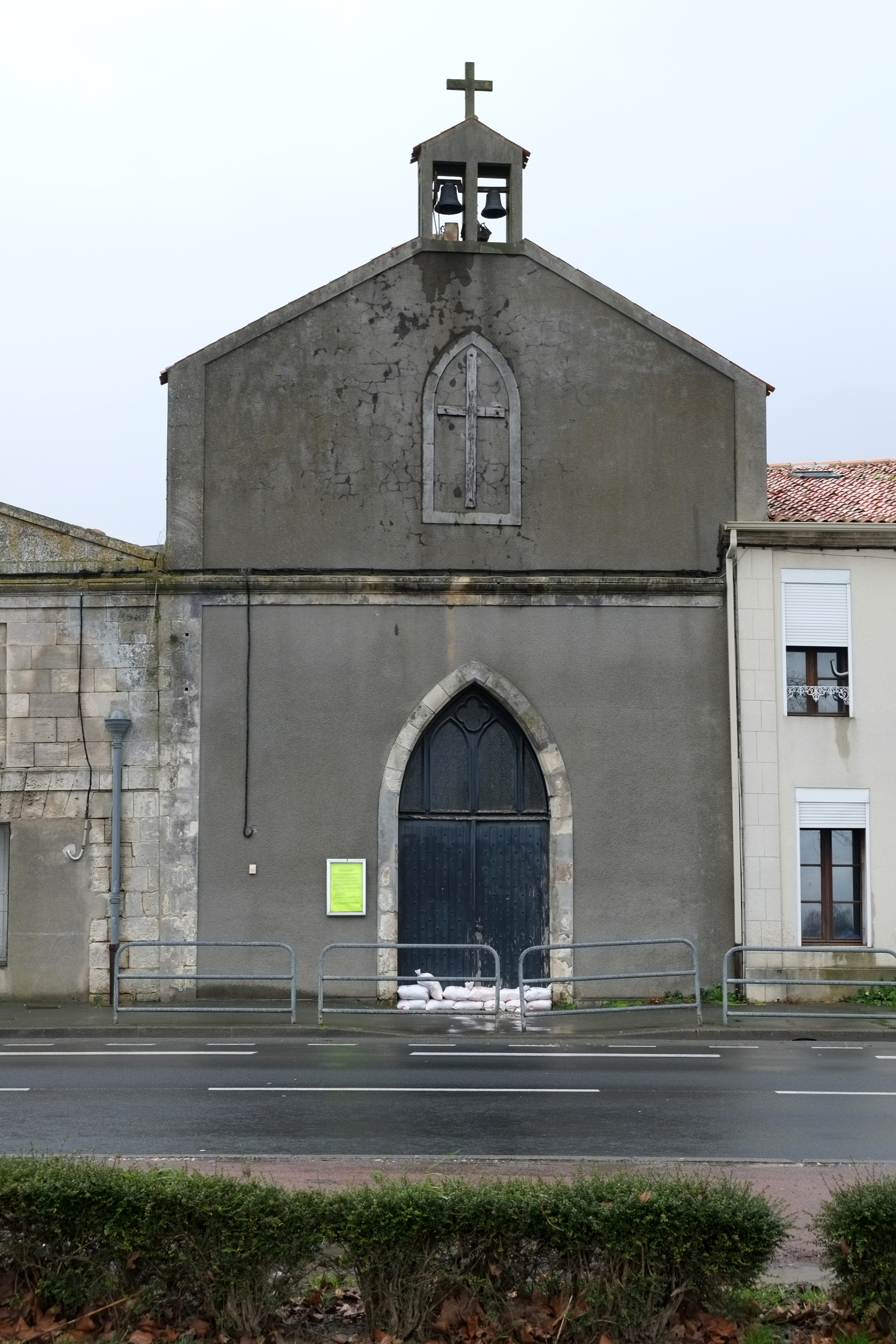
Chapelle de la Cabane Carrée.
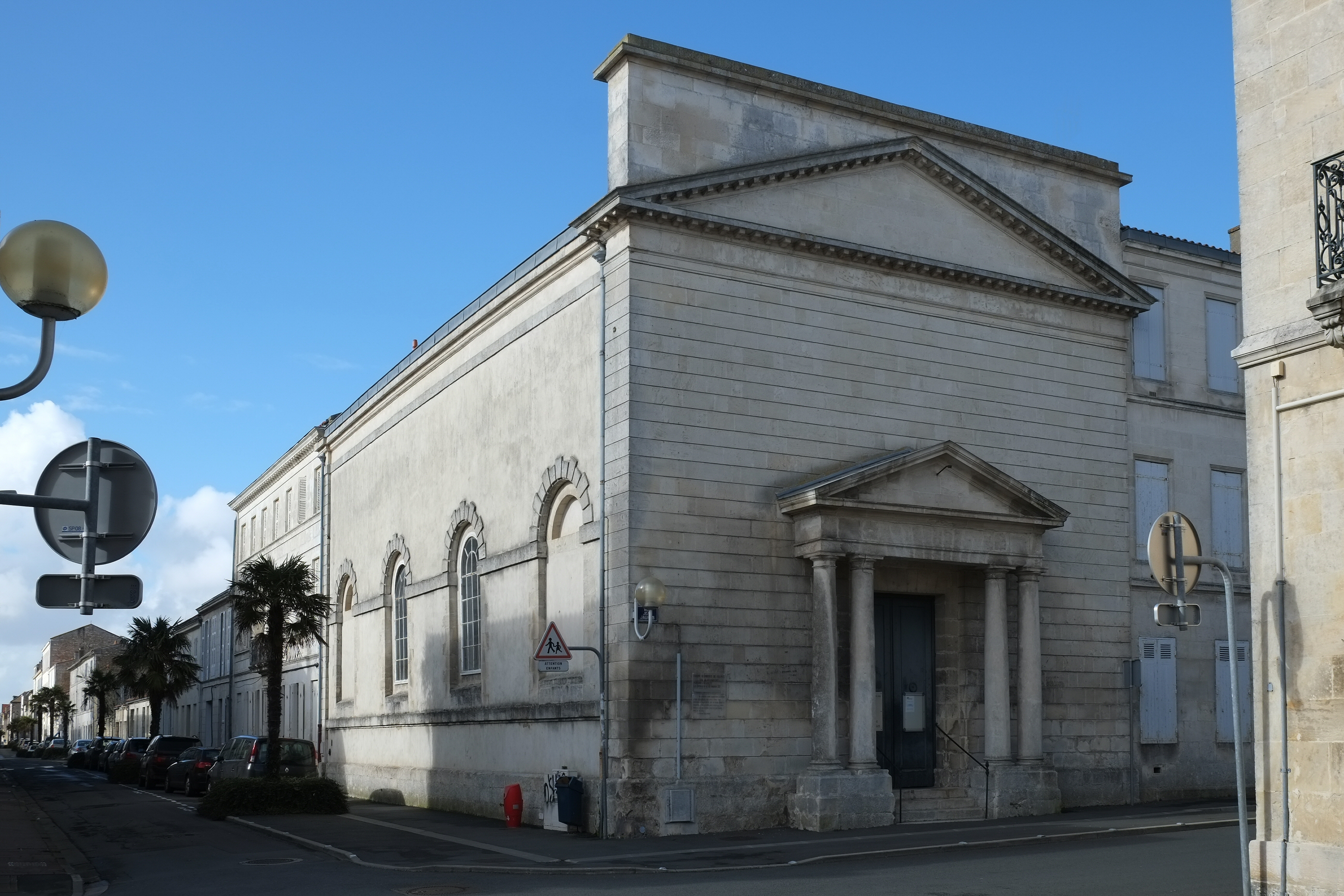
Temple Protestant.

### Cultes

#### Catholique
- Ancienne église Notre-Dame, avenue Jean-Baptiste Rochambeau (musée) ;
- Église Saint-Louis, rue Audry de Puyravault ;
- Église Notre-Dame, place Samuel de Champlain ;
- Église Saint-Paul, rue du 19 mars 1962.

D’autres chapelles sont présentes sur le territoire de la commune :
- Chapelle du cimetière de la Marine, dit Petit Cimetière, rue Nicolas Chauvin ;
- Chapelle de l'ancien hôpital Saint-Charles, place d'Eyup ;
- Chapelle de l'hôpital de la marine, rue Amiral Meyer ;
- Chapelle de la Libération, dite de la Cabane Carrée, avenue de la Libération ;
- Chapelle Notre-Dame-d'Espérance, rue Toufaire ;
- Chapelle du collège Sainte-Marie-de-la-Providence, rue Amiral Courbet ;
- Chapelle Saint-Joseph, rue Ernest Renan ;
- Chapelle du parc des Fourriers, avenue Maurice Chupin.

#### Islam
- Rochefort est également dotée d'une mosquée dans le quartier dit du « petit Marseille » rue des Eglantines depuis 2010.

#### Protestant
- Temple réformé, rue Jean Jaurès ;
- Église protestante évangélique, Quéreux de la Laiterie ;
- Église évangélique maison Charpentier, avenue Lafayette.

### Sports
La ville de Rochefort est dotée de nombreux équipements pour satisfaires les passionnés, sportifs de loisirs ou pratiquants de haut niveau et que ce soit en plein air ou en salle, libre ou encadré.
La ville de Rochefort a accueilli le Trophée de France des Jeunes Cyclistes 2016.
Pour la saison 2019-2020, le Rochefort Football Club évolue en Régional 2 (D7), tandis que le Sport athlétique rochefortais rugby évolue en Fédérale 3 (D5).

#### Quelques chiffres
- plus de 5 000 licenciés sportifs
- une soixantaine d'associations sportives
- une quarantaine de disciplines
- 5 000 m2 de gymnases

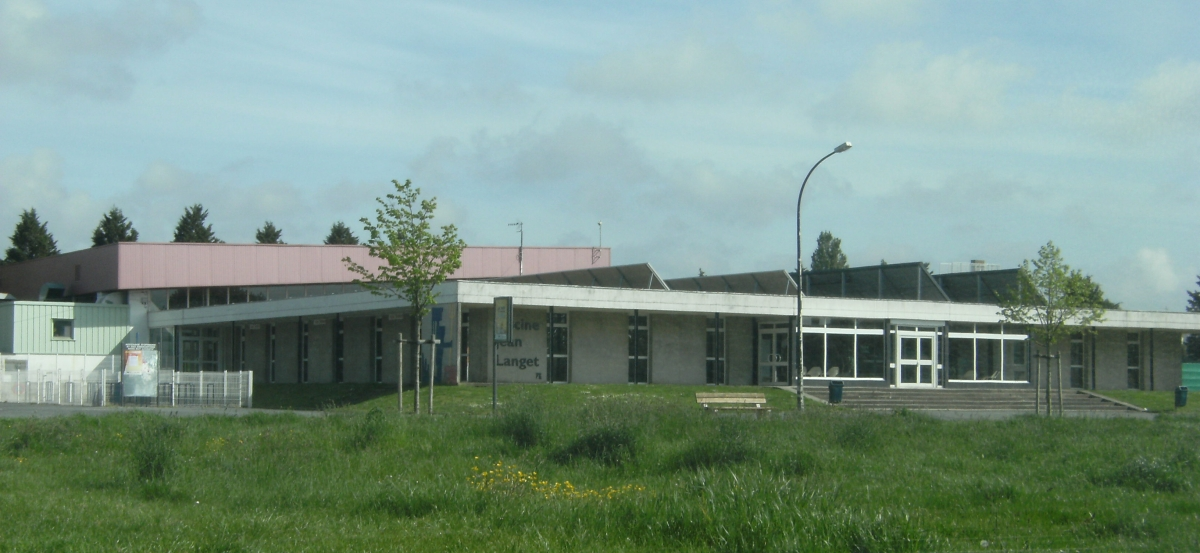
Piscine municipale Jean Langet.

- 5 courts de tennis couverts et 10 extérieurs
- 1 terrain de squash
- 1 vélodrome
- 1 dojo
- 1 golf 9 trous implanté sur la commune de Saint-Laurent-de-la-Prée
- 1 jardin d'arc
- 1 skate park
- 1 piscine olympique
- 1 club nautique
- des terrains de foot et de rugby
- des salles de gym, boxe, billard, tir, catch, karaté…

#### Équipements sportifs

##### Gymnases et salles
- Gymnase du Polygone (Boulevard Pouzet). C'est un gymnase principalement dédié au handball et au tir à l'arc
- Gymnases Grimaux (rue Raymonde-Maous) :
  - 1 Gymnase utilisé en priorité pour le basket
  - 1 Gymnase utilisé en priorité pour le badminton
- Gymnase de la Vieille Forme (Port de Plaisance) principalement dédié au roller
- Gymnase Denfert Rochereau (rue Denfert Rochereau) principalement dédié au volley-ball et au handball
- Gymnase Saint-Exupéry (rue Saint-Exupéry) principalement dédié au karaté
- Gymnase Anatole-France (rue Anatole-France) principalement dédié au tennis de table
- Centre départemental de Judo (Polygone)
- Centre départemental de Tennis (Polygone)
- Salle de Gymnastique (2 rue du 4-septembre)

##### Équipements divers
- 1 salle de billard (esplanade Soumet)
- 1 salle de catch (espace Champlain)
- 1 salle de karaté (dojo Gambetta)
- 1 stand de tir (Polygone)
- 1 salle de boxe (rue de la Ferronnerie)

##### Stades et terrains extérieurs

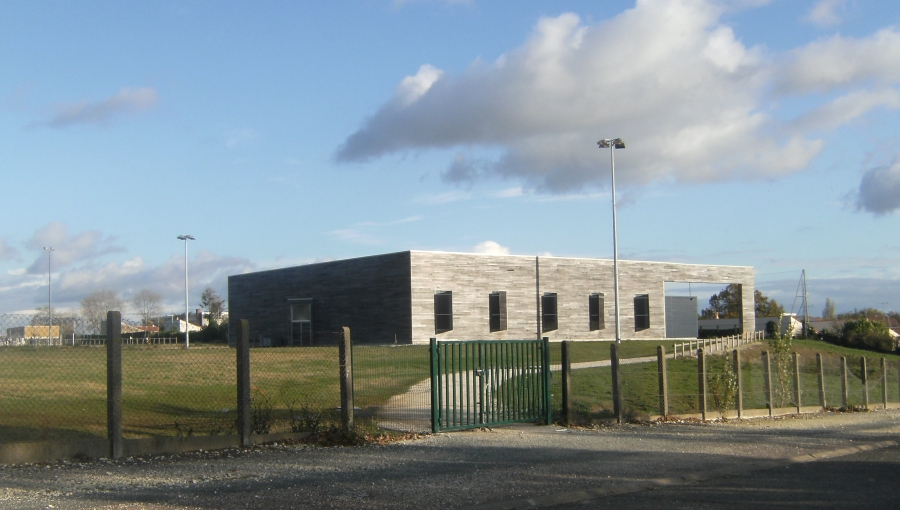
Boulodrome de la Casse aux Prêtres.

- Stade du Polygone avec un sentier sportif de 1 750 m, une piste d'athlétisme de 400 m, un terrain d'honneur de football (105x68) gazon, un terrain annexe (100x60) gazon et deux courts de tennis extérieurs béton
- Stade de la Casse aux Prêtres (rue du Champ de manœuvre) avec un gazon mixte rugby football (100x60), deux terrains de football (100x60) semi-stabilisé, un terrain de football (100x60) gazon et courts de tennis extérieurs béton poreux
- Stade de rugby Henri Robin (rue des Frères Jamain) avec un terrain d'honneur de rugby (100x66) gazon, un terrain annexe (100x60) gazon, un terrain d'entrainement (80x40) et un vélodrome (440 m) enrobé
- Terrain de foot Petit Marseille avec un terrain gazon (100x60) et deux terrains stabilisés (20x30)
- Jardin de la Marine avec cinq courts de tennis en terre battue
- Stade nautique, piscine municipale (rue Charles Maher) avec un bassin Olympique (50 m) et un bassin d'apprentissage
- Club nautique (rue Pêcheur d'Islande) avec un vaste plan d'eau sur la Charente
- Divers terrains et stades :
  - 2 terrains ouverts à tous (derrière le gymnase de la Vieille Forme et ZI du Pont Neuf)
  - 1 plaine de jeux avec 3 handball, 3 baskets et 2 mini-foot (Stade Rouge et Grimaux extérieur), 1 skate parc (Stade Rouge)
  - Terrains de boules : Petit-Marseille, Jardin de la Marine, Stade Rouge, Chemins Blancs, Parc La Forêt et un boulodrome couvert à la Casse aux Prêtres

#### Associations sportives
- Sport Athlétique Rochefort Rugby (SAR Rugby)[69]
- Association Omnisports Centre Hospitalier
- Club Rochefortais des sports sous-marins
- K'Hors d'Âges
- Yoseikan Budo Rochefortais
- Rochefort Football Club
- Tiger's Roller Club Rochefortais (roller in line hockey)
- Taekwondo Club Rochefort
- Badminton Rochefort Club
- Rochefort Alligators (flag, football américain)
- Echiquier Rochefortais
- Rochefort Handball Club
- SAR Volley-Ball
- AS Golfeurs Pays Rochefortais
- Rochefort Basket Club
- Vélo Club Rochefortais

### Vie militaire
Depuis sa création en 1666, Rochefort a toujours connu une présence militaire importante. En effet, la ville a été construite pour accueillir le premier arsenal du royaume de France selon la volonté du roi Louis XIV. Ainsi, la marine est restée présente à Rochefort jusqu'en 2002 soit 336 années. Puis au début XXe siècle, c'est l'aéronavale qui a fait son apparition puis l'Armée de l'air et une école de la Gendarmerie nationale.
Actuellement, Rochefort accueille deux sites militaires opérationnels : l'école de gendarmerie et le commandement des écoles de la Gendarmerie nationale. À quelques kilomètres au sud de Rochefort, la base aérienne 721 accueille l'école de formation des sous-officiers de l'armée de l'air. À Rochefort, environ 4 000 personnes (militaires et civils) travaillent pour la défense nationale.

#### Base aérienne 721 - EFSOAA
En 1932, l'école des apprentis mécaniciens de l'armée de l'air ouvre ses portes à Rochefort.
Initialement installée sur le terrain de Soubise, elle regroupe progressivement les formations de toutes les spécialités techniques des sous-officiers de l'armée de l'air.
En 1979, elle se déplace à Saint-Agnant sur la base aérienne 721 et étend son champ d'activité en accueillant successivement le centre pédagogique en 1984, l'école de gestion et d'administration en 1993 et enfin en 1996, l'école de formation initiale des sous-officiers.
En septembre 1998, elle prend le nom d'école de formation des sous-officiers de l'armée de l'air. L'EFSOAA devient ainsi le pôle de formation des sous-officiers de l'armée de l'air. Elle est commandée par un officier général, commandant de la place d'armes de Rochefort.
Depuis 2002, elle accueille aussi la formation des mécaniciens de l'aéronautique navale, jusqu'alors dispensée au centre de l'aéronautique navale de Rochefort dissous en juin de la même année.
La base aérienne 721 est commandée par un officier supérieur, chef de corps.
Elle est chargée de supporter l'école de formation des sous-officiers de l'armée de l'air dans les fonctions administration, infrastructure, logistique, restauration, hébergement et protection.
Le site occupe une superficie de 162 hectares, répartis sur trois communes : Saint-Agnant, Soubise et Échillais.
Plus importante unité militaire de la région Poitou-Charentes, le site est une véritable cité autonome, qui nourrit, héberge, fait vivre et instruit quelque 6 350 élèves et stagiaires par an dont 50 marins, en présence simultanée, répartis au sein de quatre divisions de la direction des formations, ainsi que 797 personnes dont 307 instructeurs.

#### Commandement des Écoles de la Gendarmerie Nationale

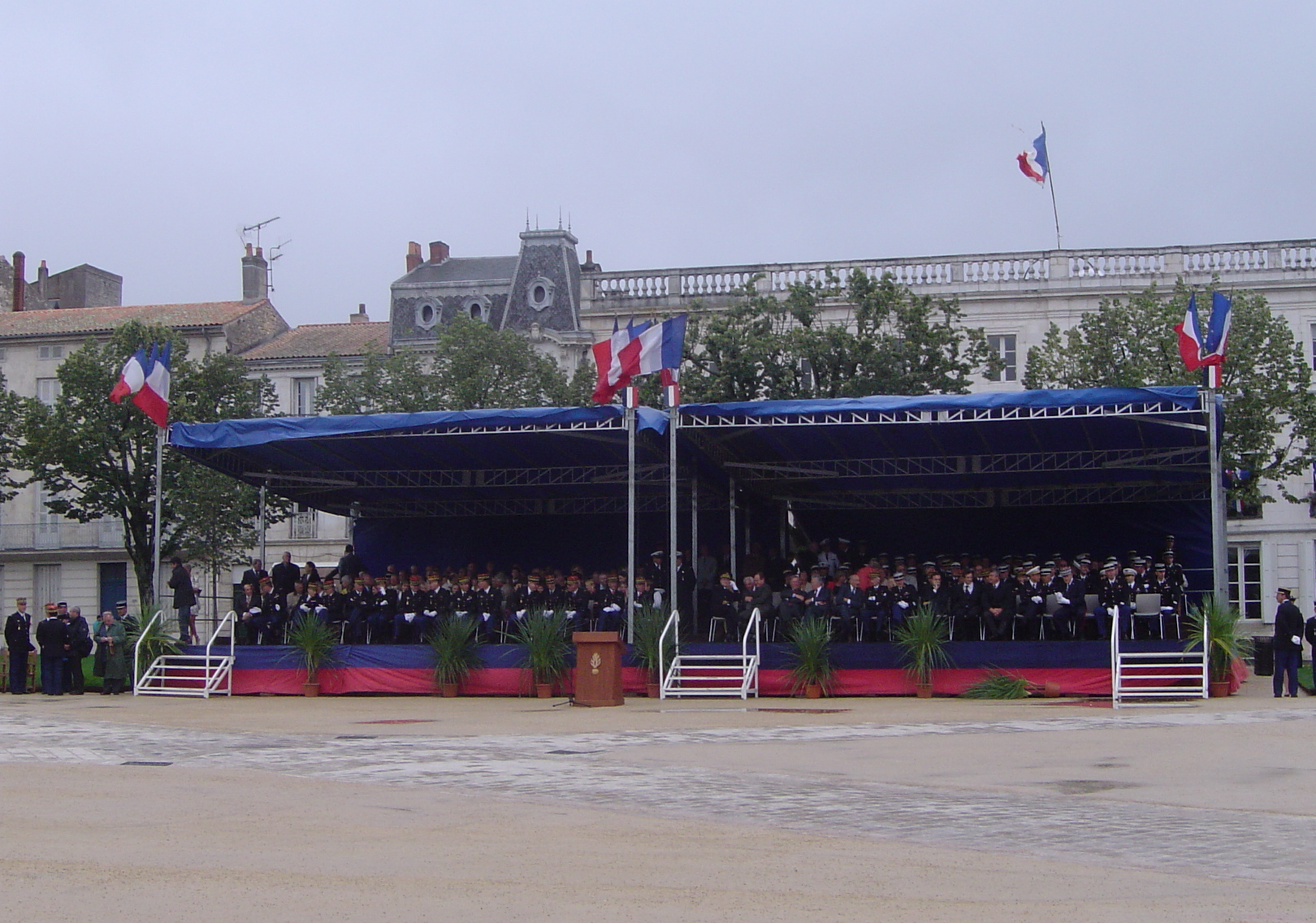
Cérémonie militaire sur la place Colbert.

Placé sous le commandement du général de corps d'armée Simon-Pierre Baradel, c'est à partir de Rochefort que sont dirigés les huit écoles et les quinze centres de formation spécialisée de la Gendarmerie nationale situés sur l'ensemble du territoire national.
Après avoir quitté Maisons-Alfort où il était précédemment installé, le Commandement des écoles de la Gendarmerie nationale a marqué son installation officielle sous la présidence de Madame Michèle Alliot-Marie, ministre de la Défense, le 7 octobre 2004 lors d'une prise d'armes organisée place Colbert, suivie d'un défilé rue Toufaire qui regroupait six cents militaires de l'armée.
Cette cérémonie à laquelle les Rochefortais se sont largement associés, a montré que la Gendarmerie a bien pris le relais de la Royale sur le site de l'ancien Hôtel de la Marine.
C'était précisément le souhait de Bernard Grasset qui, alors député, n'avait pas ménagé ses efforts ni sa volonté pour que ce transfert devienne réalité.
Avec les 69 gendarmes affectés au commandement des écoles, soit avec les familles près de 200 nouveaux Rochefortais, ce sont maintenant 866 militaires, officiers, sous-officiers et gendarmes adjoints de la Gendarmerie nationale et officiers et sous-officiers du corps de soutien technique qui vivent et consomment à Rochefort, soit l'équivalent d'une grosse entreprise.

#### École de gendarmerie

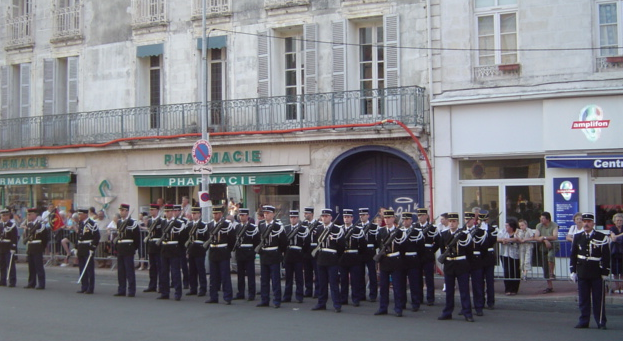
Cérémonie du 14 juillet.

L'école de la gendarmerie nationale de Rochefort est destinée à la formation continue et initiale des cadres et du corps de soutien technique et administratif de la gendarmerie nationale. Elle a vu passer, en 2003, plus de 7 000 stagiaires ou élèves. Elle est dirigée par le colonel Hervé Flamant.
L'école comprend :
- un état-major :
  - Bureau logistique (affaires immobilières, budget, casernement, service des matériels…)
  - Bureau des ressources humaines
  - Section commandement (Cellule sécurité, Service entretien général, Cellule SIC)
- le centre national de formation au commandement (CNFC) qui organise cinq types de stages :
  - le stage national de formation des gradés de la gendarmerie (SNFG)
  - le stage des commandants de brigade de proximité (CBP)
  - les stages préparatoires au premier commandement
  - la préparation des gradés aux emplois spécifiques « dominante brigade territoriale traditionnelle » (PGES.BT)
  - la préparation des gradés aux emplois spécifiques « dominante commandant de communauté de brigades » (PGES.CCB)
- le centre national de formation aux langues et à l'international (CNFLIG)
  - le centre national de formation aux langues (CFLG)
  - le centre national de formation à l'international (CNFI)
  - le cours international de français de Rochefort (CIFR)
- le Centre national de formation du Corps de soutien techniques et administratif de la gendarmerie nationale (CNF/CSTAGN)
- le Centre national d'assistance aux utilisateurs (CNAU).

#### Marine Nationale
Les unités ou services de la marine implantés sur la ville de Rochefort jusqu'au milieu des années 1980 étaient les suivants :
- Arsenal de la Marine, fermé en 1926 en raison de l’envasement de La Charente qui rendait son utilisation problématique
- Arrondissement et Préfecture maritime fermés en 1927, et rattachés à Brest
- Base aéro-navale « BAN » (devenue ensuite « CEAN » : Centre École de l'Aéronautique Navale)
- École d'hydrograpie et Compagnie des garde-côte de Rochefort (devenus École navale)
- École de pilotage d'hélicoptères de la NAVCO
- École des fourriers de la Marine, devenue l'école des spécialités du commissariat des armées en 2023, transférée en 2002 à Querqueville (Manche) comme école commune aux trois armées
- Écoles de santé et de pharmacie navales, fermées en 1985
- Direction des travaux maritimes
- Direction du commissariat de la marine
- Direction du service de santé de la Marine
- Centre pyrotechnique du Vergeroux
- Service des transmissions et infrastructures de la Marine (SERTIM)
- Gendarmerie maritime
- patrouilleur « La Violette » de port d'attache Rochefort
- Hôpital des armées Amédée-Lefèvre (ex-hôpital de la Marine) fermé en 1983
- Hôpital des orphelines de la Marine, créé par l'intendant Bégon[70]
- Infirmerie du port
- Sécurité navale
- Archives de la Marine
- Musée de la Marine (annexe du Musée national de la Marine) et Musée de la médecine navale
- Bagne de Rochefort fermé sous Napoléon III
- Centre sportif de la Beaune
- Cercle des Officiers Mariniers
- Cimetière maritime

Cet ensemble imposant représentait environ 2 500 personnes.
Depuis 2002, la Marine nationale a entièrement quitté Rochefort. Il ne reste que quelques marins à l'école des mécaniciens de l'armée de l'air de Rochefort.
Une section du Service historique de la Défense, département de la Marine, est chargée de la conservation et de la mise à la disposition du public des archives du port militaire, des origines à la fin des versements (2000).
Elle est située dans l'ancienne caserne Martrou.

### Enseignement
Rochefort est située dans l'académie de Poitiers.

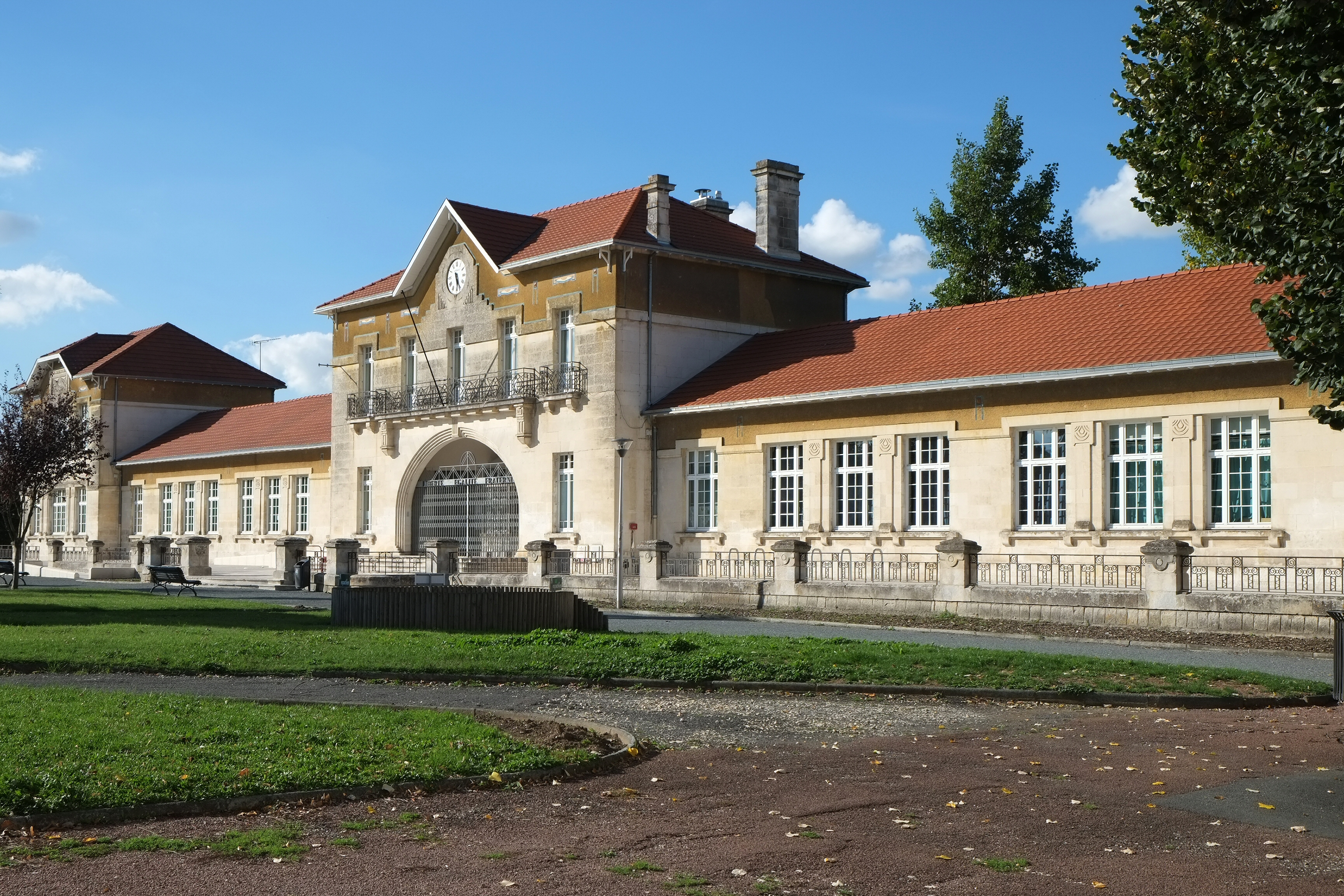
École Émile Zola.
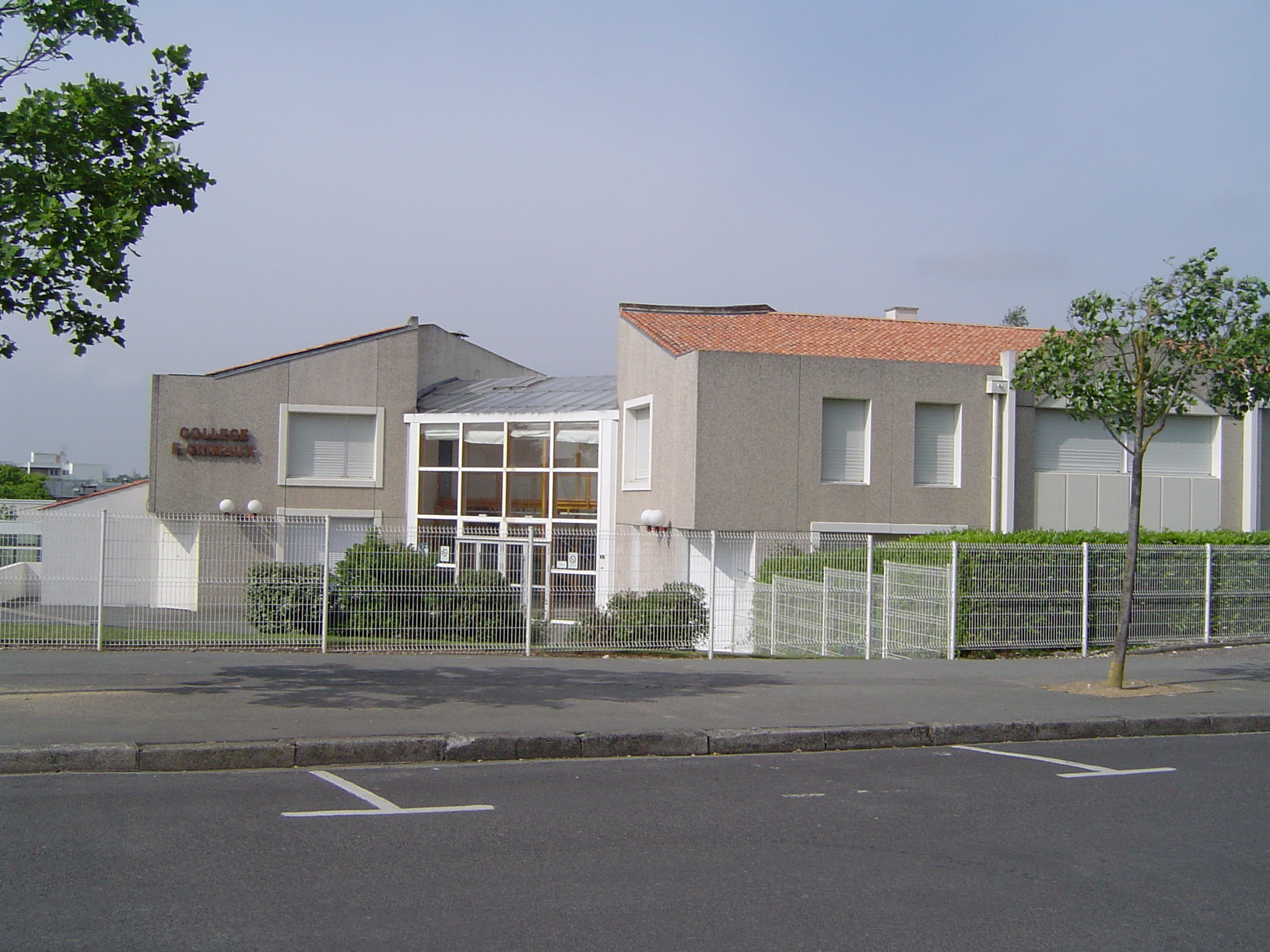
Collège Édouard Grimaux.
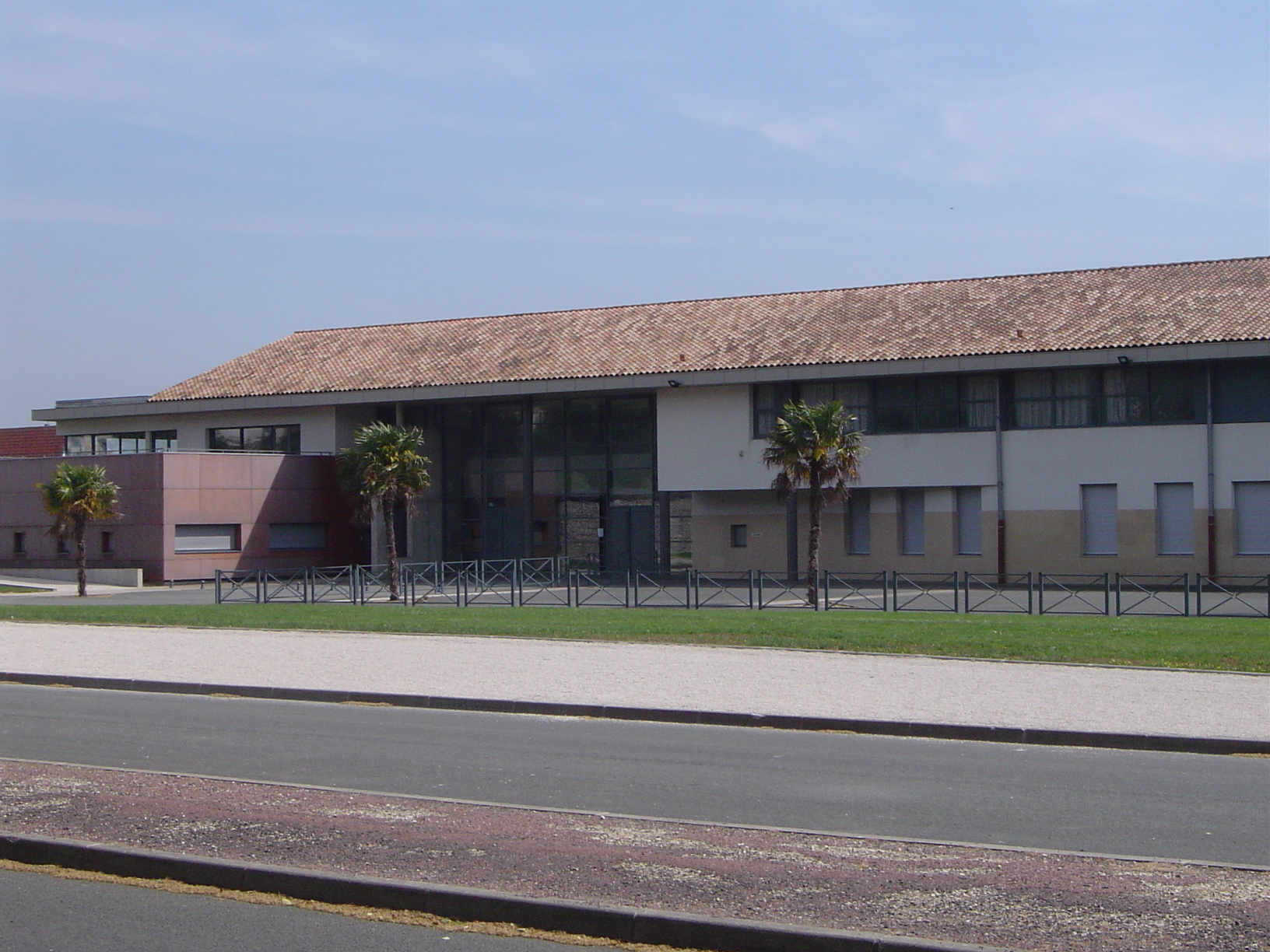
Collège La Fayette.
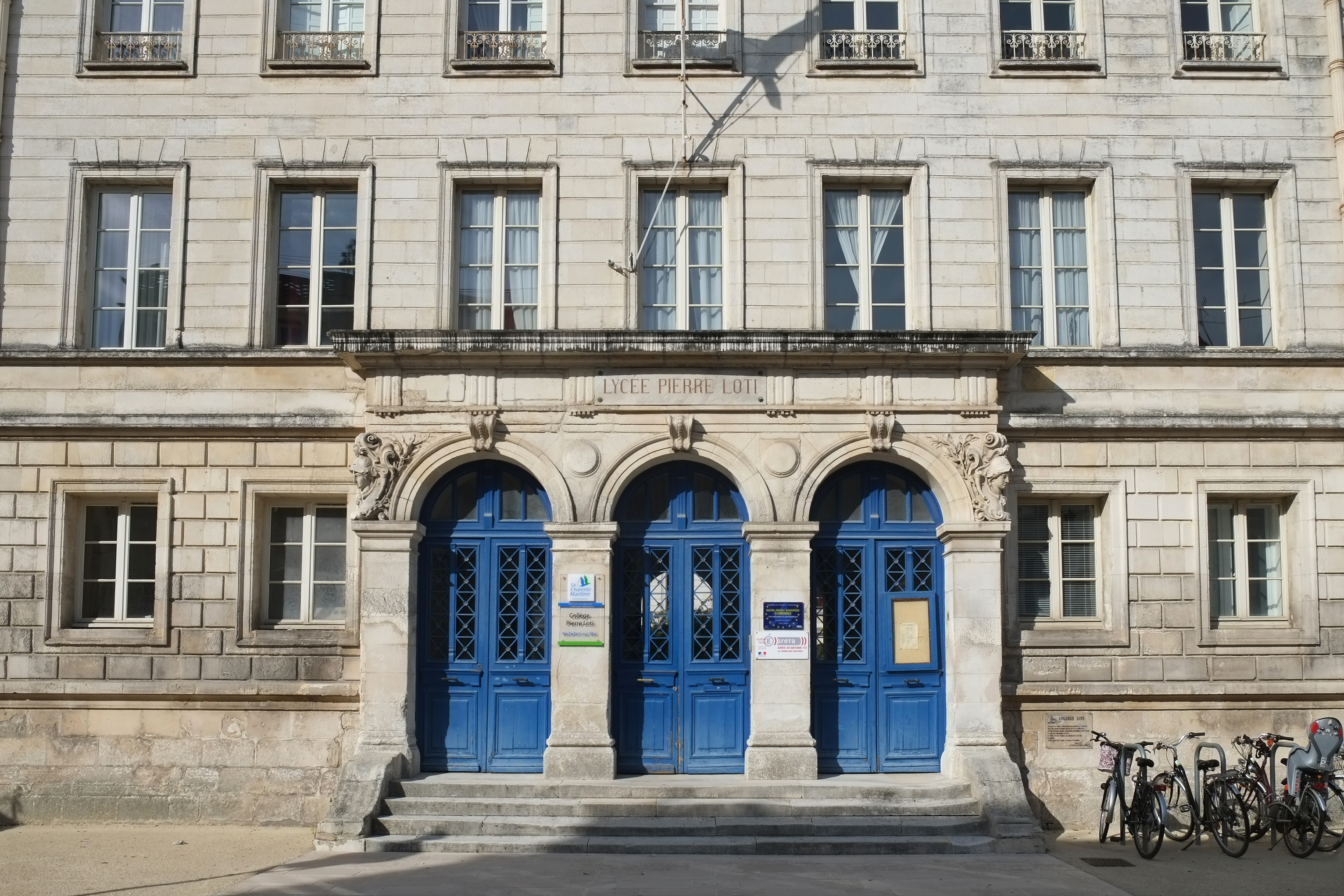
Collège Pierre Loti.
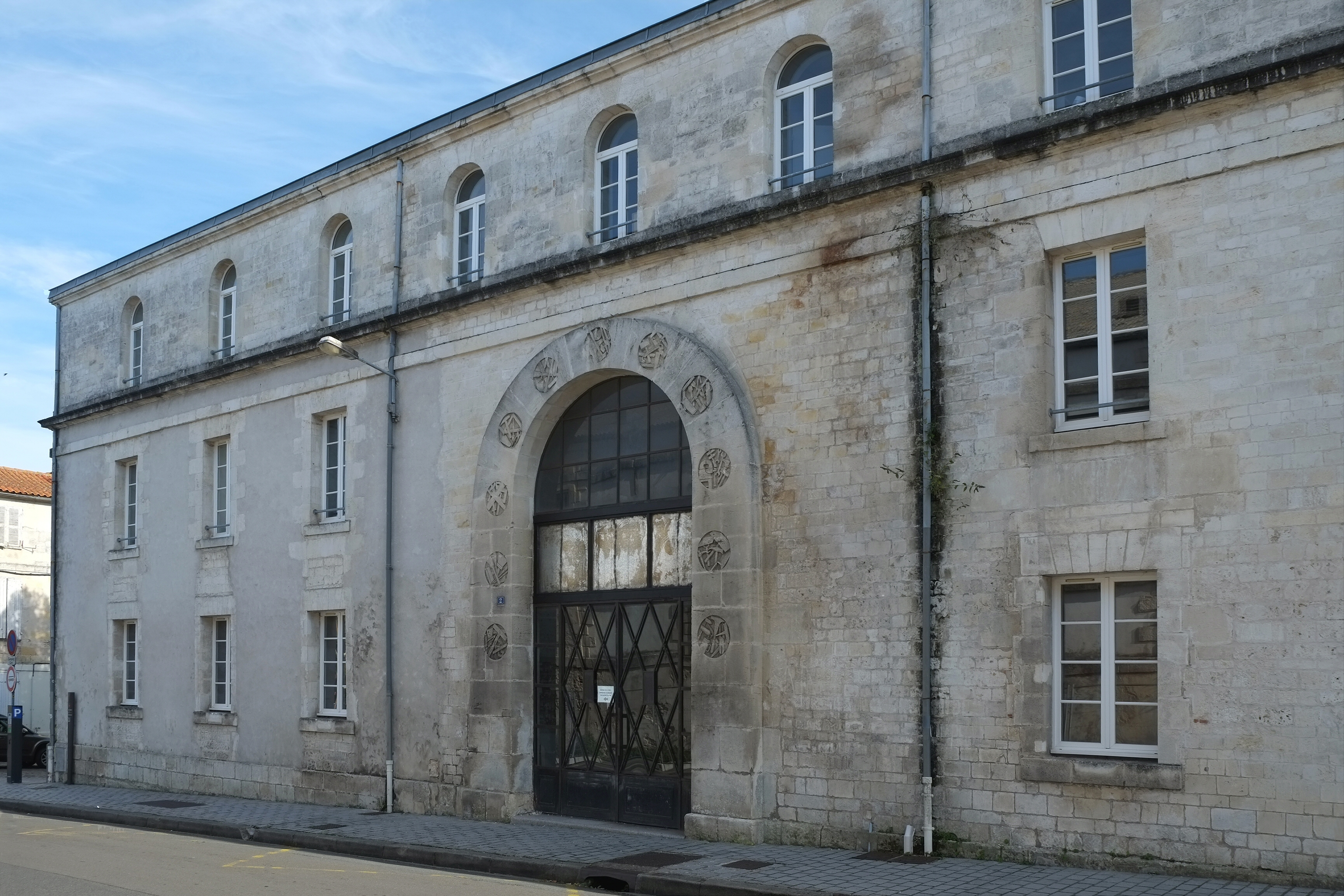
Lycée général Marcel Dassault.
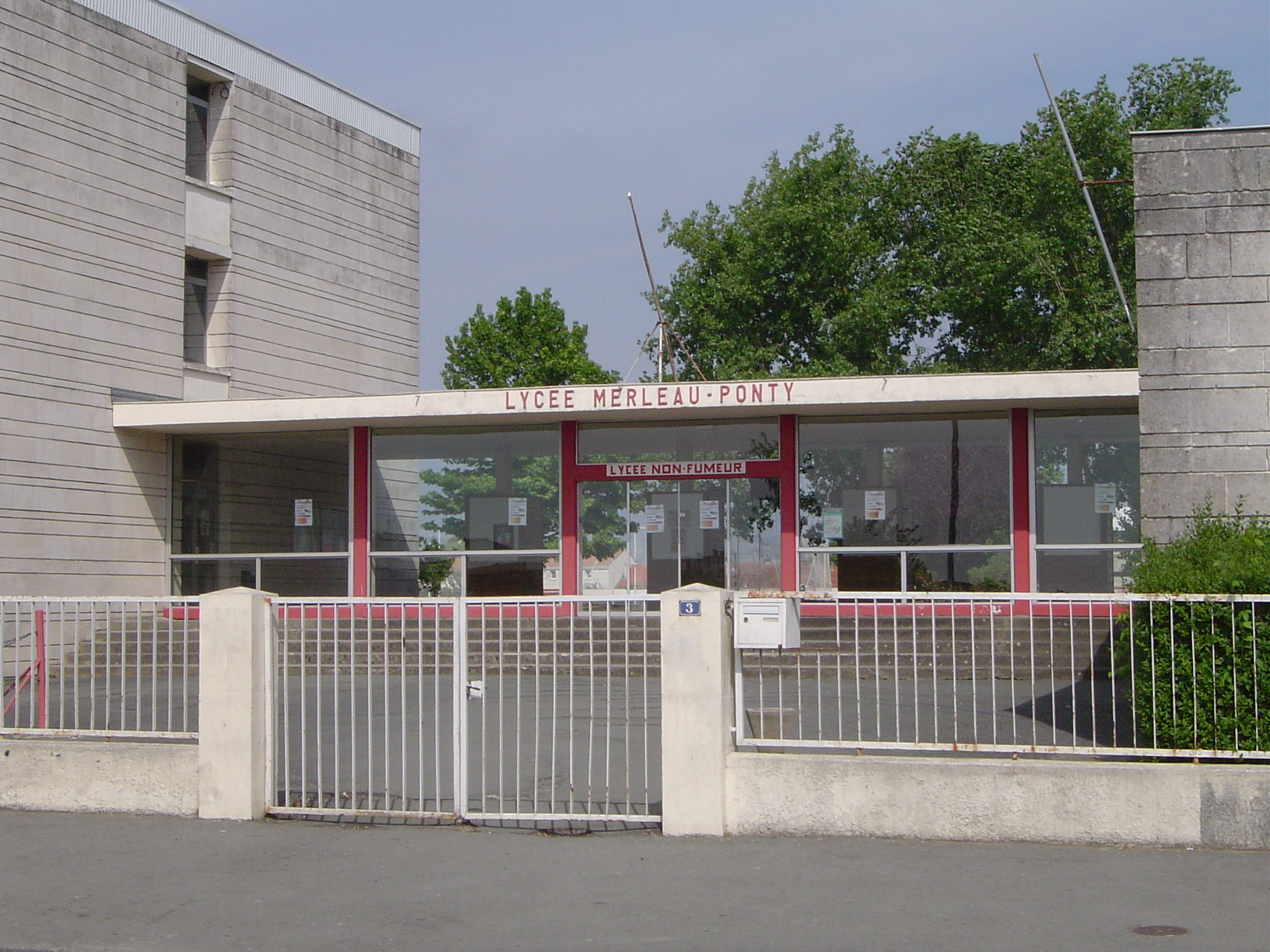
Lycée général Merleau-Ponty.
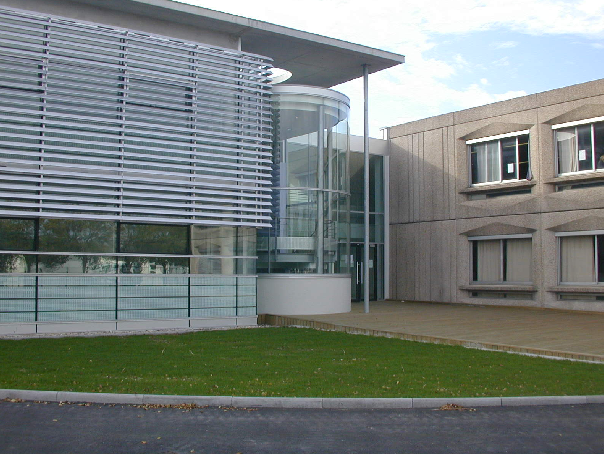
Lycée professionnel Gilles Jamain.

## Transports et stationnement

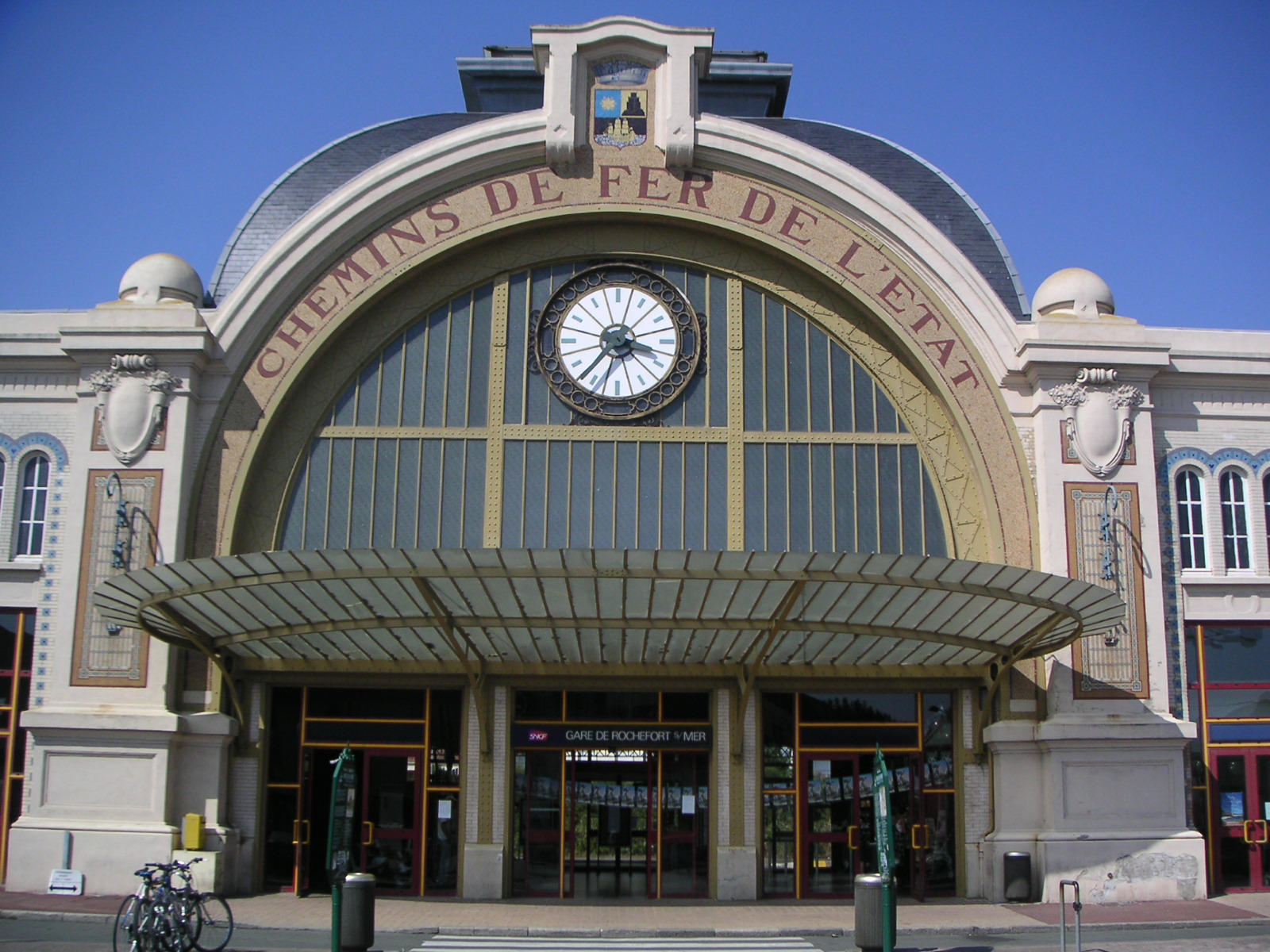
La gare SNCF de Rochefort.

### Transports ferroviaires

#### Gare de Rochefort
La gare, au style Art déco, a été construite en 1913 pour la Compagnie des chemins de fer de l'État par l'architecte Pierre Esquié (auteur par ailleurs de la gare de La Rochelle-Ville). L'origine du bâtiment est clairement identifiée par la signalétique des Chemins de Fer de l'État sur la façade de la construction. Cette gare a un attrait certain, avec son horloge, ses céramiques en façade, sa marquise au-dessus de l'entrée, sa halle et ses lampadaires. Elle a également conservé une petite verrière.

Liaisons SNCF de Poitou-Charentes.

Elle possède trois quais et tous les trains de voyageurs (Intercités et TER) qui y passent s'y arrêtent. Des trains de marchandises y passent très rarement[réf. nécessaire]. Cette gare fait l’objet d’une inscription au titre des monuments historiques depuis le 28 décembre 1984.

#### Réseau ferroviaire
- La gare de Rochefort est située sur la ligne Intercités Nantes - La Rochelle - Bordeaux - Toulouse. La durée de parcours minimum est de 1 h 53 de Rochefort à la gare de Bordeaux-Saint-Jean et de 2 h 8 de Rochefort à la gare de Nantes.
- Depuis septembre 2007, la ligne ferroviaire La Rochelle - Aytré - Angoulins - Châtelaillon-Plage - Saint-Laurent-de-la-Prée-Fouras - Rochefort possède une liaison cadencée avec près d'une dizaine d'allers-retours journaliers. Cela représente en moyenne un départ toutes les 40 minutes aux heures de pointe. Depuis 2009, la nouvelle gare La Rochelle-Porte Dauphine est le terminus Nord de la ligne.
- La Communauté d'agglomération du Pays rochefortais prévoit de faire déménager la gare routière du centre-ville à côté de la gare SNCF.

### Transports urbains
Sous l’autorité de la Communauté d'agglomération du Pays Rochefortais, la société exploitante Transdev Pays Rochefortais gère le réseau R’bus, nom commercial du réseau de transport urbain de l’agglomération.
Le réseau de transports urbains est composé de 8 lignes régulières (A, B, C, D, E, F, G et H) et d'une navette au centre-ville de Rochefort. Toutes ces lignes ont pour pôle d'échanges la gare routière de la gare SNCF de Rochefort. La boutique R’bus y est d'ailleurs implantée.
| Réseau R'bus      | |                        |                           |                 |          |                                                                                           | |
|                   | Tracé | Jour(s) de circulation | Période(s) de circulation | Nombre d'arrêts | Durée    | Communes desservies                                                                       | Principaux arrêts |
| Ligne A           | ROCHEFORT Villeneuve de Montigny ↔ TONNAY-CHARENTE Les Fontenelles                                                  | l/ma/me/j/v/s          | ps/vs/été                 | 35              | 48       | Rochefort, Tonnay-Charente                                                                | Rochefort - Villeneuve de Montigny, Roy-Bry, Gare SNCF, Joliot Curie, Tonnay-Charente - Les Fontenelles                 |
| Ligne B           | MURON Grand Fief / BREUIL MAGNE La Croix ↔ ROCHEFORT Parc des Fourriers                                             | l/ma/me/j/v/s          | ps/vs/été                 | 34              | 33       | Rochefort, Vergeroux, Breuil Magné, Loire les Marais, Muron                               | Rochefort - Parc des Fourriers, La Fayette, Roy-Bry, Gare SNCF, Merleau/Grimmaux, Hôpital, La Croix, Muron - Grand Fief |
| Ligne C           | ROCHEFORT Place Georges Brassens ↔ ST AGNANT Les Cordries                                                           | l/ma/me/j/v/s          | ps/vs/été                 | 29              | 52       | Rochefort, Echillais, St Agnant                                                           | Rochefort - Pl G Brassens, Merleau/Grimaux, Gare SNCF, Roy-Bry, La Fayette, BA 721, St Agnant - Les Cordries            |
| Ligne D           | ROCHEFORT Roy-Bry ↔ ROCHEFORT Gare SNCF                                                                             | l/ma/me/j/v/s          | ps/vs/été                 | 22              | 28       | Rochefort                                                                                 | Rochefort - Roy-Bry, La Fayette, Petit Marseille, Merleau/Grimaux, Rochefort - Gare SNCF                                |
| Ligne E           | ROCHEFORT Merleau/Grimaux / TONNAY-CHARENTE Joliot Curie ↔ SAINT-HIPPOLYTE Calvaire / SAINT COUTANT LE GRAND Mairie | l/ma/me/j/v/s          | ps                        | 24              | variable | Rochefort, Tonnay-Charente, Cabariot, St Hippolyte, Moragne, St Coutant Le Grand, Lussant | Rochefort - Merleau/Grimaux, Gare SNCF, Joliot, Calvaire, Mairie de Saint Coutant le Grand                              |
| Ligne F           | ROCHEFORT Merleau/ Grimaux / Rochefort Gare SNCF ↔ PORT DES BARQUES Font Renaud                                     | l/ma/me/j/v/s          | ps/vs/été                 | 25              | 44       | Rochefort, Echillais, Soubise, St Nazaire, Port des Barques                               | Rochefort - Merleau/Grimaux, Gare SNCF, La Fayette, Rue du Phare, Port-des-Barques - Font Renaud                        |
| Ligne G           | ROCHEFORT Roy-Bry ↔ FOURAS La Fumée                                                                                 | l/ma/me/j/v/s          | ps/vs                     | 35              | 46       | Rochefort, Vergeroux, Saint Laurent de La Prée, Fouras                                    | Rochefort - Roy-Bry, Gare SNCF, Merleau/Grimaux, Mairie de Vergeroux, Halte TER, Fouras - La Fumée                      |
| Ligne H           | ROCHEFORT Parc des Fourriers ↔ FOURAS La Fumée                                                                      | d/jf                   | ps/vs                     | 36              | 52       | Rochefort, Vergeroux, Saint Laurent de la Prée, Fouras                                    | Rochefort - Parc des Fourriers, Roy-Bry, Gare SNCF, Hôpital, Mairie de Vergeroux, Halte TER, Fouras - La Fumée          |
| Ligne N (Navette) | ROCHEFORT Gare SNCF ↔ ROCHEFORT Parc des Fourriers                                                                  | l/ma/me/j/v/s          | ps/vs/été                 | 9               | 10       | Rochefort                                                                                 | Rochefort Parc des Fourriers, Jardins de la Marine, Rochefort - Gare SNCF                                               |

Le réseau R’bus dessert 16 communes : Rochefort, Tonnay-Charente (ligne A), Vergeroux, Breuil-Magné, Loire-les-Marais et Muron (ligne B), Echillais et Saint-Agnant (ligne C), Lussant, Moragne, Saint-Coutant-le-Grand, Cabariot et Saint-Hippolyte (ligne E), Port-des-Barques (ligne F), Saint-Laurent-de-la-Prée et Fouras (ligne G).
R'bus offre également 3 autres services :
- service de Transport à la Demande Tic'TAD
- service de Transport des Personnes à Mobilité Réduite Tic'TPMR
- service de stations-vélos Les Demoiselles.

### Transports interurbains
Le réseau « Région Nouvelle-Aquitaine », anciennement « Les Mouettes », géré par le Conseil général de la Charente-Maritime, en partenariat avec la région Nouvelle-Aquitaine exploite le réseau départemental pour les transports scolaires des collèges et lycées de Rochefort, non exploité par R’bus. Cela concerne notamment certains transports scolaires de l’Île d'Oléron, Marennes, Surgères, Royan, Saintes et Saint-Jean-d'Angély.

### Circulation et stationnement

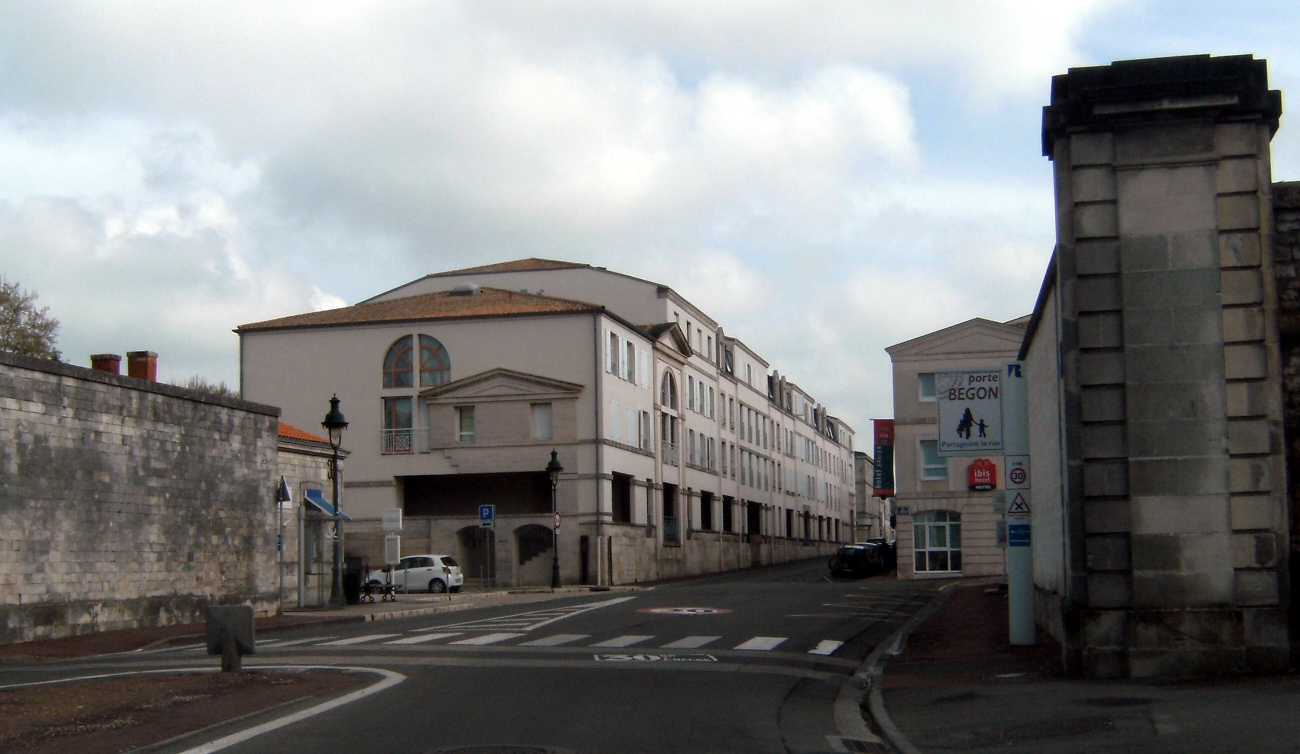
Porte Bégon – Une entrée de la zone 30.

#### Zone 30 en centre-ville
Depuis le 2 juillet 2007, le centre-ville rochefortais est devenu ce que l'on nomme une « zone calme » ou « zone 30 ».
Une grande majorité des villes de plus de 20 000 habitants a développé ces zones qui permettent de réduire la vitesse des véhicules et donc le risque d'accident de la route.
Cette zone autorise la circulation des deux roues non motorisées en sens interdit et la liberté de traverser en tant que piéton à n'importe quel endroit de la chaussée en l'absence de passage matérialisé au sol dans presque l'ensemble du centre-ville.
La principale spécificité du code de la route à Rochefort est la priorité à droite à tous les carrefours sans signalisation de priorité au sol (principalement au centre-ville et dans les faubourgs ouest).

#### Parcs de stationnement
Rochefort possède plusieurs parcs de stationnement. Le principal se situe à l'Ouest du centre-ville, il s'agit du Cours Roy-Bry avec 1000 places de stationnement gratuites. Les autres parkings au centre-ville ou à proximité du centre-ville sont situés à la Corderie Royale (gratuit du 1er novembre au 31 mars), La Galissionière-Musée de la marine (60 places payantes), le long du Cours d'Ablois (200 places dont 25 payantes), les Thermes (50 places payantes), Jardin de la Marine (100 places payantes), esplanade Pierre Soumet (75 places gratuites). D'autres parkings, à l'extérieur du centre-ville, existent : la gare SNCF (180 places gratuites), Parc des Fourriers (450 places gratuites), centre sportif Le Polygone (300 places gratuites), place rouge (100 places gratuites).

#### Parcmètres
La ville est équipée de trois zones de parcmètre payantes principalement au centre-ville :
- zone orange (centre-ville et rue Gambetta) avec 2h15 maximum (1 € par heure)
- zone jaune (parking des Thermes) avec 3h15 maximum (1 € par heure)
- zone verte (rue du Docteur Peltier, rue Pujos et parking Corderie Royale) avec 7h15 maximum (0,80 € la première heure)

Un tarif résidentiel a été mis en place avec le boîtier « Piaf » (0,20 € l'heure).

#### Accueil pour les camping-cars
En raison de son attractivité touristique et avec la présence des thermes, des camping-caristes font une halte plus ou moins longue à Rochefort. Depuis quelques années, la ville essaie de s'équiper en conséquence. Trois parkings payants (4 ou 7 € les 24h - 6 jours consécutifs maximum) sont à leur disposition : Fosse aux Mâts (30 places), lycée Marcel Dassault (8 places), Vieille Forme (12 places). Ils peuvent également s'approvisionner en eau et effectuer leur vidange à la Fosse aux Mâts et à la Vieille Forme (parking Capitainerie).

#### Voie en alternance
Rochefort pratique le stationnement unilatéral alterné dans près d'une centaine de rues à double sens ou à sens unique situées dans les faubourgs à l'Ouest du centre-ville, et ce, afin d'augmenter la capacité de stationnement quand cela est réalisable.
En raison d'un marquage au sol permanent, le centre-ville est exclu de ce type de stationnement.

## Économie

### La population active

#### Catégories socioprofessionnelles

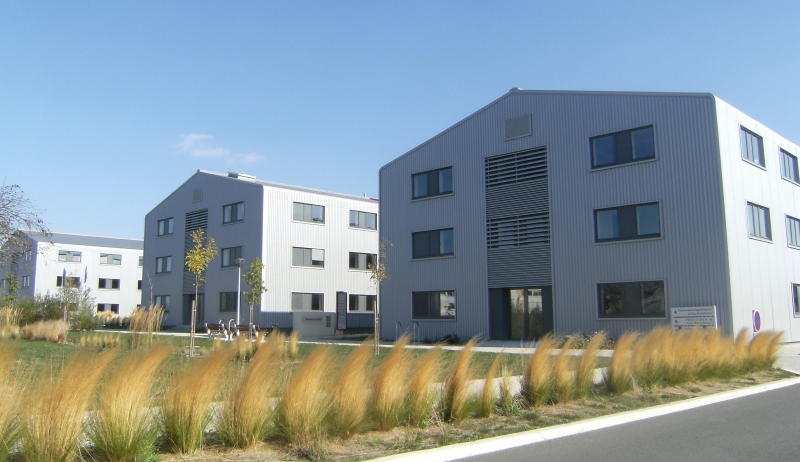
Maison de l'emploi.

| Catégorie                                         | 1999   | 1999     | 1999     | 2009   | 2009     | 2009     |
| ------------------------------------------------- | ------ | -------- | -------- | ------ | -------- | -------- |
| Agriculteurs exploitants                          | 0.1 %  | (2.6 %)  | (1.4 %)  | 0.1 %  | (1.7 %)  | (1.0 %)  |
| Artisans, commerçants, chefs d'entreprise         | 3.2 %  | (4.4 %)  | (3.5 %)  | 2.8 %  | (4.2 %)  | (3.3 %)  |
| Cadres et professions intellectuelles supérieures | 4.2 %  | (3.9 %)  | (6.6 %)  | 5.9 %  | (5.0 %)  | (8.6 %)  |
| Professions intermédiaires                        | 10.3 % | (9.6 %)  | (12.1 %) | 10.9 % | (11.3 %) | (13.8 %) |
| Employés                                          | 19.2 % | (16.3 %) | (16.6 %) | 18.6 % | (16.6 %) | (16.7 %) |
| Ouvriers                                          | 14.5 % | (13,4 %) | (14.9 %) | 13.6 % | (12,8 %) | (13.5 %) |
| Retraités                                         | 25.7 % | (28,2 %) | (22.2 %) | 31.4 % | (34,0 %) | (22.9 %) |
| Autres personnes sans activité professionnelle    | 22.8 % | (21.6 %) | (22.9 %) | 16.7 % | (14.4 %) | (17.2 %) |

#### Secteurs d'activité
Les données suivantes datent de 2007.
Pourcentage d'actifs ayant un emploi selon les secteurs d'activité :
- - Secteur primaire (agriculture) : 0,63 %
  - Secteur secondaire : 19,99 %
    - Industrie : 14,63 % (17,6 % en 1999)
    - B.T.P. : 5,36 %

  - Secteur tertiaire : 79,37 % (77 % en 1999)
    - administration publique, enseignement, santé, action sociale : 44 %
    - commerces, transports, services divers : 35,37 %

#### Niveau d’études
Les données suivantes datent de 2007.
- Pourcentage des 15-29 ans scolarisée : 36,66 %
- Pourcentage des 2-17 ans non scolarisée : 6,75 %
- Diplôme le plus élevé de la population non scolarisée de 15 ans ou plus :
  - Sans diplôme : 20,7 %
  - Niveau CEP : 13 %
  - Niveau BEPC : 6,6 %
  - Niveau CAP ou BEP : 27,5 %
  - Niveau bac ou brevet professionnel : 15 %
  - Niveau bac+2 : 9 % (5,9 % en 1999)
  - Niveau supérieur : 8,2 % (5,1 % en 1999)

### La Chambre de commerce et d'industrie de Rochefort et de Saintonge
Rochefort est le siège de la Chambre de commerce et d'industrie de Rochefort et de Saintonge.
Elle gère avec le Conseil général de la Charente-Maritime, le port de Rochefort et celui de Tonnay-Charente et son siège est à la Corderie royale.

### Une ville industrielle

#### Les activités industrielles
Deuxième pôle industriel de la Charente-Maritime après La Rochelle avec 2 512 emplois en 2007 répartis dans un grand nombre de PME et en plusieurs zones industrielles aménagées dès les années 1970, Rochefort dispose d'une certaine diversité industrielle où prédomine la construction aéronautique avec EADS-SOGERMA, SIMAIR, MALICHAUD-ATLANTIQUE, METAL-CHROME. L'industrie aéronautique est en effet le premier poste industriel à Rochefort avec plus de 1 200 emplois et près de la moitié des effectifs industriels de la ville.
Les autres secteurs industriels sont représentés par des chantiers nautiques de plaisance répartis en 16 entreprises et employant 400 salariés. Les deux plus grands noms de cette industrie récemment implantée dans la ville sont CIM et NAUTITECH qui fabriquent des voiliers de grand renom.
L'industrie du bois, l'industrie des matériaux composites pour l'équipement automobile, la fonderie industrielle, l'industrie textile complètent un secteur industriel en véritable renouveau après les années de crise profonde que la ville a connues dans les années 1970 et 1980 où nombre d'entreprises industrielles ont disparu (ROL, Forsheda-France, Société Chimique de la Route).
Plus récemment la ville a connu quelques turbulences avec la fermeture en 2008 de l'usine de Zodiac Aerospace, une entreprise industrielle spécialisée dans la fabrication d'équipements aéronautiques et des célèbres canots pneumatiques, à cause de la concurrence asiatique et qui a employé jusqu'à plus de 500 personnes.
Toujours dans le secteur aéronautique, la ville a accueilli dans l'entre-deux-guerres l'entreprise Lioré et Olivier, qui fut intégrée à la SNCASO à la suite des nationalisations de 1936-1937. Au début des années 1970, les usines sur le déclin sont intégrées dans la SOCEA (Société Charentaise d'Equipement Aeronautique) puis elle-même intégrée à SOGERMA (Société girondine d’entretien et de Réparation de matériel aéronautique) au début des années 1990, une filiale d'EADS (qui deviendra Airbus) et qui rachètera une partie des locaux de Zodiac en 2010. En 2015, la SOGERMA fusionne Aerolia avec pour donner Stelia Aerospace devenue Airbus Atlantic en 2022.

#### Le secteur de la construction
Le BTP, autre composante du secteur secondaire, occupe 921 emplois à Rochefort en 2007. Il s'agit d'un secteur économique constitué principalement de PME dont une entreprise du bâtiment qui emploie une centaine de personnes. Le marché de la construction est assez dynamique à Rochefort et dans sa zone urbaine depuis le début du nouveau siècle et stimule le secteur du bâtiment (construction du nouvel hôpital de la ville, rénovation urbaine, aménagement de lotissements résidentiels, construction d'immeubles modernes et de haut standing en bordure du port de plaisance).

#### Les zones artisanales et industrielles
| - ZA de Béligon - ZA des Pêcheurs d'Islande - ZI de l'Arsenal - ZI des Sœurs Nord - ZI des Sœurs Est - ZI des Sœurs Sud - ZI du Pont Neuf - Zone portuaire - Pôle Atlantique - Zone horticole de l'Avant Garde |

### Les ports de Rochefort
Rochefort possède deux ports, un de plaisance et l'autre de commerce, répartis en trois bassins à flot.

#### Historique du port de Rochefort
Dans la seconde moitié du XIXe siècle, tandis que l'arsenal se transforme, le port de commerce se développe. Installé d'abord dans l'arsenal Sud, le port marchand est transféré à la Cabane carrée dans l'actuel quartier Libération, limitrophe de la ville voisine de Tonnay-Charente et sur le chenal des vivres.
Sous Napoléon III, de 1859 à 1869, un nouveau port de commerce est construit. Il comprend deux bassins à flot qui sont devenus aujourd'hui les bassins de plaisance, complétés en 1890, par un troisième bassin, l'actuel port de commerce, qui connaît toujours une activité modeste mais régulière.

#### Le port de plaisance
Le port de plaisance de Rochefort est le premier port fluvial de Charente-Maritime. Il est situé sur la rive droite de la Charente à 15 milles nautiques environ de fort Boyard ou de l’île d'Aix, au cœur de la ville.
Il s'agit d'un port qui se répartit en deux bassins à flot dénommés Lapérousse et Bougainville. Il comporte 300 places sur pontons ainsi que 40 places visiteurs.

#### Port de commerce de Rochefort-Tonnay-Charente
Le port de commerce fonctionne en binôme avec le port de Tonnay-Charente, formant ainsi le port de Rochefort-Tonnay-Charente, un complexe industrialo-portuaire déjà actif dans les années 1970.
Géré par le Conseil général de la Charente-Maritime et par la CCI de Rochefort, ce complexe portuaire est devenu le premier port départemental de France avec un trafic moyen annuel variant entre 800 000 tonnes et un million de tonnes. Il se classe au troisième rang des ports français pour l'importation des sciages résineux, au sixième rang pour l'importation d'engrais et au dixième rang pour l'exportation des céréales.
Le port de Rochefort accueille principalement des cargos chargés de bois du Nord. Les exportations portent principalement sur les céréales, blé et maïs.
Le port de Tonnay-Charente quant à lui reçoit principalement des engrais et du charbon en vrac et expédie des sables et des graviers ainsi que des céréales, principalement du maïs.
Il y a en moyenne deux arrivées ou départs par jour, suivant le rythme des marées. Ces deux ports fonctionnent en effet avec la remontée de la marée sur la Charente. Le tonnage des cargos est limité à cause du tirant d'eau maximal qui est de 5,70 m et surtout de la largeur de l'écluse qui ne peut accepter des navires de plus de 16 m de large pour une longueur de 116 m.

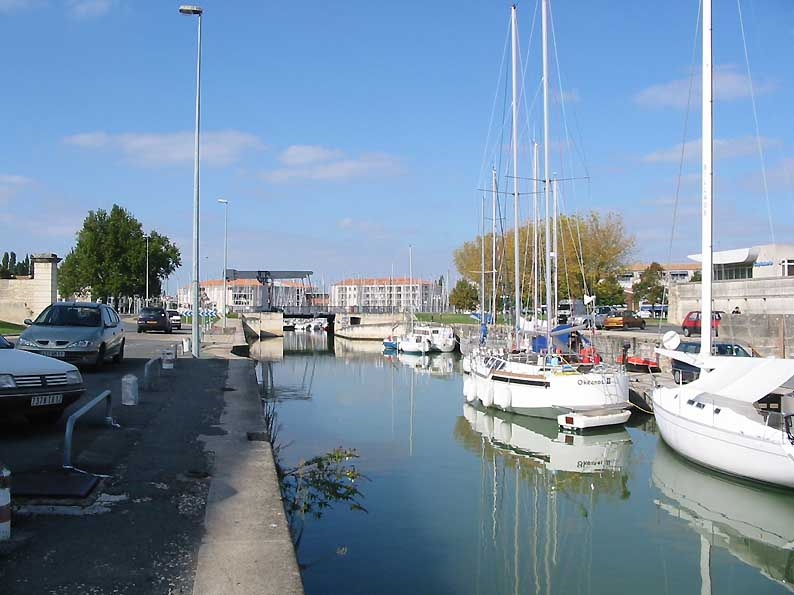
Suite du port de plaisance avec le pont basculant de "Papenburg" pour accéder au bassin de Bougainville.
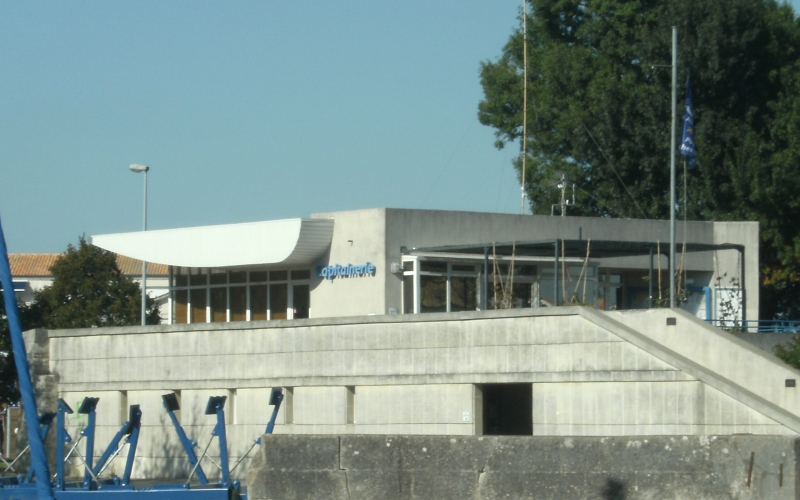
Capitainerie du port de plaisance.
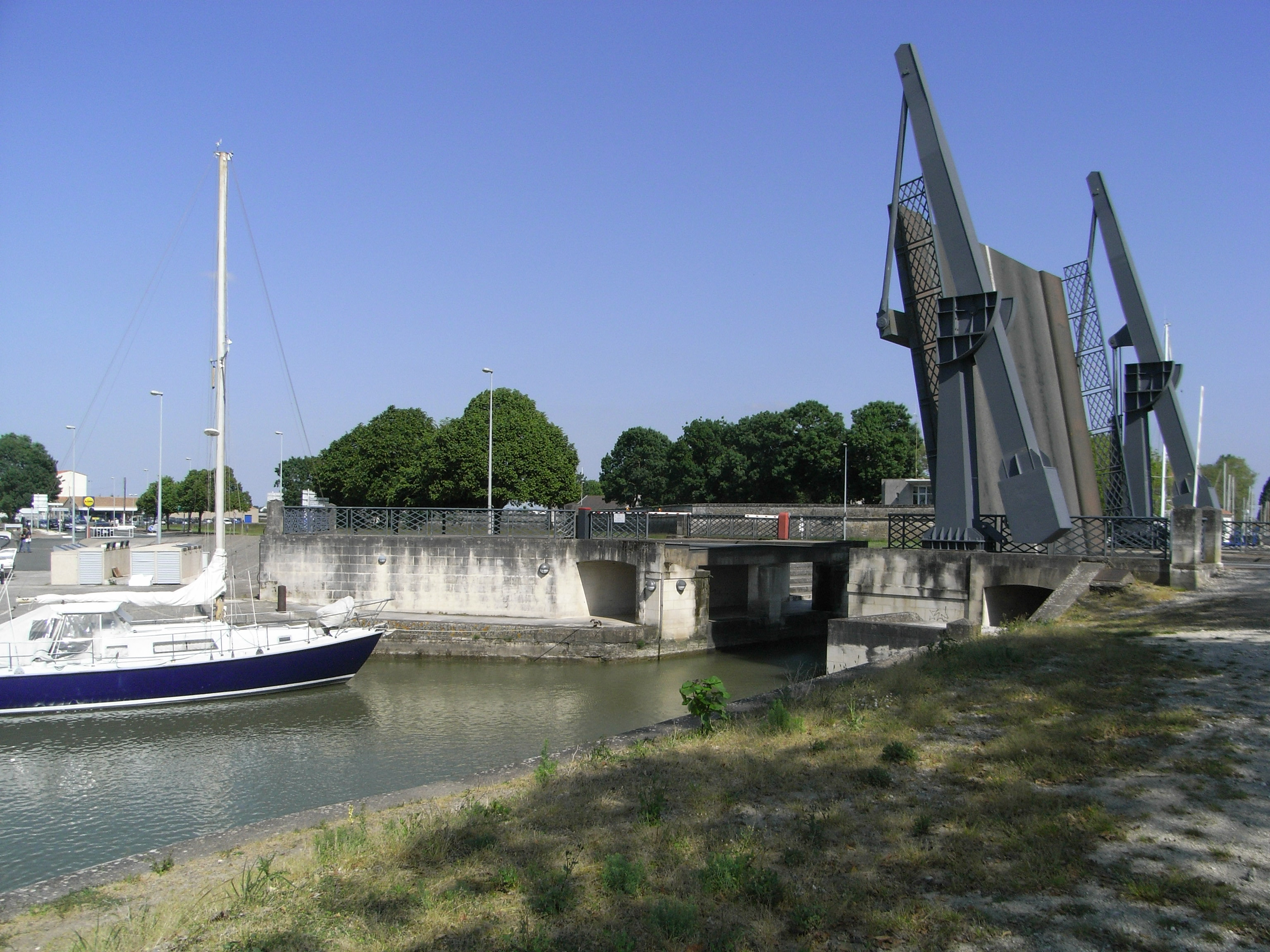
Bassin de Bougainville et le pont basculant de "Papenbourg".

### Une ville commerçante

#### Marché

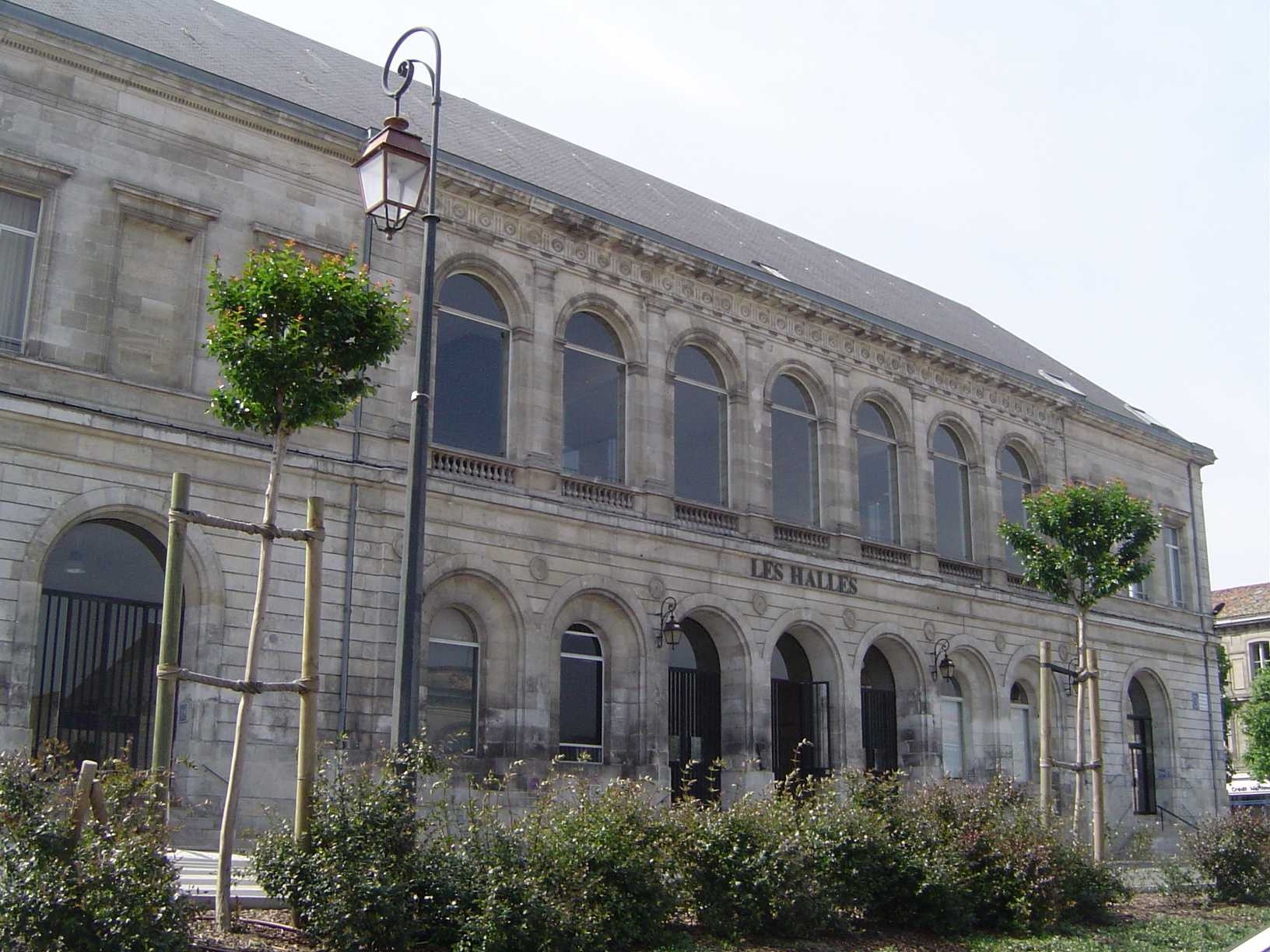
Les Halles.

Le marché de Rochefort est l'un des plus importants de la région. Il a lieu tous les mardis matin, jeudis matin, et samedis matin de toute l'année.
Il est décomposé en deux marchés :
- le marché de plein air, situé sur l'avenue Charles-de-Gaulle (avec l'avenue La Fayette le samedi), s'étend sur 300 m de long d'étalages et accueille une centaine de marchands. On y trouve plus particulièrement des fruits et légumes, fleurs, fromages…
- le marché couvert, situé aux Halles (rez-de-chaussée du palais des Congrès, est plus particulièrement tourné vers les métiers de bouche. Cinquante étals proposent des produits de la mer, viandes et charcuteries, produits régionaux…

Une foire mensuelle a lieu tous les 2e jeudi de chaque mois sur l'esplanade Jean-Louis Frot de 9h00 à 18h00.

#### Zones commerciales
Les principales zones commerciales de l'agglomération rochefortaise sont :
- zone commerciale du Brillouet, de Villeneuve-Montigny (Intermarché, galerie marchande Quatre Ânes, Bricomarché, Leader Price, Gémo, Joué Club, Noz, Action, Distri Center, Darty, La Halle aux chaussures, Netto, Bureau Vallée, Optical Center, Feu Vert) et de La Petite Grange (Burger King, Gifi, Basic Fit, La Cervoiserie, La Pataterie, McDonald's)
- zone commerciale de Martrou (E.Leclerc, Intersport, Kiabi, Bricorama, La Foir'Fouille, BUT, Mac Donalds, Picard) avec un bowling et un laser game actuellement en construction
- zone commerciale de la Fraternité (Lidl, Conforama, magasins de vêtements, restaurants), partiellement située à Tonnay-Charente
- zone commerciale de la Varenne (Super U, Gamm Vert, Totem family, Weldom, Chauss expo, Norauto) à Tonnay-Charente
- zone commerciale de Soubise (Intermarché)
- zone commerciale de Fouras (Super U)
- zone d'activité et commerciale La Pimale (Super U) à Échillais

## Santé

### Le nouveau centre hospitalier de Rochefort
Depuis le 27 mars 2011, le nouveau centre hospitalier situé au Nord de la ville, près de la zone artisanale Béligon, remplace le centre hospitalier Saint-Charles, situé au centre-ville.
Ce nouveau centre de soins est moderne et d'un accès routier aisé (à 1 minute de l'autoroute A837). D'une capacité d'accueil de 279 lits, il est équipé, contrairement à l'hôpital Saint-Charles, d'un service d'IRM.
Le nouveau site hospitalier accueille également une crèche (45 enfants), un bâtiment de santé publique, un immeuble de bureaux et de commerces à 100 mètres et deux parcs de stationnement, le premier pour le public (200 places) et le second réservé au personnel hospitalier (400 places). À partir de fin 2012, il accueillera le nouveau centre de Gérontologie (Centre d'Hébergement et de Soins Gériatriques) qui remplacera celui de la Maison des fleurs, situé dans le quartier Chante Alouette, et dont la construction a débuté en septembre 2010. Pour accueillir les secours par les airs, une hélisurface a été construite quelques mètres au nord de l'hôpital.

### L'ancien Centre hospitalier Saint-Charles

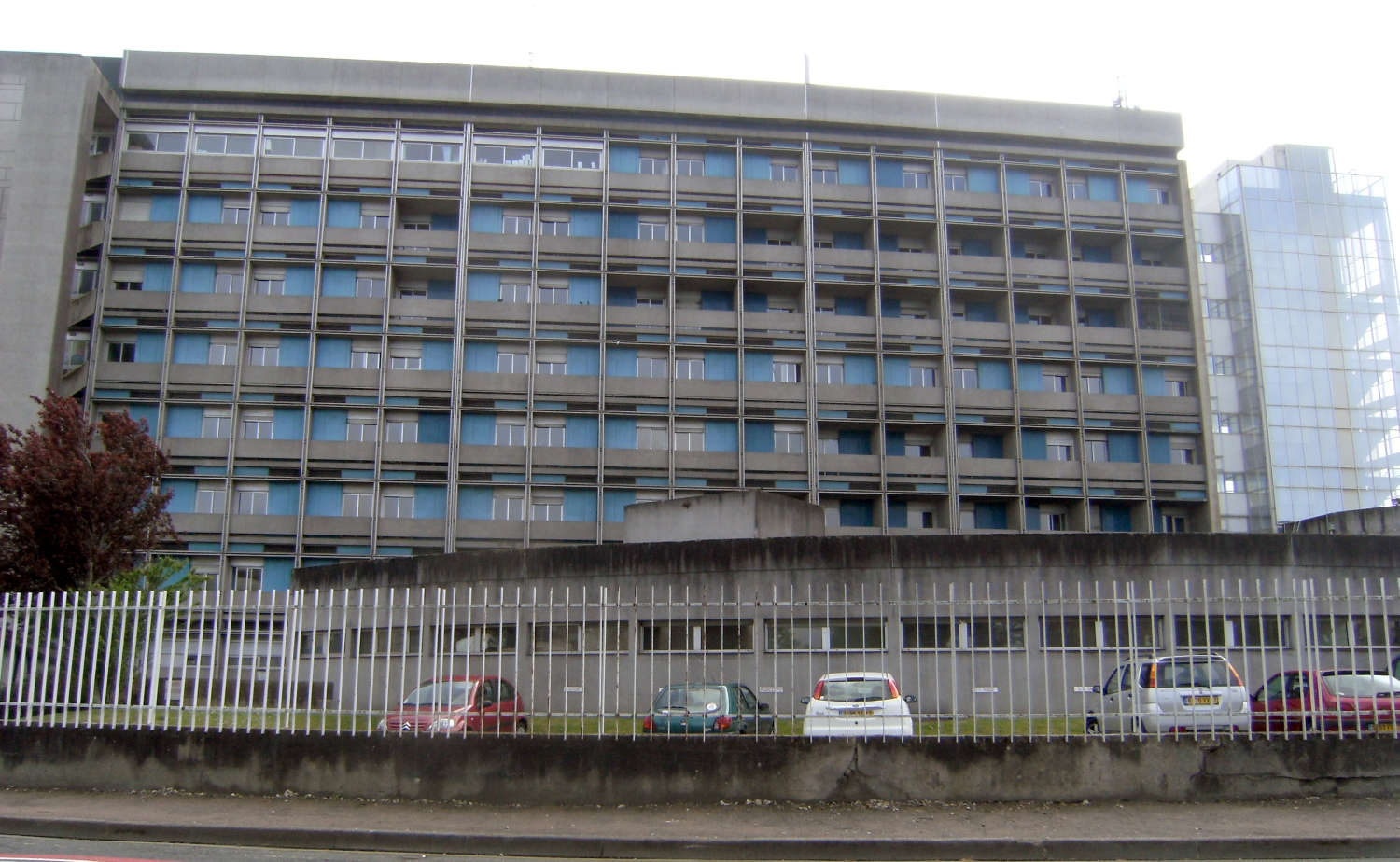
L'ancien hôpital Saint-Charles.

La première fondation du centre hospitalier de Rochefort, anciennement appelé hôpital Saint-Charles, remonte à 1733, grâce à "Charles Jouvenon", supérieur de la congrégation, prêtre de la mission établie dans la ville et curé de Saint-Louis. Aux termes de nombreuses formalités administratives, il obtient des lettres patentes du roi en date du 6 mai 1733 qui furent enregistrées par le Parlement le 9 juillet 1734, donnant « l'autorisation d'établir un hôpital pour les pauvres malades de l'un et l'autre sexe… ».
Le service de santé fut, dès le départ et pour longtemps, confié aux chirurgiens de la Marine, qui apportèrent régulièrement leurs concours et compétences.
L'hôpital Saint-Charles actuel date de 1972. Depuis, un nouveau service des urgences a été construit et ouvert en 1993, ainsi que le service de surveillance continue (réanimation) en 1994. Aujourd'hui, cet hôpital est le bâtiment le plus haut de Rochefort.
En 2003, la reconstruction de l'hôpital de Rochefort a été retenue par le Ministre de la Santé, dans le cadre du plan « Hôpital 2007 », qui concerne notamment la rénovation du patrimoine hospitalier. Les objectifs de cette reconstruction sont :
- d'améliorer les conditions d'accueil et de confort des patients, la qualité et la sécurité des soins
- d'humaniser les services cliniques, en respectant les normes de sécurité et d'accessibilité à tous
- de fédérer et de mutualiser les moyens.

Après déménagement, l'ensemble du site a été fermé au public le 27 mars 2011. Son avenir reste pour l'instant inconnu, et devrait être débattu lors de réunions publiques avec la population. Concernant le bâtiment administratif, côté rue Thiers, celui-ci sera conservé pour recentrer plusieurs services municipaux actuellement éparpillés dans la commune.

### Pôle de santé

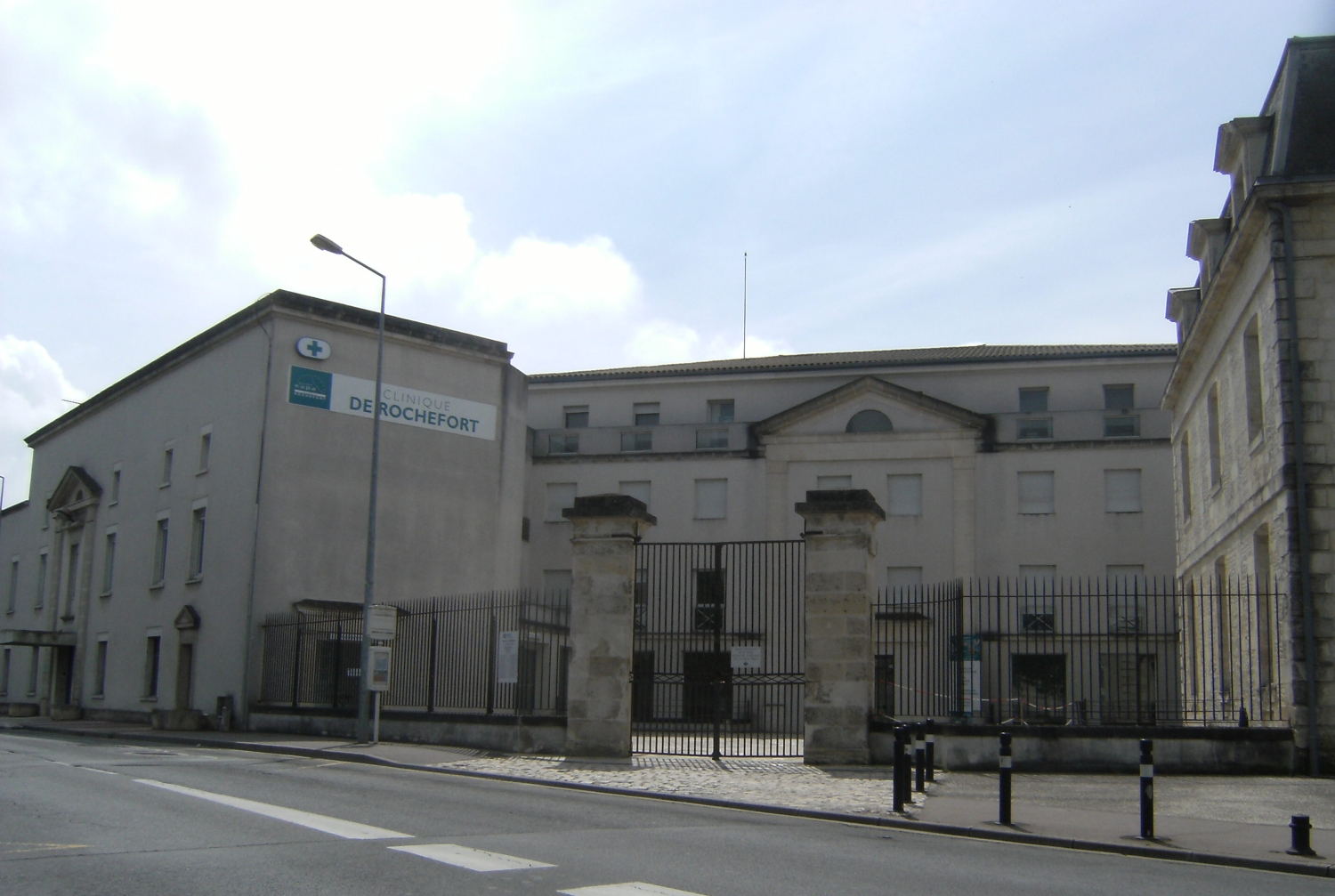
Pôle de santé

Le pôle de santé de Rochefort est situé dans l'ancienne clinique Pujos située rue Pierre Toufaire.
Fondée en 1928 par les docteurs Jacques Pujos et Joseph Rolland, la clinique a progressivement absorbé les autres cliniques de la ville, notamment la clinique du docteur Flandrin et la majeure partie de l'activité chirurgicale de l'hôpital public de Rochefort.
La clinique Pujos a connu ses belles heures jusqu'en 1990, au travers de l'activité des fondateurs puis de leurs successeurs, deux autres chirurgiens : les docteurs Gilles Pujos (le fils aîné du fondateur) et P.Courant. La clinique connaît des difficultés dans les années 1990, avant d'être finalement mise en liquidation en février 2015.
En 2011, l'ensemble de ses services hospitaliers a été transféré au nouveau centre hospitalier de Rochefort à la suite de la vente de la clinique[réf. nécessaire].
Rachetée par la société d'assurance complémentaire santé SMAM (devenue APIVIA Mutuelle Groupe MACIF), le site est transformé en pôle de santé où est actuellement regroupé une quarantaine de professionnels de santé :
- Médecins généralistes, médecine esthétique, médecine sportive,
- Médecins spécialistes : Chirurgien-Dentiste, Chirurgiens Orthopédistes, Neurologue, O.R.L., Ophtalmologues, Pédiatre, Radiologues, Rhumatologues,
- Sages-Femmes,
- Auxiliaires Médicaux : Infirmiers, Kinésithérapeutes, Pédicures-Podologues,
- Psychologue/neuropsychologue, Psychopraticien, Sophrothérapeute

Le site possède une piscine de réadaptation au sous-sol ainsi qu'une agence APIVIA Mutuelle.

### Les œuvres hospitalières de l'ordre souverain de Malte

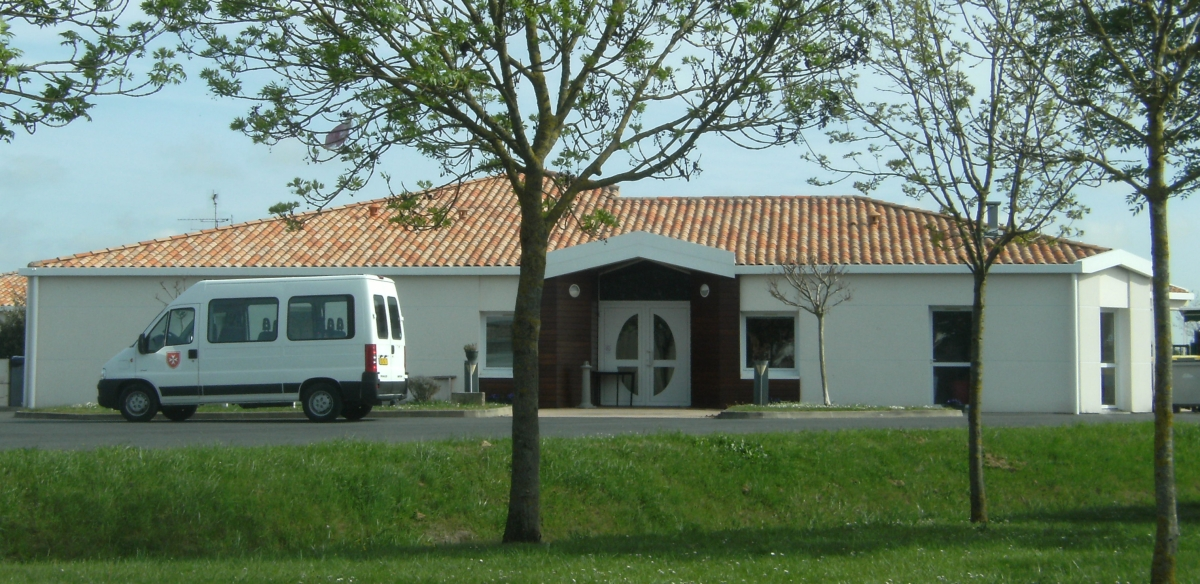
Centre des autistes de l'Ordre souverain de Malte.

L'ordre souverain de Malte est présent à Rochefort avec :
- depuis 1985, la maison d'accueil spécialisée Saint-Jean de Jérusalem qui accueille 40 personnes handicapées adultes, présentant un handicap majeur associé à un ou plusieurs autres troubles secondaires ;
- depuis 1996, le centre Saint-Jean de Jérusalem qui accueille 12 personnes adultes atteintes d'autisme ;
- à partir de 2012, la maison d'accueil spécialisée située dans le quartier de la Casse aux Prêtres qui accueillera 46 personnes.

### L'ancien hôpital de la Marine

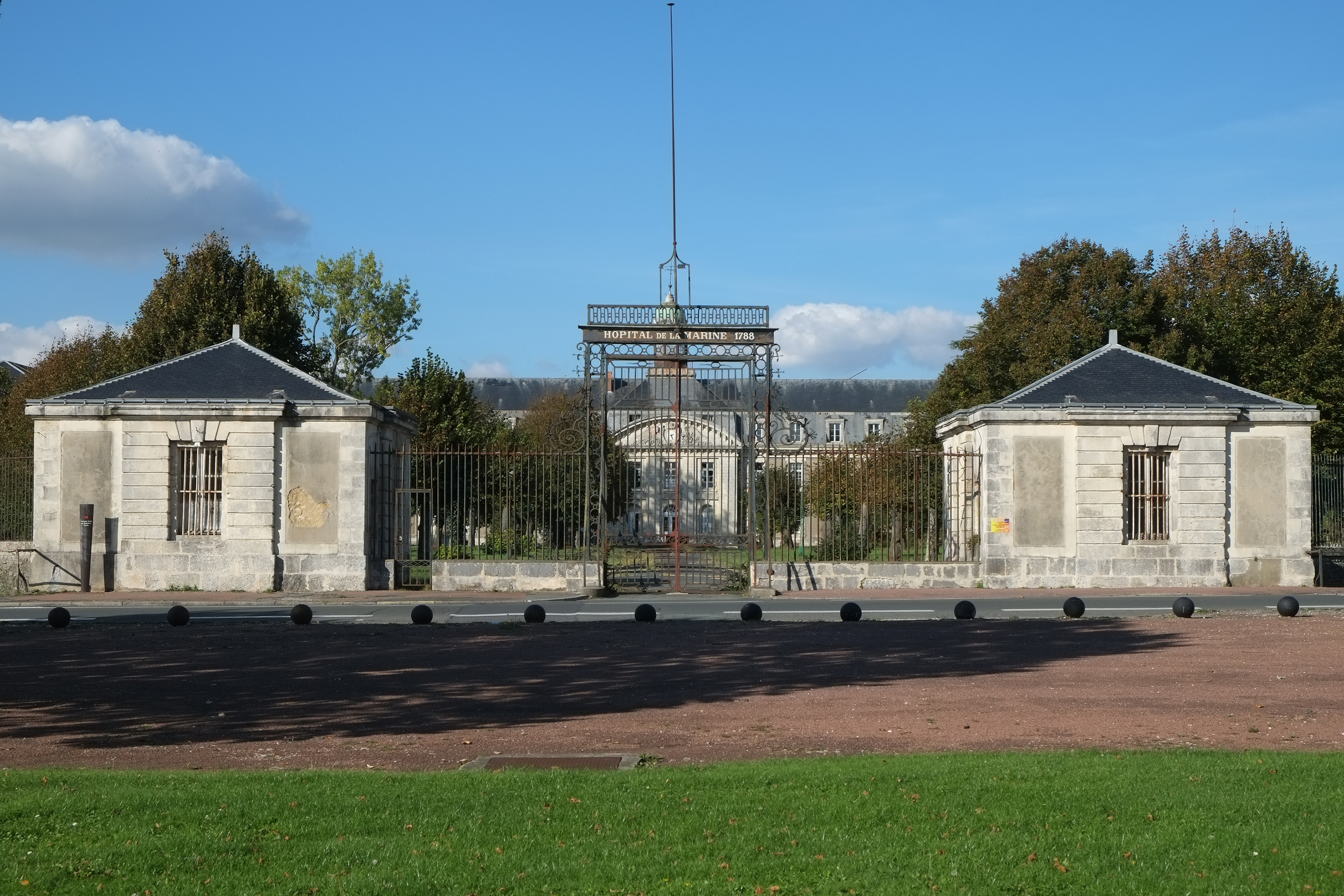
L'ancien hôpital de la Marine.

L'hôpital de la Marine du XVIIIe siècle remplaça l'hôpital-Charente du quai aux Vivres, devenu trop petit. Dû à l'ingénieur Pierre Toufaire, attaché au port depuis 1774, le nouvel hôpital, construit entre 1783 et 1788, est le premier établissement hospitalier français de structure pavillonnaire, limitant ainsi les risques de contagion. Il est désaffecté en 1983. Vendu aux enchères autour de 17 millions de francs (à la bougie) à un homme tombé amoureux du site qui décède en 2007.
L'École de médecine navale, la plus ancienne au monde,, se trouvait à partir de 1788 dans l'un des pavillons de l'hôpital de la Marine. Elle a été restaurée dans son état du milieu du XIXe siècle, avec la bibliothèque et la salle des actes, où étaient donnés les cours. Elle est devenue le musée national Ancienne École de médecine navale. Le public peut y voir entre autres les collections de dessins ramenés des diverses expéditions autour du monde par les chercheurs de l'époque, embarqués à bords des navires.

### Le centre thermal de Rochefort
Rochefort est aujourd'hui la 7e ville thermale de France. La progression du nombre des curistes est liée à la fois à l'augmentation des besoins de soins et à la qualité des infrastructures pour répondre à cette demande.

### Les services de la Sécurité sociale et de la CPAM

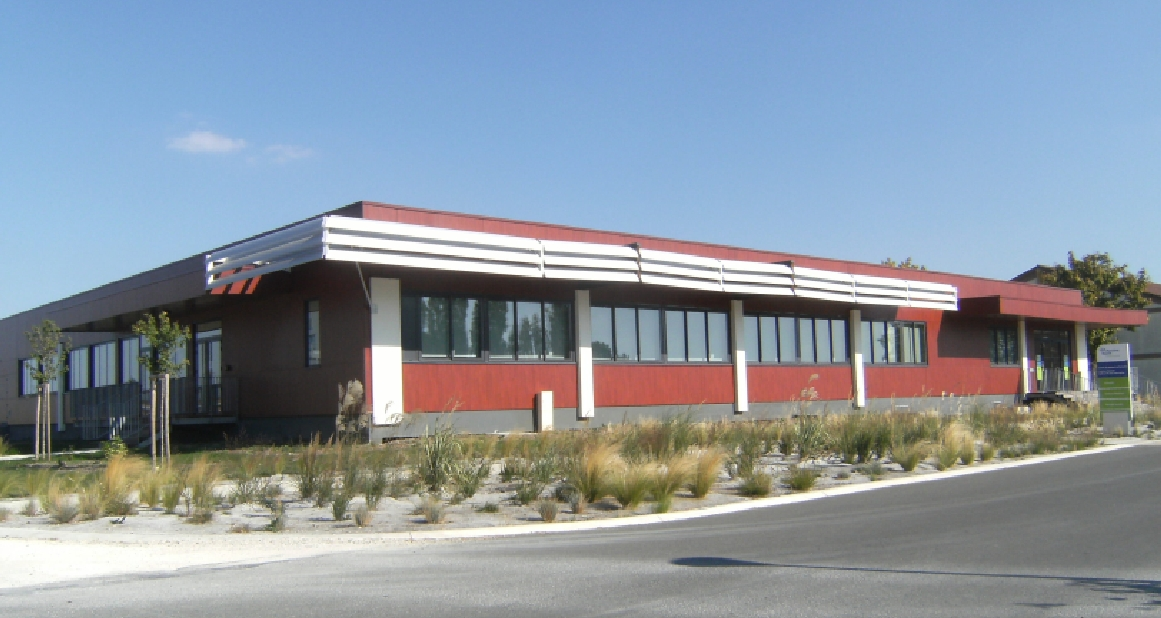
Les locaux de la Sécurité sociale et Assurance maladie.

La Sécurité sociale et de la Caisse primaire de l'assurance maladie - ou CPAM - ont ouvert des antennes départementales à Rochefort et ont implanté leurs services dans de nouveaux locaux dans le Parc des Fourriers depuis 2007.
Le service de la Sécurité sociale est implanté à Rochefort depuis 1975 et emploie aujourd'hui une soixantaine de personnes. Il est l'une des trois antennes ouvertes dans le département de la Charente-Maritime avec celles de La Rochelle où se trouve le siège départemental et à Saintes dont les compétences recouvrent les arrondissements de Saint-Jean-d'Angély, Saintes et Jonzac.

## Lieux et monuments

### Patrimoine historique et lieux touristiques
Rochefort est classée ville d'art et d'histoire. Aujourd'hui, la ville est également visitée pour ses thermes, exploités depuis 1953. Elle est soumise à une Zone de protection du patrimoine architectural, urbain et paysager (Z.P.P.A.U.P), arrêté de création de la zone : 09/05/2005, et un périmètre de Secteur Sauvegardé a été délimité (Arrêté de création du secteur : 13/11/2009)

#### Monuments classés aux Monuments historiques
- ancien hôtel de Cheusses (musée naval) depuis le 19 janvier 1932[88]
- corderie royale et les bâtiments annexes (château d'eau, fontaine, corps de garde) depuis le 10 octobre 1967
- Pont transbordeur de Rochefort où du Martrou depuis le 30 avril 1976
- vieille forme et forme double depuis le 9 mai 1989
- maison de Pierre Loti depuis le 7 mai 1990.
- le commissariat de la marine sur le quai aux vivres en cours de rénovation

#### Monuments inscrits à l'inventaire supplémentaire des monuments historiques(IMH)
- Fontaine de la place Colbert depuis le 23 février 1925
- Porte de l'Arsenal dite porte du Soleil depuis le 11 juin 1928
- Remparts proches de l'ancien porte Martrou depuis le 30 mai 1930
- Hôpital maritime depuis le 14 septembre 1965
- Caserne Latouche-Tréville depuis le 7 avril 1967
- Théâtre municipal de la Coupe d'Or depuis le 29 décembre 1969
- Gare de Rochefort (SNCF) depuis le 28 décembre 1984
- Église Saint-Louis de Rochefort depuis le 2 juin 1987
- Forme Napoléon III depuis le 7 mars 1988.

#### Arsenal maritime

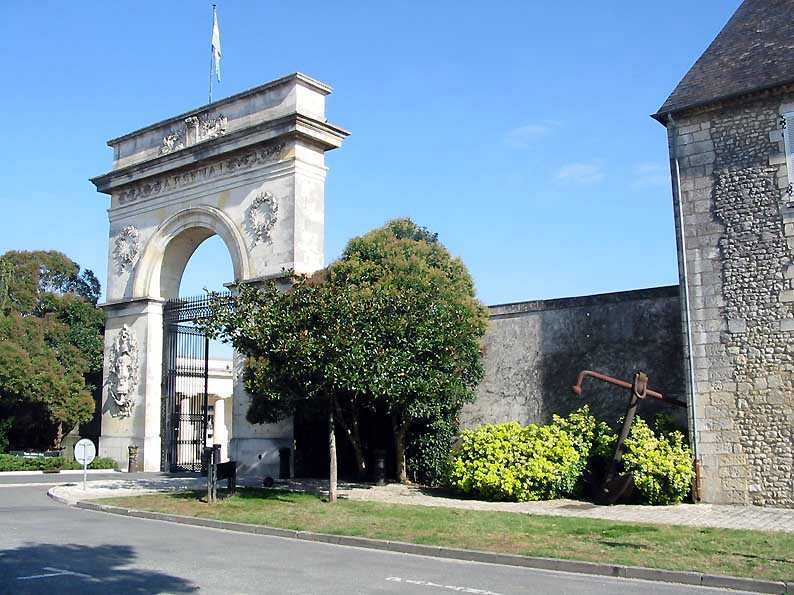
Porte de l'Arsenal (aussi appelée porte du Soleil).

Dans l'esprit de ses fondateurs, Rochefort doit être le plus beau port de guerre de l'Europe. L'Arsenal en sera la pièce maîtresse.
La porte du Soleil (ci-contre) est une porte monumentale en forme d'arc de triomphe érigée en 1831 par Auguste Giral. Elle formait l'entrée principale de l'arsenal, sous laquelle « la ville entière passait matin et soir », la majorité des hommes travaillant à l'arsenal. Son nom vient du fait que, le 4 mars et le 10 octobre, le soleil se lève exactement dans son axe. C'est en la franchissant que l'on peut commencer la visite de l'arsenal voulu par Colbert.
Dès 1666, les trois parties principales de l'Arsenal sont en place :
- au centre, « la maison du Roy »
- au Sud, les magasins généraux et l'Avant-garde, appelé le « Parc »
- au Nord, l'arrière-garde, la corderie royale et la forme de radoub.

L'ensemble des bâtiments de l'arsenal de Rochefort est candidat au patrimoine mondial de l'humanité de l'UNESCO.

##### La Corderie royale
La Corderie royale est située sur la rive droite de la Charente, en bordure même du fleuve. Elle renferme l'espace muséographique du Centre international de la Mer de Rochefort.
La construction, les cordes
La Corderie royale est l'un des bâtiments les plus importants de l'arsenal et ce fut l'un des premiers construits lors de la création de la ville en 1666. L'architecte du batiment fut François Blondel qui lança les travaux en mars 1666. Envoyé ensuite aux Antilles, il ne put constater le résultat de son projet.

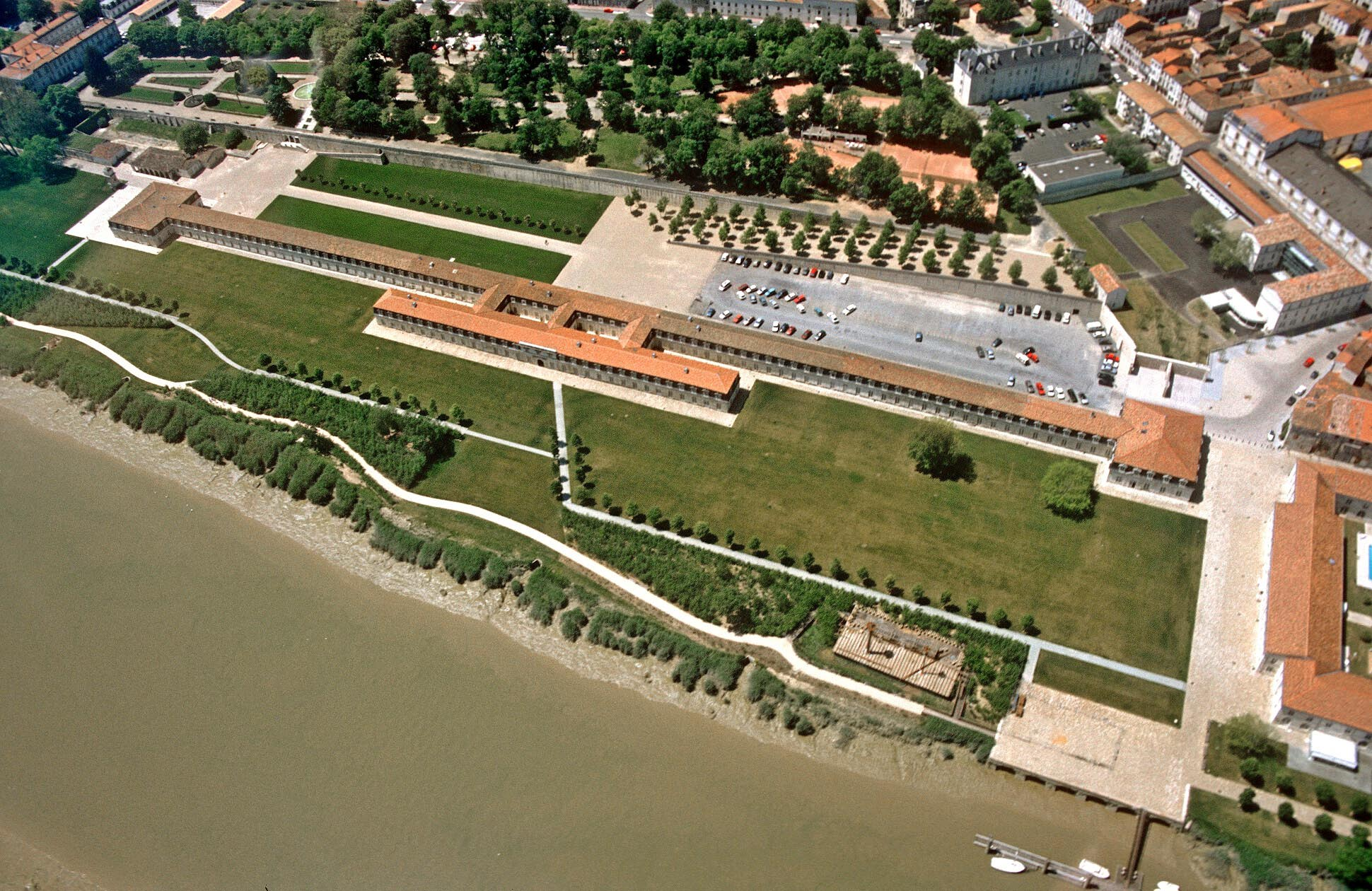
Vue aérienne de la Corderie royale, sur les rives de la Charente.

La réalisation ne fut pas simple en raison du tréfond du terrain. Situé sur la bordure de la Charente, le sol était constitué d'une couche de vase épaisse de près d'une trentaine de mètres, parfois inondé d'une soixantaine de centimètres d'eau aux grandes marées d'équinoxe. Avant la construction du bâtiment lui-même, il fallut donc surélever de quelques pieds et établir un radier constitué d'un quadrillage de pièces de chêne de 30 centimètres de section enfoncé à 5 pieds sous la nappe phréatique.
Ce n'est qu'une fois le radier posé et terminé, que commença réellement la construction, à l'aide de pierres calcaires taillées des carrières proches de Crazannes. Afin de ne pas déstabiliser ce radeau flottant, la construction par les 700 ouvriers se fit de manière symétrique, le passage au niveau supérieur n'ayant lieu que lorsque les deux pans de mur avaient atteint le niveau horizontal.
Finalement, après plus de trois ans de travail, la construction s'acheva en juin 1669.
Pendant près de deux cents ans, le bâtiment long de plus de 370 mètres fut utilisé pour réaliser les cordages de la marine royale. La longueur du bâtiment central permettait la fabrication en un seul tenant de cordages pouvant atteindre une encablure (soit 182,5 mètres). On utilisait pour cela du chanvre qui arrivait des provinces de France et de Rīga en mer Baltique. L'aile principale est bornée par deux pavillons. Au Nord, celui destiné au stockage du chanvre et au Sud, celui destiné au goudronnage du cordage après sa torsion. Toutes les étapes de la fabrication étaient prises en charge dans l'arsenal, jusqu'au goudronnage pour éviter que les cordages ne pourrissent en mer.
Le déclin
En 1867, les cordiers cessent leur activité sur le site de Rochefort. Le bâtiment aura alors vocation à accueillir plusieurs institutions :
- L'école de maistrance et des apprentis armuriers
- L'annexe de l'artillerie navale
- Les travaux maritimes
- Les archives secrètes de la marine
- Le musée des « petits-modèles »

Le 10 septembre 1926 est décidée la fermeture de l'arsenal de Rochefort qui, en plus d'un grand émoi au sein de la population laborieuse locale, entraîne l'abandon progressif de la Corderie.
Le déclin du bâtiment sera complet, lorsque les forces d'occupation allemande quittant la ville en 1944, incendieront la Corderie. Le feu qui dura plusieurs jours rendit le bâtiment inutilisable. Laissé à l'abandon total pendant près de 20 ans, la Corderie et ses alentours devinrent le lieu d'une flore abondante.
La remise en service
En 1964, l'amiral Dupont fait entreprendre le nettoyage du site avec l'aide d'appelés et, en 1967, le bâtiment est classé au titre des monuments historiques. La ville propriétaire décida alors en 1976 de lancer des travaux de rénovation à l'identique pour l'extérieur, avec à l'intérieur un cloisonnement et l'utilisation de matériaux modernes.
Aujourd'hui, le bâtiment héberge :

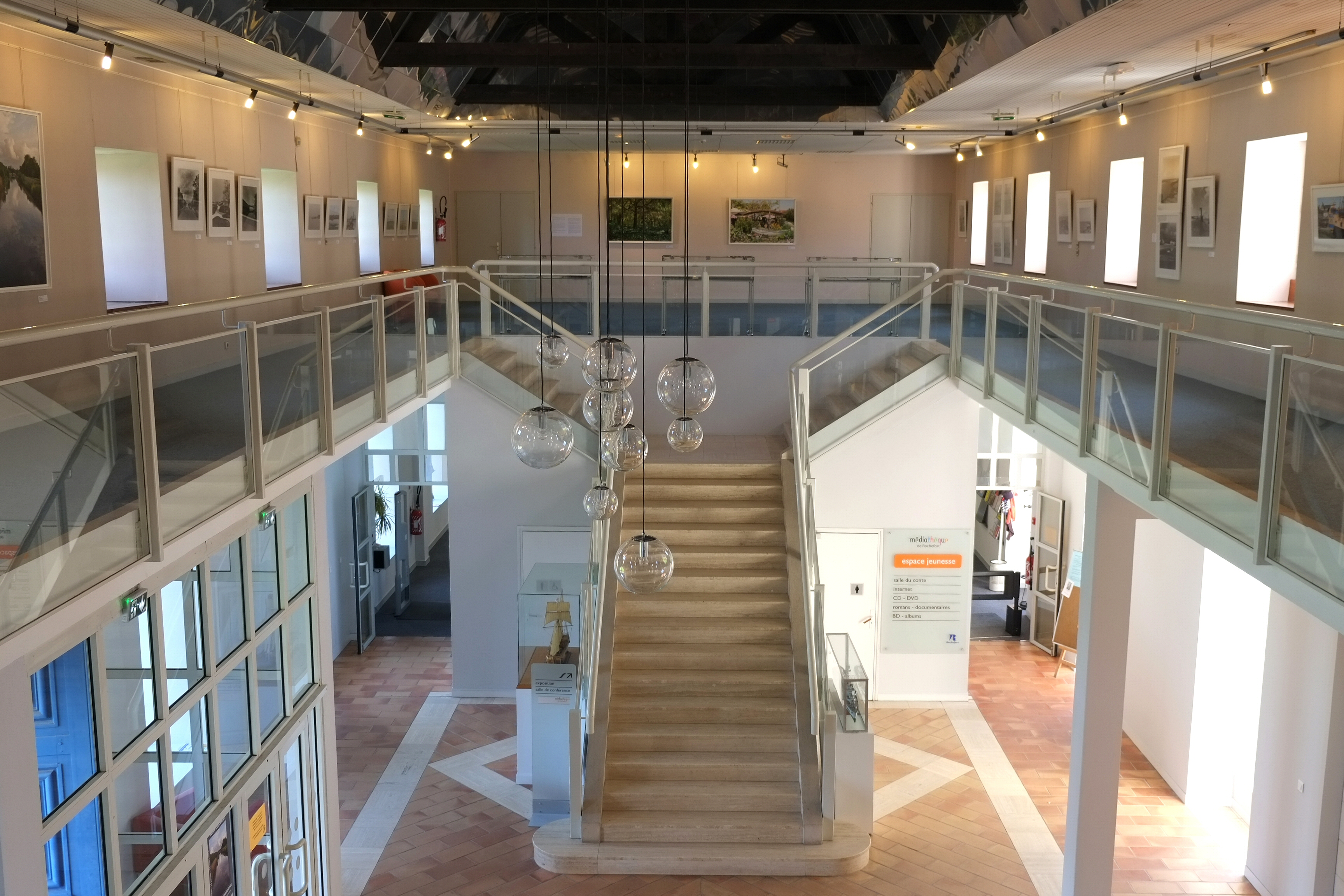
Médiathèque de la Corderie Royale.

- La Chambre de commerce et d'industrie de Rochefort et de Saintonge
- La médiathèque municipale
- Le siège de l'IGKT, International Guild of Knot Tyers, la guilde internationale des faiseurs de nœuds.
- Le siège du Conservatoire du littoral
- Le Centre international de la mer, comprenant plusieurs salles d'expositions sur la fabrication des cordages.

Il est bordé, côté Charente, par un jardin, dit des Retours.

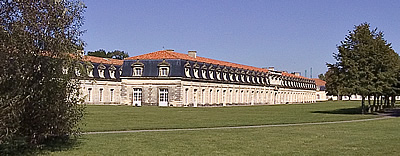
La Corderie Royale côté Charente, partie centrale.
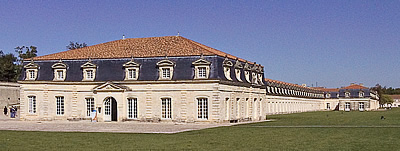
La Corderie Royale côté Charente, extrémité Sud.

##### Les formes de radoub
Les coques des navires devaient être périodiquement entretenues ou réparées. Pour éviter les délicates manœuvres d'abattage en carène des bateaux, on utilisait les formes de radoub. Les navires pénétraient à marée haute, dans ces grandes formes, creusées puis maçonnées de pierres, qui se vidaient à marée basse avec l'aide d'une machine hydraulique qui pompait l'eau pour la rejeter : le travail de réparations de la coque pouvait alors commencer.
À Rochefort, trois formes de radoub sont encore visibles :
- la vieille forme dans l'arsenal Nord conçue par François Le Vau ;
- la forme double, dite aussi Louis XV, conçue par l'intendant Pierre Arnoul ;
- la forme Napoléon III, située près de la porte du Soleil.

La vieille forme, première « forme à l'anglaise » entièrement maçonnée, fut une innovation pour l'époque. Il fallait que le dallage supporte le poids d'un navire de premier rang. Elle fut dégagée et vidée de la vase en 1985.
La forme double, dont les bassins parallèles amont et aval ont été dégagés en 1992 et 1993, fut conçue par l'intendant Pierre Arnoul en 1683. Elle fut réalisée avec peine entre 1683 et 1728, car le sol trop meuble à cet endroit engloutissait les pierres aux débuts de la construction. Elle permettait de réparer deux navires à la fois et présentait deux innovations : au lieu d'être verticaux, ses murs étaient construits en gradins avec escaliers d'accès, pour faciliter le travail des ouvriers. La fermeture de la forme était assurée par un bateau-porte.
C'est dans cette forme qu'a été reconstruite L'Hermione. Un nouveau bateau-porte installé en 2012 a permis la remise en fonction de cette forme.
La forme Napoléon III, construite entre 1853 et 1861, fut allongée en 1900 pour accueillir le Dupleix, long de 134 m, le dernier grand croiseur-cuirassé construit à Rochefort.
Après la mise en place en 2012 d'un nouveau bateau-porte, cette forme accueille maintenant L'Hermione pour la mise en place de son gréement et de ses aménagements.

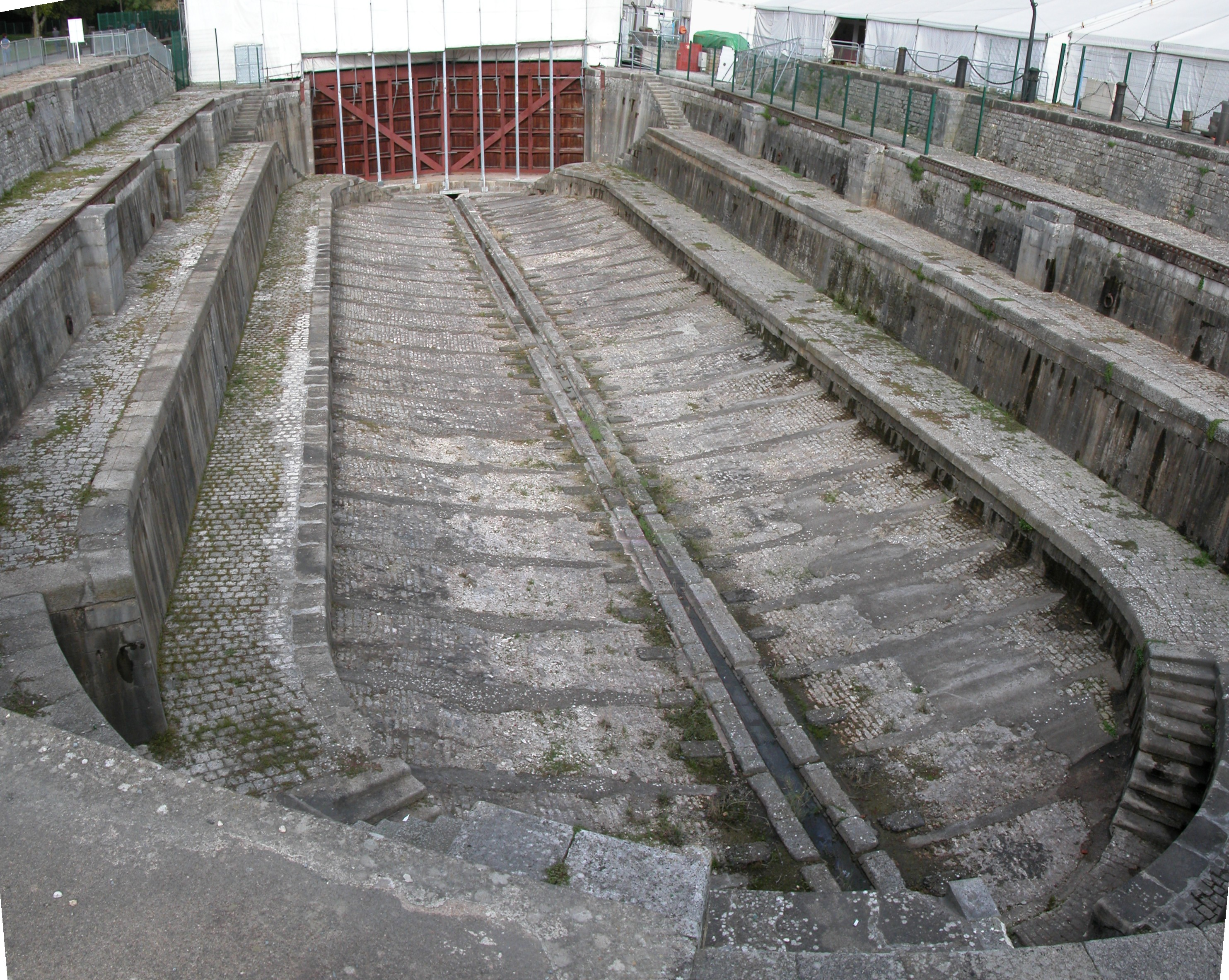
Une des deux parties de la forme double.
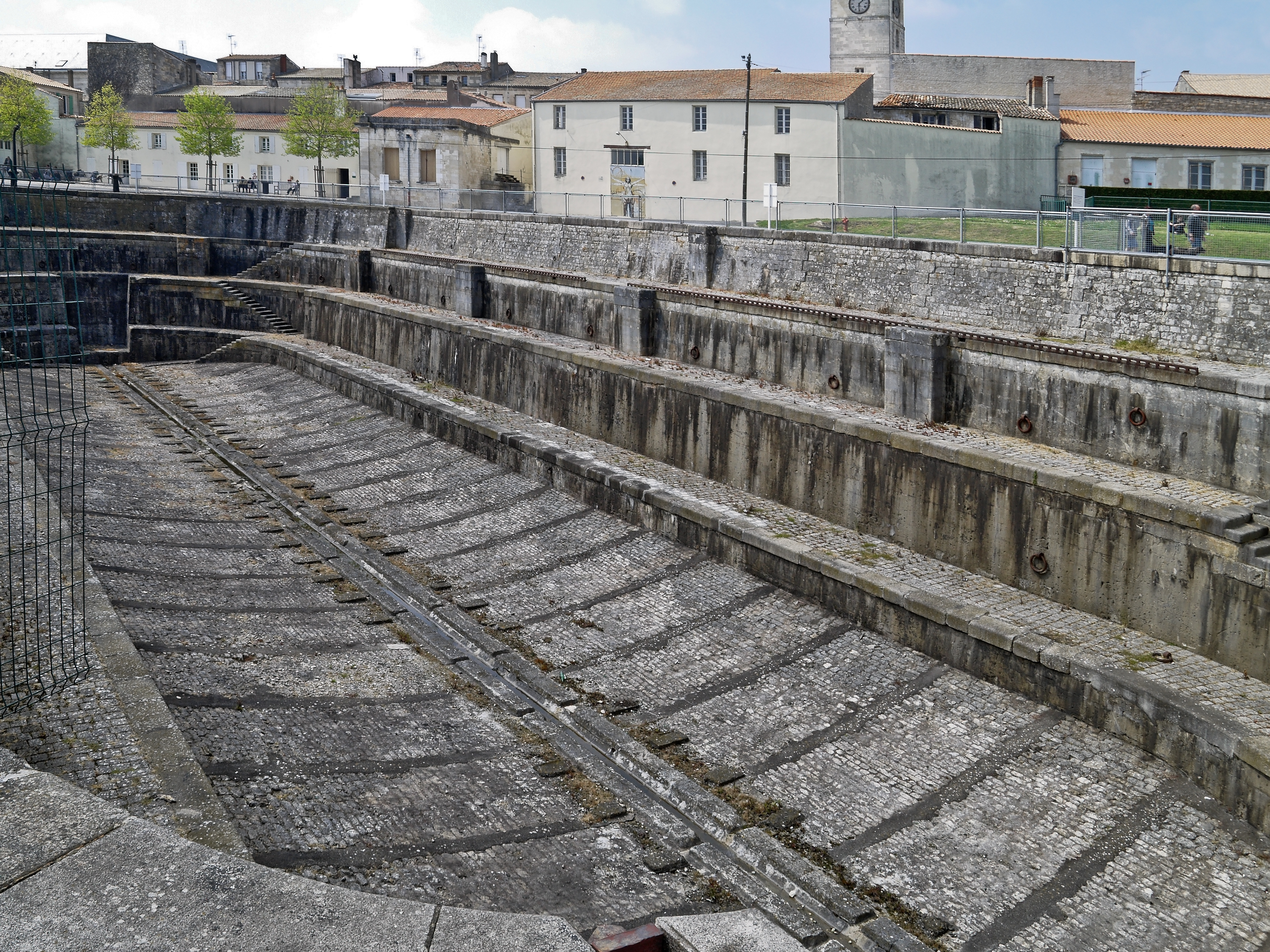
Le bassin supérieur de la forme double.
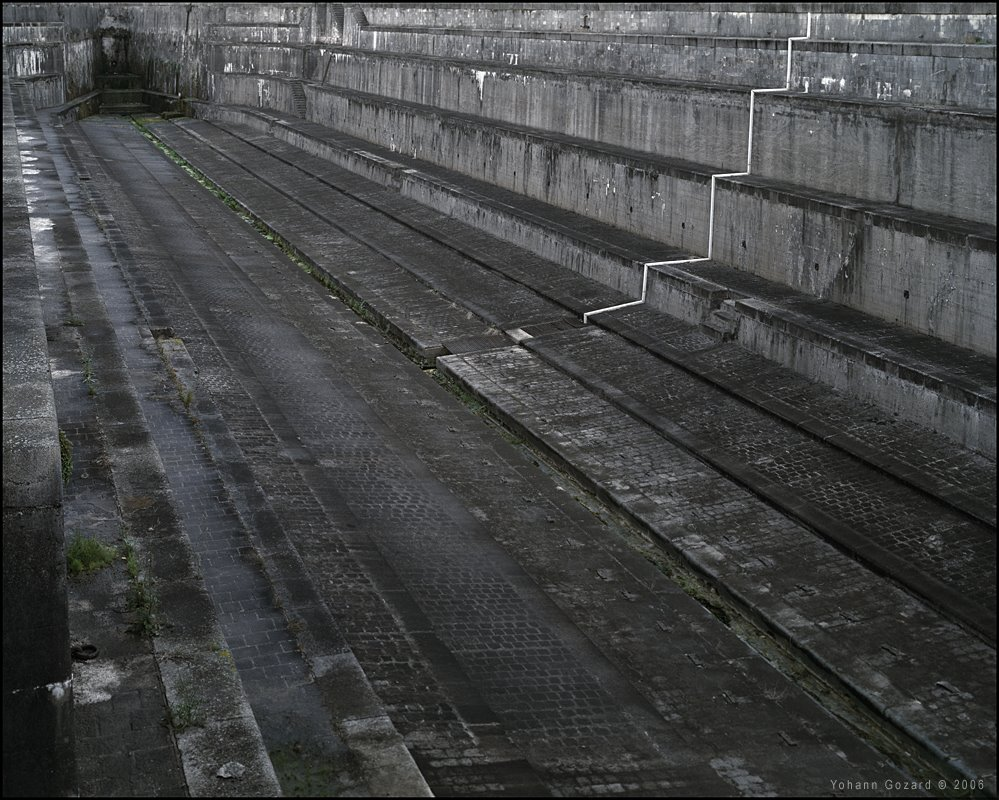
La forme Napoléon III, forme de radoub du XIXe siècle.
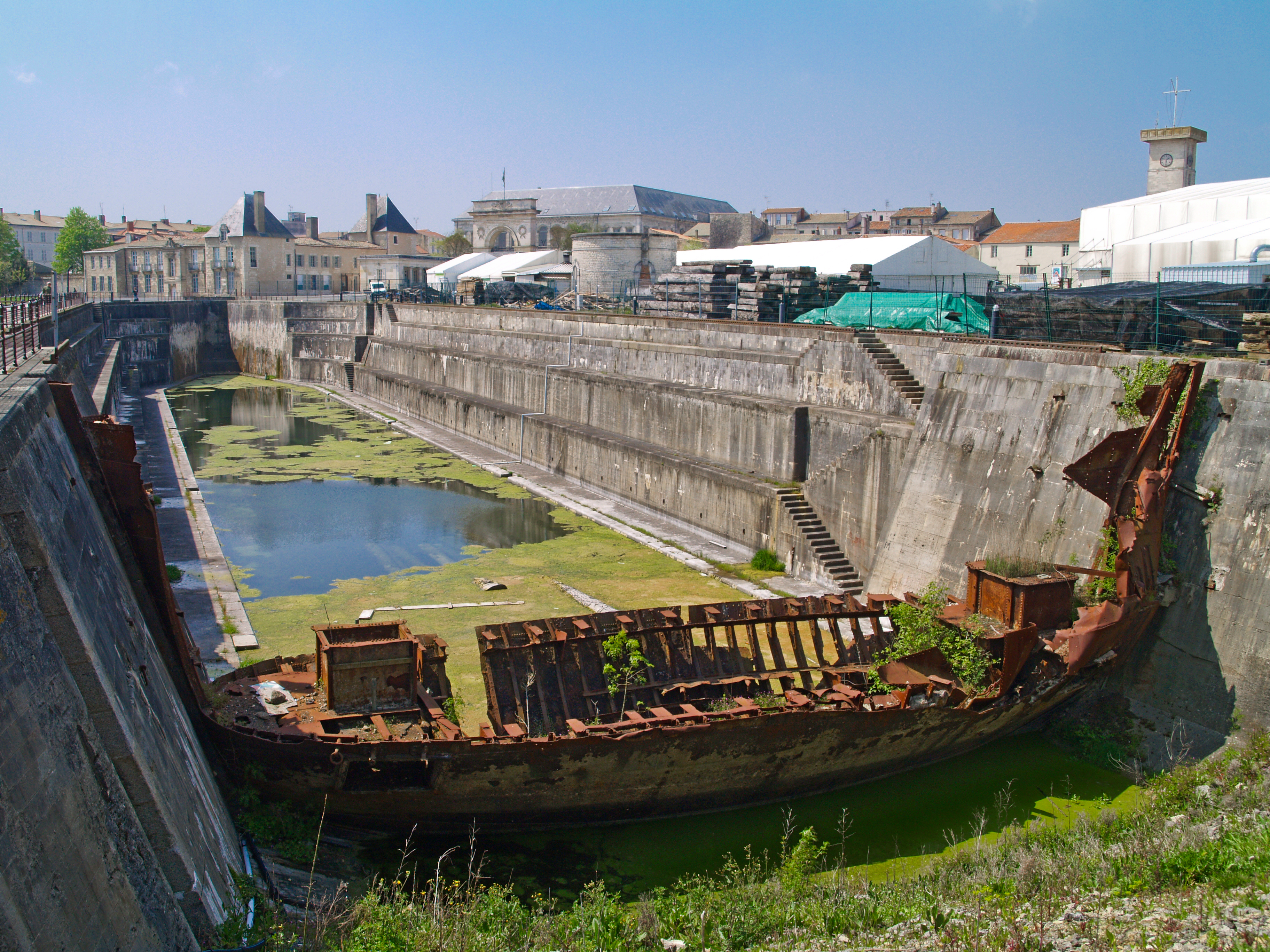
La forme Napoléon III, avec les restes de son bateau-porte.

##### La maison du Roy

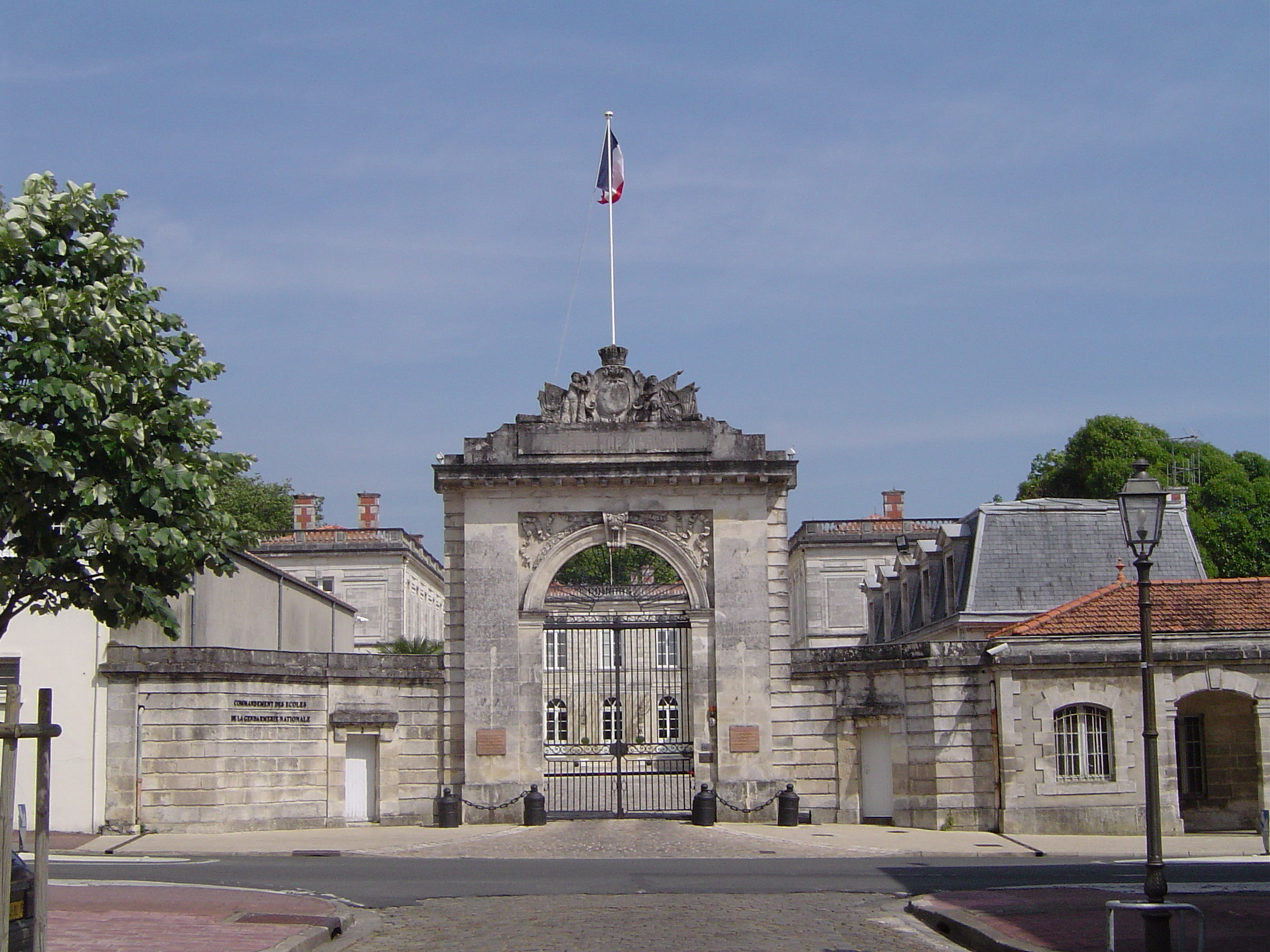
Maison du Roy : ancienne préfecture maritime et maintenant commandement des écoles de la gendarmerie.

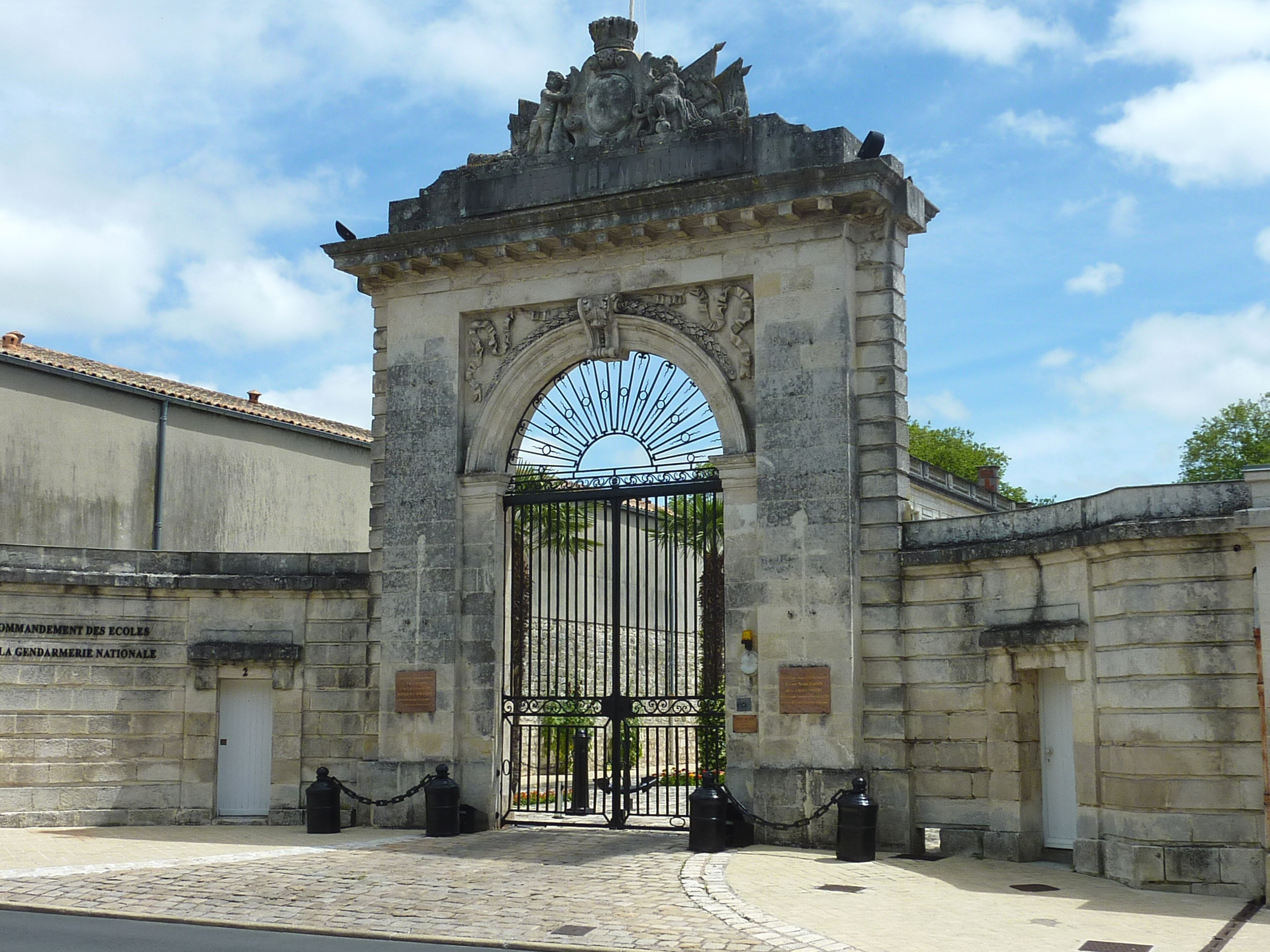
Porte de l'ancienne préfecture maritime.

Cette demeure édifiée entre l'arsenal et la ville sur les ruines de l'ancien château féodal fut la demeure de l'intendant de la Marine et, à partir de 1781, celle du commandant de la Marine. Depuis trois siècles, elle a subi maints remaniements. Sa porte d'entrée monumentale, de 1716, a été déplacée après l'incendie de l'édifice en 1895, rue Toufaire, pour être dans l'axe de la rue de l'Amiral-Courbet, la seule de Rochefort qui ait conservé ses pavés.
La maison du Roy abrita a deux reprises l'empereur Napoléon Bonaparte : la première fois en août 1808 pour la visite du fort Boyard en construction et pour dresser les plans du fort Liédot et la seconde, moins glorieuse, le 3 juillet 1815, lors de son départ sur l'île d'Aix avant son exil sur l'île Sainte-Hélène. En vérité, sa dernière destination volontaire sur le territoire et non sur une île sera Rochefort. Cependant, il se rendra le 8 juillet aux Anglais depuis l'Île d'Aix, qui l'emmèneront sur sa terre d'exil, qui sera sa vraie dernière destination française mais non volontaire.
Depuis, la maison du Roy est devenue la préfecture maritime qui gère les côtes des Sables-d'Olonne jusqu'à Biarritz. En 2002, elle ferme ses portes à la Marine. La préfecture maritime de Brest reprend le flambeau, et elle abrite désormais le Commandement des Écoles de la gendarmerie nationale depuis 2004.

##### La tour des signaux

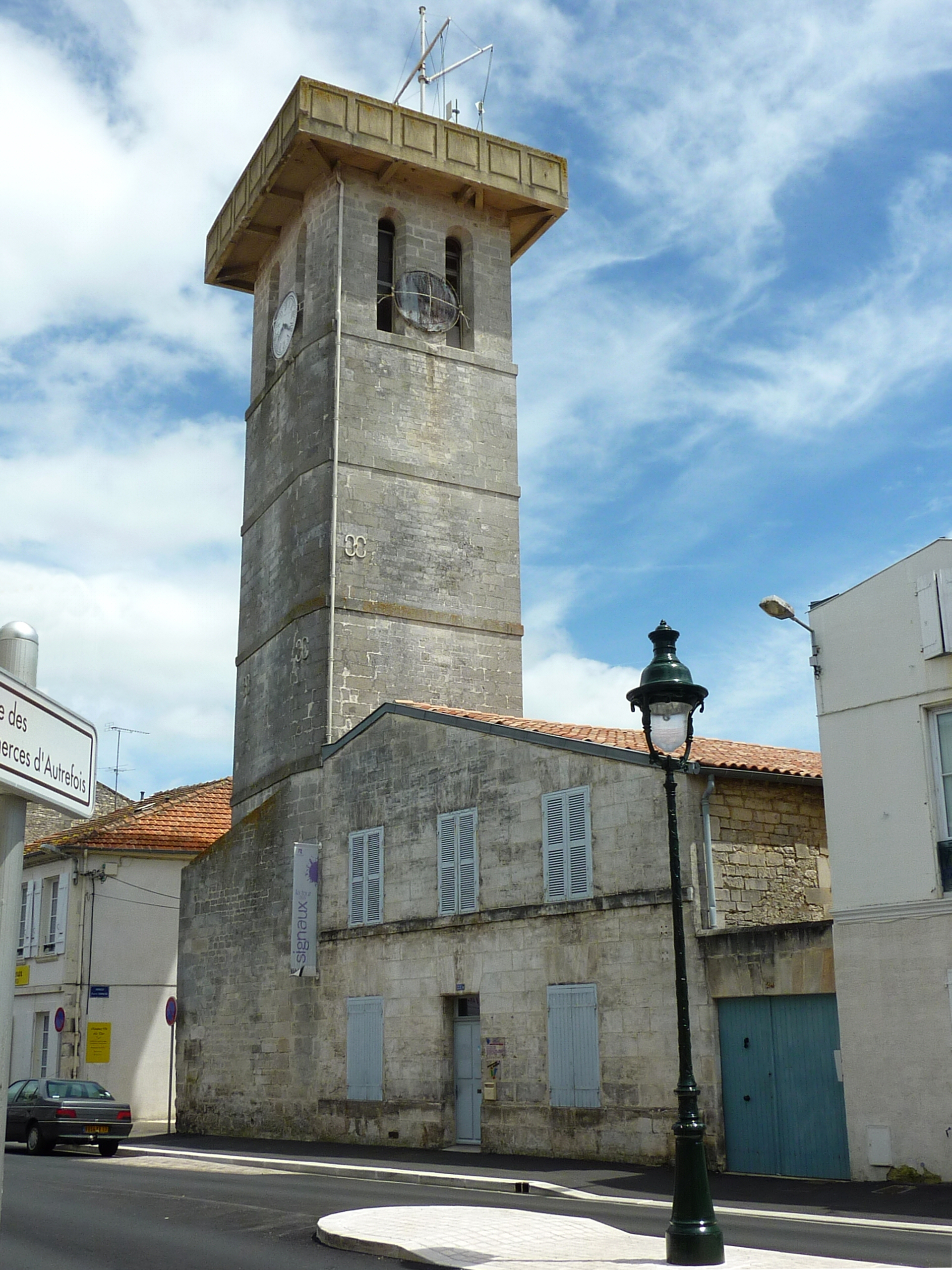
La tour des signaux.

La tour des signaux date de 1728. Il s'agit de l'ancien clocher de la chapelle seigneuriale Saint-Charles, qui avait été reconstruite et érigée en église paroissiale Saint-Louis par Louis XIV. Desservie par les Lazaristes (Congrégation de la Mission), l'église est considérée dès 1723 comme « trop petite, fort basse et peu convenable pour un lieu si considérable; plusieurs poutres menacent ruine ». Les Lazaristes refusant de prêter serment à la constitution civile du clergé, la marine saisit leur église en 1791 afin d'en faire un entrepôt. Le titre paroissial est transféré à la chapelle du couvent des Capucins, qui, presque intégralement reconstruite à partir de 1835, devient l'église Saint-Louis actuelle.
La tour des signaux et les bâtiments adjacents (restes de la première église) ont été aménagés par l'armée. L'ancien clocher est étêté et un sémaphore, assurant les communications entre l'amirauté et la rade de la Charente, est installé sur la plate-forme sommitale. Malgré les évolutions technologiques, la tour est utilisée jusqu'en 1930, servant de réserve en cas de défaillance des autres moyens de communications. Elle reste propriété de l'armée jusqu'en 2002, puis est restituée à la ville, qui y aménage un espace multimédia en 2008.
Haute de 26 mètres, elle fut longtemps un des plus hauts bâtiments de la ville. De plan carré, elle domine les toits des immeubles de la rue Touffaire.

##### Le magasin aux vivres
La subsistance de tout ce peuple d'ouvriers et de marins, ainsi que l'approvisionnement des navires en vivres, posa très vite des problèmes à l'État. Colbert proposa au roi Louis XIV de créer un « munitionnaire » chargé de régler les problèmes de la nourriture. Le roi créa le poste par un arrêté du 2 octobre 1669 et on décida d'élever des bâtiments : le « magasin aux Vivres » qui fut le plus vaste des monuments de ce genre possédé dès lors par la Marine. Les bâtiments, construit entre 1671 et 1673, longe l'actuel bassin de plaisance sur sa façade Nord. Il porte le cachet de l'époque. Élevé sur le même alignement Nord que l'hôpital-Charente devenu la caserne Charente, il a 120 mètres de long. Il contenait les greniers d'approvisionnement. L'ensemble forme un vaste quadrilatère ; les deux ailes en retour mesurant 125 mètres. À droite de la porte d'entrée se trouvait la tonnellerie.
Par la suite, le bâtiment connut pratiquement toutes les affectations : magasin, hôpital de la marine, logements pour l'armée et bâtiment de la sécurité civil.
À partir de 2012, le site sera reconverti par un promoteur avec la réalisation :
- de cent appartements de bon standing, et studios,
- d'une résidence hôtelière trois étoiles,
- d'un restaurant panoramique avec vue sur le port de plaisance,
- d'un parking aménagé dans la cour.

En 2018, des travaux de construction de logements de standing sont en cours de réalisation.

#### Le château d'eau

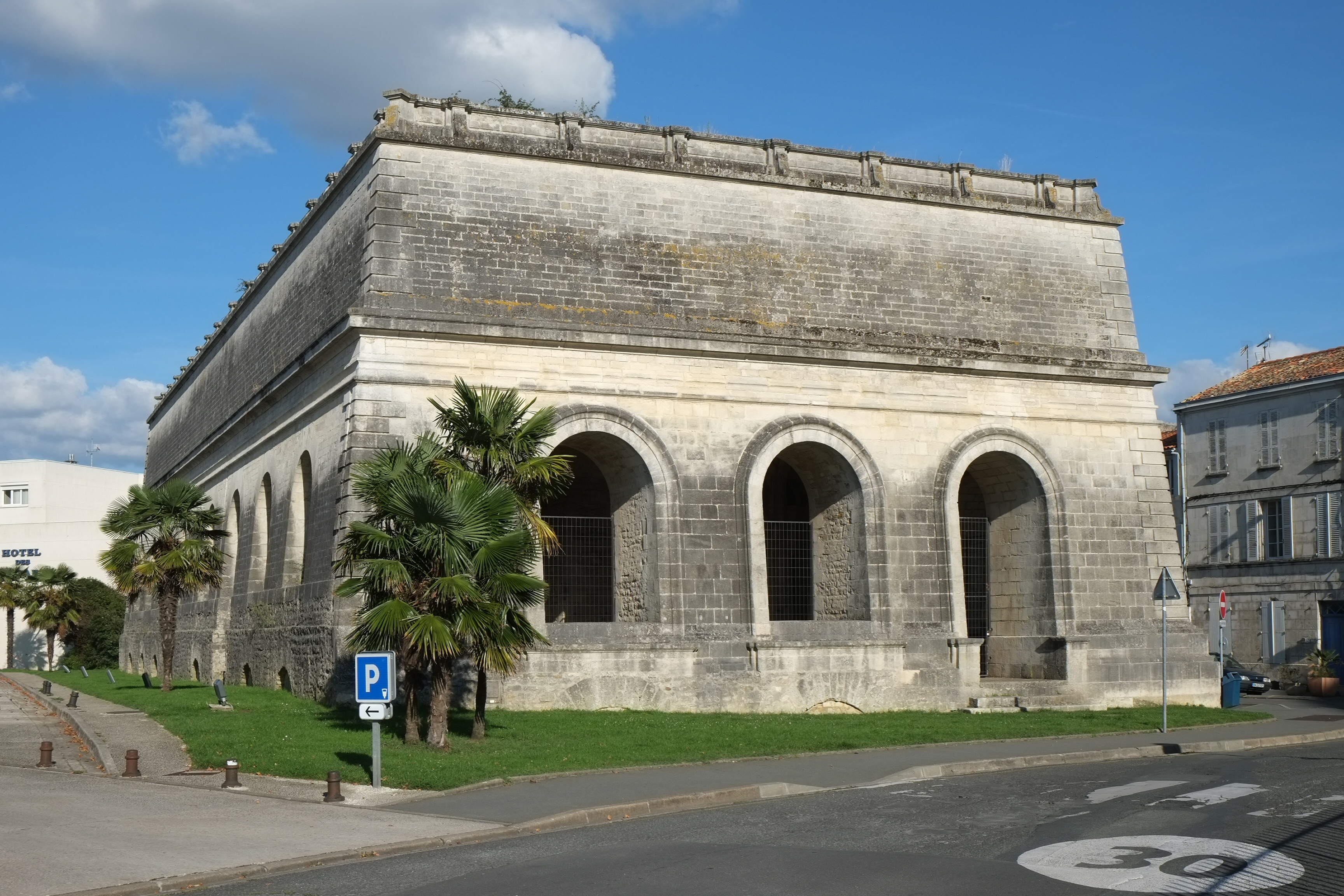
L'ancien château d'eau.

De par son isolement au milieu des marais, la ville a toujours manqué d'eau. En 1862, à la suite d'une grande sécherese, on étudia la question d'une vaste distribution d'eau.
Le château d'eau qui date de 1876 est placé à l'endroit le plus haut de Rochefort, à proximité de l'ancien hôpital Charles. Il avait une capacité de stockage de 2 000 mètres cubes, dans des cuves reposant sur des voutes croisées en berceau de style néo-classique. La façade principale donne sur la rue Galliéni. La façade arrière était occupée par les anciens remparts aujourd'hui démolis. Le château d'eau a fonctionné jusqu'aux années 1950.

#### Place Colbert

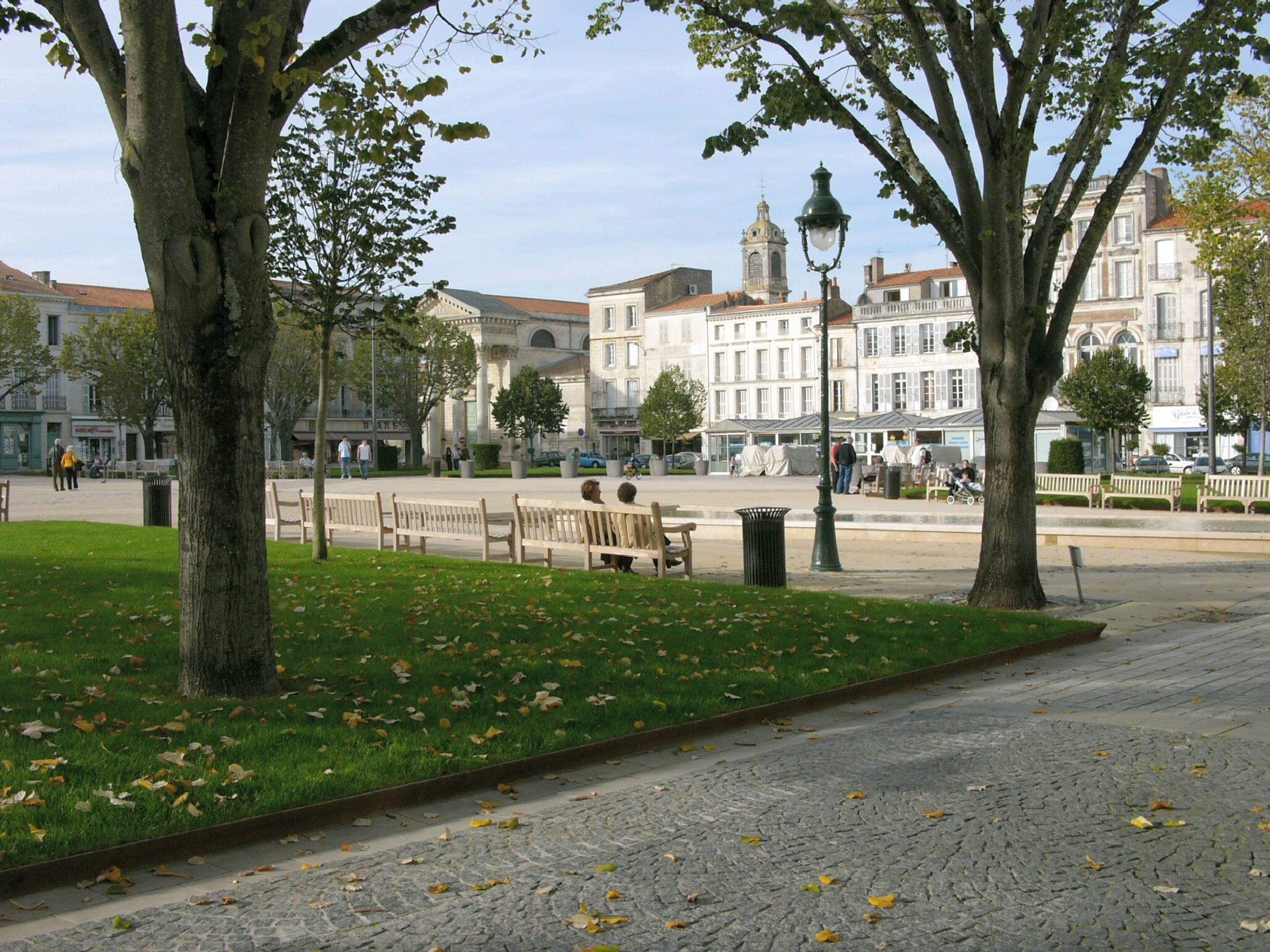
La place Colbert.

Place la plus célèbre de Rochefort, c'est le centre névralgique de la ville.
À l'origine, cette place faisait office de pré pour le pacage des animaux et se nommait la place aux herbes. Par la suite, grâce à l'impulsion donnée par les urbanistes, cette place est embellie en 1757 et pourvue d'une belle fontaine de pierre couronnée, par Victor Bourguignon, d'une figure allégorique symbolisant la rencontre de la Charente et de l'Océan. La source alimentant cette fontaine provient de Tonnay-Charente par l'aqueduc du Coteau. Cet aqueduc initialement construit à la demande de l'intendant Bégon en 1695 aboutissait à un énorme réservoir situé près du bâtiment de corps de garde de la Corderie Royale. En 1754, cet aqueduc alimentait en eau toutes les fontaines de Rochefort.
De cette époque datent aussi les balcons rocaille ou néoclassiques qui ornent de simples maisons comme des hôtels particuliers : hôtel des Lemoyne de Sérigny, seigneurs de Loire, devant la fontaine, et l'hôtel d'Amblimont, l'actuel hôtel de ville, en face.
Connue grâce au film Les Demoiselles de Rochefort, la place pendant de nombreuses années, possédait un bassin carré avec un jet d'eau au milieu, qui a aujourd'hui disparu. En effet, depuis 2006, la place est redevenue ce qu'elle était lors de sa première construction. La fontaine a été remise en valeur, le bassin central a disparu pour laisser deux axes croisés carrelés comme à l'origine. Une sculpture monumentale représentant les deux héroïnes du film de Jacques Demy, œuvre du sculpteur Franck Ayrolles, y est inaugurée en 2022,.
Une horloge de marées a été installée au centre de la place. Elle indique l'état de la marée et le nombre d'heures restant avant basse mer par une série de spots lumineux.

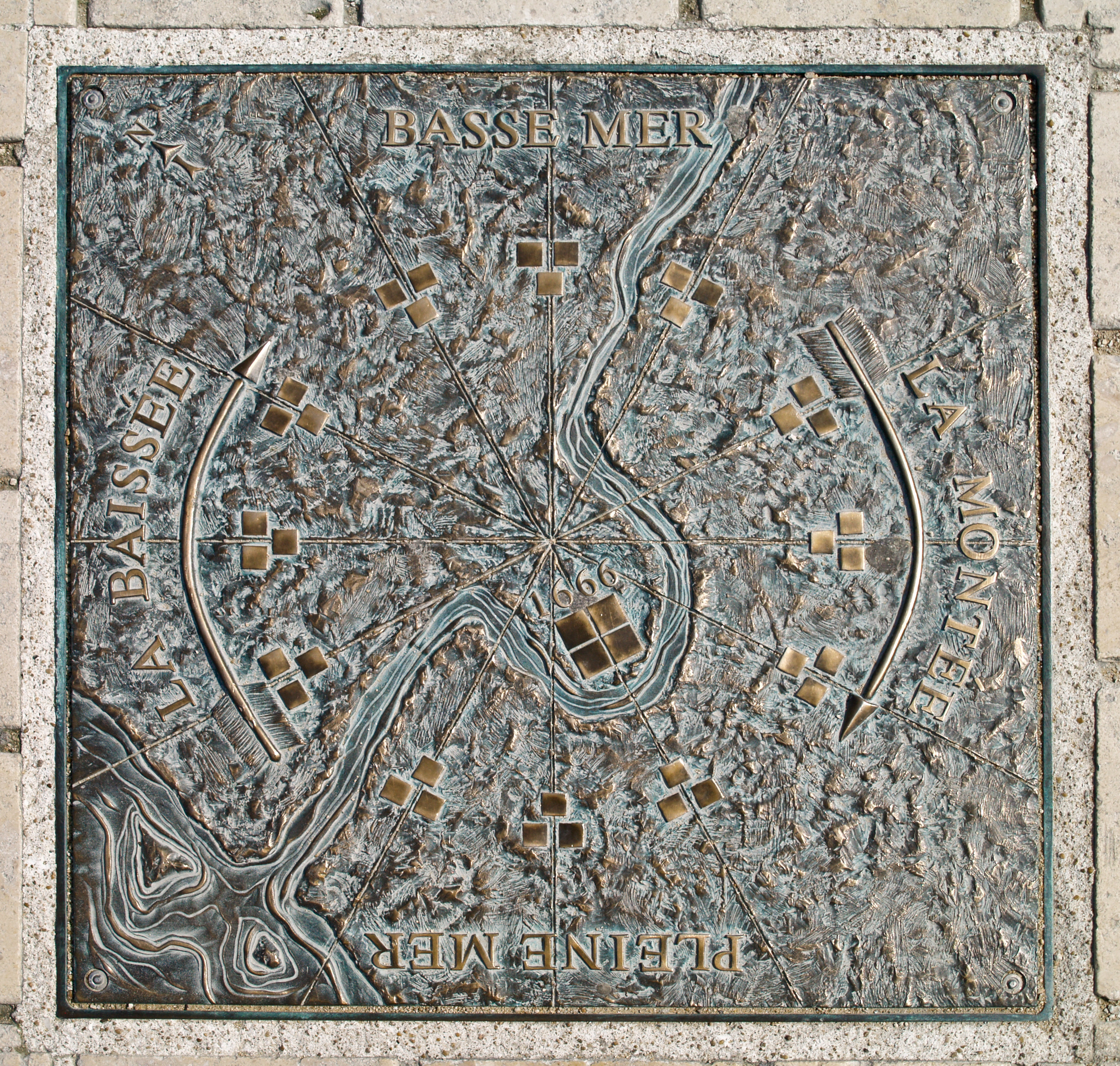
L'horloge de marées de la place Colbert.
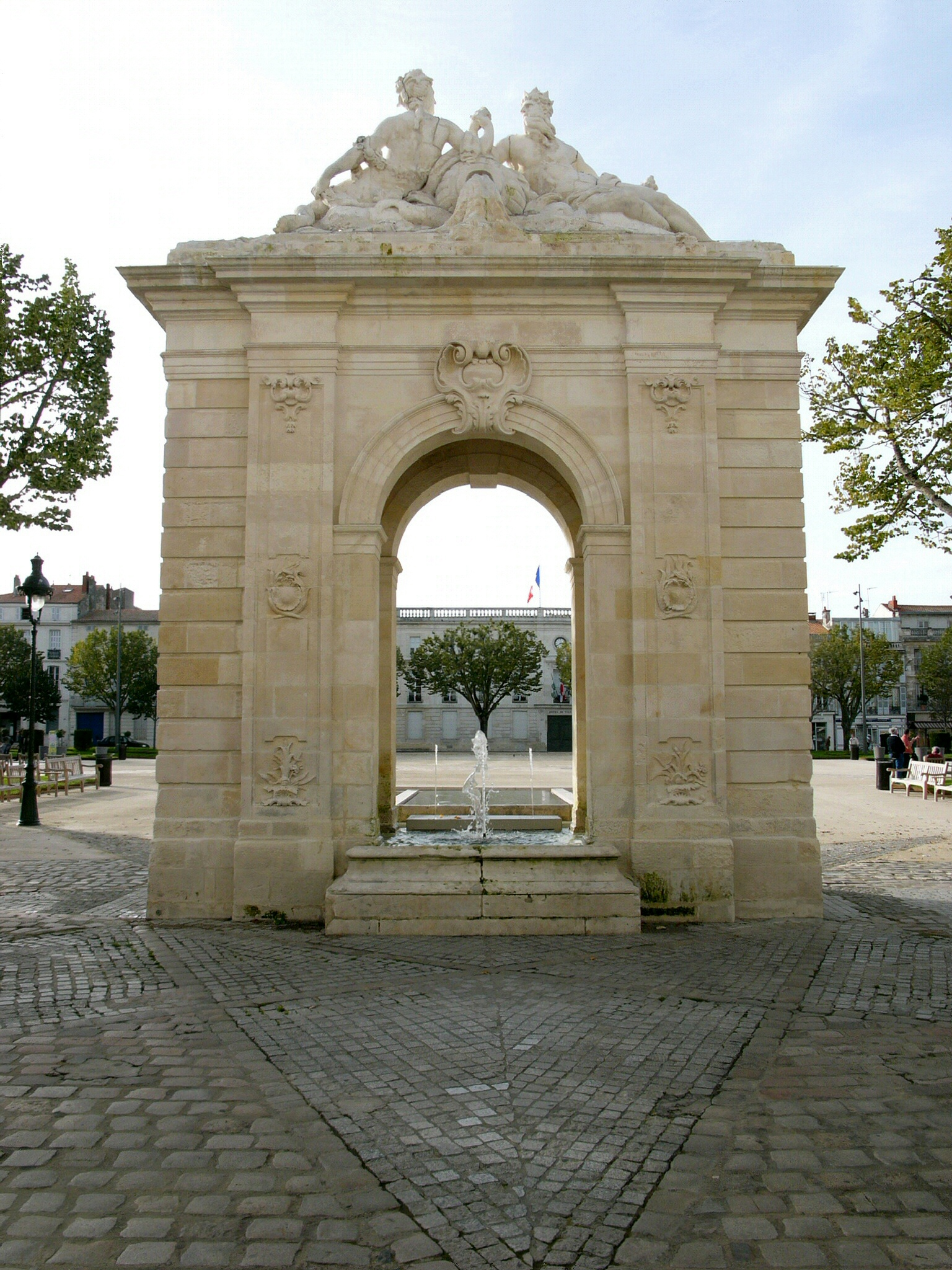
La fontaine de la place Colbert.
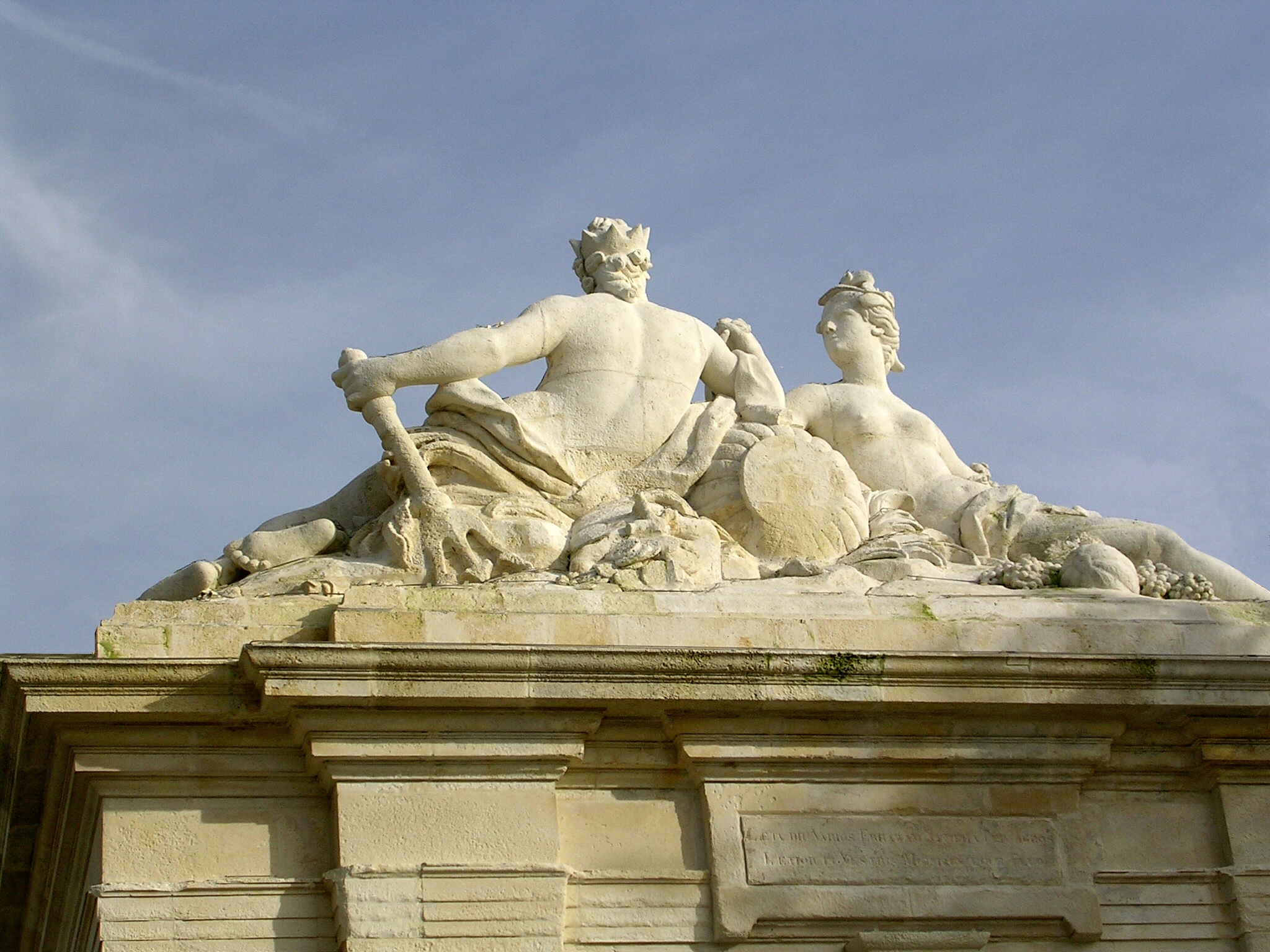
Sur la fontaine, la rencontre de la Charente et de l'Océan.

#### Les hôtels particuliers
Près d'une cinquantaines d'hôtels particuliers sont recensés à Rochefort. Parmi les plus connus, on trouve l'hôtel de Cheusses, les hôtels d'Amblimont (rue Pierre Loti et place de la Galissonnière), l'hôtel Mac Nemara (ou hôtel Turpin), les hôtels de Baraudin et Fichon, l'hôtel de Rochechouart.

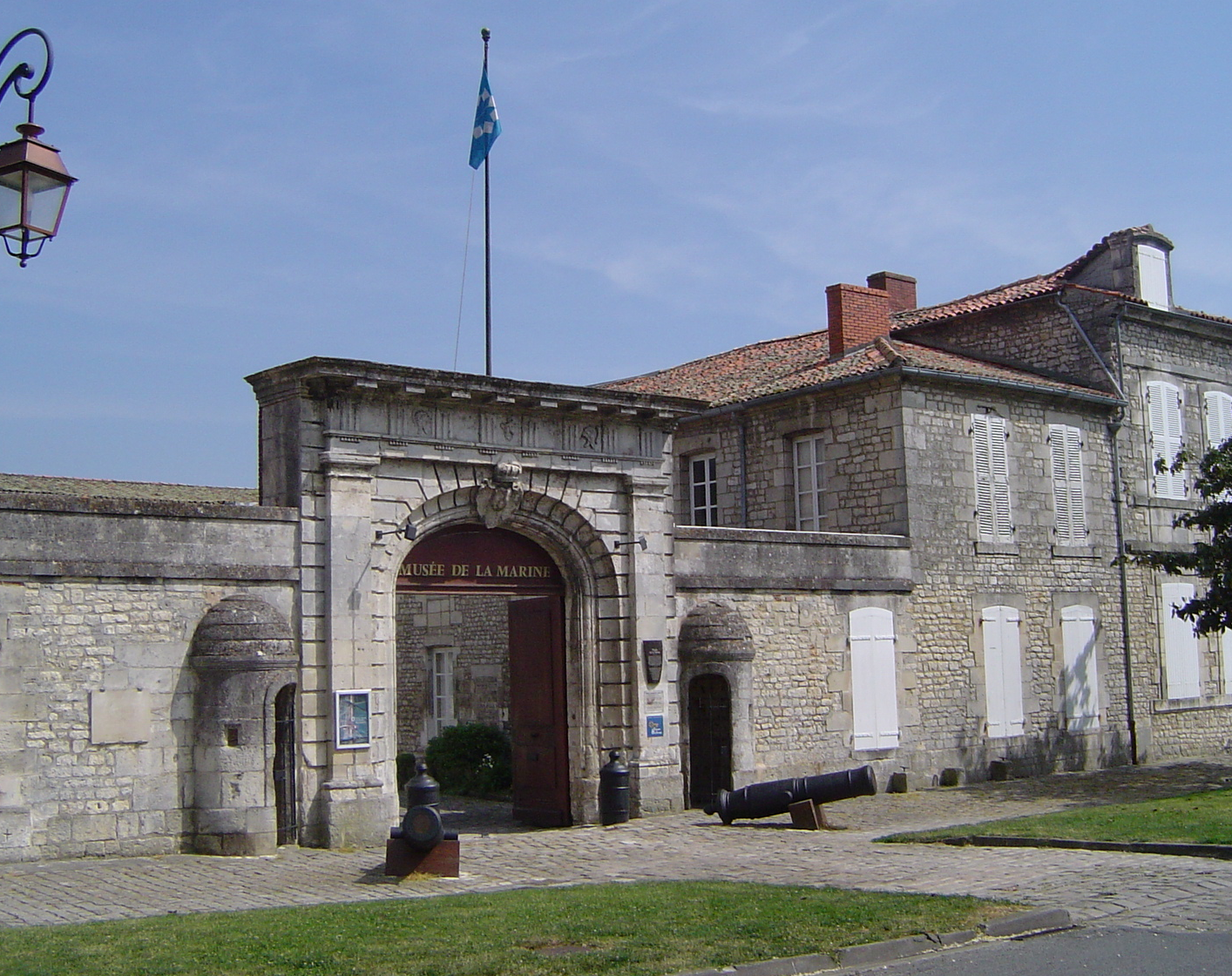
Hôtel de Cheusses.
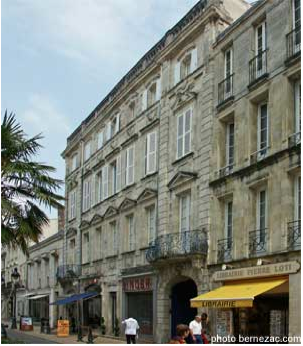
Hôtel Mac Nemara.
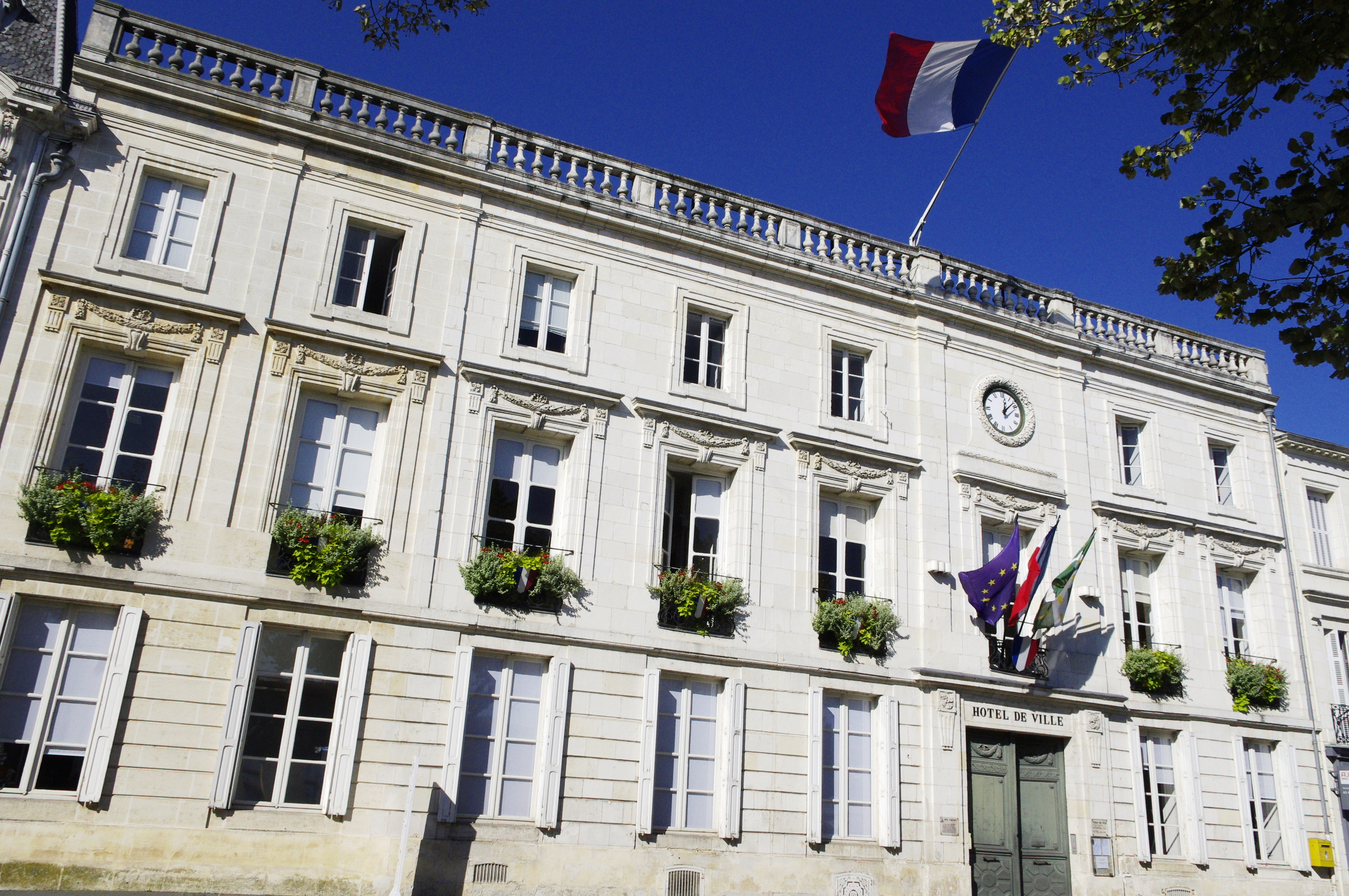
Hôtel d'Amblimont de la rue Pierre Loti (actuel hôtel de ville).

#### Les fortifications

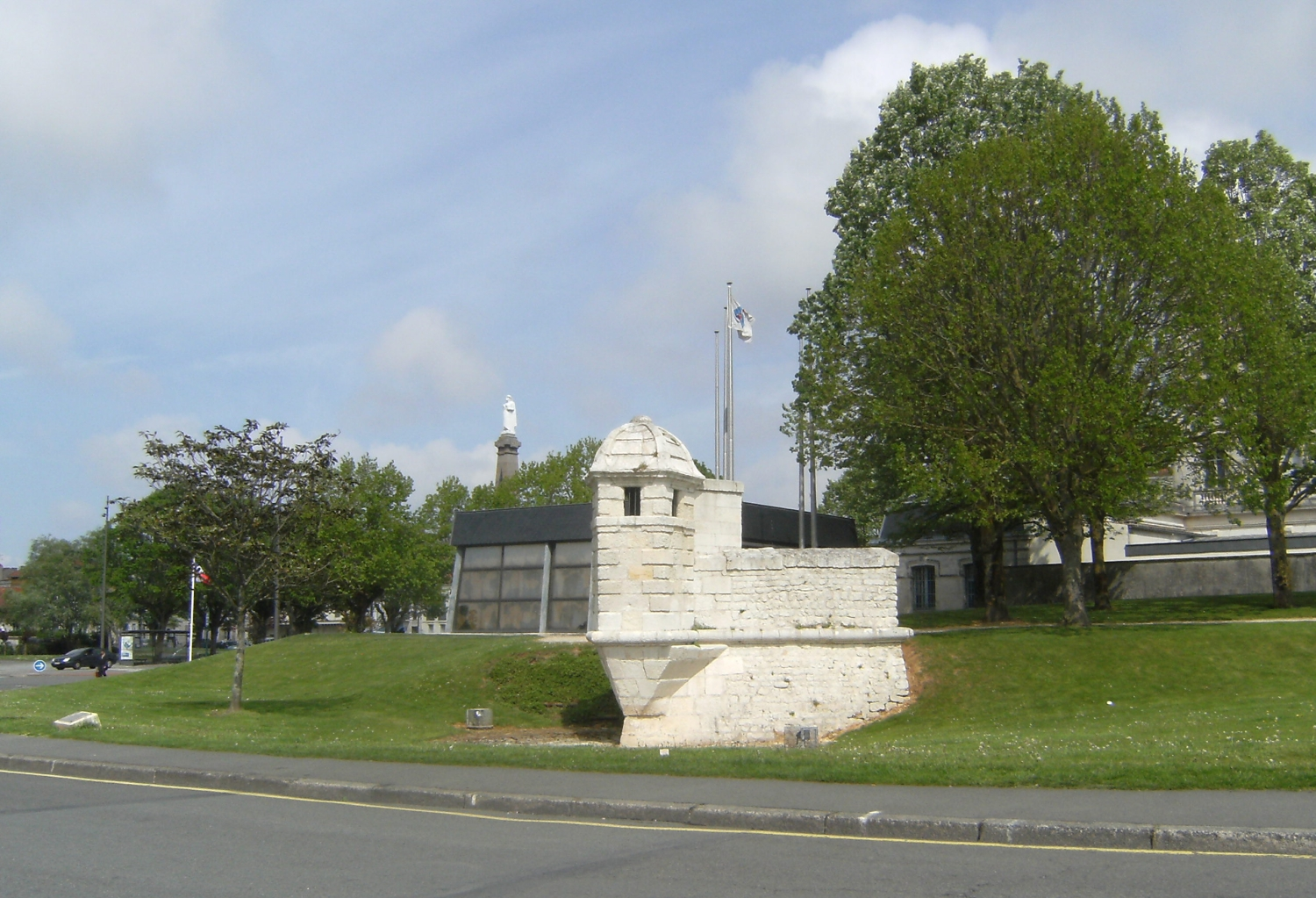
L'échauguette en bordure du cours Roy-Bry.

Louis Nicolas de Clerville fut le commissaire général des fortifications de Rochefort. Construites en 1662, Vauban vint les visiter et estima que ces fortifications n'étaient pas propres à assurer la défense contre une attaque sérieuse, car elles étaient constituées par :
- de longues courtines trop basses et mal flanquées,
- des redents pour remplacer des bastions,
- l'absence de défenses avancées,
- des portes sans dehors.

Après sa construction, ce furent près de 20 000 personnes qui s'installèrent dans la ville close, et un faubourg commence à se créer en-dehors des murs le long du chemin de La Rochelle, l'actuelle avenue Léon Gambetta.
En 1690, l'enceinte des remparts de Rochefort étaient composée de trois bastions et de huit redents triangulaires adossés à la Charente.
Les remparts ont été conservés sur deux portions assez larges malgré l'ordre de démolition en 1923. Une portion se situe près de la porte Begon en bordure de la D911 et l'autre plus petite au rond-point de l'avenue du 11 novembre. On peut notamment admirer en bordure du cours Roy-Bry, une échauguette en pierre de forme pentagonale portée sur culot lisse.

#### Cimetières, cénotaphes, monument aux morts

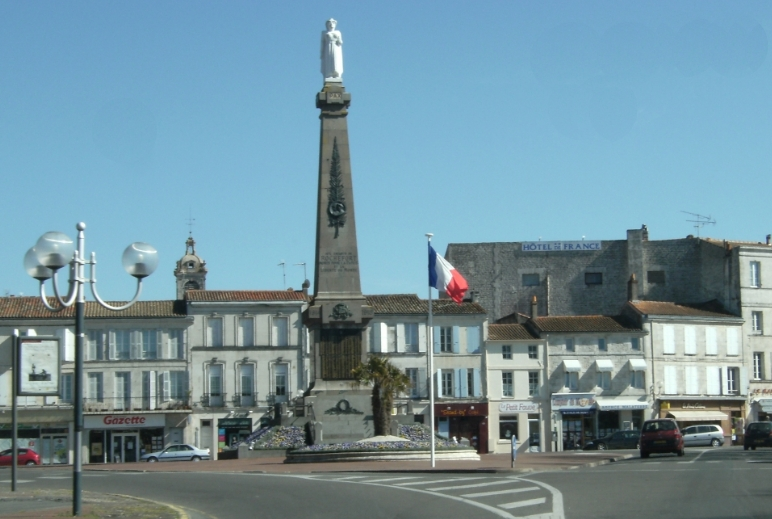
Monument aux soldats de Rochefort morts pour la France. Place des Martyrs de la Résistance.

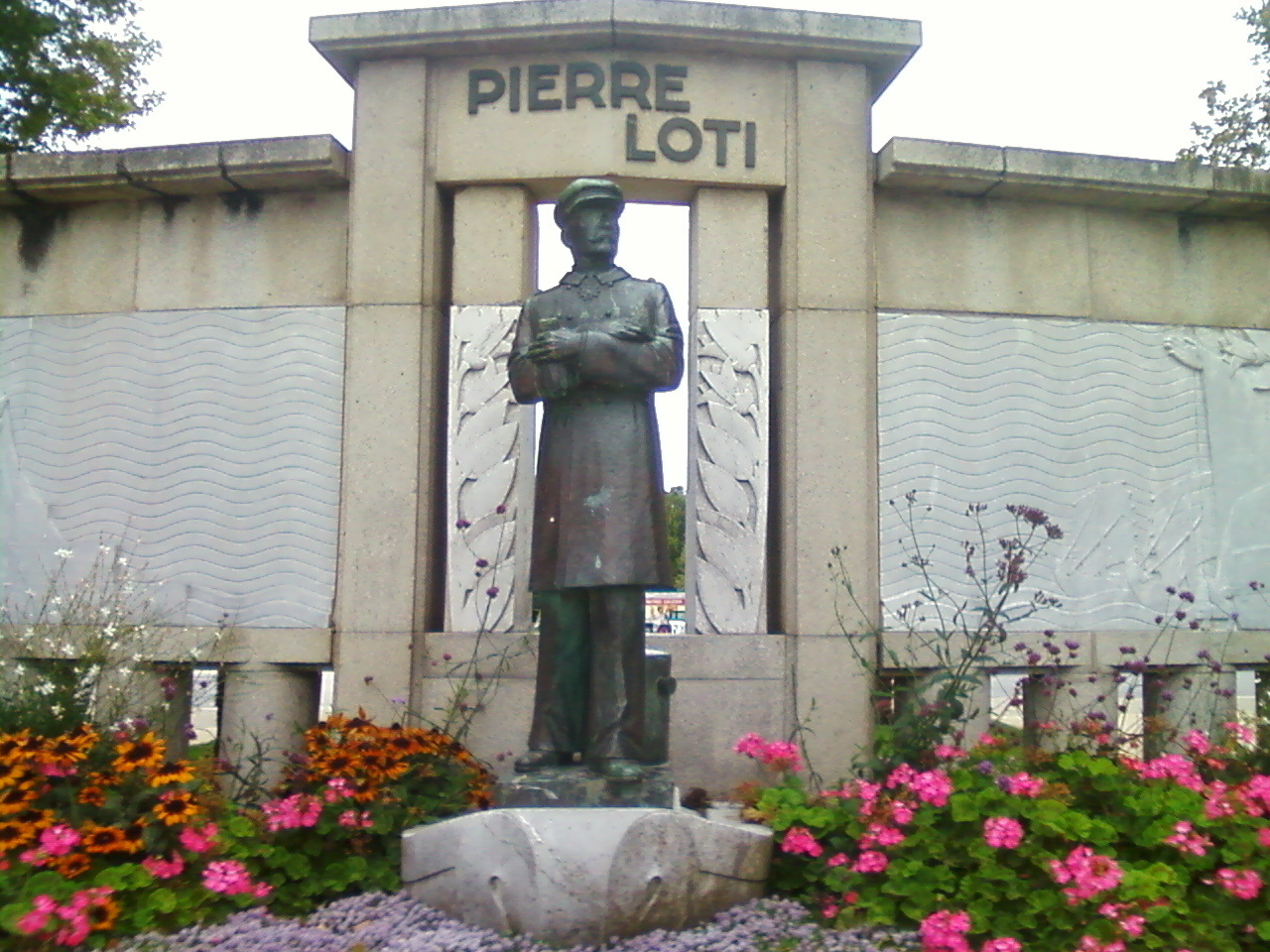
Monument à Pierre Loti.

Le plus ancien cimetière se trouvait près de l'église de l'ancienne paroisse. Lors de la construction de la nouvelle ville, un nouveau cimetière avait été établi dans l'îlôt délimité par la rue Galliéni et la rue Chanzy, à l'emplacement où a été construit la maison d'arrêt.
Rochefort possède actuellement plusieurs cimetières, ainsi que plusieurs stèles et monuments aux morts.
- Cimetière municipal comportant un carré militaire;
- Monument commémoratif dédié aux naufragés originaires de Rochefort, situé à l'entrée du Carré militaire[100].
- Cimetière de la Marine dépendant de l'ancien hôpital de la Marine;
- Cimetière militaire contenant 232 tombes de soldats morts pendant la guerre de 14-18 à l'hôpital de la Marine à Rochefort[101] ;
- Monument aux soldats de Rochefort morts depuis la Première Guerre mondiale. La destruction de la majorité des remparts à partir de 1923 entraîne l'ouverture de la ville vers le faubourg. Il se dégage un espace important sur lequel on prévoit l'emplacement de ce monument aux morts dont la construction, en 1924, est confiée à Georges Gourdon, entrepreneur en marbrerie à Paris. Le monument se compose d'un obélisque dressé lui-même sur un socle pourvu d'escaliers et de rampes. L'obélisque est surmonté d'une statue allégorique de la France coiffée d'un casque de poilu et tenant un étendard et une palme. Détruite par la foudre en 1968, elle a été remplacée par une figure de la Patrie en 1971. La Place du Monument aux Morts a été rebaptisée place des Martyrs de la Résistance[102]. Une autre plaque commémorative pour les soldats tués pendant la guerre de 14-18 se trouve à l'église Saint-Louis[103].
- Stèle à la mémoire des Neuf fusillés entre 1941 et 1944 inaugurée en 2004 au carrefour du Polygone, au centre de l'avenue des Déportés et Fusillés. Ne comporte pas de noms[104].
- Plaque commémorative des Sapeurs-Pompiers[105].
- Stèle des déportés et des fusillés de la guerre de 1939-1945[106].
- Stèle commémorative aux Rugbymen se trouve 202, rue des Frères-Jamain[107].
- Le monument à Pierre Loti.

#### Les ponts sur la Charente
La traversée de la Charente au niveau de Rochefort a de tous temps été une nécessité, et l'augmentation continue du trafic a rendu la traversée par bac insuffisante dès le milieu du XIXe siècle. Le problème était difficile car il fallait concilier une circulation terrestre importante (l'axe Bordeaux-Nantes et la desserte d'Échillais Soubise…) avec une circulation maritime de voiliers et de navires de haut bord imposant un fort tirant d'air. Après l'étude de plusieurs projets, c'est le « système de pont à transbordeur » qui fut choisi en premier. Il sera suivi ensuite de deux autres ouvrages.

##### Le pont transbordeur

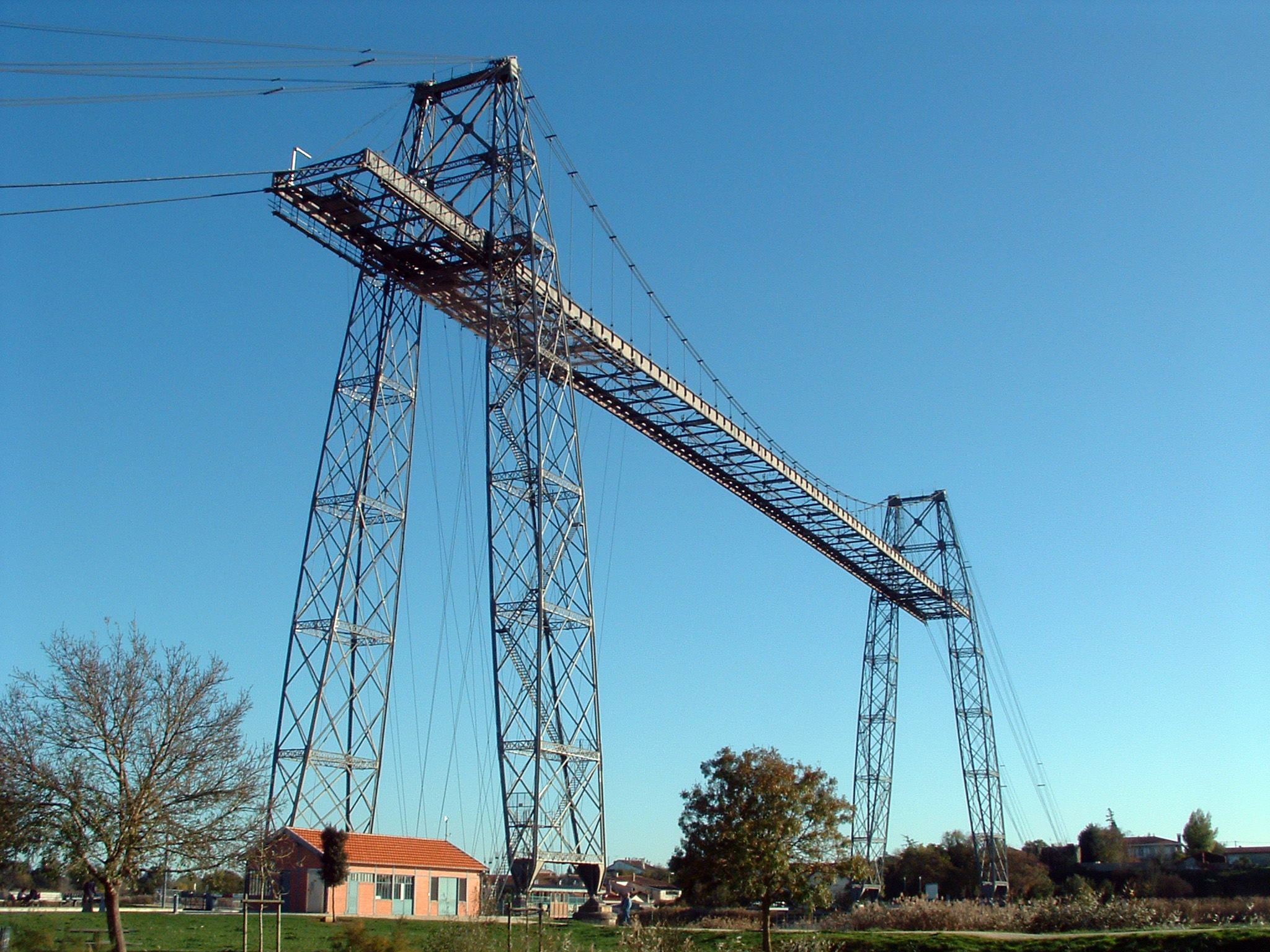
Le pont transbordeur.

Ce pont, dont le système fut proposé par l'ingénieur Ferdinand Arnodin (1845–1924), a été inauguré le 29 juillet 1900, après 27 mois de construction.
Ce pont repose sur deux pylônes métalliques hauts de 66,25 mètres, reposant sur des fondations maçonnées, situés de part et d'autre des berges la Charente. Un tablier de 175,50 mètres de long, culminant à 50 mètres au-dessus des plus hautes eaux, relie ces deux pylônes entre eux. Une nacelle suspendue par câbles à ce tablier, permet alors aux passagers de passer d'une rive à l'autre.
Lors de son ouverture, ce pont qui aurait coûté 586 500 francs de l'époque, pouvait transporter à chaque traversée soit neuf voitures à deux attelages et 50 personnes soit 200 personnes. Sa capacité de port était de 26 tonnes. La traversée durait à l'époque 40 minutes, temps d'embarquement et débarquement compris.
Mais l'augmentation continue du trafic eut raison du transbordeur, et en 1967, il sera remplacé par un pont à travée levante démoli depuis. En 1975, un budget de 1,4 million de francs fut alloué à sa démolition, mais le pont transbordeur sera sauvé et finalement classé aux monuments historiques en 1993, sept millions de francs seront utilisés à la rénovation globale. Aujourd'hui, le pont est de nouveau en activité pour son atout touristique. Il est exclusivement ouvert aux piétons et aux vélos. La traversée est payante (2,60 € l'aller-retour pour un adulte en 2014) et dure quatre minutes et demie. Côté Rochefort, l'ancien local du moteur électrique qui actionnait le tablier, abrite un petit restaurant ouvert en saison.
Le transbordeur est apparu dans le film de Jacques Demy, Les Demoiselles de Rochefort.

##### Le pont à travée levante
Un pont à travée levante fut construit à quelques dizaines de mètres en aval du pont transbordeur. Il fut désaffecté et démonté en 1991. Le tablier métallique était situé à quelques mètres seulement au-dessus de l'eau, mais il pouvait s'élever sur toute sa longueur jusqu'en haut de ses 4 mâts, afin de permettre le passage des cargos jusqu'au port de Rochefort. Cette opération était cependant relativement longue et causait des difficultés de circulation pour traverser la Charente.

##### Le viaduc de Martrou

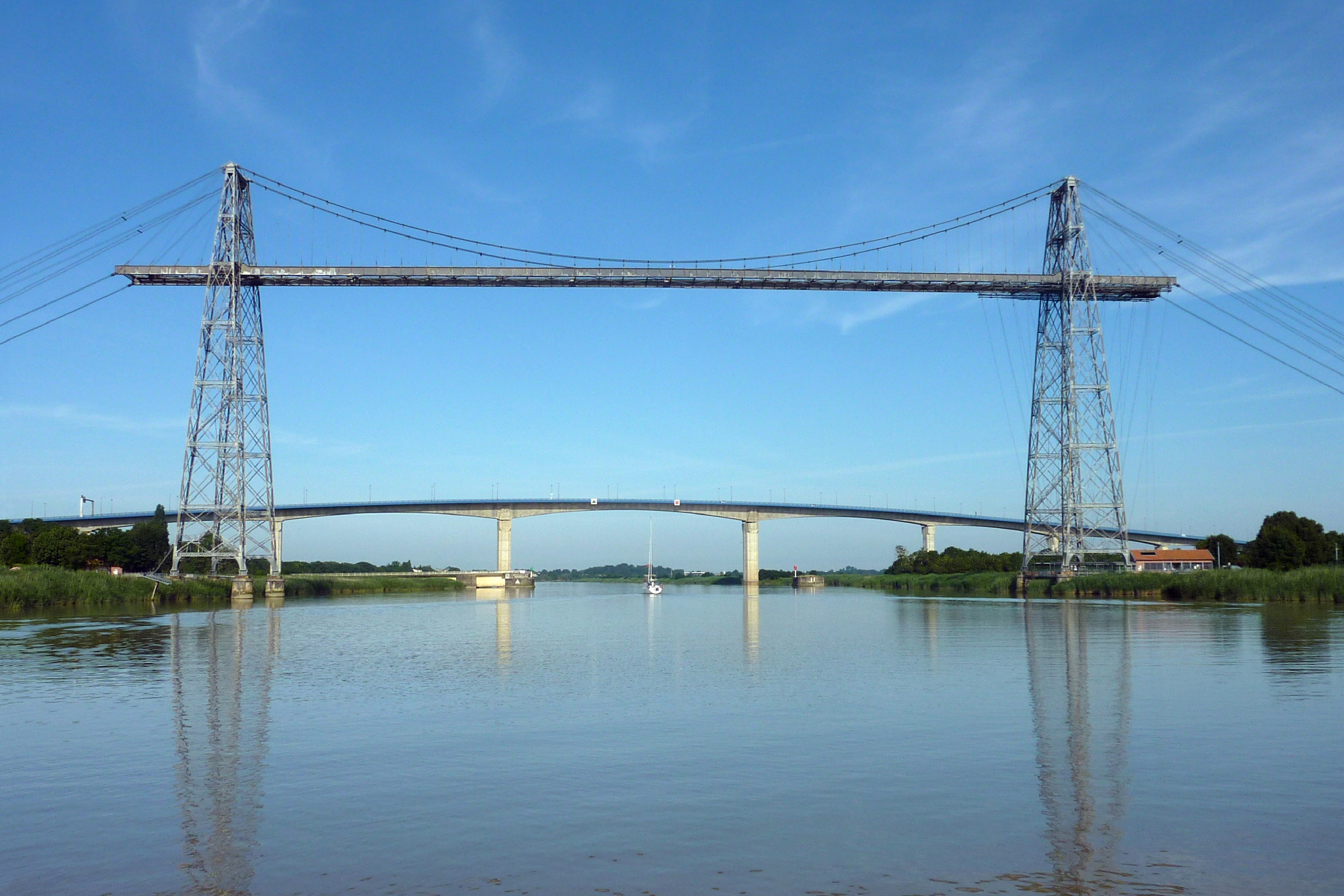
Le pont transbordeur, les vestiges des fondations du pont à travée levante et le viaduc de Martrou.

Ce pont construit en 1991 est situé en aval du pont transbordeur. Il y eut un temps trois ponts alignés sur la Charente à ce niveau, mais le pont à travée levante de 1967 a finalement été démoli en 1991 dès la mise en service du viaduc. Après avoir été payant pour les véhicules non immatriculés en Charente-Maritime, le viaduc est à présent gratuit pour tous les véhicules depuis le 1er janvier 2004. Ainsi, le trafic routier a plus que doublé en deux ans [réf. nécessaire].
Le viaduc permet le franchissement de la Charente pour se rendre vers Royan ou l'île d'Oléron dans un sens et vers Rochefort et La Rochelle de l'autre.
Un projet de contournement de Rochefort, par l'Est, est à l'étude. Il pourrait permettre un désengorgement du trafic automobile du viaduc de Martrou ainsi qu'une liaison directe entre La Rochelle et le futur aéroport départemental de Saint-Agnant d'une part et Royan de l'autre. Le projet est contesté par une association de riverains et des élus écologistes locaux qui lui préféreraient un prolongement de la liaison ferrée cadencée existant déjà entre Rochefort et La Rochelle.

#### L’Hermione

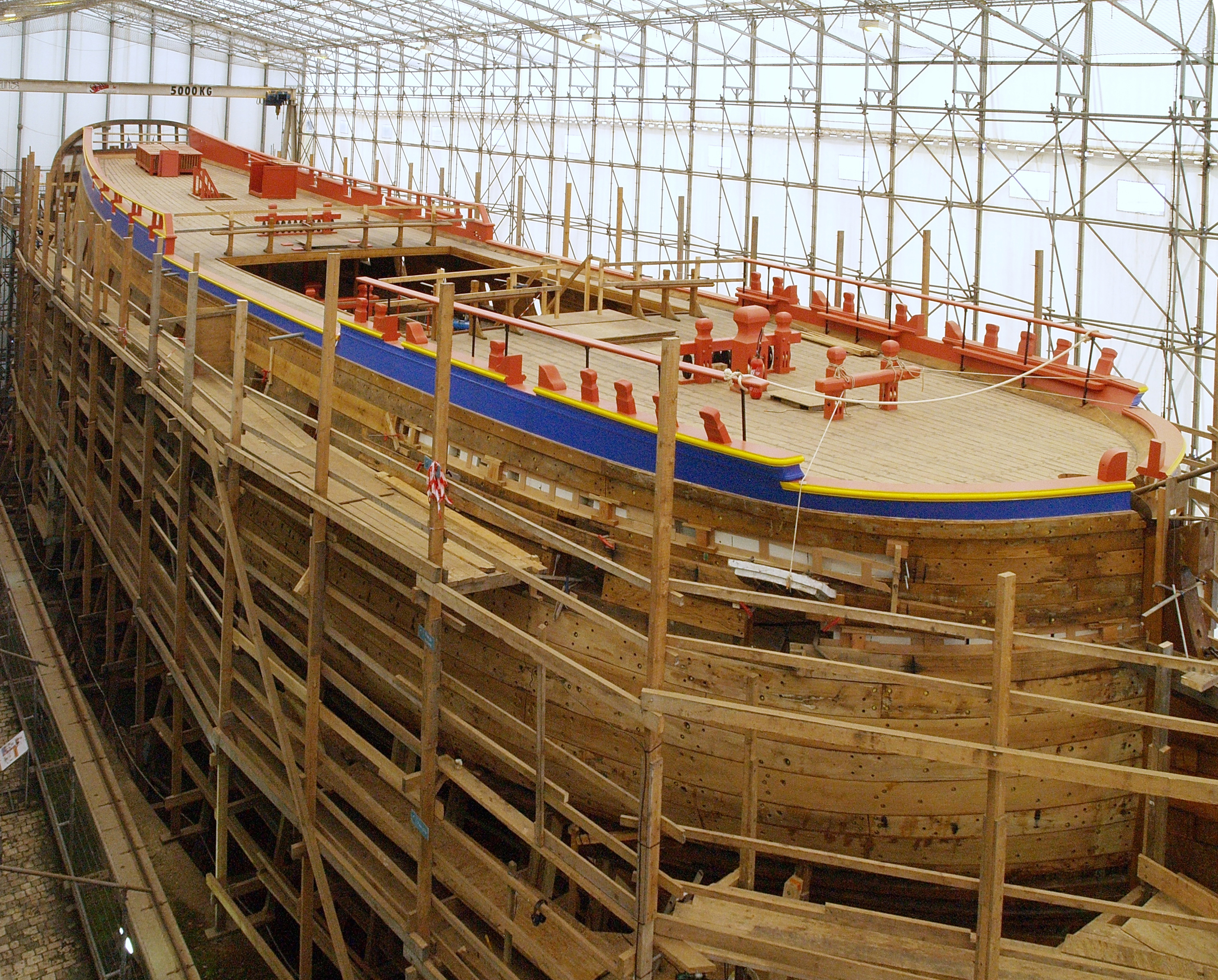
Le chantier de lHermione en 2009.

Depuis 1997, une association s'est donné pour projet de reconstruire à l'identique la frégate l'Hermione à bord de laquelle La Fayette partit en 1780 rejoindre les insurgés américains au cours de la guerre d'indépendance des États-Unis.
La version originale du navire fut construite en onze mois grâce à la collaboration de centaines de travailleurs, bagnards compris, pour un total de 35 000 journées de travail.
L'équipe de reconstruction du navire s'est attachée à effectuer une reconstruction à l'identique et à faire partager cela au public à l'aide de divers stands (forgeron etc.) et d'une visite guidée du chantier. Le chantier est installé dans la double forme de radoub du XVIIe siècle située à Rochefort et les visites sont une source de financement pour le chantier.
En raison de difficultés d'approvisionnement, des bois humides, etc., l'association Hermione-La Fayette a décidé de modifier la construction du navire. Sa mise à l'eau prévue fin 2008 avec une coque nue, non équipée et non armée et ensuite la réalisation à flot pendant 2 ans des travaux d'aménagement et d'équipement est suspendue. Pour garantir la qualité du bordage, l'association a décidé de réaliser l'ensemble du bateau à sec sur le site actuel du chantier et de mettre l'Hermione à l'eau entièrement équipée et prête à naviguer. La mise à l'eau du bateau a été réalisée le vendredi 6 juillet 2012. La coque a quitté la forme double pour rejoindre la forme Napoléon III.

### Patrimoine culturel et artistique

#### Maison de Pierre Loti
Officier de marine, Julien Viaud, en littérature Pierre Loti, passa une grande partie de sa vie à transformer sa maison natale, où il vécut notamment avec sa sœur peintre, Marie Bon, en un lieu théâtral où il se mettait en scène lors de fêtes mémorables, invitant toutes les célébrités de l’époque que son immense renom l’amenait à fréquenter. Pour ses décors, il s’inspirait à la fois du passé : salle gothique et salle Renaissance et des pays lointains d’Orient et d’Extrême-Orient, qu’il connut lors de ses lointaines missions : mosquée, salon turc, chambre arabe et salle chinoise, en grande partie disparue aujourd'hui.
Une fois passé derrière l’austère et banale façade rochefortaise le visiteur est transporté dans l’univers magique et exotique de l’écrivain qui fascine toujours autant plus d’un siècle après sa création.

#### Théâtre de la Coupe d'Or

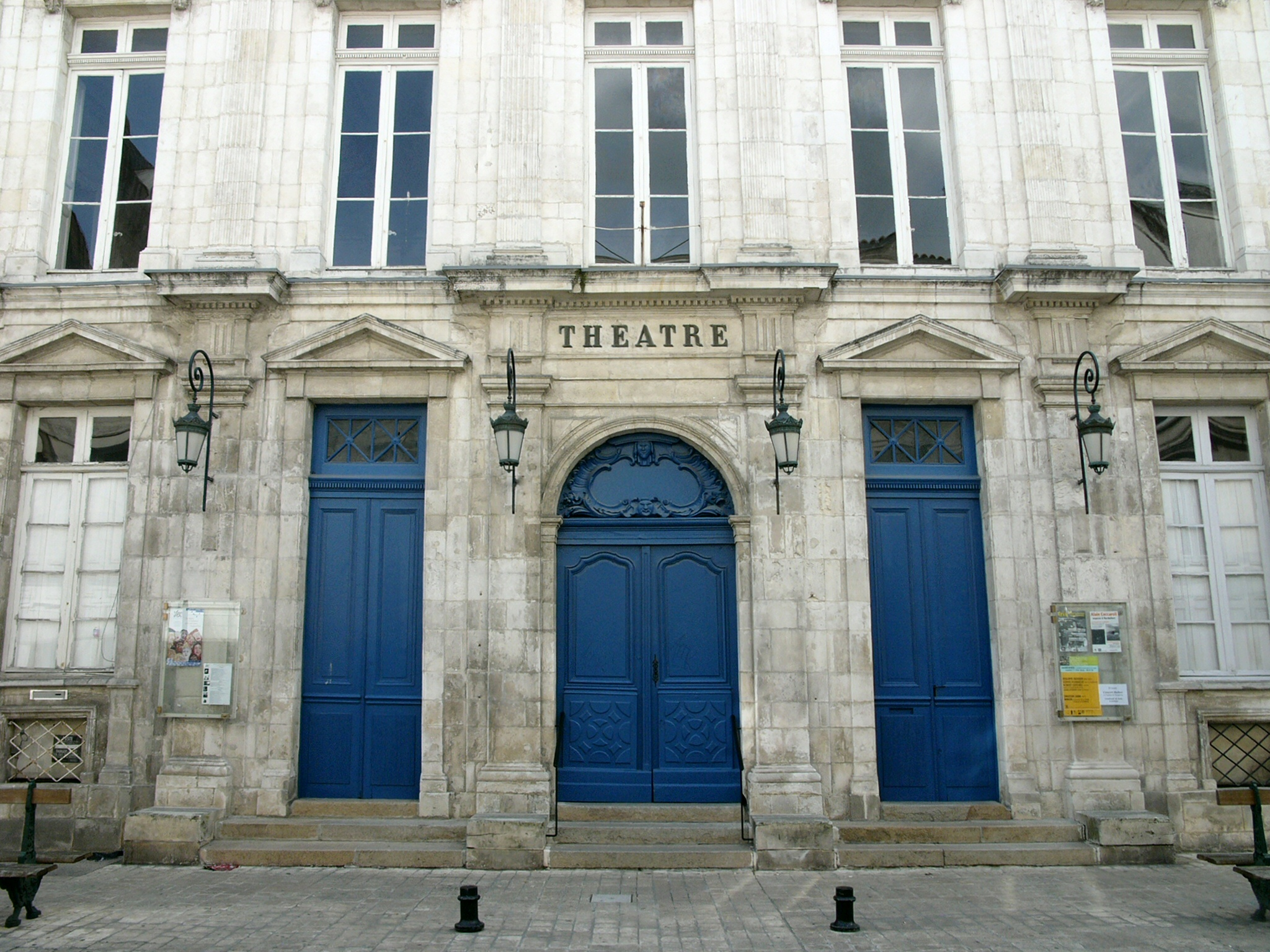
La Façade du Théâtre.

La ville de Rochefort se dote d’une salle de spectacles cent ans après sa fondation. En 1766, plusieurs notables créent une société pour financer cette édification. Le maire, Pierre André Hèbre de Saint-Clément, propose d’offrir un terrain où est bâti l’Hôtel de la Coupe d’Or. Cet hôtel aurait donné le nom du théâtre. Les travaux de construction sont confiés à Giovanni Antonio Berinzago, architecte et peintre de Lombardie qui travaille à l’époque au décor du théâtre de La Rochelle. Inspiré des théâtres italiens du XVIIe siècle, Berinzago en reprend la division en trois parties. D’Est en Ouest :
- un espace d’accueil et un foyer réduit ;
- une salle en U élevée sur quatre niveaux superposés autour d’un parterre, un amphithéâtre en surplomb, deux étages de loges et une galerie ;
- une scène munie de cintres et de dessous de scène pour les décors.

La partie sud reçoit à chaque niveau les « chambres des actrices », séparées des « chambres des acteurs », et un chauffoir.
En 1852, après que les sociétaires rencontrèrent des difficultés financières, la municipalité s’en porte acquéreur et envisage sa reconstruction. Le projet est confié à l'architecte rochelais Antoine Brossard qui transforme profondément l’espace tout en gardant un plan en trois parties :
- au rez-de-chaussée, le péristyle agrandi semble avoir conservé les colonnes doriques du premier édifice. Cet espace est surmonté d’un foyer qui permet de favoriser la rencontre des artistes et des spectateurs.
- La salle est élargie d’un tiers par le rejet des coulisses à l’arrière de la scène. Son élévation maintient le principe du théâtre à l’italienne avec un parterre entouré de baignoires, un balcon en surplomb, un niveau de loges surmonté d’une galerie. Au plus près de la scène, quatre loges dites d’avant-scène reçoivent un décor particulièrement soigné.
- Le plafond de la coupole qui couvre la salle est orné d’une toile marouflée d’Auguste Constantin où figurent les Muses antiques présidant aux libéraux (1844). Quant aux dessous de scènes et aux cintres, ils sont agrandis et adaptés pour assurer l’élargissement du plateau.

En 1969, le théâtre de la Coupe d’Or est inscrit à l'inventaire des monuments historiques. En 1971, il fait l’objet d’une campagne de restauration au cours de laquelle on choisit d’habiller la salle selon le modèle des théâtres royaux en utilisant un velours bleu pâle et un paroi de miroir au deuxième niveau de loges. Devenu théâtre conventionné en 1995, la Coupe d’Or est un espace capital pour la vie culturelle rochefortaise.
En mai 2007, le théâtre est fermé à la suite d'un avis de la Commission de sécurité en vue de prévenir les risques d’incendie. La ville de Rochefort a souhaité effectuer l’ensemble des travaux en une seule tranche. Ainsi, les travaux de mises aux normes de sécurité et d'accessibilité ont duré jusqu’en octobre 2012.

#### Musée Hèbre de Saint-Clément

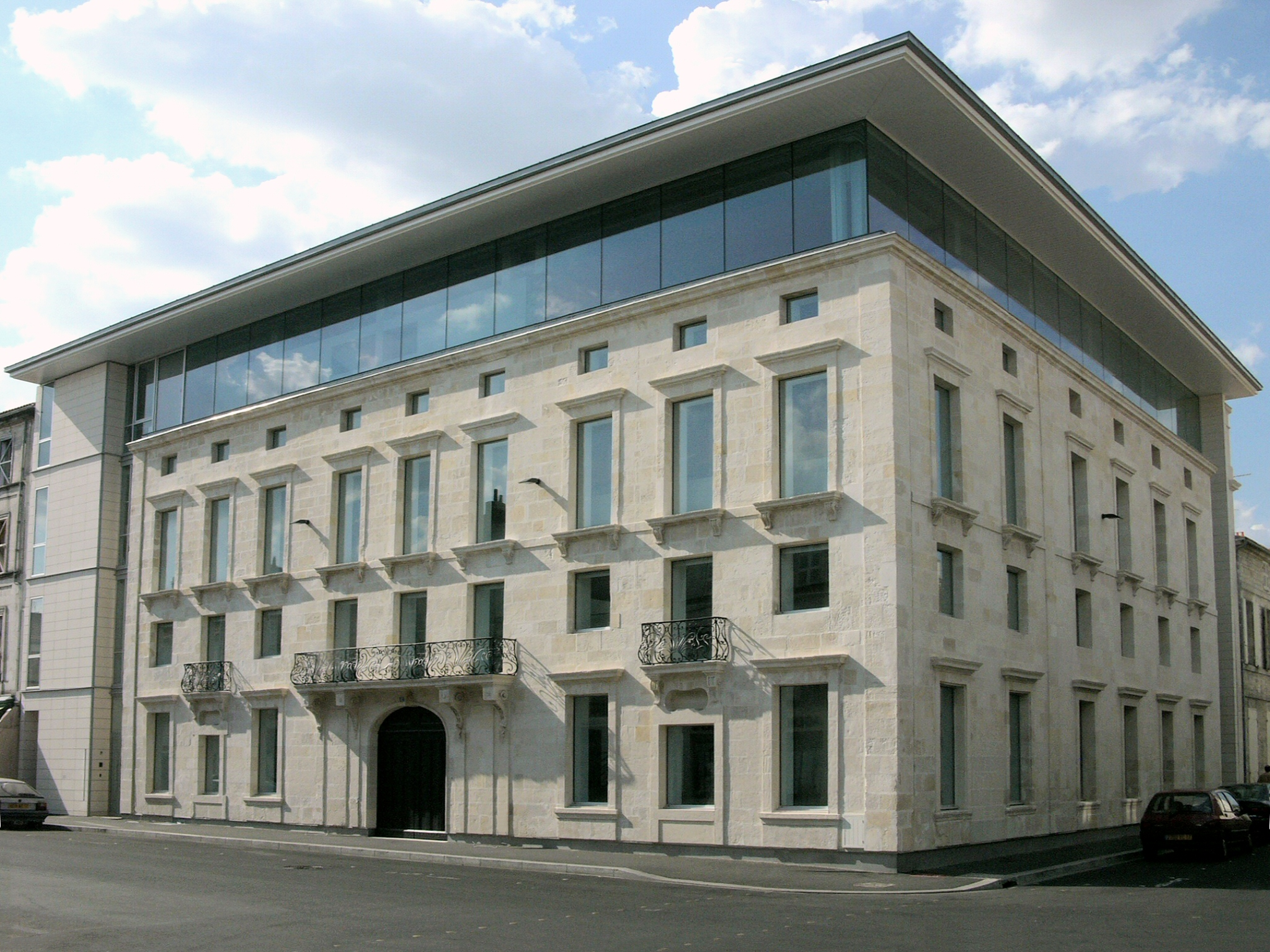
Musée Hèbre de Saint-Clément.

Anciennement appelé « Musée d'Art et d'Histoire », le musée Hèbre de Saint-Clément était fermé depuis le 7 octobre 2002 et fut rouvert fin 2006 après sa restructuration. L’ancien hôtel du XVIIIe siècle a été détruit excepté les façades sur rues qui ont été conservées. Ces travaux ont été réalisés par l'architecte Pierre Louis Faloci.
Les espaces muséaux sont répartis sur cinq niveaux :
- au sous-sol : les locaux techniques et les sanitaires pour le public ;
- au rez-de-chaussée : le hall d'accueil, la boutique, la salle d'exposition temporaire du Service d'Art et d'Histoire et un espace consacré au Pays rochefortais : collections archéologiques du Néolithique au Moyen Âge et carte interactive permettant au public de repérer les sites les plus intéressants à visiter ;
- au premier étage : la salle d'exposition temporaire des Musées Municipaux et l'espace permanent du Service Ville d'Art et d'Histoire ;
- au second étage : la présentation de l'histoire de la ville de la création de l'arsenal (fin XVIIe siècle) au XIXe, le plan-relief de Rochefort réalisé par l'ingénieur Touboulic en 1835 et la collection de peintures ;
- au troisième étage : l'évocation iconographique de l'histoire de la ville luttant d'abord pour la sauvegarde de l'arsenal, puis pour de nouvelles ressources économiques, les collections extra-européennes (Océanie, Afrique, Asie) et un espace consacré à la culture kanake contemporaine, intégrant ou renouvelant la tradition.

L'entrée du musée est gratuite pour les expositions permanentes et payante pour celles qui sont à durée déterminée.

#### Musée national de la Marine

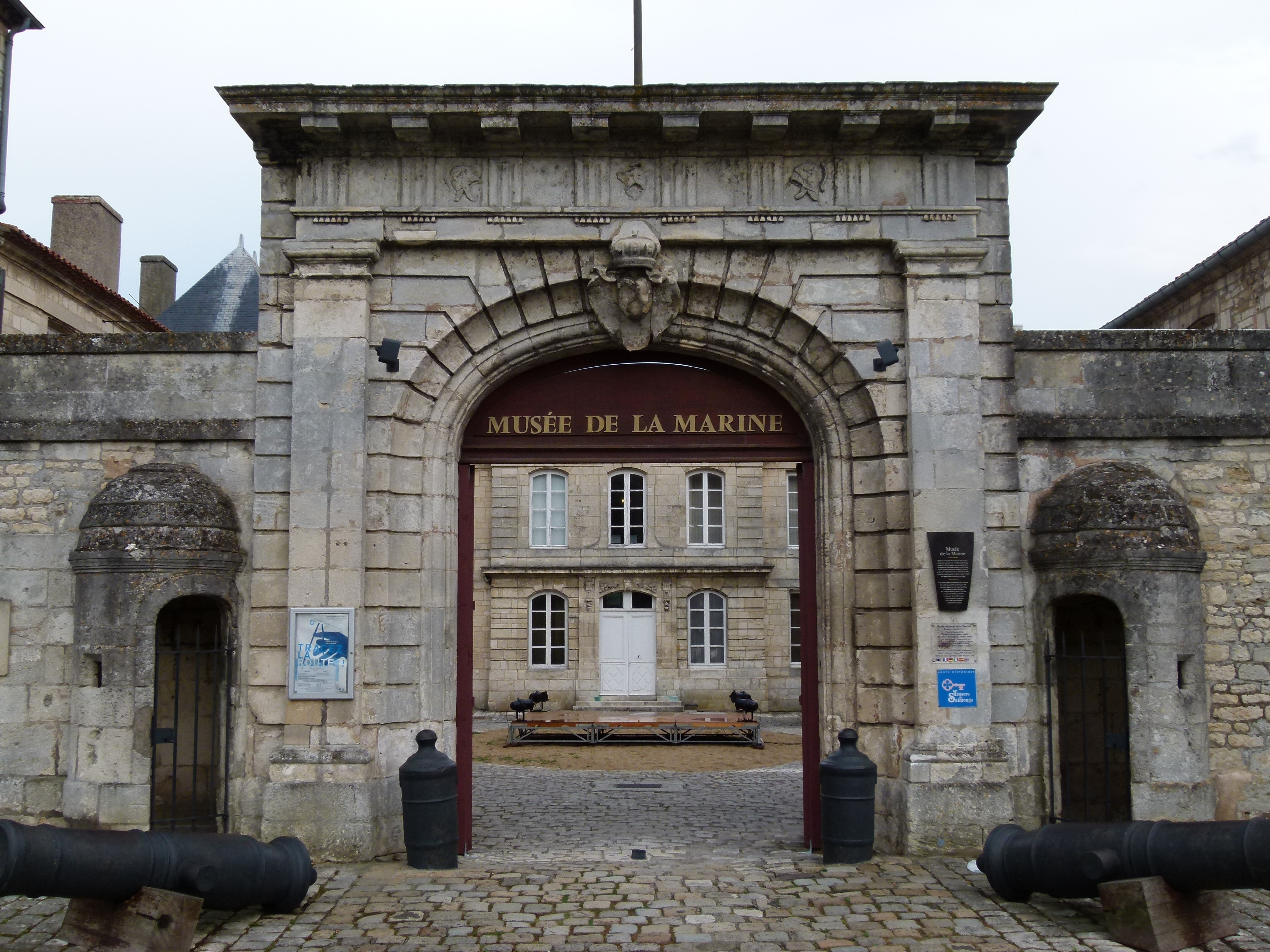
Musée de la Marine.

Ancienne résidence des chefs d'escadre, l’hôtel de Cheusses est le grand témoin du passé maritime de Rochefort.
C'est le plus ancien hôtel de la ville. Construit à partir de 1599 (la tour Nord-Ouest), il appartenait à la famille protestante de Cheusses, que le pouvoir royal déposséda de ses biens lors de la création de l'arsenal. Aux XVIIe et XVIIIe siècles, il servit de résidence aux chefs d'escadre, tels d'Estrées, de Tourville ou Barrin de La Galissonnière.
Transformé  en musée de la Marine en 1973, l'hôtel de Cheusses, agrandi de l'hôtel contigu élevé en 1716 abrite désormais les collections historiques liées à la construction navale : modèles de navires, sculptures ornementales et objets précieux.
C'est un lieu dont les riches collections permettent des approches très diverses de l'histoire de la marine et de Rochefort, comme l'explique l'attaché de conservation du patrimoine du musée dans un court reportage de présentation.

#### Ancienne École de médecine navale
Le Musée national de la Marine de Rochefort gère depuis 1998 un second musée national, appelé Ancienne École de médecine navale. Il est situé dans un pavillon de l'ancien hôpital de la Marine du XVIIIe siècle, qui représente aujourd'hui un remarquable témoin de l'architecture hospitalière. Le pavillon abritait l'ancienne École de médecine navale de Rochefort, fondée en 1722, la plus ancienne du monde,.
C'est l'unique musée de France dans sa discipline qui ait été ouvert au public. Il est composé de collections qui servaient de supports à l'enseignement de la médecine navale (panneaux d'artériologie, crânes phrénologiques, caisses de chirurgie…).
Il est également doté d'une bibliothèque scientifique riche de 25 000 volumes qui sont très recherchés et consultés par de nombreux chercheurs et historiens.

#### Musée de l'aéronautique navale
Le musée de l'aéronautique navale, situé sur le site de l'ancienne base d'aéronautique navale à Rochefort-Soubise près de l'école Gendarmerie, est un musée qui comporte 35 avions, hydravions, planeurs, hélicoptères mais également des éclatés moteurs et 1500 maquettes.

#### Musée des Commerces d'autrefois

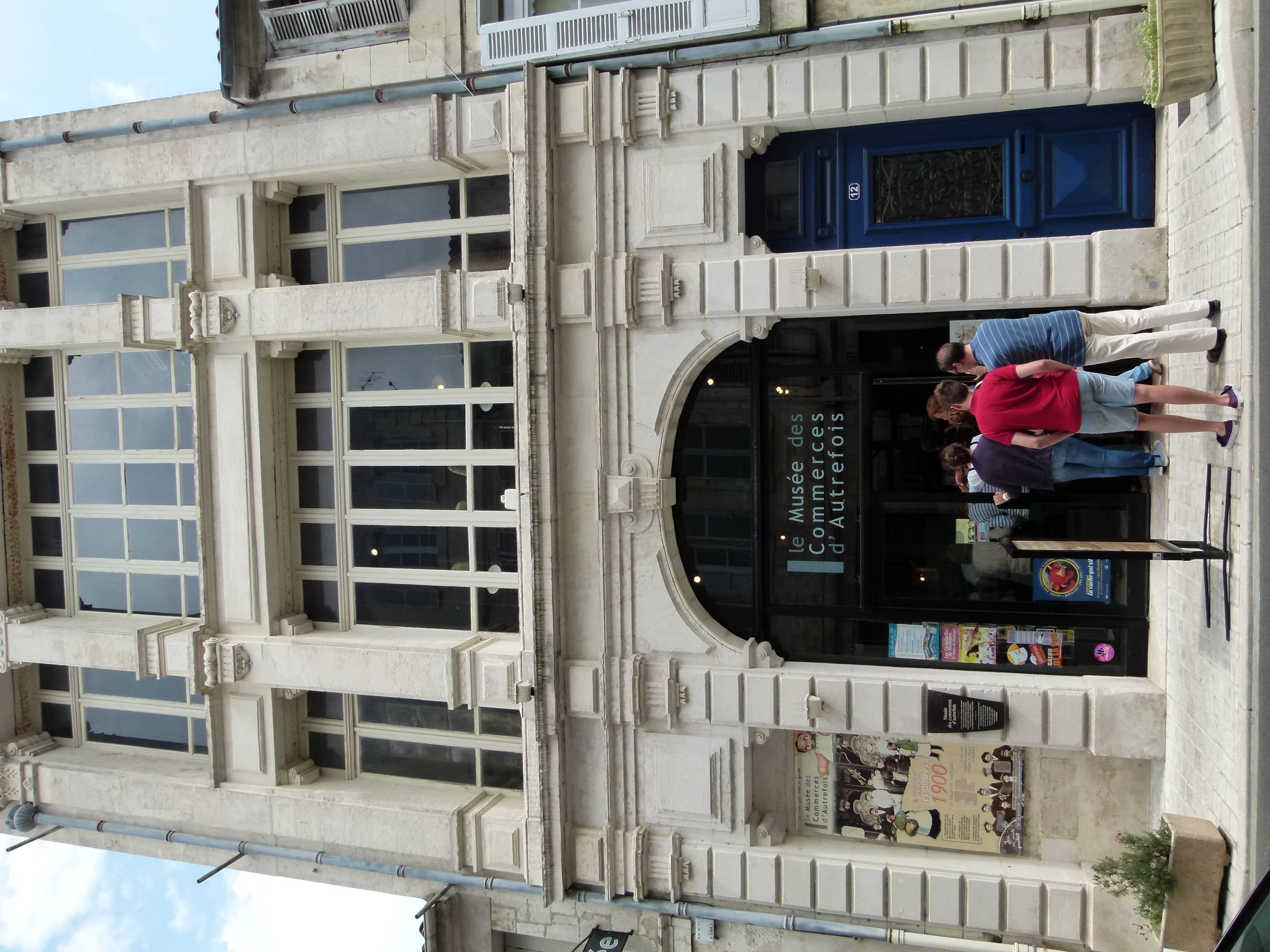
Musée des Commerces d'autrefois.

Ce musée privé, situé dans le cœur historique de la ville, a été créé en 1990 et présente la plus riche collection d'objets publicitaires et de décoration de toute la France en une ingénieuse reconstitution d'une vingtaine de boutiques et d'ateliers datant de la période de la Belle Époque.

#### Musée de la Vieille Paroisse
Ce musée archéologique est situé dans une ancienne église désaffectée qui est le plus ancien édifice de la ville. Le musée est géré par la Société de Géographie, société savante fondée en 1878, qui demeure très active dans la ville et dont le rayonnement intellectuel et culturel dépasse largement le cadre du département.

#### Service Historique de la Défense – antenne de Rochefort
Installé dans l'ancienne caserne Martrou datant de 1859 (Second Empire), en face du Cercle Mixte des Armées, et spécialement aménagé dans les années 1980, le Service Historique de la Défense à Rochefort abrite une salle de lecture ainsi qu'une bibliothèque spécialisée dans le domaine maritime.
Les locaux permettent de recevoir des groupes, notamment scolaires.
Ce centre renferme 7 km linéaires d'archives couvrant tout le littoral de la Vendée à la frontière espagnole, 25 000 ouvrages et 500 titres de périodiques, plus de 5 000 plans de construction antérieurs à 1945, dont ceux du fort Boyard.

#### Kiosque à musique du square Parat
La ville de Rochefort possédait deux pavillons dédiés à recevoir les musiciens militaires des régiments dont seul subsiste le kiosque à musique du square Parat. Ce dernier a été créé en 1883, se présentant avec une architecture simple composée de huit colonnes reliées par des volutes ouvragées.
Le kiosque à musique fut mis en place à l'occasion de la grande exposition « industrielle, maritime, scolaire, scientifique, artistique et horticole » qui eut lieu sur le cours Roy Bry en 1883. Cet édifice fut dénommé « Kiosque Parat » en 1904, devant son nom au maire de la ville, Jean Parat, qui avait organisé cette manifestation couronnée par un grand succès.
Peu à peu abandonné au lendemain de la dernière guerre mondiale, le kiosque fut interdit d'accès en 2005 pour des raisons de sécurité, notamment en raison de sa structure porteuse qui était fragilisée.
Heureusement rénové en 2007, il fait partie de la dizaine de kiosques à musique encore présents en Charente-Maritime.

#### Animations culturelles
- Rochefort-sur-toile, le Cinéma Art et Essai
- Rochefort, Ville en Fête
- Cinéma des Ailleurs: le Festival du cinéma des pays du pacifique sud
- Festival de cinéma L'œil écoute
- Les Jeudis du Musée Hebre de St Clément
- Les Mercredis du Jazz
- Résonances : festival de musiques du monde et des arts de la rue
- Rochefort en accords
- La Fête de la musique
- Stereoparc : festival de musiques électroniques depuis 2018 (remplaçant le Summer Sound de 2015 à 2017)

## Environnement

### Jardins et squares
- Jardin de la Marine
- Jardin des Retours
- Cours d'Ablois
- Square Parat
- Square Herriot
- Square Triviers

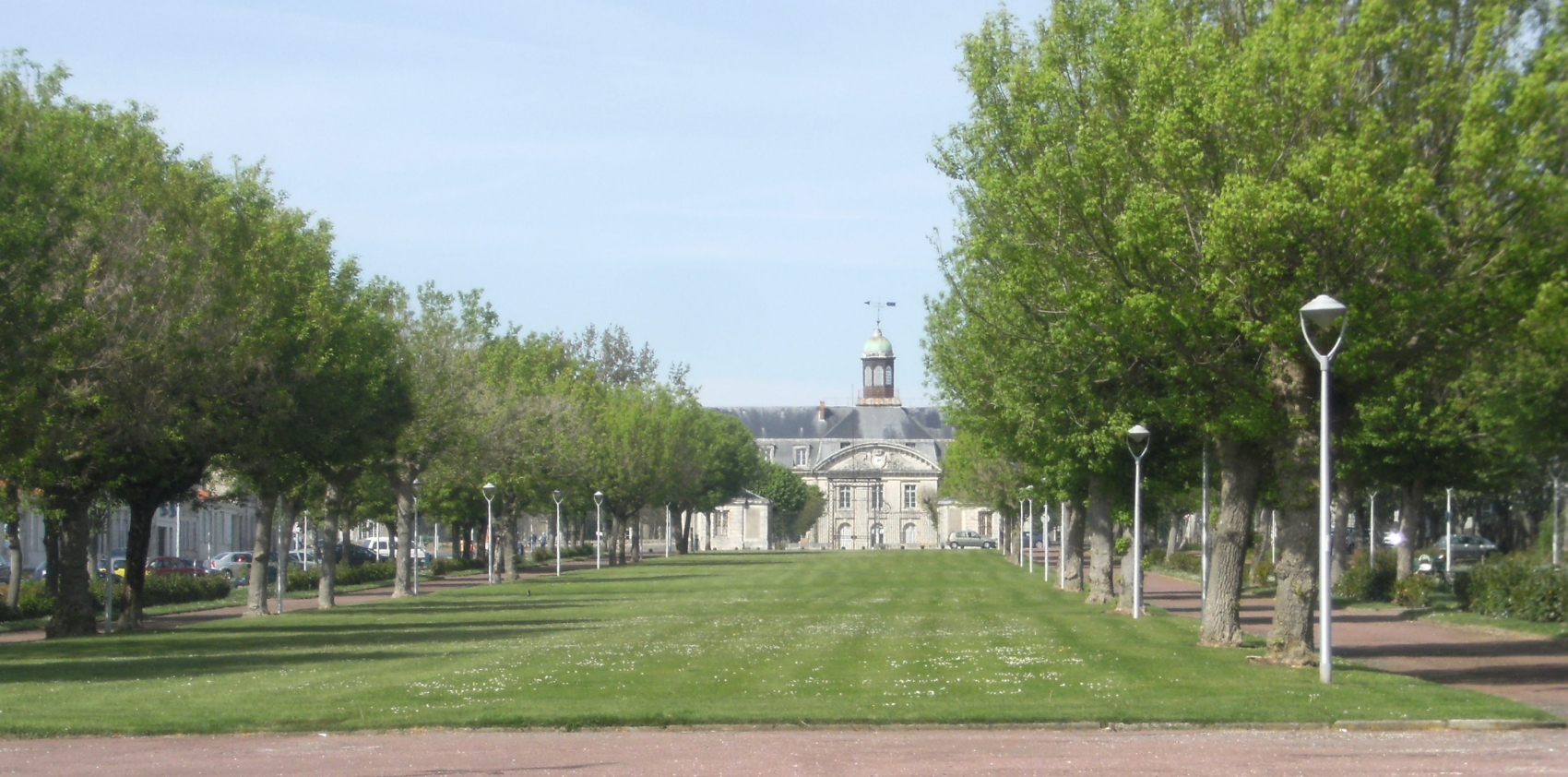
Cours d'Ablois, devant l'ancien hôpital de la marine.

- Le Potager du Roy (Jardin pédagogique des écoles)

### Jardins des Retours
Le nom de ce nouveau parc conçu par Bernard Lassus évoque les grandes expéditions scientifiques des XVIIIe et XIXe siècles. En effet, Rochefort est alors le port de départ et de retour de plusieurs de ces grandes aventures auxquelles participèrent au XVIIIe siècle François Vivès sur l'Étoile, lors du voyage de Bougainville, et Claret de Fleurieu sur l’Isis. Au XIXe siècle, des officiers de santé prennent part, comme médecins naturalistes, à des voyages de circumnavigation : Jean René Constant Quoy sur l’Astrolabe avec Jules Dumont d'Urville (1826-1829), René-Primevère Lesson avec Louis Isidore Duperrey (1822–1825), son frère cadet, Pierre Adolphe, avec Dumont-d'Urville (1837-1840).
Le jardin des Retours est dominé par ce qui subsiste de l'ancien « jardin du Roy », qu'on appelait aussi « jardin de l'Intendant » : Michel Bégon et ses successeurs aimaient s'y promener. Amputé par des lotissements successifs aux XVIIIe et XIXe siècles, ce jardin fut cédé à la ville et appelé « jardin de la Marine ». Il a gardé son tracé d'origine avec ses bosquets et ses parterres. Une large rampe plantée de tulipiers descend vers la Corderie, ouvrant la ville sur le fleuve. Les abords de la Corderie ont été aménagés en espace d'agrément : reconstitution d'un pont de navire, maquettes de navires animées. Les essences végétales sélectionnées pour ce jardin symbolisent l'importance du port de Rochefort aux XVIIe et XVIIIe siècles pour le développement de la botanique.

### Conservatoire du Bégonia

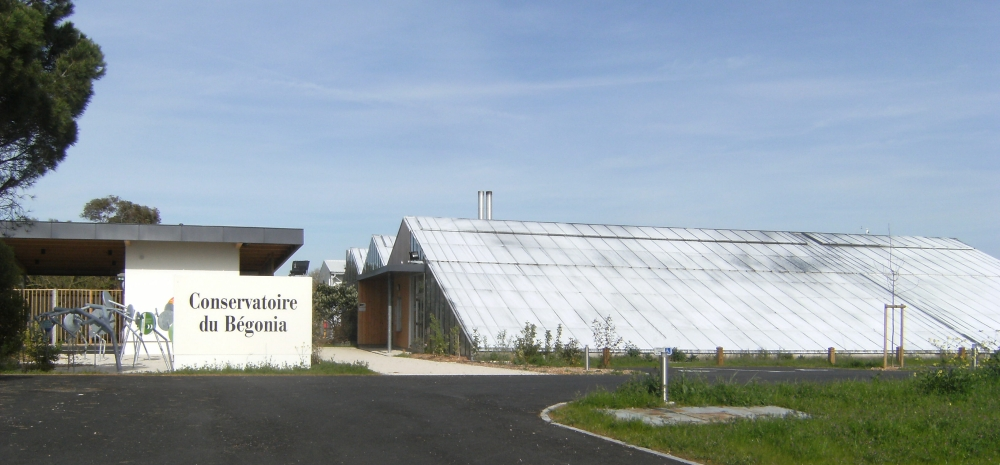
Conservatoire du Bégonia.

Le Conservatoire du Bégonia, qui s'étend sur les bords de la Charente dans le pôle horticole de la ville, est une sorte de vitrine de l'écologie tropicale qui fait de Rochefort la « capitale du bégonia ». Cette vaste serre municipale de 1 100 m2 a été créée en mémoire de l'intendant de la Marine du XVIIe siècle, Bégon, en fonction à Rochefort et auquel la plante doit son nom.
Aménagé en 1986 et ouvert au public en 1990, ce Conservatoire du Bégonia qui est également un musée municipal a tout récemment inauguré de nouvelles installations dont la scénographie est particulièrement didactique.

### Chemin de la Charente

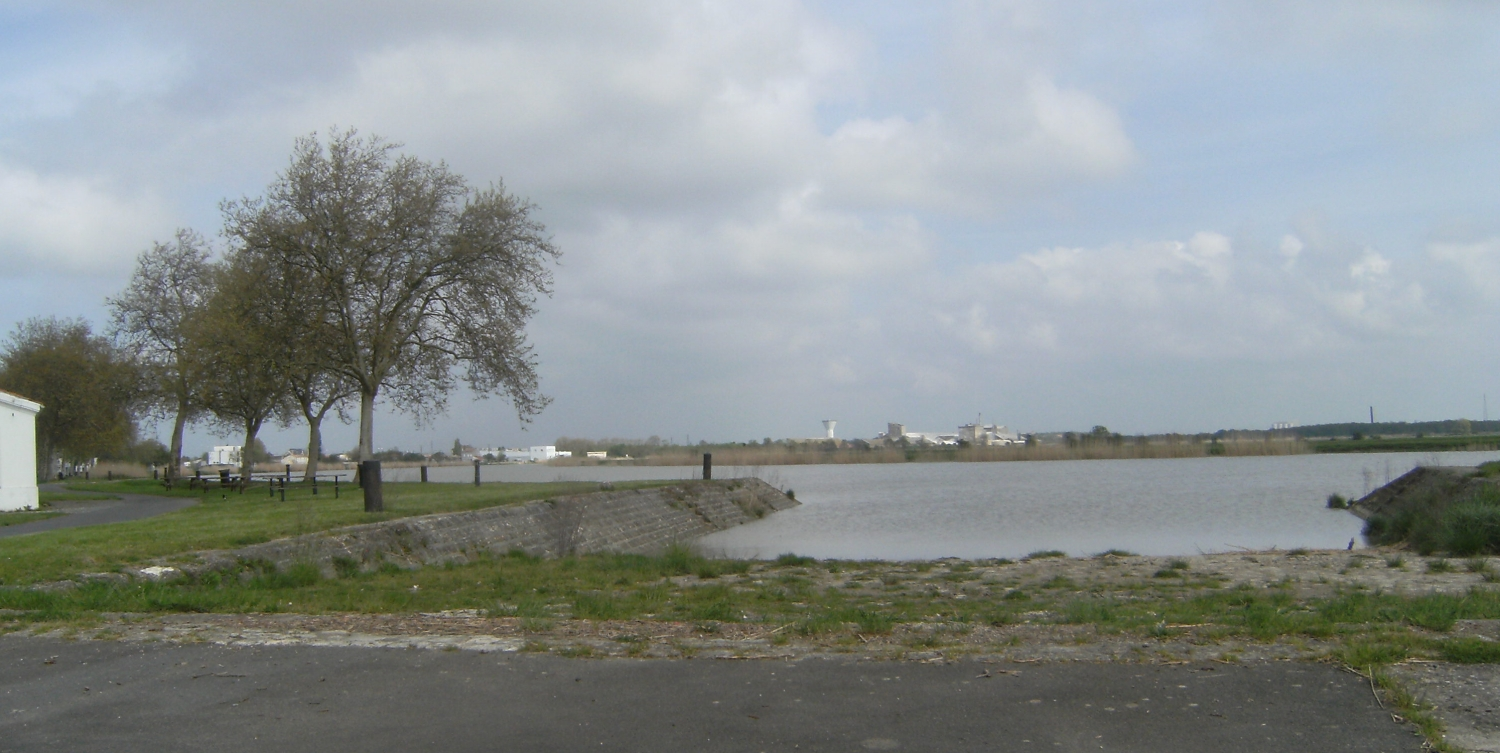
La Charente à Rochefort.

Ce chemin permet de longer le fleuve au plus près, sur tout son parcours rochefortais, de la Corderie Royale à Port-Neuf (soit 10 km).
Caractéristiques du chemin : (sens inverse des aiguilles d'une horloge)
- du stade nautique à "Port-Neuf" à l'ancien embarcadère pour Soubise : chemin sécurisé avec revêtement de cailloux blancs uniquement pour piétons et vélos (2,4 km) ;
- de l'embarcadère pour Soubise à la station de lagunage : chemin en bitume partagé avec voitures (rares puisque chemin sans issue) et vélos ;
- de la station de lagunage au Pont Transbordeur : chemin sécurisé avec moitié bitume et cailloux blancs uniquement pour piétons et vélos ;
- du Pont Transbordeur à la Corderie Royale : chemin sécurisé avec moitié bitume et cailloux blancs uniquement pour piétons et vélos.

Il y a également un chemin qui est uniquement pour piétons et vélos du Vergeroux (rond-point du Brillouet) jusqu'à Port-Neuf avec un revêtement en bitume. Il s'agit du chemin du Brillouet. Il ne longe pas la Charente mais les marais du Vergeroux.

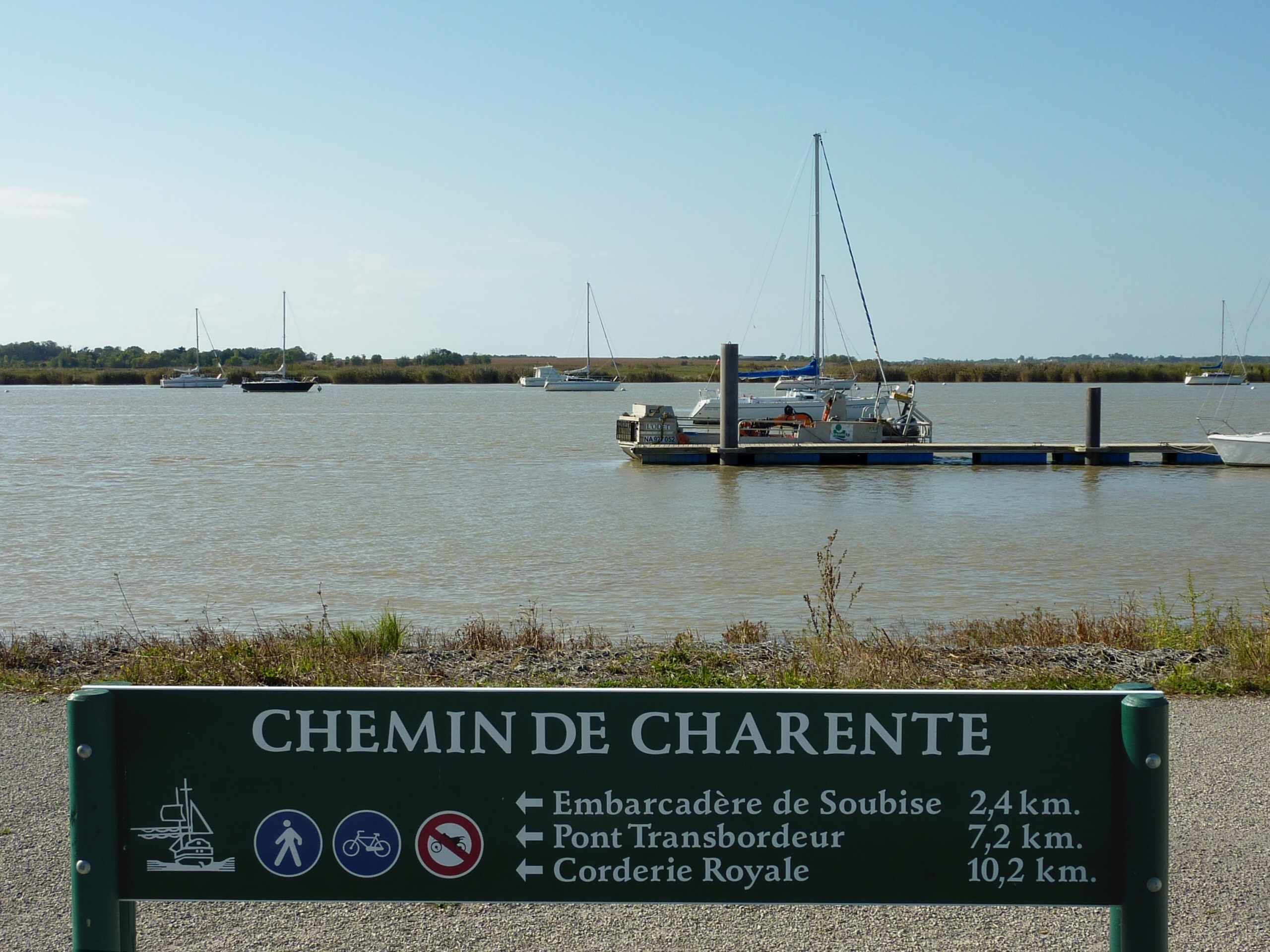
Pancarte près de la zone de mouillage des pêcheurs d'Islande.
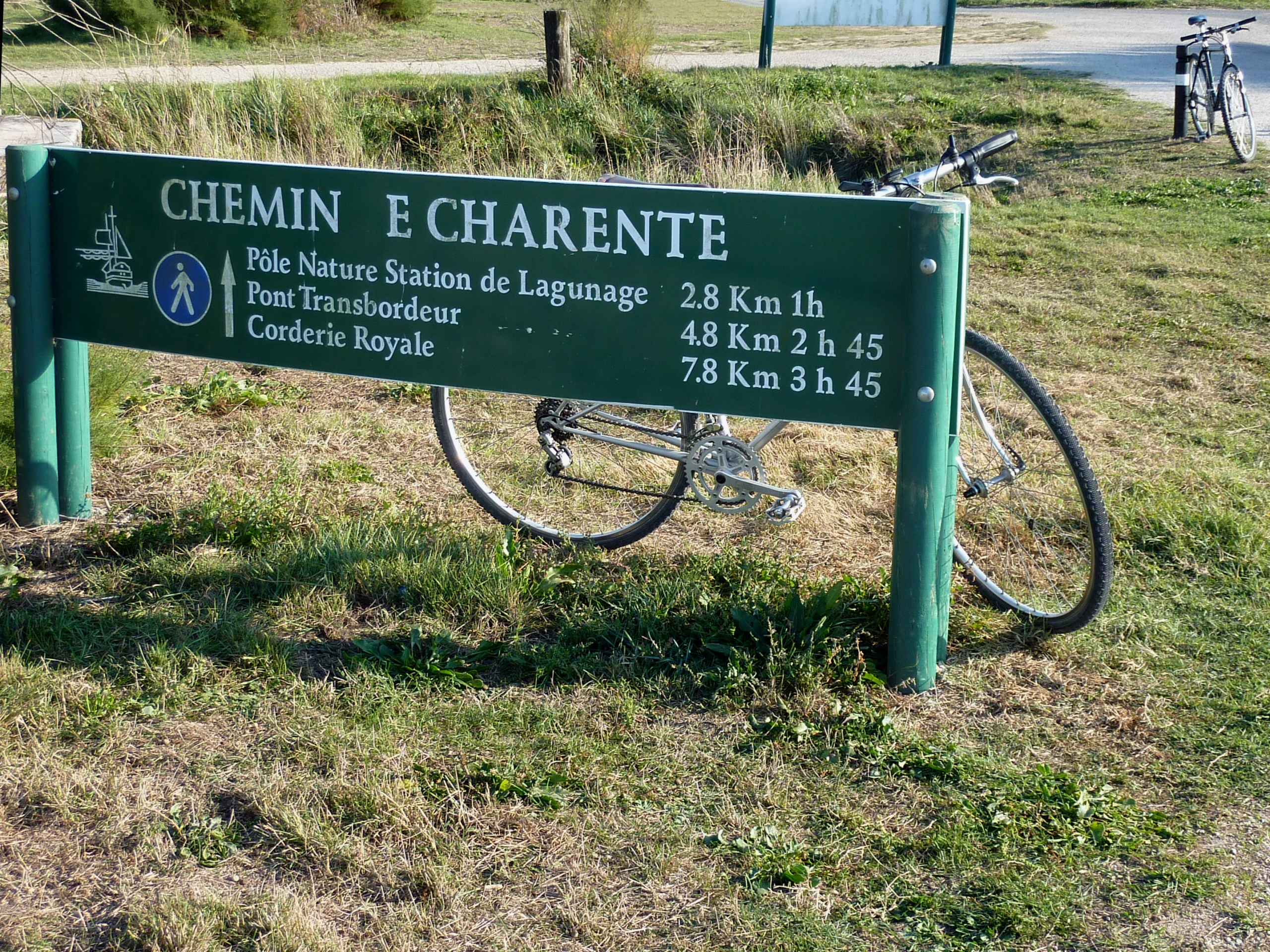
Pancarte sur le chemin du bord de Charente.
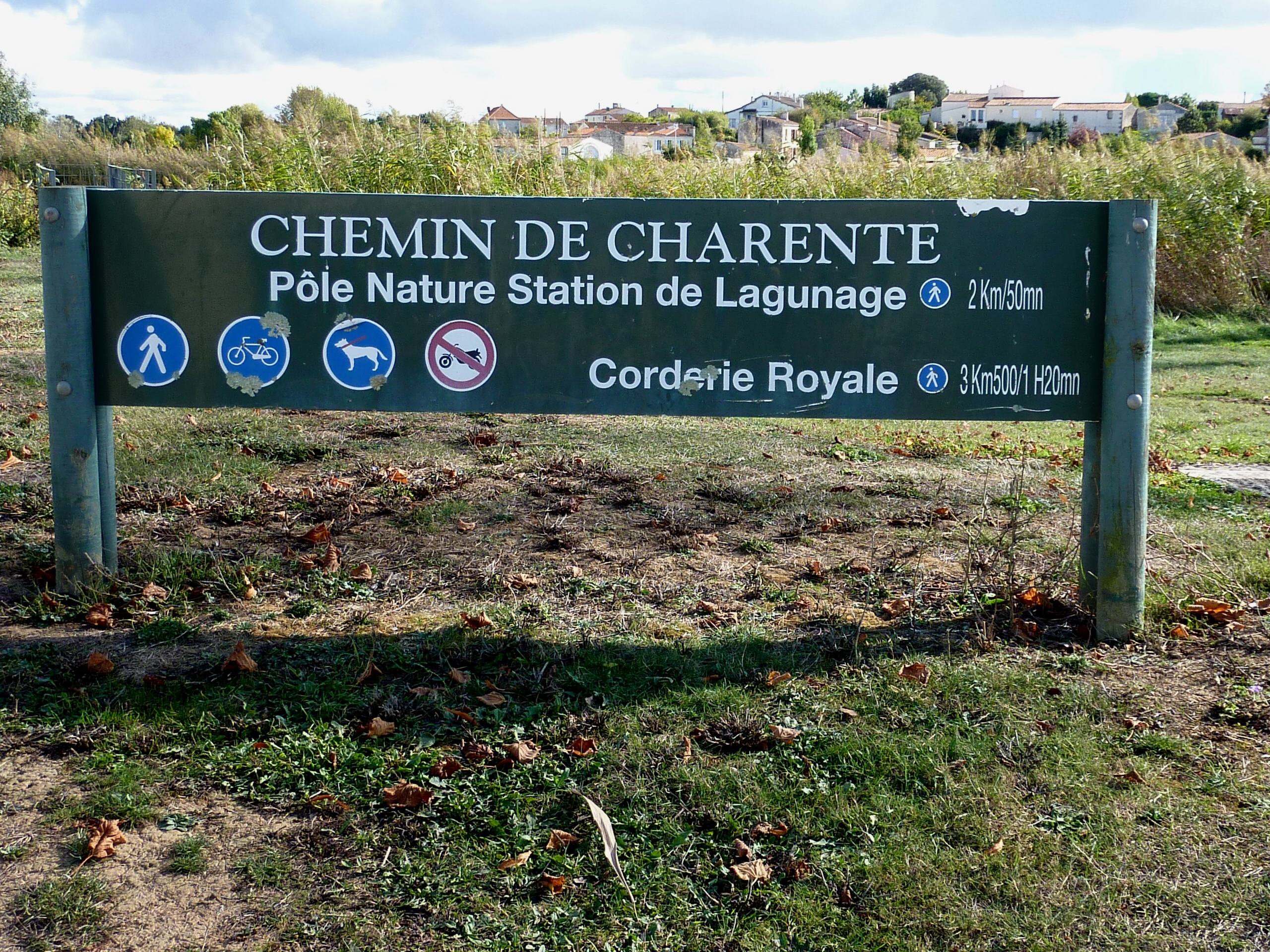
Pancarte en face de Soubise.
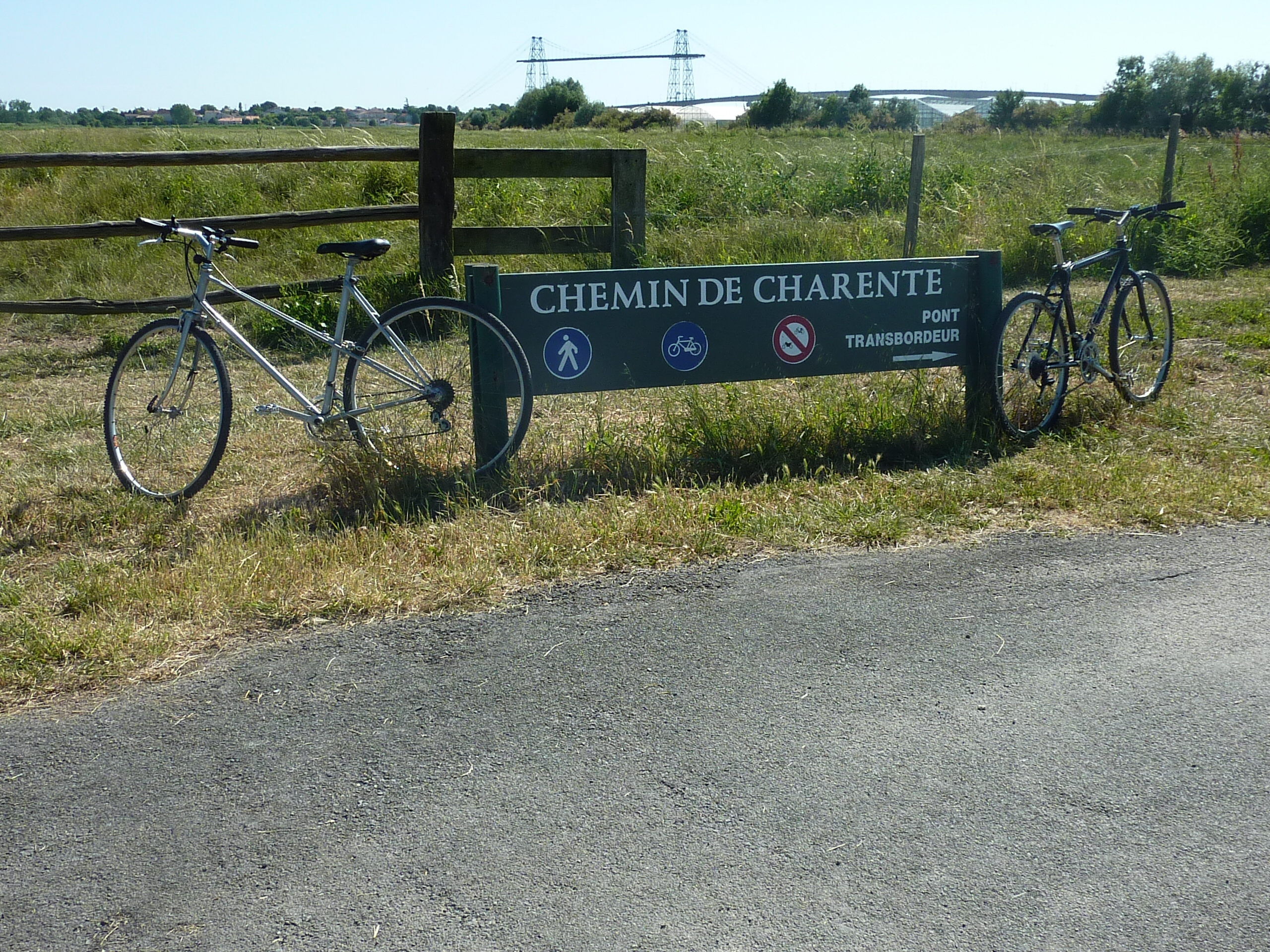
Pancarte entre le Pont Transbordeur et la Corderie Royale.

### Marais et les oiseaux
De nombreux oiseaux migrateurs font halte dans ce marais aux qualités paysagères remarquables : oie cendrée, cigogne, aigrette garzette, échasse blanche, héron cendré, canard, cygne… sont à découvrir sur les lagunes côtières, les vasières littorales, les roselières, les prairies humides, les marais.

#### Partenariat avec la Ligue pour la protection des oiseaux
Les lagunes de traitement des eaux sont constituées de cinq espaces distincts. En sortie de la cinquième lagune, ses eaux (5 000 m3 en moyenne par jour sont rejetées sur des parcelles en bord de Charente. Il s'agit de terrains inondables qui n'ont qu'une valeur agricole modeste. Ces marais sont donc utilisés par la LPO pour en faire un lieu d'accueil pour les oiseaux migrateurs et autres. La LPO a conçu des plans d'eau de profondeurs variables afin que les échassiers de toutes tailles puissent trouver des espaces accueillants.

#### Accueil des oiseaux
On peut voir, de l'observatoire de la station, cohabiter de nombreuses espèces d'oiseaux aquatiques. Les espèces les plus communes sont l'échasse blanche, l'avocette, le canard colvert, le canard souchet, le canard tadorne, le cormoran, la bécassine des marais, le râle d'eau, la foulque macroule, le fuligule milouin, le fuligule morillon, la mouette pygmée, le cygne, et différentes espèces de chevaliers… Ces aménagements furent réalisés en douceur et le site est devenu une richesse exceptionnelle en la matière.
C'est maintenant l'un des « pôles-nature » de la Charente-Maritime que l'on peut visiter individuellement ou en groupe. La promotion de ce « pôle-nature » est assurée par « Espace Nature » qui est installé place Colbert depuis décembre 1992 et géré conjointement par la Ligue pour la protection des oiseaux, la Ville de Rochefort, la communauté d'agglomération du Pays Rochefortais et le conseil général de la Charente-Maritime.

### Station de lagunage
Rochefort possède la plus grande station de lagunage de France et d'Europe : sur près de 35 hectares, sont développées les nouvelles technologies liées à l'eau douce : épuration des eaux par lagunage, accueil des oiseaux migrateurs, production d'électricité à partir du biogaz… Le tout parfaitement intégré dans l'environnement des marais.
À leur arrivée à la station de lagunage, les eaux usées font d'abord l'objet d'un prétraitement : dégrillage, dessablage puis dégraissage. Ainsi débarrassées des matières les plus lourdes, les eaux usées sont ensuite allégées de leurs boues avant d'être dirigées vers le réseau des lagunes où la véritable épuration va se produire. Les boues font l'objet d'un traitement spécifique puisqu'elles sont stockées dans une grande cuve en béton appelée « digesteur ». Elles vont y fermenter et produire du « biogaz ». Celui-ci est récupéré dans un gazomètre et va servir de combustible pour alimenter un moteur thermique, lui-même alimentant une génératrice électrique, l'ensemble constituant un cogénérateur (production simultanée d'électricité et de chaleur).
L'énergie produite alimente la station d'épuration et lui fournit la plupart du temps tous ses besoins énergétiques. À certaines périodes la production est même supérieure aux besoins et le supplément d'énergie est vendu à Électricité de France.
Quant aux boues, déshydratées après leur fermentation dans le digesteur, elles sont réutilisées par le service des espaces verts. Riches en azote et potassium, souvent mélangées avec de la tourbe, les boues constituent ainsi un apport appréciable comme substrat de culture pour le fleurissement de la ville.

## Personnalités liées à la ville
- Pierre Chirac (1650-1732), médecin à l'hôpital de Rochefort.
- Henri Laborit (1914-1995), médecin et chirurgien de marine, à l'hôpital de la Marine de Rochefort avant d'être affecté à celui du Val-de-Grâce.
- Henri Rieunier (1833-1918), vice-amiral, député de Rochefort, ministre de la marine.
- Victor Segalen (1878-1919), affecté en 1915 comme médecin à l'hôpital de la Marine, entre deux voyages pour la Chine.

### Personnalités nées à Rochefort
- Jean Baptiste Audebert (1759-1800), illustrateur et naturaliste.
- Louis-Augustin Auguin (1824-1903), peintre paysagiste.
- Dominique Aury (1907-1998), de son vrai nom Anne Desclos, femme de lettres, auteur d'Histoire d'O.
- Pierre Ayraud-Degeorge (1816-1867), avocat, journaliste et haut fonctionnaire, préfet du Var.
- Rolland-Michel Barrin, comte de La Galissonière (1693-1756), officier de marine, administrateur colonial et gouverneur.
- Gustave de Beaucorps (1824-1906), photographe.
- Alban Berson, né en 1977, essayiste.
- Dominique Bontemps, né en 1946, international de rugby à XV.
- César-Henri Boscal de Réals (1723-1795), chef d'escadre.
- Ernest Braud (1846-1915), homme politique, maire de Rochefort, député de la Charente-Inférieure.
- Patrick Chassé, né en 1965, journaliste spécialisé sur le cyclisme.
- Gaspard Cochon-Dupuy (1710-1788), écuyer et seigneur du Courdault, médecin, fils de Jean Cochon-Dupuy.
- Raymond Corbin (1907-2002), graveur médailleur, sculpteur et illustrateur.
- Antoine Auguste Desherbiers de Létanduère (1749-1794), général des armées de la République, mort guillotiné.
- Violette Dorange, née en 2001, navigatrice.
- Dominique Frot, née en 1957, actrice.
- Paul Gandoët (1902-1995), général de corps d'armée, grand-croix de la Légion d'honneur.
- Frédéric Garnier (1836-1905), homme politique, maire de Royan, député de la Charente-Inférieure de 1889 à 1903 puis sénateur de la Charente-Inférieure de 1903 à 1905.
- Amédée Gibaud (1885-1957), joueur d'échecs.
- Guy Gilbert, né en 1935, prêtre, éducateur, écrivain.
- Auguste Girardin (1830-1915), homme politique, maire de Poitiers, député de la Vienne de 1900 à 1902.
- Claude Lagoutte (1935-1990), artiste peintre.
- Louis-René-Madeleine de Latouche-Tréville (1745-1804), vice-amiral.
- Loïc Le Marrec, né en 1977, joueur de volley-ball.
- René Primevère Lesson (1794-1849), chirurgien et ornithologue.
- René Armand Le Vasseur de Villeblanche (1749-1830), officier de marine et homme politique, député aux États généraux de 1789.
- Joseph Levallois (1760-1840), homme politique né à Rochefort, député de la Charente-Inférieure au Conseil des Cinq-Cents de 1795 à 1799.
- André Lochet de Vaudidon (1775-1863), directeur de la manufacture d'armes de Charleville.
- Pierre Loti (1850-1923), écrivain.
- Yves Marchesseau (1952-2014), acteur de télévision, connu pour son rôle de « la Boule » dans l'émission Fort Boyard.
- Claude Margat, né en 1945, écrivain, peintre.
- Gilbert Martineau (1918-1995), consul honoraire de France à Sainte Hélène, écrivain et historien de la période napoléonienne.
- Delphin Georges Ménard (1878-1951) négociant fondateur de Publex, président du tribunal de commerce, maire de Rochefort.
- Jacques-André Mesnard (1792-1858),  juriste et homme politique né à Rochefort, sénateur du Second Empire.
- Maurice Merleau-Ponty (1908-1961), philosophe.
- William Merlaud-Ponty (1866-1915), gouverneur général de l'AOF.
- Joseph Niou (1749-1823), ingénieur de la marine et homme politique de la Révolution française, du Consulat et du Premier Empire.
- Louis Oubre (1885-1942), résistant, compagnon de la Libération.
- Suzanne Ploux (1908-1992), femme politique.
- Eugène Roy-Bry (1810-1864), banquier et homme politique.
- Pierre Salviac, né en 1946, journaliste spécialisé sur le rugby à XV.
- Joseph Léon Target (1805-1873), homme politique, député de la Charente-Inférieure de 1848 à 1849.
- Antoine Charles Thélot (1798-1853), peintre.
- Louis-Philippe Rigaud, marquis de Vaudreuil (1724-1802), lieutenant-général des armées navales, député aux États-généraux.
- Marie Viaud (Marie Bon de son nom d'épouse) (1831-1908), sœur de Pierre Loti, peintre et portraitiste.
- David Zurutuza, né en 1986, joueur de football.

### Personnalités décédées à Rochefort
- Jean Autrand, parlementaire sous la Troisième République, décédé à Rochefort en 1941.
- Michel Bégon, intendant de la Généralité de La Rochelle et de la Marine au port de Rochefort, mort à Rochefort le 14 mars 1710.
- Rolland-Michel Barrin marquis de la Galissonière, né à Rochefort le 10 novembre 1693 et décédé en cette ville le 26 octobre 1756. Petit fils de Michel Bégon[116].
- Colonel Canard, né à Rocroi (Ardennes) le 6 avril 1824, décédé à Rochefort le 20 avril 1894.
- Jean Cochon-Dupuy, médecin né à Niort, le 11 avril 1674, décédé à Rochefort le 10 septembre 1757. Fondateur en 1722 d'une école d'anatomie et de chirurgie[117].
- Pierre-Jacques-Thomas Cochon-Duvivier, chirurgien de la marine et homme politique né à Melle, le 8 octobre 1731, décédé à Rochefort le 2 avril 1813[117].
- Maurice Exelmans, né en 1816 à Ixelles, amiral, préfet maritime de Rochefort, mort en fonction dans un accident à Rochefort le 25 juillet 1875.
- Henri-François des Herbiers, marquis de l'Estenduère (1682-1750), officier de marine et aristocrate.
- Marie Clémence Lesson, illustratrice scientifique française, née le 2 mars 1800 à Paris et morte le 4 août 1834 à Rochefort.
- Jean René Constant Quoy, professeur d'anatomie à l'école de médecine de Rochefort, né à Maillé le 10 novembre 1790 et mort à Rochefort le 4 juillet 1869[117].
- Maurice Renard, romancier. Né à Châlons-en-Champagne le 28 février 1875, décédé à Rochefort le 18 novembre 1939.
- Charles Romme (1745-1805), professeur de mathématique de l'école des garde-côtes à Rochefort.

### Personnalités ayant visité Rochefort
Les intendants de la Marine de Rochefort et les préfets maritimes de Rochefort, représentants du gouvernement, ont reçu nombre d'hôtes officiels à l'hôtel de la Marine.
- L'Empereur d'Allemagne (1741-1790), frère de la reine Marie-Antoinette (1755-1793), venu aussi visiter l'arsenal, le 19 juin 1777, mais il voulut rester incognito et descendre à l'auberge du Bas-Chat[118].
- Le comte d'Artois (1757-1836), frère du roi Louis XVI, venu visiter l'arsenal et les ports en mai 1777[118].
- Raymond Barre en février 1988
- François Blondel, architecte du roi, venu à Rochefort réaliser la corderie.
- Le duc de Chartres en 1775[119].
- Jacques Chirac, président de la République, le 10 juillet 1995 quelques mois après son élection. Il est revenu le 18 juillet 2005 pour fêter le 30e anniversaire du Conservatoire du Littoral, établissement public qu'il a créé en 1975.
- le général De Gaulle[Quand ?].
- Vigdís Finnbogadóttir, présidente de la République d'Islande, fut l'hôte de la Maison de Pierre Loti le 24 septembre 1987.
- Alain-Fournier (1886-1914), l'auteur du Grand Meaulnes, vient y rendre visite en 1913 à Yvonne de Quiévrecourt (1885-1964), alors mariée au médecin de marine Amédée Brochet.
- Victor Hugo, venu visiter la région en septembre 1843 avec Juliette Drouet. C'est au Café de l'Europe, aujourd'hui Café de la Paix, qu'il a appris en lisant le journal Le Siècle la noyade de sa fille Léopoldine et de son gendre, et qu'il a écrit son magnifique poème : « Demain dès l'aube, à l'heure où blanchit la campagne, je partirai, vois-tu, je sais que tu m'attends… ».
- Lionel Jospin le 11 août 1999
- La Fayette pour prendre le commandement de son navire L'Hermione et embarquer le 20 mars 1780 pour l'Amérique.
- François Mitterrand, président de la République, le 3 novembre 1983.
- Napoléon est venu une première fois les 4 et 6 août 1808. Embarqué avec Joséphine à Saint-Hippolyte, il arrive par le fleuve sur les quais sous les acclamations. Reçu par le vice-amiral Martin, premier préfet maritime, il réside avec Joséphine à l'hôtel de la Marine et va visiter le fort Boyard dont il avait ordonné la construction en 1801, alors qu'il était premier consul ; il n'est pas impossible qu'il soit déjà venu à Rochefort à cette occasion. Il revient une seconde fois le 3 juillet 1815, en attendant que les deux frégates la Saale et la Méduse ne le prenne pour forcer le blocus au large de l'Île d'Aix et passer en Amérique.
- Jean-Pierre Raffarin à plusieurs reprises comme conseiller général, notamment à la Corderie Royale en avril 1995
- Noël Retz, médecin de la Marine royale.
- Vauban, ingénieur du roi, surintendant des fortifications, mais ne réalisa pas de projet.
- Jacques Demy, ses collaborateurs et tous les acteurs ayant participé au tournage du film Les Demoiselles de Rochefort, en 1966.

## Héraldique
En haut à gauche : D'azur à l'étoile de cinq rais rayonnante d'or, à droite : Aussi d'or au mont de sable sommé d'une tour donjonnée du même, en bas : Aussi de sable au vaisseau équipé et habillé d'or voguant sur des ondes d'argent mouvant de la pointe.
Un blason plus ancien est rapporté par Malte-Brun, dans La France illustrée (1883) : D'azur à une montagne d'or, sommée d'une fleur de lys du même en chef.
Pendant le Premier Empire, il se blasonnait ainsi : Coupé : au 1er parti d'azur à un N d'or surmonté d'une étoile rayonnante du même, qui est des villes de seconde ordre, et d'argent à un fort crénelé posé sur un rocher, le tout de sable, au 2e de sable à un navire d'argent équipé d'or, voguant sur une mer d'argent mouvant de la pointe.[réf. nécessaire]
Ci-contre, le drapeau de Rochefort qui flotte sur le fronton de la mairie et sur la porte du Soleil.